# بابل
بَابِل (تلفظ عربي: [بَا-بِل]  ( سماع)، ب‍‍الأكّديَّة: 𒆍𒀭𒊏𒆠، تُهجأ KA₂-DIG̃IR-RAKI حَرفيًا «بَوَّابَة الْإلِه»)، إحدى مُدن العالم القديم، وأكبر عواصم حضارة بِلادُ الرافِدين. عاصمة الإِمبراطورية البَابِلية، وأول مدينة يصلُ عددُ سُكانها إِلى 200,000 نَسمة. تقع بَابِل على ذراع نهر الفُرات، على بعد حوالي 85 كيلومتر جنوبي العاصِمة بَغْدَاد، بالقُرب من مدينة الحِلة، تُغطي مساحة قوامُها 9 كم2. في سنة 2019 أدرجتها مُنظمة اليونسكو على لائحة التُّراث العالمي.
تزامنَ قيامُ بَابِل كقوة إقليمية في الشرق الأَدنى مع صُعود الملك «حَمورابي» سادس ملوك السُّلالة البَابِلية الأَولى إلى دفة الحُكم. بعدها أَصبحت بَابِل عاصمة لكيان سياسي هيمن على أراضي وادي الفُرات وجنوب بِلاد الرَافدين عُرف بالإِمبِراطورِية البَابِلية. في القرن الثامن قَبل الميلاد، وبعد سنوات من الصراع تمكنَ الملك الآشوري «تغلث فلاسر الثالث» منَ الظفر ببَابِل. بقيت المدينة تحت ظل الإِمبراطورية الآشورية قرناً من الزمن حتى قيام ثورة الملك البَابِلي «نبوبولاسر»، والذي وضعَ نهاية لحُكم الآشوريين في أَرض الرافدين بعدَ انتصاره في مَعركة نَينَوى. في القرن السابع قبل الميلاد بلغت المدينة ذُروتها في عهد الملك «نبوخذ نصر الثاني» أشدُ ملوك الكلدان بأسًا وأَمضاهُم صَريمةً حكم إِمبراطوريةً طالَ سُلطانها أغلب بقاع الشرق الأوسط، اِمتدت من البحر الأبيض المُتوسط حتى خليج العَرب. في النصف الأول من القرن السادس قبل الميلاد سقطت بَابِل على يد جحافل شاهنشاه الفرس «قورش الكبير» مؤسسُ الإِمبراطورية الأخمينية وأول أباطرتها عندما دمر كتائب الجيوش البَابِلية في معركة أوبيس جاعلًا منها إحدى عواصم إمبراطوريتةُ الفتية. في النصف الثاني من القرن الرابع قبل الميلاد دخلها «الإسكندر الأكبر» مُظفرًا بعدَ أَن شتتَ سواد الفُرس في واقعة كَوكَميلا، أراد القائدُ الشابْ أن يجعل منها عاصمة الشرق لإمبراطوريته قَبل أن توافيه المَنية على أرضها، بعدها أصبحت المدينة جُزءًا من إِمبراطورية أحد قادة جيوشه المَعروف بـ «سلوقس المَنصور». في مُنتصف القرن الثاني قبل الميلاد استولى عليها الفُرس مرةٌ ثانية، هذهِ المرة مُتمثلين بالإِمبراطورية الفرثية، بقيادة الشاهنشاه «مهرداد الكبير»، حينها بدأت بَابِل تدريجيا في التدهور، فغطاها ليلُ الزمان، وراحت في سُبات، عُزا المؤرخون ذلك إلى قُربها من العاصمة الفرثية، طَيسَفون. بعدَ ثلاثة قُرون دخلتها فيالقُ الْإِمبراطورية الرُومانية بقيادة قيصرُ الروم «تراجان»، فوجدوها ظلًا لما كانت عليه.
إن لبَابِل مكانةٌ خاصةٌ في التاريخ تُعزى أولًا لعمارتها الفريدة انطلاقًا من جُدرانها وأبوابها الضخمة التي أحاطت صيوان المدينة، تمثلت خيرُها بتلكَ التي حملت اسم عُشتار، وانتهاءً بأعجوبةٌ العالَم القَديم حدائِقُها المُعلَقة. ثانيًا، كنتيجة مُباشرة لأسطورة نشأت تدريجيًا بعد سقُوطها، وهجر سُكانها لها في مطلع القرونُ الأولى من العصر الحالي. هذه الأُسطورة تذكُرها الروايات الإنجيلية غالبًا في ضوء سلبي، وكذلك دواوينُ الإغريق الذين وصفوها في سجلاتهُم وخلدوا ذكرها للأَجيال القادمة. موقعُها الذي لم يُنس مكانهُ أبدًا لم يكُن مصب اهْتمام أعمالُ التنقيب حتى مطلع القرن العشرين تحت إِشراف عالم الآثار الألماني «روبرت كولديوي» الذي اكتشف آثارها الرئيسة. منذُ ذلك الحين ومع التوثيقات الأثرية والكتابية المُهمة التي اكتشفت في المدينة مُكملًا بالمعلومات الواردة من المواقع القديمة الأخرى التي لها صلة ببَابِل، جعل من المُمكن تقديم تمثيل أكثر دقة للمدينة القديمة بما يتجاوز الأساطير والخُرافات. ومع ذلك لا تزالُ هُنالك العديد من مواقع المدينة والتي كانت يومًا إحدى أهم مُدن الشرق الأدنى القديم غير مُكتشفة، لأن آفاق البحث الجديد قد تقلصت منذُ فَترة طويلة نتيجة الحُروب والأزمات التي عَصفت بالعراق.

## إعادة اكتشاف بابل
بدأت حملاتُ التَنقيب عن بِلَادِ الرَّافِدَيْنِ القديمة مطلع النصف الأول من القرن التاسع عشر، وأصبحت أكثر كثافة في العُقود التي تلت ذلك. اهتمت هذه الحملات في المقام الأول بمواقع العواصم الآشورية والتي كانت أطلالاتُها أكثر روعة من غيرها، وبالرغم من أن موقع بَابِل قد لفت الانتباه إليه بسرعة بسبب أهمية الاسم المرتبط به، إلا أنَّ أعمال التنقيب فيه لم تبدأ إلا في أواخر القرن التاسع عشر وأوائل القرن العشرين والتي جرى تنفيذُها من قبل أفضل فرق علماء الآثار آنذاك، تبعَ ذلك حملات أخرى خلال النصف الثاني من القرن العشرين لتوسيع المعرفة بمواقع المدينة والتي لا يزال مُعظمها لم يكتشف بعد، إلا أن أعمال التنقيب تباطئت بشكل كبير بسبب قرار الحُكومة العراقية تنفيذ برنامج لإعادة إعمار وترميم بعض معالم المدينة، ونتيجةً لوضع العراق السياسي منذُ عامْ 1990.

### أولى أعمال التنقيب

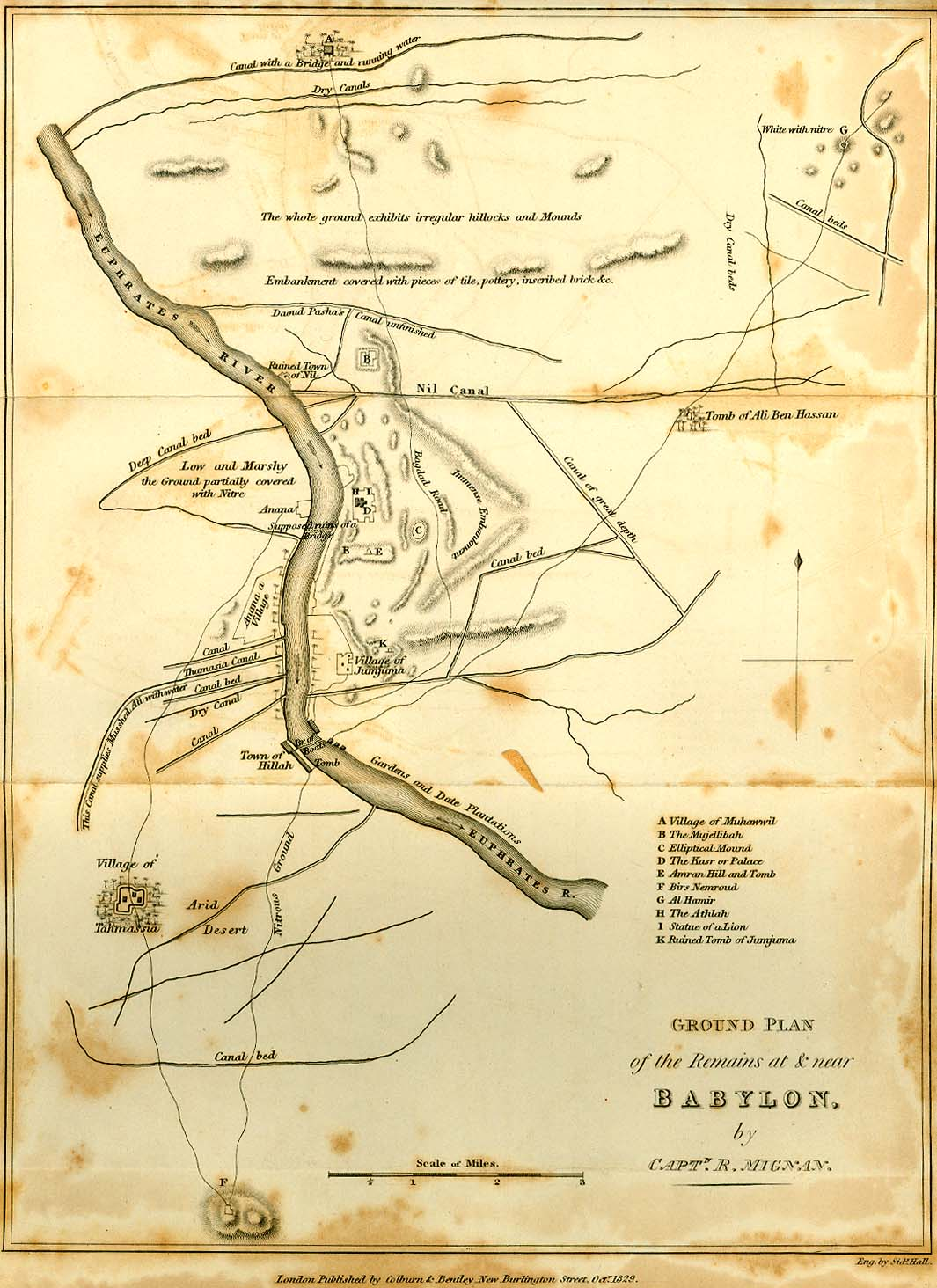
خريطة لبَابِل الاثرية من كتاب "رِحـلات فـي كِـلـدا" للمُستكشف الفرنسي «روبرت ميجنان» الصادر سنة 1829 قبل أن تبدأ أعمال التنقيب.

بالرغم من وجود بعض الالتباسات المُحتملة مع المُدن المُجاورة لبَابِل مثل بورسيبا وعقرقوف، إِلا أنَّ موقع بَابِل الحقيقي لَم يُفقد أبدًا، إذ ظل جزء منه محتفظًا بإسمه القديم «بَابِل». زار العديد من الرحالة أنقاض بَابِل، منهم «بنيامين التطيلي» في القرن الثاني عشر الذي وصفها قائلًا: «بَابِل هِيَ الَيوم مُهَدَمَة بالكامِل، وَلا تَزال خَرائِب قَصر نبوخذ نصر بَاقِية فِيها، وَلكِن يُصعَبُ الوصُولُ إليها بِسَبَب الأفاعِي والشَياطِين». بينما تجرأ على دُخولها الرحالة الإيطالي «بييترو ديلا فالي» في القرن السابِع عشر، وتمكن بصعوبة من التعرُّف على أنقاض المدينة التي وصفها «هيرودوت» و«اسطرابون»، كما زارها في القرن الثامن عشر الدُبلوماسي الفرنسي «جوزيف بوشامب»، أما أول من قامَ بأعمال البحث العلمي هُناك هو المُستَشرق البريطاني «كلوديوس جيمس ريتش» الذي أسسَ في بداية القرن التاسع عشر أول مشروع لرسم خرائط الموقع، تبعه العديد من مواطنيه لا سيما «أوستن هنري لايارد» في عام 1850 و«هنري روليِنسون» في عام 1854، وهما اثنان من المُكتشفين الرئيسيين لمواقع العواصم الآشورية، ولكنهُما مكثا هُناك لفترة قصيرة فقط لكون موقع بَابِل آنذاك كان أقل إثارة بالنسبة لهما من تلك الواقعة في شمال بِلَادِ الرَّافِدَيْنِ، وهو ما يُفسر سبب بقاء بَابِل على هامش الحفريات الرئيسية طوال هذه الفترة من أعمال التنقيب. في عام 1852 أجرى الفرنسيون أعمال التنقيب في الموقع بقيادة عالم الآثار «فولجينس فرينل» وبمساعدة «يوليوس أوبيرت» «وفيليكس توماس». عثر الفريق على اكتشافات ضئيلة (للمقابر بالتحديد) خلال أعمال تنقيب جرت في ظروف صعبة وحاولوا نقلها إلى فرنسا إلا أنهم فشلوا في ذلك، لأن القافلة النَهرية التي كانت تقلهُم (والتي حملت بشكل أساسي الآثار الآشورية) تعرضت لهُجوم من قبل القبائل المحلية في جنوب العراق مما أدى إلى غرقها بالقُرب من قَضاء القرنة في البَصرة عام 1855.

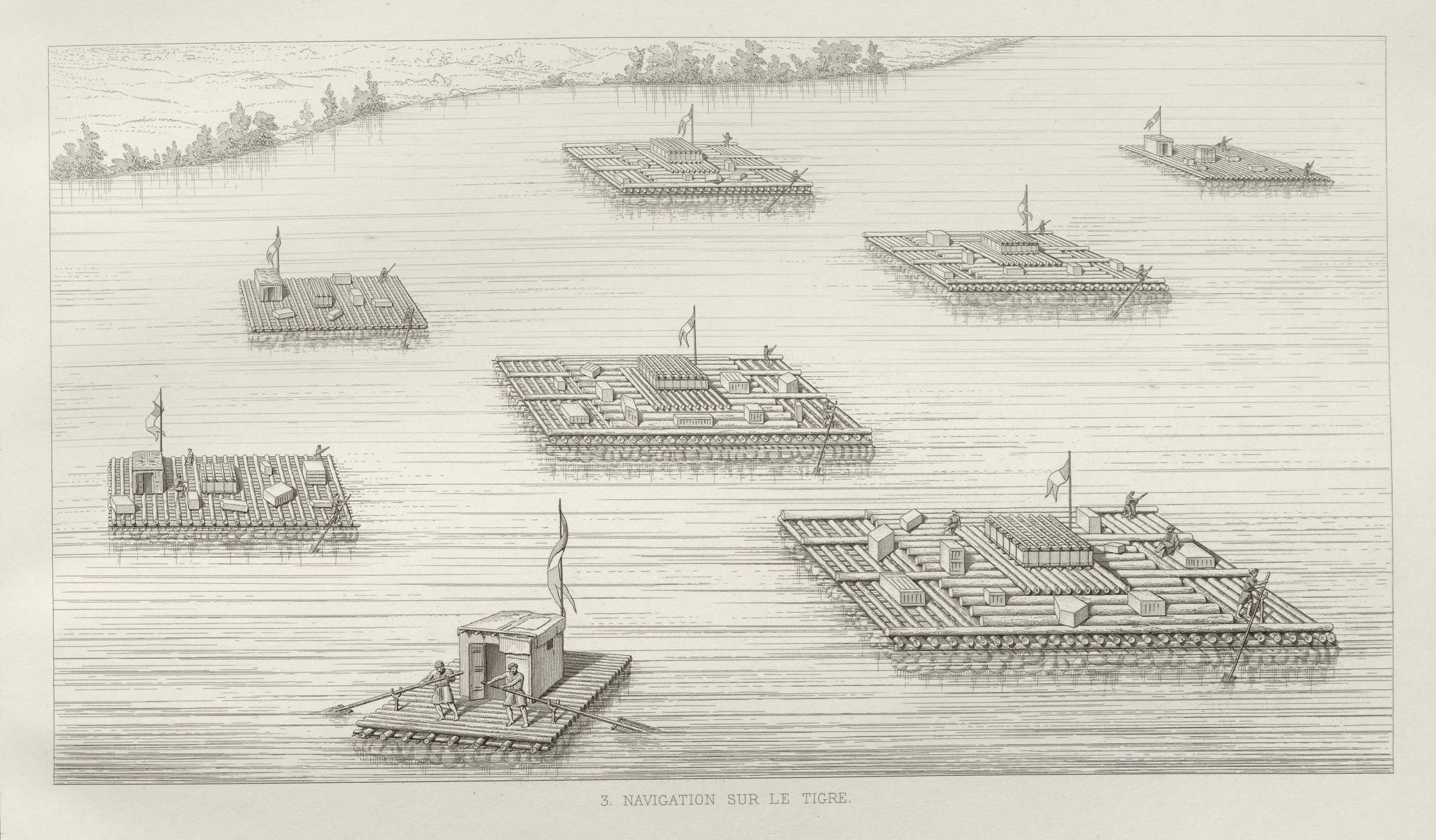
قافلة الأطواف الفرنسية التي تعرضت للهُجوم.

كان موقع بَابِل يُزار بانتظام من المُنقبين في النصف الثاني من القرن التاسع عشر. في عام 1862 عثر القنصل الفرنسي «باسيفيك هنري ديلابورتي» على مقبرة بارثية غنية بالتُحف أُرسلت محتوياتُها إلى مُتحف اللوفر، كما استولى السُكان المحليون على القطع الأثرية التي عثروا عليها هناك لإعادة بيعها في الأسواق المُجاورة، حدث ذلك بالتزامن مع أعمال التنقيب التي نظمتها فرق بريطانية في سبعينات القرن التاسع عشر تحت إشراف عالم الآثار العراقي-الإنجليزي «هرمز رسام» الذي نجح في استعادة العديد من القطع إلى المُتحف البريطاني لا سيما أسطوانة قورش، توقفت الحفريات البريطانية مؤقتًا بسبب مزاعم وشكوك تتعلق بتورط «هرمز رسام» في عمليات تنقيب سرية، قبل أن يبدأ اهتمامُ الألمان ببَابِل عام 1897.

### الحفريات الألمانية
في عام 1897 وصل عالمُ الآثار الألماني «روبرت يوهان كولدوي» إلى بَابِل وقرر تولي زمام أعمال التنقيب على نطاق غير مسبوق. في العام الذي تلا ذلك تأسست «الجمعية الشرقية الألمانية» لتعبئة وجمع الأموال اللازمة لبدء هذا المشروع، نسقت الجمعية في الوقت نفسه مع القسم الشرقي للمتاحف البروسية التي كان من المُقرر أن تتسلم الآثار التي يُعثر عليها أثناء التَنقيب، وكان الكُل مُستفيدًا من دعم القيصر «فيلهلم الثاني» الذي أبدى اهتمامًا كبيرًا بالعُصور الشرقية. بدأت الحفريات في العام نفسه، واستمرت حتى عام 1917. كان المشروع استثنائيًا من حيث مُدته في ذلك الوقت، خاصة وأنَّ أعمال التنقيب لم تتوقف ولو لمرة واحدة في السنة بعكس المُمارسات الحالية. ونظرًا لحجم الموقع والأهداف المرجوة منه من التنقيب المُكثف إلى ترميم الآثار وإرسالُها لبرلين وُضع «كولدوي» ومساعديه لوجستيات مُعقدة. بدأت أعمال التنقيب في بَابِل في عدة مواقع في الوقت نفسه (غالبًا ثلاث وأحيانًا خمس) وبلغ عدد العاملين فيها من 150 إلى 200 شخص وحتى 250 على الأكثر. كان فريق الآثار يهدُف أيضًا إلى القيام بأعمال تنقيب في المواقع المُجاورة بالتحديد في بورسيبا وشروباك ثم آشور، وعُين «والتر أندريه» (مُساعد كولدوي) في الموقع بشكل دائم من عام 1903 إلى عام 1913.
كانَ لأعمال التنقيب الأولية الفضل في تحديد العديد من معالم المدينة الرئيسية، بالإضافة لرسم مُخططات وجمع بيانات ذات جودة لم تكُن موجودة من قبل في تاريخ علم الآثار. من إيجابيات هذه البعثة أيضًا أن مُدير الحفريات كانَ مُهندسًا مِعماريًا، إذ كان لهُ اهتمام واضح بترميم وإعادة المباني القديمة، بخلاف عُلماء الآثار الذين سبقوه والذين ركزوا قبل كل شيء على اكتشاف الآثار والنفائس دون القلق بشأن الحفاظ على المباني التي وُجدت فيها. كانت القُصور الملكية في مُجمع مردوخ هي أولى أكتشافات البعثة، منها قصر تل عقير، ثم المعابد في تل إيشين-أسواس، وشارع الموكب ثم حي مركيس السكني. في عام 1913 نشر «كولدوي» نتائج تنقيباته في كتاب أسماه «قيامَة بَابِل»، أصبح هذا الكتاب منذ ذلك الحين من الكلاسيكيات في علم آثار بِلَادِ الرَّافِدَيْنِ. أخيرًا كان من المُمكن جمع وثائق وبيانات عالية الجودة عن بَابِل مُقارنة بالمواقع الأخرى في ذلك الوقت من أجل القيام بالتحليل والدراسة لسرد الحقائق بصورة تتجاوز الأساطير. في الوقت نفسه أُرسلت الآثار المُكتشفة إلى ألمانيا كما خُطط مُسبقًا، لا سيما النقوش المزججة لبَوابة عُشتار، وشارع الموكب الذي أعيد بناؤه في مُتحف بيرغامون. كانت أعمال التنقيب أقل كثافة منذ اندلاع الحرب العالمية الأولى عام 1914، والتي وضعت عُلماء الآثار الألمان تحت ضغظ كبير. بقي «كولدوي» في بَابِل حتى عام 1917 برفقة فريق محدود.

### الحفريات بعد عام 1945
لم تُستأنف أعمال التنقيب الأثرية في بَابِل إلا بعدَ عدة عُقود من رحيل «كولدوي». في عام 1962 ثم بين عامي 1967 و1973، بحثت الفرق الألمانية في منطقة الزقورة وغيرها من المباني، لا سيما في المُجمع الديني الذي توافقت صفاته مع صفات معبد بَابِل الكبير، والذي خُصص لمهرجان أكيتو البَابِلي. في عام 1974 دخلت البعثة الإيطالية بقيادة «ج. بيرغاميني» بَابِل، كان الهدف الأول من هذه البعثة هو إجراء مُسوحات طبوغرافية تهدف إلى تصحيح واستكمال أعمال التنقيب ما بعد فترة «كولدوي»، لا سيما تسليط الضوء على الارتفاع الحقيقي الذي وصلت لهُ المدينة وما يتعلق بالمشاكل الهيدروغرافية لموقعها. في عامي 1979 و1980 نقب فريق آثار عراقي داخل معبد نابو، وعثروا على كمية كبيرة من الألواح الطينية. توقفت أعمالُ التنقيب في بَابِل نهائيًا عام 1990 نتيجةً لحَرب الخليج الأولى.

### إعادة الإعمار والتدهور
خلال عقدي الستينيات والسبعينيات من القُرن الماضي قامت فرق عُلماء أثار عراقيون بترميم الآثار القديمة في البلاد، وذلك بالتوازي مع أعمال التنقيب الجديدة التي أجراها عُلماء أثار عراقيون أمثال الدكتور «نائل حنون» بمُساعدة عالم الآثار «عبد القادر حسن» والدكتور«صباح عبود». أجرى «حنون» عمليات التنقيب في التل الشرقي لبَابِل الواقع على امتداد شارع الموكب إلى الشرق من السور الداخلي للمدينة، أدت أعمال التنقيب إلى اكتشاف مجموعة من القبور تعود إلى العصر الهيلنستي.
احتلت أعمالُ التَنقيب في بَابِل المرتبة الأولى من بين مواقع بِلَادِ الرَّافِدَيْنِ الأخرى من حيث الأهمية، وسُرعان ما أصبحت المدينة رمزًا من رُموز العراق منذُ الأيام الأولى لتلك الدولة، على سبيل المثال يظهر تمثالُ أسد بَابِل وبَوابة عُشتار على طوابع الدولة العراقية مُنذ عام 1978، بعدها أصبح برنامج إعادة الإعمار أكثر كثافة واتساعًا تماشيًا مع إرادة «صدام حسين» الذي حكم العراق من سنة 1979 وحتى سقوط نظامه سنة 2003، تطلع «صدام» إلى ماضي بِلَادِ الرَّافِدَيْنِ القديم لتعزيز شرعيته في البلاد، تمثَّل ذلك من خلال تقديم نفسه على سبيل المثال كخليفة لسلسلة من الملوك الكبار للدول القومية أمثال «حمورابي» و«نبوخذ نصر الثاني» (وكذلك الحُكام الآشوريين)، لذا اختلطت قضايا السياسة بقضايا السياحة، وَوجب على بَابِل أن تكون مرة أخرى مكانًا لإظهار القوة، فرُممت آثارُها وبُنيت أجزاء من  جُدران قُصورها، أما بَوابة عُشتار فقد شيدت بالكامل، ورُممت غُرفة عرش القصر الجنوبي لاستخدامها في حفلات استقبال الوفُود، كما رُم المَسرح الإغريقي الذي يضم 2500 مقعد لاستخدامه أثناء العروض المسرحية والموسيقية، حتى إن «صدام حسين» وضع نقوشًا تحمل اسمه على الأساسات كما فعل الحُكام البَابِليون القُدماء، وبنى قصرًا على إحدى التلال الثلاثة القديمة لبَابِل.
تُقام الاحتفالات بانتظام في بَابِل، ينتقد عُلماء الآثار هذه المُمارسات كونها تحد من عمليات التنقيب في جُزء كبير من الموقع الأثري، وتُسارع من عملية تدهور الآثار القديمة، والتي تضررت بالفعل نتيجة أعمال التنقيب السابقة التي جرفت أجزاء منها إلى المتاحف الأوروبية، وكذلك ظاهرة التَعرية التي ازدادت وتيرتُها في الآونة الأخيرة. تفاقمت الأضرار التي لحقت بموقع بَابِل عقب الغَزو الأمريكي للعراق عام 2003، في الواقع اختير موقع بَابِل لإنشاء «مُعسكر ألفا»، وهو قاعدة عسكرية أمريكية - بولندية مساحتُها 150 هكتارًا تستضيف ما لا يقلُ عن 2000 جُندي، بما في ذلك مهبط للطائرات. ألحقت هذه العمليات أضرارًا ببعض مباني المدينة الأثرية نتيجةً لمُرور الآليات العسكرية، ومرور الحامية الكبيرة المُعسكرة في الموقع، كذلك أعمال الحفر الكبرى لبناء السواتر، وكلها كانت في قطاع وسط المدينة الضخم والذي يُعتبر من أهم معالم بَابِل. حُفرت الخنادق في المواقع الأثرية، وأتلفت المركبات رصيف شارع الموكب. دفعت الانتقادات المُوجهة إلى الأضرار التي لحقت بالموقع سُلطات التحالف العسكرية أخيرًا إلى تسليم المُعسكر وإعادة الموقع إلى الحُكومة العراقية في شهر كانون الأول من سنة 2004 مما جعل من المُمكن رؤية حجم الضرر الحقيقي.

### بابل تراث عالمي
في يوم 5 تموز/يوليو 2019 أعلنت منظمة الأمم المتحدة والثقافة والعلوم «يونسكو» بالإجماع إدراجها  لمدينة بَابِل ضمن مواقع التراث العالمي. واشترطت منظمة اليونسكو التزام السلطات العراقية بشروط المنظمة وإزالة المخالفات وأمهلتها حتى شباط/فبراير 2020. رصد العراق مبلغ 250 مليون دولار لإزالة هذه المخالفات أبرزها وجود أنبوب قريب للنفط وقصر للرئيس السابق صدام حسين بالإضافة إلى الزحف العمراني والمستنقعات. كشف عضو اللجنة المالية النائب صادق مدلول السلطاني -الذي شارك في جلسة التصويت على إدراج مدينة بابل- أن اللجنة المالية في مجلس النواب خصصت 60 مليار دينار لعام 2019 وأنَّ المبلغ في السنوات الخمس المقبلة سيكون 200 مليار دينار وبالتنسيق مع وزارة الثقافة والسياحة والآثار والحكومة الاتحادية. أعلن نواب عن محافظة بابل عن تخصيص 59 مليار دينار في الموازنة الاتحادية لتنفيذ مشاريع في المدينة الأثرية، عملت اليونسكو على تأمين مبالغ أخرى وكشفت عن نية لاعتبار محافظة بابل «عاصمة العراق التاريخية». أعلن البنك المركزي العراقي عن تخصيص مليار دينار عراقي من حساب مبادرة تمكين لتصرف على الإيفاء بمتطلبات هذا الادراج.

### اللغة
أطلقَ أهل بَابِل على لُغتهم اسم «الأكدية»، ذلك لأن منطقة بَابِل ككُل كانت تُدعى عندهم "أكد" كما يُلاحظ في نقوش كثيرة وردت فيها أسماء ملوك بَابِل كـ «ملك أكد» أو «ملك أكد وسومر». اقتبس البَابِليون أبجديتهم من السومريين الذين أسسوا حضارتهم جنوب العراق، وظلت هذه الأبجدية (المسمارية) تُستخدم في كتابة اللغة البابلية/الأكدية لثلاثة آلاف عام، أي حتى القرن الأول قبل الميلاد. اللغة البابلية سامية أصيلة ولكن لفظها لم يُشمل على حروف التضخيم والتفخيم كما في العَربية كالطاء والظاء والضاد، ولا على حروف الحلق كالحاء والعين والهاء والغين.

### الاسم

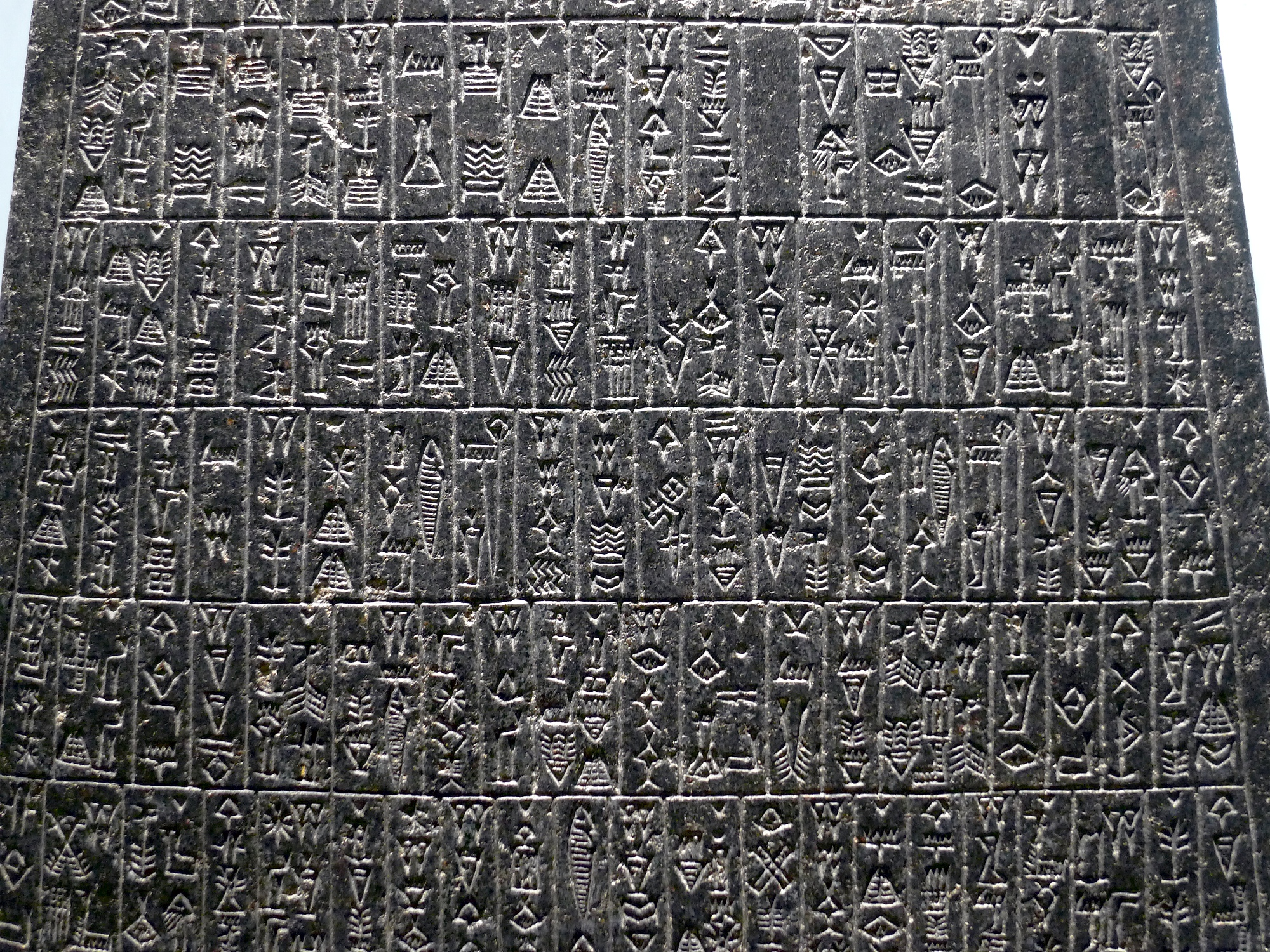
نَص باللًُغَة الأكدية منقوش على مسلة مانيشتوشو (أبن سَرجون الأكدي)، _{2270–2255 ق.م،} مُتحف اللوفر.

عُثر على أقدم سجل مؤكد يوثق اسم (بَابِل) على لوح طيني مجهول المصدر مؤرخ (وفقًا لمَعايير علم الكتابات القديمة) لحوالي سنة 2500 قبلَ الميلاد (عَصر فَجر السُلالات). تهجئة بَابِل في اللغة اليونانية «Βαβυλών» مُشتقة من الأصل البَابِلي «Bābilim/n» والتي تعني «بَوابة الإله». التهجئة المِسمارية لبَابِل هي 𒆍𒀭𒊏𒆠 (KA₂.DIG̃IR.RAKI)، العَلامة (KA₂) 𒆍 تَعني «بوابة»، 𒀭 (DIG̃IR) تعني «إله»، 𒊏 (RA) علامة تُستخدم للقيمة الصوتية، و(KI) 𒆠 هو أمر يشير إلى أن العلامات السابقة يجب فهمها على أنها اسم مَكان.
افترض المؤرخ «أرشيبالد سايس» -الذي كتب في عقد السبعينيات من القرن التاسع عشر- أن الاسم السامي «بَابِل» كان ترجمة مُستعارة للاسم السومري الأصلي (KA₂.DIG̃IR.RAKI). بَينما يُعتبر تفسير اسم «بَابِل» إلى «بوابة الإله» بأنه «تأثيل شعبي» سامي لاسم المدينة الأصلي. اقترح المؤرخ «إيغناس جيلب» في عام 1955 أن الـ n/m المُشتقة من الأصل البابلي للكَلمة «Bābilim/n» لهما منشأ غير معروف، ولا توجد أمثلة أخرى لمُدن سومرية استبدلت أسمائها بالترجمات الأكدية. استنتج «إيغناس جيلب» أنها تحولت لاحقًا إلى «(n)/Bāb-ili(m)» الأكدي، وأن الاسم السومري «KA₂.DIG̃IR.RAKI» كان ترجمة لأصل الكلمة السامي وليس العكس. أُعيدت ترجمة الاسم السامي إلى (باب-إيل) السومرية في زمن سلالة أور الثالثة (2111 – 2006 ق.م).
في التَناخ (الكتاب المُقدس العبري) اسم بَابِل (بالعبرية: בָּבֶל، بالكلاسيكية السريانية: ܒܒܠ، بالآرامية: בבל)، تُفَسر كَلمة «بَابِل» في سفر التكوين بما معناه «ارتباك» من الفِعل bilbél (בלבל «تشويش»). بَينما «Babil» كفعل في اللغة الإنجليزية يُشير إلى «التحدث بحَماسة أو حيرة». تستخدم السجلات القديمة في بعض النصوص كلمة «بَابِل» كإسم لمُدن أخرى مثل مدينة بورسيبا الواقعة ضمن دائرة نفوذ بَابِل، ونَينَوى لفترة قصيرة بعد احتلال الآشوريين للمدينة.
أما في اللُغة العَرَبية فيقول الأخْفَشُ: «لا ينْصرفُ لتأنيثه وذلك أن اسم كل شيء مؤنث إذا كان أكثر من ثلاثة أحرُف فإنه لا ينصرفُ في المَعْرِفة».

## مراحل التاريخ البابلي

### مراحل مُبكرة
ظهرت بَابِل في وقت مُتأخر من تاريخ بِلَادِ الرَّافِدَيْنِ القديمة عند المُقارنة بالمُدن الكبيرة الأخرى لهذه الحضارة مثل كيش، أوروك، أور، ونَينَوى. ظهر أول ذكر مؤرخ لبَابِل كمدينة صغيرة على لوح طيني من عهد الملك «سرجون الأكدي» (2334-2279 ق.م). يُمكن العُثور على مراجع تذكر مدينة بَابِل في ألواح الأدب الأكدي والسومري من أواخر الألفية الثالثة قبل الميلاد. أحد أقدم هذه الألواح لوح يصف الملك الأكدي «شار كالي شاري» (2218-2193 ق.م) الذي وضعَ حجر الأسس في بَابِل لبناء معابد جديدة لـ عشتار وإيلابا.(ملاحظة أ) تظهر بَابِل أيضًا في السجلات الإدارية لسُلالة أور الثالِثة كمدينة صغيرة جُبيت منها الضرائب وعين فيها إينسي.(ملاحظة ل) تذكُر السجلات البَاِبلية أن الملك «سرجون الأكدي» (2334-2279 ق.م) قد بنى بَابِل أمام العاصمة أكـد؛ «حفرَ تُرابَ بَابِل وجعلَها نظيرًا بِجوار أكد»، اقترح عالمُ الآثار «فان دي ميروب» أن هذه المصادر قد تُشير إلى الملك الآشوري المُتأخر «سرجون الثاني» ملك الإمبِراطورية الآشورية الجَديدة بدلاً من «سرجون الأكدي».
ادعى «كتسياس» مُقتبسًا من قبل «ديودور الصقلي» و«جورجيوس سينكيلوس» أن بإمكانه الوصول إلى مخطوطات من السجلات البَابِلية تؤرخ تأسيس بَابِل إلى 2286 ق.م في عهد ملكها الأول «بيلوس». عثر على تدوين مُماثل في كتابات القس البَابِلي «بيروسوس»، ذكر أن المُلاحظات الفَلكية بدأت في بَابِل قبل 490 عامًا من العصر اليوناني مما يُشير إلى عام 2243 ق.م. كتب «ستيفانوس البيزنطي» أن بَابِل بُنيت قبل 1002 سنة من الحُروب الطِروادية (1229 ق.م)، والذي من شأنه أن يؤرخ تأسيس المدينة لعام 2231 ق.م. كُل هذه التواريخ تضع أساس بناء بَابِل في القرن 23 ق.م؛ ومع ذلك لم يعثر على سجلات مسمارية تتوافق مع هذه الحِسابات.

### النهوض
لم تُذكر المدينة إلا قليلًا في توثيقات النصف الثاني من الألفية الثالثة قبل الميلاد، إلا أنها شهدت نموًا سريعًا في ظل صعود السُلالة الأموريّة. حقَّقت هذه السُلالة نجاحات عسكرية كثيرة خلال فترة العصرُ البَابِلي القَديم (2004-1595 قبل الميلاد). الفترة التالية من تاريخ بَابِل المعروفة باسم العَصرُ البَابِلي الوَسيط (1595 - نهاية القرن الحادي عَشر قبل الميلاد)، شهدت بَابِل فيها تأكيدًا لمكانتها كعاصمة لجنوب بِلَادِ الرَّافِدَيْنِ لكونها أصبحت مركزًا دينيًا وسياسيًا تحت حُكم السُلالات الكيشية. بدأت الألفية الأولى قبل الميلاد بفترات صعبة للغاية على المدينة، والتي طال أمدُها نتيجةً لحُروب دارت رحاها خلال مُحاولات المُلوك الآشوريين الهيمنة على بِلاد بَابِل. هزمهم الملوك البَابِلبون أخيرًا وأسسوا الإمبِراطورية البَابِلية الجَديدة (626-539 قبل الميلاد) وقاموا بتنفيذ المشاريع وبناء المعالم التي جعلت من بَابِل المدينة الأكثر شُهرة في عصرها. بعد سُقوطهم خلف العديد من السُلالات الأجنبية بعضها بعضًا في بَابِل، ومع ذلك احتفظت المدينة بأهمية محورية لكونها المركز الديني والاقتصادي لسُكان بِلَادِ الرَّافِدَيْنِ.

### بابل تحتَ حُكم السلالة الأمورية

أراضي الإمبِِراطورية البَابِلية عند استلام «حمورابي» دَفة الحُكم عام 1792 ق.م مُقارنة مع أراضي الإمبِراطورية عند وفاته عام 1750 ق.م.

ترافق نهوضُ بَابِل كقوة اقليمية داخل حوض جنوب بِلَادِ الرَّافِدَيْنِ، مع صُعود سُلالة حاكمة من أصل أموري،(ملاحظة ب) بدأت بالظُهور مع الملك «سومو أبوم» (1894-1881 ق.م). تُسمى هذه الفَترة من تاريخ المدينة الواقع بين نهاية سُلالة اور الثالِثة (في حدود 2004 ق.م) وَنهاية سُلالة بَابِل الأولى (في حدود 1594/5 ق.م) بـ«بَابِل القَديمة» والتي دامت زُهاء أربعة قُرون. يُعتبر «سومو لا إيل» (1880-1845 ق.م) هو المؤسس الحقيقي لهذهِ السُلالة (لكونه لا يمُت بصلة لسلفه، بينما جميع خُلفائه هُم من نسله)، وسع بَابِل تدريجيًا إلى مملكة قوية في وقت كانت فيه البلاد مُقتصرة على المدينة ومُحيطها. أورث «لا إيل» الحُكم لابنه «سابيوم» (1844-1831 ق.م) الذي حكم بَابِل 14 عامًَا، أرَّخ هذا الملك عامهُ التاسع بتشييده لمعبد أوراش، والعاشر بتشييده لمعبد بَابِل الكبير إيساكيلا. خلفَ «أبيل سين» (1830-1813 ق.م) أباه «سابيوم»، وعلى خُطى الأخير اهتم هذا الملك بالأعمال العمرانية، قام بتشييد المعابد وتعميرُها، وبنى حصن لحماية الطريق المُمتد من بَابِل إلى سيبار. بعدها جاء «سين موباليط» (1812-1793 ق.م) الذي جعل من بَابِل قوة قادرة على التنافُس مع الممالك الأمورية المُجاورة التي حكمت لارسا، إشنونا؛ إيسين وأوروك. أورثَ الحُكم من بعده لإبنه «حمورابي» (1792-1750 ق.م) أقوى وأشهر مُلوك السُلالة البَابِلية الأولى، لعب «حَمورابي» دوره بذكاء جاعلًا من مملكة بَابِل القوة الرئيسية في عصره. بدأ الجُزء الأول من حُكمه مع القليل من الانتصارات، بعدها نجح في إخضاع الممالك المُجاورة واحدة تلو الأخرى: لارسا، إشنونا، وماري، ثمَ سن القوانين وأصدر شَريعَته المَشهورة، حكم «حمورابي» 42 سنة هيمنت فيها بَابِل على أغلب اجزاء جنوب بِلَادِ الرَّافِدَيْنِ. حافظ ابنه وخليفته «سامسو إيلونا» (1749-1712 ق.م) على هذه السيادة لبعض الوقت، لكنه واجه عدة ثورات أضعفت رُبوع مملكته الواسعة.
لا يُعرف الكثير عن بَابِل خلال فترة حُكم سُلالتها الأولى. ولكن ما هو أكيد، هذه هي الفترة التي تطورت فيها المدينة لتصبح القوة الإقليمية التي نعرفها اليوم. يرجع ذلك إلى عدة عوامل وقبل كُل شيء وجود سُلالة قوية في موقع جُغرافي عرفت كيف تستفيد منهُ، وموقعُها المُمتد على طول ذراع الفُرات وليس بعيدًا عن دجلة والذي شكل مُحور اتصال رئيسي بين سوريا والهضبة الإيرانية وجنوب بِلَادِ الرَّافِدَيْنِ المُنفتحة على خليج العرب. وهكذا كانت المدينة قادرة على أن تُصبح نوعًا ما على مُفترق طُرق للعديد من المحطات التجارية المُهمة. لم يتمكن عُلماء الآثار من الوصول إلى المُستويات الأثرية لهذا العصر، لكونها مُغطاة عمومًا بالمياه الجوفية وتعرضت أيضًا لأضرار لا يمكن إصلاحُها.

نقش على الجزء العلوي من شريعة حمورابي يُصور حمورابي (واقف) وهو يتلقى شارته الملكية من شمش (أو ربما مردوخ).

السجلات الأثرية لهذه الفترة شحيحة، وأكثر الإسهامات الملموسة من أعمال التنقيب هي عدة دُفعات من الألواح المدرسية والدينية والاقتصادية التي تم العثور عليها في المنطقة. ربما كان التنظيم العام للمدينة في هذه الفترة يتمحور حول منطقتها الدينية (إريدو المُستقبلية) الواقعة على الضفة اليُسرى لنهر الفُرات. السؤال الذي يطرح نفسه بشكل خاص هو ما إذا كانت جُدران المدينة -في ذلك الوقت- قد بُنيت بعد ألف عام داخل المدينة بسبب توسُعها، أو ما إذا كانت منذ البداية تُحيط بمنطقة أكبر تواجدت بالفعل داخل المدينة في زمن «نبوخذ نصر الثاني». على أي حال يبدو أن المدينة امتدت في هذه الفترة على الضفة اليُمنى للنهر، حيث تذكُر النُصوص وجود العديد من المعابد على ضفته.
أفضل المصادر المُتوفرة عن مراحل بناء مدينة بَابِل هي نُقوشها التأسيسية، وأسماء سنوات حُكم المُلوك البَابِليين الذين أحيوا ذكرى أعمالهم الإنشائية. بنى ملك السُلالة الأول «سومو لا إيل» سورًا مُحيطيًا جديدًا للمدينة، كذلك بنى القصر الملكي الذي استخدمه خلفاؤه من بعده، ويبدو أن «أمي ديتانا» قام أيضًا ببناء سور آخر، أو عملية ترميم (لا تميز النُصوص بالضرورة بين الاثنين). لا يُمكن معرفة كيف كانت الحياة في القصر الملكي في بَابِل أثناء هذه الفترة إلا من خلال عدد قليل من الألواح تعود لزمن الملك «حمورابي» مأخوذة من المُراسلات الدبلوماسية مع ملك ماري. كان المُلوك البَابِليون يقومون بأعمال التشييد والبناء داخل المدينة بصورة مُنتظمة، تعلقت هذه الأعمال قبل كُل شيء ببناء جُدرانها وأبوابها، وفوق كل ذلك معابدها الدينية بالأخص معبد إيساجيل؛ معبد الإله المحلي «مردوخ». لم تذكر زقورتها الكبيرة خلال تدوينات هذا العصر، ولكن يبدو أن السجلات الأثرية تُشير إلى أن أقدم مرحلة من تاريخُها تعود إلى هذه الفترة. تُشير النُصوص المُكتشفة من جانبها إلى أن المنطقة الواقعة في هذا الجُزء من المدينة كانت تُسمى بـ«المدينة الشَرقية الجَديدة»، وكان يسكُنها بشكل خاص فئة من كاهنات المعابد تُسمى «نـاديـتـو»، كان هذا الأمر سمة من سمات العصر البَابِلي القديم.

### بابل تحت حُكم السلالة الحيثية
شاهد ملوك السُلالة البَابِلية الأولى أراضيهم تتفكك تحت تأثير الثورات وهجمات الشُعوب المُعادية، في المقام الأول الحيثيون والكيشيون،(ملاحظة ي) وهي هجمات تضافرت حدتوها مع أزمات اقتصادية وحتى بيئية. جاءت نهاية حُكم السُلالة الامورية مع الملك «سامسو ديتانا» (1625-1595 ق.م)، أقتصرت مملكتها على جُزء صغير مما كانت عليه أمبراطورية السُلالة الأولى، جاء ذلك بعد أن تمت مُحاصرته من قبل الممالك المُجاورة. وفقًا لما ذكره التاريخ البَابِلي فيما بعد، فإن الضربة القاضية قد تلقاها «ديتانا» من قبل الملك الحيثي، «مرسيلي الأول»، الذي نجح في عام 1595 ق.م، بشن غارة عسكرية على بَابِل. تعرضت المدينة للنهب واختفت سُلالة الاموريون، وغُنم كُل من تمثال الإله مردوخ وقرينته سربانيط إلى ممالك المُنتصرين كدليل على أستسلام المدينة. بعد أستيلاء الحيثيين على بَابِل، أصبح الوضع السياسي للمدينة غامضًا بشكل خاص. لوح طيني تم العُثور عليه في نينوى يعود للقرن السابِع قبل الميلاد، من فترة حُكم الملك الكيشي «أغوم الثاني»، يذكُر فيه أعادة تماثيل الإله مردوخ وقرينته سربانيط إلى بَابِل، وبالتالي أرجع لمعبد إيساجيل هيبته. صحة هذا النص محل شك، خاصة وأن هذا الملك قد ذُكر فقط في النُصوص اللاحقة لحُكمه.

### بابل تحت حُكم السلالة الكيشية

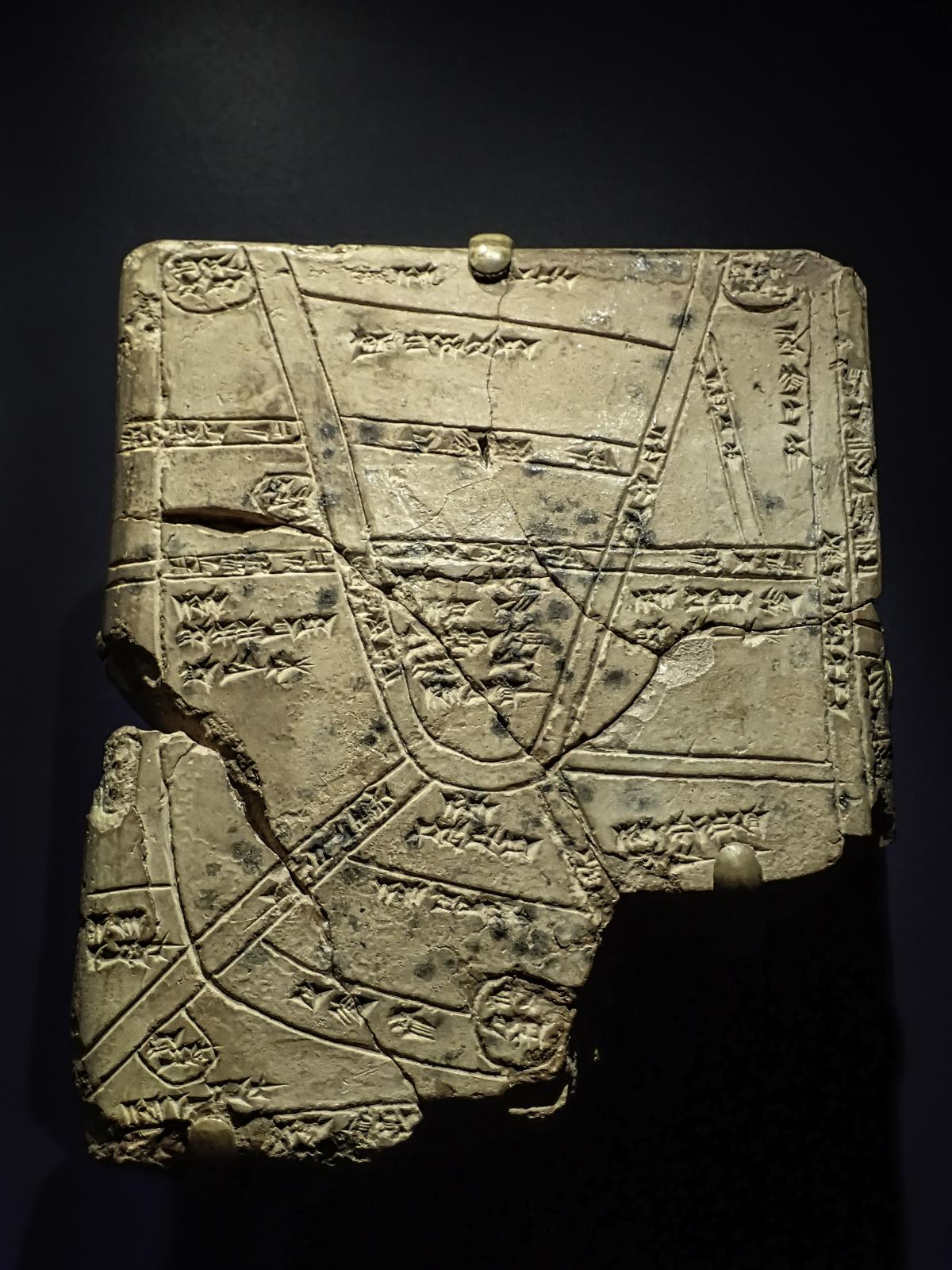
لوح بَابِلي من الفَترة الكيشية يُصور خريطة لمدينة نيبور المُجاورة لبَابِل، _{1550-1450 قَ.م،} مُتحَف واشنطن الوَطَني.

لم تتُم هيمنة السُلالة الكيشية على بَلاد بَابِل حتى بداية القرن الخامس عشر قبل الميلاد تحت سُلطان الملك «بيرنا بورياش الأول» وخلفائه المُباشرين. قدم مُلوك السُلالة الكيشية أنفُسهم كـ«ملوك كاردونياش» (الأرض المُقابلة لبَابِِل) بدلًا من «ملوك بَابِل»، ولم يُذكروا في نُصوص المدينة إلا في حالاتٌ نادرة. مكانة بَابِل كمركز سياسي خلال هذه الفترة غير واضحة، تحت حُكم الملك الكيشي «عقرقوف الأول» في بداية القرن الرابِع عشر قبل الميلاد بنيت عاصمة جديدة في الشمال على منطقة يقترب بها دجلة من الفُرات، سُميت عَـقَـرقَـوف. رُبما مثلت هذه المدينة مقر إقامة الملك (لاحتوائها عَلى قصر واسع) بينما مثلت بَابِل مقر حُكم الدولة الرسمي. مهما كان الوضع بقيت بابِل مدينة مُهمة خلال فترة حُكم السُلالة الكيشية، لا سيما وأن دورها كمركز ديني آخذ يتطور بصورة سريعة للغاية، كما يتضح من حقيقة أن معبدها الكبير «إيساجيل» قد تلقى تبرُعات كبيرة من الأرض المُجاورة، وأن مردوخ (إله بَابِل) قد أكد نفسه تدريجيًا كالرقم واحد بين آلهة تلك المنطقة. اللافت للنظر أن أهم هزائم المُلوك الكيشيين شهدت استيلاء أعدائهُم على بَابِل، حوالي 1235 ق.م نُهبت المدينة من قبل الملك الآشوري «توكولتي نينورتا الأول»، وفقًا للسجلات البَابِلية أقدم هذا الملك على هدم جُدران المدينة ثم كتب نصًا طويلًا احتفالًا بانتصاره. استمرت النزاعات بين بَابِل وآشور حتى تدخُل طرف ثالث مُتمثل بملك عيلام «شوتروك ناحونتي» وابنه «كوتر ناحونتي» اللذين استوليا على بَابِل عام 1158 ثم 1155 ق.م، ونهبوا كنوزها بما في ذلك تمثال مردوخ، بالإضافة لمسلة نارام سِين (اليَوم فِي مُتحَف اللوفر) ومسلة مانيشتوشو (كذلكَ فِي مُتحَف اللوفر). وهكذا سقطت السُلالة الكيشية بعد أن دام حُكمها نيف الأربعة قُرون. في ظل عدم وجود نُقوش تذكُر الأعمال التأسيسية في المدينة، ولأن المًستويات الأثرية لَم يبحث عنها لنفس الأسباب المذكورة في الفترة السابقة، ذُكرت بَابِل في مدونات السُلالة الكيشية بصورة أقل مما هي عليه في العَصر البَابِلي القديم. مع ذلك اكتشف العديد من الألواح التي تتحدث عن الأحوال الاقتصادية الخاصة بسُكانها. كذلك يُرجح بأن هذه الفترة هي الفترة التي وضع فيها مُخطط إصلاح سياجها الرئيسي إذا لم يكن قد وضع في الفترة السابقة.

### بابل أمام الهيمنة الآشورية
بدأ وضع المدينة بالتعافي مع بداية القرن التاسع قبل الميلاد بالرغم من وجود بعض الاضطرابات الطفيفة هُنا وهُناك. وجد ملوك بَابِل صُعوبة في فَرض سيطرتهم على المنطقة، وكانت السُلالات الملكية في حالة عدم استقرار مُستمرة. يضاف إلى هذه المشاكل استئناف الصراع مع آشور، والتي بدأت قوتها بالتعاظُم منذُ القرن الرابِع عشر قبل الميلاد، وكانت في موقع قوة بسبب استقرارها الداخلي الأكبر. بعد عدة سنوات من الحُروب تمكن الملك الآشوري «تغلث فلاسر الثالث» من الظفر ببَابِل عام 728 ق.م. ومع ذلك لم تتحقق الهيمنة الآشورية على المدينة بصورة كاملة، وكان على الملك الآشوري الجديد «سرجون الثاني» -والذي رمم معابد وأسوار المدينة- أن يواجهَ فيها خصمًا عتيدًا مُتمثلًا «بمَردوخ أبلا إيدينا الثاني» الذي نجح في السيطرة على المدينة مرتين. واجه الملك «سنحاريب» (خَليفة سرجون الثاني) بدوره ثورات بَابِلية جديدة دفعته إلى تنصيب ابنه البكر «آشور-نادين-شومي» على عرش سُلطان المدينة. لم يستمر هذا الأخير وقتًا طويلًا في الحُكم، فبعد قيام ثورة بَابِلية جديدة قبض عليه المُتآمرون وسلموه إلى حُلفائهُم العيلاميين الذين أقدموا على إعدامه. كان رد «سنحاريب» على هذه الخيانة مُزلزِلًا، والقصة التي تركها لتروي أحداث انتقامه مليئة بالكراهية ضد بَابِل، إذ دَك حُصون المدينة وقُصورَها وذَبح عددًا كبيرًا من سُكانها ودمر أجزاءً واسعةً منها من خلال تحويل مياه نهر دجلة والفُرات إليها، بعدها قام بتسوية أسوارها وسبى تمثال مردوخ إله بَابِل الكبير إلى آشور.
| "تَقَدَّمَتُ بِسُرْعَة نَحْوَ بَابِل الَّتِي كُنتُ قَدّ خَطَّطْتُ مُسبَقًا لِغَزَّوهَا. لَقَدّ هَاجَمْتُهَا مثِّل الْعَاصِفَة، وأحَطتُها مثِّل الضَّبَاب. حَاصَرْتُ الْمَدِينَة بِالْأَبْرَاج وَالسَّلَالِم. (...) لَمّ أَسَتَثْنِ أَحَدًا، مَلَأْتُ سَاحَات الْمَدِينَة بِأَجْسَادَهُم. (...)؛ قَبضَ شَعِّبِي عَلَّى تَمَاثِيل الْآلِهَة الَّتِي كَانَتْ هُنَاك وَدَمَّرهَا. (...)؛ دَمّرْتُ الْمَدِينَة وَالْبُيُوت مِنَ الْأعْلَى إِلَى الْأَسْفَل، مِنَ الْأَسَاس إِلَى السَّطْح، وَأَحْرَقْتُهَا بِالنَّار. قُمتٌ بِتَسْوِيَة جُدْرَانهَا الدَّاخِلِيَّة وَالْخَارِجِيَّة. قُمتٌ بِتَسْوِيَة أُرَاضِي الْمَدِينَة عَنّ طَرِيق إغْرَاقهَا حَتَى إنَنِي دَمّرْتُ مُخَطَّط أَسَّسهَا. لَقَدّ جَرَّفْتُهَا أَكَثَّر مِنْ فَيضَان حَتَى لا تُذَكَّر هَذّهِ الْمَدِينَة وَمَعَابِدهَا أبَدًا، لَقَدّ دَمَّرْتُهَا كَسَيْل الْمَاء، وَأَصْبَحْت مثِّل مَرج." |
| —مُقتطف مِن حوليات سنحاريب حَول حَملته على بَابِل. |

لا تزال حقيقة حجم الدمار الذي خلفه «سنحاريب» في بَابِل موضع نقاش. في جميع الاحتمالات لم تُدمر المدينة بالكامل كما ادعى الملك الآشوري. اختار ابنه وخليفته «آسرحدون» طَريق التهدئة مع بَابِل وتعهد باعادة إعمار المدينة، على الرغم من وضع الحظر على إعادة بنائها لـ70 عامًا، والذي أعلنهُ الإله مردوخ غضبًا على سُكانها (لم يكن سنحاريب حينها سوى ذراعه للانتقام). يُبرر «آسرحدون» هذا الأمر من خلال قيامه بلعبة كتابية على التهجئة المِسمارية للرقم 70 (يُكتَب على شَكل مسمار رأسي يتبعه شارة شيفرون)، يقوم بقلب علامات التهجئة (تُصبِح شارة شيفرون متبوعةً بمسمار رأسي) فَيُعطي الرقم 11 (سنة)، مما سمح له بإعادة الإعمار. استقامت أحوال بَابِل لـ«آسرحدون»، وعمها الأمن والأمان باستثناء ثورة عقيمة قام بها ابن الثائر السابق «مَردوخ أبلا إيدينا الثاني» سنة 680 ق.م.

أدت خلافة «آسرحدون» عام 669 ق.م إلى ظُهور تنظيم سياسي خاص مُتمثلًا بُحكم ابنه الأصغر «آشور بانيبال» على آشور بينما عُيِّن شقيقهُ الأكبر «شمش شوم أوكين» على عرش بَابِل كتابِعٍ له، والذي توج مع عودة تمثال مردوخ إلى المدينة. ثار الأخير على أخيه عام 652 مُطالبًا بعرش الإمبِراطورية، ودخل الأخوة في حرب مُدمرة انتهت بحصار قاسٍ ضربه الملك الاشوري على بَابِل، وصلت فيه المدينة إلى مرحلة المجاعة. بعد مُعاناة طالت عامين من الحصار سقطت بَابِل أخيرًا عام 648 ونهبها الجيش الآشوري. مات الملك «شمش شوم أوكين» أثناء الحصار، وأحرقتهُ النيران مع  قصره،(ملاحظة س) وهي الحادثة التي مهدت لولادة الأسطورة اليونانية «ساردانابالوس» (اسم «آشور بانيبال» باليونانية القَديمة). بعد المرحلة الأولى من القمع والتدمير تبين أن «آشور بانيبال» كان أقل وحشية من جده وأعاد ترميم المدينة، ووضع «كاندالانو» كحاكِم دُمية على رأسها.(ملاحظة م) وهكذا فإن الملوك الآشوريين ساهموا بعمق في تشكيل تاريخ بَابِل وفي صياغة مشهدها الحضري.

### الإمبراطورية البابلية الحديثة وذروة بابل
هذا التعاقُب الكبير للثورات البَابِلية أضعف بلا شك آشور، كانت روح المُقاومة في بَابِل تزداد يومًا بعد يوم، وأفراد المُقاومة أكثر نشاطًا واتحادًا من ذي قبل. عند وفاة «آشور بانيبال» بين عامي 631 و627 ق.م دخل أبناؤه في دوامة نزاع الخلافة. استغل «نبوبولاسر» -الذي يُرجح أنه كان حاكم منطقة أرض البحر- (وربما كانَ من أصل كلداني)، الاضطرابات في آشور من أجل الاستيلاء على السُلطة في بَابِل عام 625 ق.م. نقل الصراع تدريجيًا إلى جاره في الشمال، وبعد سنوات قليلة من الصراع، نجح في إسقاط الإمبِراطورية الآشورية بمُساعدة ملك الميديين «سياخريس» عام 614 ق.م. في 610 ق.م خلفَ «نبوبولاسر» ابنه «نبوخذ نصر الثاني» (605 قبل الميلاد - 562 ق.م) -أشدُ ملوك الكلدان بأسًا وأَمضاهُم صريمة- دامَ على حُكم الرُبوع 43 عامًا. معه عرفت المدينة ذُروتها. سأر بجيشه ألى مصر، وقهر فرعونها «نخاو الثاني» بعد أن سحق جحافل جيشه في واقعتي كَركَميش وحُماة، ثُم أسقط أورشليم عاصمة يـهـوذا وسبى سُكانها، بعدها ضرب الحصار على صُوْر جوهرة تاج كنعان 13 عامًا حتى دخلها. هذه هي الفترة المعروفه «بالإمبِراطورية البَابِلية الحَديثة»، والتي غطت أراضيها مُعظم أجزاء الشرق الأدنى من حُدود مصر، والأناضول، وجِبال طوروس إلى أطراف فارس.

يترافق عهدا «نبوبولاسر» وابنه «نبوخذ نصر الثاني» مع فتره تغييرات عميقة بدأها الأول وأنهاها الثاني، عرفناها من خلال نقوش المدينة التأسيسية. هؤلاء الملوك حشدوا موارد الإمبراطورية بأكملها سواءً كانت في البلدان المُحتلة أو في بَابِل نفسها. تُشير ألواح معبد عُشتار في أوروك إلى قيام المعبد بتوفير موارد كبيرة من أجل بناء قَصر «نبوخذ نصر الثاني». هذه الأعمال الإنشائية لمُلوك هذه الفترة هي التي ستُساهم في تكوين الصورة الأسطورية للمدينة، الصورة التي أعيد إنتاجها من قبل المؤرخين الأجانب أمثال «هيرودوت» و«كتيسياس» أو الكتاب المُقدس العبري، صورة لمدينة مُحاطة بجُدران عظيمة تُهيمن عليها القصور والمعابد والزقورات والشوارع المُزججة.

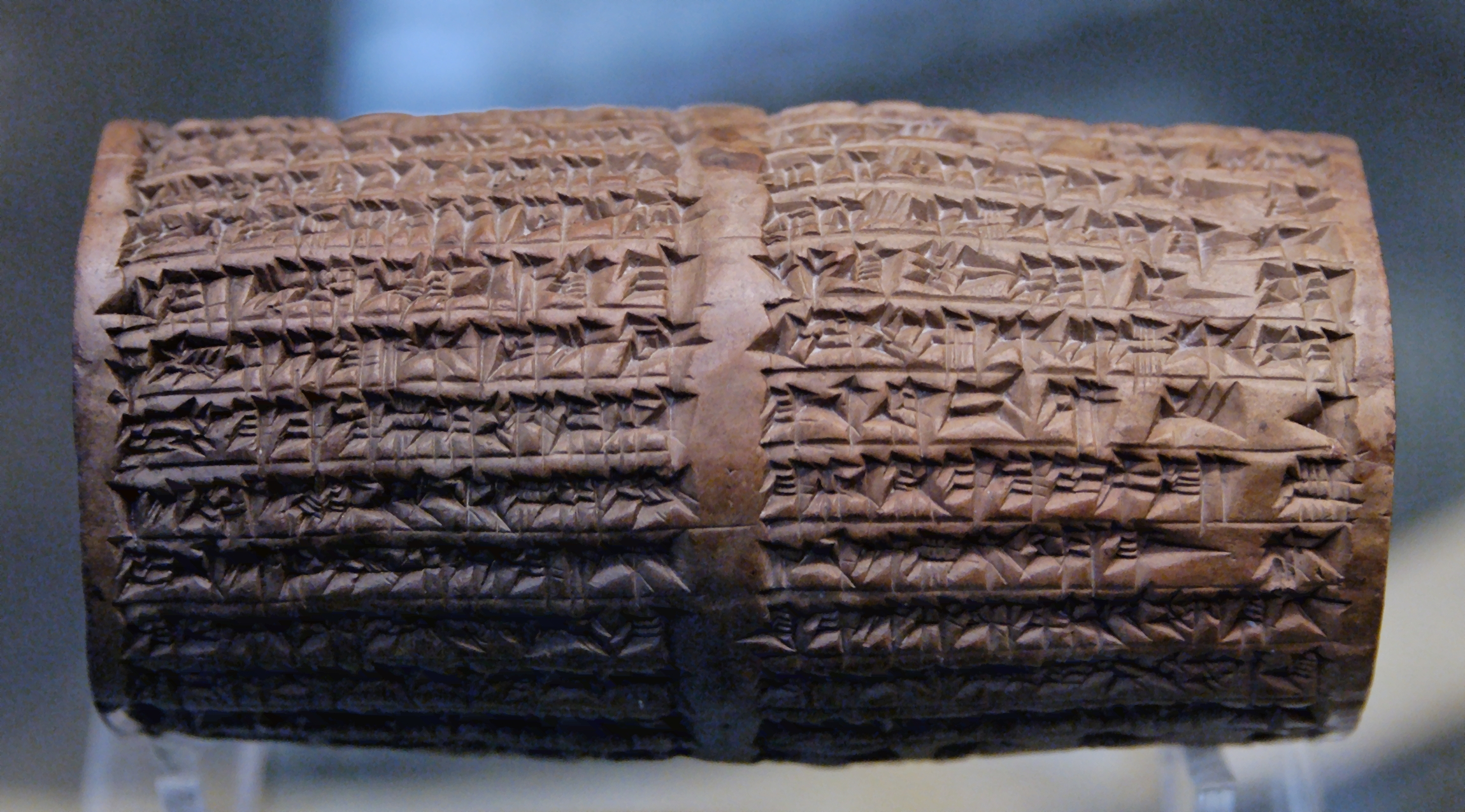
اسطوانة نابونيد، تصف إصلاحات الملك لمعبد إله القمر سين في أور، مع الصلاة لابنه «بيلشاصر»، _{555-539 ق.م}. المُتحف البِريطاني.

تمكن خُلفاء «نبوخذ نصر الثاني» من الاحتفاظ بمملكتهُم الواسعة بكُل ما أوتوا من قوة، لكنهم لم يتمتعوا بسُلطة ودهاء مؤسسي هذه السُلالة. كان آخر ملوك بَابِل «نابونيد» (556-539 ق.م) شخصيةً غامضةً، كرهته نُخبة مملكته بما فيهم كهنة عبادة الإله مردوخ لأنه أهمل إلههم لصالح إله القمر سين. غادر «نابونيد» مدينة بَابِل لعدة سنوات ليستقر في تيماء الواقعة شمال غربي شُبه الجزيرة العربية. ومنع غيابه عن بَابِل بحُكم الأمر الواقع كهنة مردوخ من الاحتفال بالسنة الجديدة الأمر الذي يتطلب حضور الملك شخصيًا.

### بابل تحت الحُكم الأجنبي

#### الفترة الأخمينية(539-321 ق.م)
غزت جحافلُ شاهنشاه الفُرس «قورش الكبير» مؤسس الإِمبِراطورِية الأخمينية بَابِل عام 539 ق.م من خلال هجوم مُفاجئ على بوابة إنليل الواقعة في الجُزء الشمالي الغربي من المدينة، سقطت بَابِل والإمبراطورية بأكملها في يده، ومن الواضح أن هذا الامر قد تم دون وقوع الكثير من العُنف.
| "فِي شَهْر تِشرِيْت (الشَّهْر السَّابع فِي التَّقْويم البَابِلي) خَاضَ قورش مَعْرَكَةً مَعّ جَيَّش أكد (بَابِل) فِي مَدِينَة أوبيس عَلَّى ضِفة نَهَر دِجْلَة، اِنْسَحَب سُكَّان أكد. نَهَبَ قورش الْمَدِينَة وَقُتِّلَ سُكَّانهَا. فِي الرَّابع عَشَّر تَمَّ أُخِّذ سيبار بِدُون قِتَال. نابونيد يَهرِّب مِن بَابِل. فِي السَّادِس عَشَّر دَخَلَ جوبارو حَاكِم الجوتيون وَجَيَّش قورش إلَى بَابِل دُوّن قِتَال. فِي وَقتّ لَاحِق بَعَّدَ أن عَادّ، تَمّ نَقِل نبونيد إلَى بَابِل حَتَّى نِهَايَة الشَّهْر، أَحَاطَت دُرُوع الجوتيون بَوَّابَات إيساجيل (مَعْبَد بَابِل الْكَبِير) وَلَكُنّ لَمْ يَكُنّ هُنَاك أي اِنْقِطَاع لِلطُّقُوس مِن أي نَوَّع فِي إيساجيل أو في الْمَعَابِد الْأُخْرَى وَلُمّ يُتِّم تَفْوِيت أي مَوْعِد أحتِفَالِي. فِي شَهْر ارحَسامِنو (الشَّهْر الثَّامِن في التَّقْويم البَابِلي)،، فِي اليَوْم الثَّالِث دَخَّلَ قورش بَابِل. مَلأ الْأوَانِي أَمَامَه (للشُرْب؟). حَلّ السَّلَاَم فِي الْمَدِينَة. أَصَدَّرَ قورش مَرْسُومًا بِالسَّلَاَم عَلَّى كُل سُكَّان بَابِل." |
| —مُقتطف من تاريخ نابونيد عن سُقوط بَابِل. |

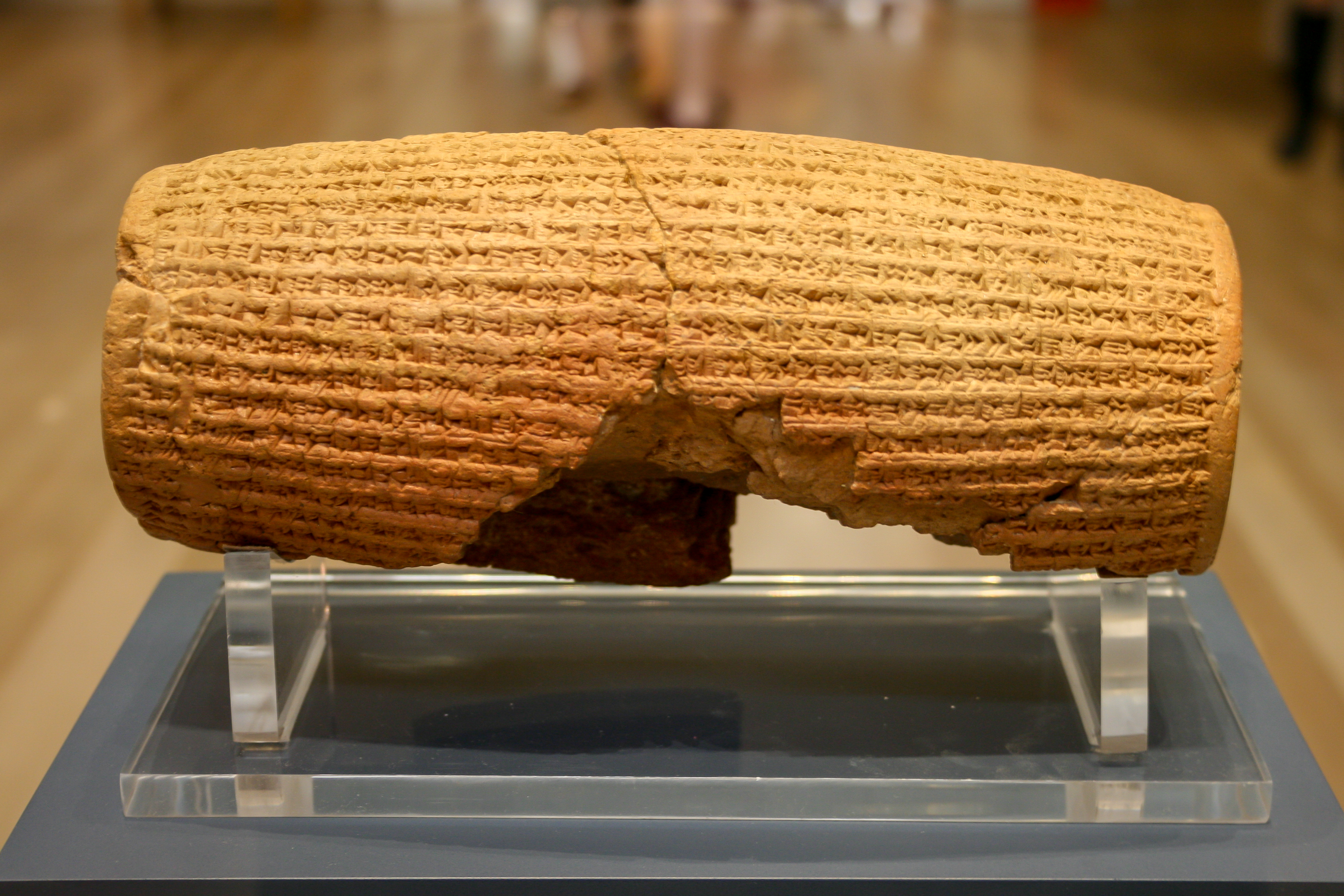
اسطوانة قورش، يُخاطب فيها الملك سُكان بَابِل من أجل إقناعهُم بان الاله مردوخ أرسله ليُخلصهُم من حُكم «نبو نيد»، _{539–538 ق.م.} المُتحف البريطاني.

عوملت بَابِل باحترام من قبل الملك الجديد، الذي أعلن عن رغبته بالحفاظ على سلامة المدينة وحماية مصالح سُكانها، وذلك من خلال إعلان مرسوم إيجابي للغاية تجاههُم عُثر عليه منقوشًا على اسطوانة طينية في بَابِل عُرِفت باسطوانة قورش حيث يستأنف نفسه على حساب الإيديولوجيا البَابِلية الملكية ويقدم نفسه على أنه الشخص المُختار من قبل الإله مردوخ.
لم يكن سُقوط الإمبراطورية البَابِلية ونهاية الاستقلال السياسي يعنيان انهيار بَابِل. بالتأكيد ثارت المدينة ضد غزاتها في عدة مُناسبات، ضد «دارا الأول» حوالي عام 521 ق.م، ثم لاحقًا ضد ابنه «خشايارشا الأول»، الذي نسب إليه المؤرخون الإغريق فيما بعد تدمير معبد مردوخ، وهو حدث يدور حول صحته جدل حتى اليوم.

#### الفترة الهيلينية(321 -126 ق.م)
في عامْ 331 ق.م فتحت بَابِل أبوابها للملك المقدُونِي «الإسكندر الأكبر» الذي شتت سواد الفُرس في واقِعة كَوكَميلا مُرحبًا به بوضوح من قبل سُكانها. رعى الإسكندر ترميم قنوات المدينة، واستقر في معبدها الكبير إيساجيل لبضعة أشهر قبل الانطلاق في حملتُه الهندية، أراد الإسكندر أن يجعل منها عاصمة الشرق لإمبِراطوريته قبل أن توافيه المنية في قصر «نبوخذ نصَّر» في العَاشر أو الحَادي عَشر مِن حزيران/يونيو سنة 323 ق.م. بعد أن انطفأ نجمُ ذلك الفاتح الشاب حدث التقسيم الأول لإمبراطوريته المقدونية في بَابِل فيما عُرف بـ«اتِفاقية بَابِل» بين جنرالاته المعروفين بـ«ملوك طَوائفِ الإسكندر»، والذين دخلوا لفترة طويلة في صراعات ضربت بَابِل وأكبر مُدنها بشدة. كان أكثرها دموية عندما نجح «سلوقس الأول»، في نهاية الحرب البَابِلية بتعزيز سيطرته على المنطقة عام 311. لم يختر الملك الجديد بَابِل كعاصمة له كونه قد بنى واحدة جديدة على بعد ستين كيلومتراً إلى الشمال الشرقي منها مُتمثلة بسَلوقية. مع ذلك بقيت بَابِل مدينة مُهمة في هذا الفترة كما يتضح على سبيل المثال من حقيقة أن ابن «سلوقس» الأمير «أنطيوخوس الأول» بقي هُناك لعدة سنوات قبل أن يتولى مقاليد السُلطة. ومع ذلك فإن مركز ثقل مملكتهم السلوقية قد انتقل تدريجيًا إلى الغرب (إلى سوريا) وأصبحت أنطاكية العاصمة الرئيسية لخُلفائهم.
فقد السلوقيون بَابِل لتقدُم جحافل الإمبِراطورية الفرثية مما أدى إلى صراعات شهدت المدينة تنتقل من طرف لآخر قبل الهيمنة النهائية للفرثيين تحت سُلطان الملك «ميثريدس الثاني» (123-88 قبل الميلاد). أثرت هذه الصراعات مرة أخرى بقوة على بَابِل لا سيما الفظائع التي ارتكبها الجنرال الفرثي «هيميروس»(ملاحظة ص) الذي كان بمثابة نائبٍ للملك على المنطقة خلال الفترة المُضطربة من 130-120 ق.م. ظلت بَابِل مدينة مُهمة سياسيًا ودينيًا في إدارات الإمبراطوريات الأجنبية التي حكمتها خلال النصف الثاني من الألفية الأولى قبل الميلاد. في عهد الإمبراطورية الأخمينية كان حاكمُها -الذي يُدعى في النصوص المسمارية باللقب البَابِلي «باهات»، والمَعروف أكثر بـ«ساتراب»- يُدير مٌقاطعة شاسعة غطت في البداية أراضي الإمبِراطورية البَابِلية القَديمة حتى البحر المتوسط قبل أن يتم تقليص أراضيها إلى بِلَادِ الرَّافِدَيْنِ فقط. تحت حُكم السلوقيين، حلت سلوقية مكان بَابِل كمدينة الإدارة الرئيسية للامبراطورية، وبالتالي أصبحت بَابِل العاصمة الثانوية. مُمثل الملك هُناك شخصية تُدعى في النُصوص المحلية "šaknu" (مَعناه «حاضر»)، والذي يرأس طاقم القصر الملكي.

مُنذُ عهد «أنطيوخوس الرابع» (حوالي 170 ق.م) أصبحت بَابِل مدينة يونانية أو ما يُعرف بـ«بـولـيـس»، وبينما عُرف مُجتمعها بـ«بـولـيـتاي» (نجده مَذكوراً في النصوص البَابِلية في شكل بوليتش/بولياناو)، يقودها القائم بأعمال الإدارة (الذي يُطلق عليه لقب «بـاهـات» في المَصادر المسمارية، والمعروف أكثر بـ«ساتراب»)، ويجتمع سكانها في المسرح الذي بُني في المدينة. المُجتمع البابلي الأصلي، والذي لا يزال بلا شك مهيمنًا من حيث العدد، يُشكل الكيان السياسي الثالث لهذا المُجتمع المُعقد. ويُمثلهم عند السُلطات اليونانية الموظفون المسؤولون عن معبد إيساجيل، الذين يُشكلون وزنا في إدارة أحوال المدينة باعتبارهم السُلطة الإدارية الوحيدة من أصل محلي. يقود هذا المُجتمع مجلس يُطلق عليه "kiništu" سُلطته العُليا مُتمثلة بالمسؤول عن ضريح المعبد والذي يُدعى "šatammu". بقي هذا التشكيل النسيجي لمُجتمعات بَابِل قائمًا في عهد البارثيين أيضًا. وبالنسبة لهذه الفترات المُختلفة بقيت الألواح الطينية للعائلات المحلية مُتوفرة بأعداد كبيرة إلى حد ما مُقارنة بالمدن الأخرى في المنطقة التي قلَ التدوين فيها تدريجيًا، وبالتالي توفر معلومات موثوقة عن المدينة بعيدًا عن التكهُن.

#### الفترة الفرثية(126 ق.م -227 م)
شهدت فترةُ حُكم الإمبراطورية الفرثية تراجُعًا تدريجيًا لمكانة بَابِل كعاصمة لجنوب بلاد الرافدين، انتقلت مراكز القوة الكبرى بشكل نهائي إلى الشمال على نهر دجلة (سَلوقية، طَيسَفون، وبعد ذلك بكثير بَغْدَاد). لكن معالمها الرئيسية كانَت لا تزال نشطة، كتب المؤرخ الروماني «بليني الأكبر» في بداية القرن الأول الميلادي أن معبد بَابِل كان لا يزال نشطًا على الرغم من أن المدينة في حالة «خَـراب»، كما توجد نُقوش باليونانية تعود إلى القرن الثاني الميلادي تُشير إلى أن المسرح الإغريقي لا يزال قائمًا. ظلَت بَابِل مدينة تجارية نشطة فيها مُجتمعات بابلية ويونانية ذات آفاق واسعة ارتبطت بلا شك منذُ فترة طويلة، وكذلك المُجتمعات المسيحية الأولى التي استقرت في المنطقة. يُذكر أن بَابِل كانت «ميدانًا للآثار» في النصوص الإغريقية كما دوَّن المؤرخ «كاسيوس ديو» عندما أبلغ عن وصول الإمبِراطور الروماني «تراجان» إلى بَابِل خلال حَملته عام 115م. مع ذلك ذكر حقيقة أن تراجُعها كان كبيرًا، ولفت انتباه الزائرين إلى حكايات تتعلق بروعتها الماضية.
| بابل | لَقَدّ جَاءَ (تراجان) إلَى هُنا (إلَى بَابِل) بِسَبَب شُهْرَته، عَلَّى الرَّغُم مِن أَنْه لَم يَرَ سَوَّى التِّلَال والحِجارة وَالْآثَار الَّتِي تَشْهَد عَلَّى ذَلِك، وَبِسَبَب الإسكندر قَدَّم ذَبِيحَة (قُرْبَان) فِي الْغُرَفَة الَّتِي كَانَ قَدّ مَاتَ فِيها. ~ مُقتطف منَ التاريخ الروماني «لكاسيوس ديو» يتعلق بقدوم الإمبِراطور «تراجان» إلى بَابِل. | بابل |

كان معبد بابل الرئيسي لا يزال يُستعمل في بداية القرن الثالث الميلادي، أما هجرُها من قبل سُكانها فيعود إلى فترة القرون التالية، إلى فترة سيطرة الإمبراطورية السَاسَانية التي تُعتبر بالذات فترة الاختفاء النهائي لثقافة بِلَادِ الرَّافِدَيْنِ القديمة. خلال الفترة الإسلامية لم يُنس موقع ومكانة المدينة، لكن بَابِل في النُصوص العربية لم تكُن أكثر من قرية صغيرة حسب وصف جُغرافي القرن العاشر «ابن حَوقل». يتحدث مؤرخوا القُرون التالية فقط عن أنقاضها وحقيقة أنها جُردت من أقوى حجارتها لاستخدامها في تشييد مباني المُدن المُحيطة. هناك أيضًا قصص وحكايات عن الآثار والمُعتقدات البَابِلية التي ساهمت في تحول بَابِل القديمة بالكامل إلى «أُسْـطـورة».

### خُلاصة

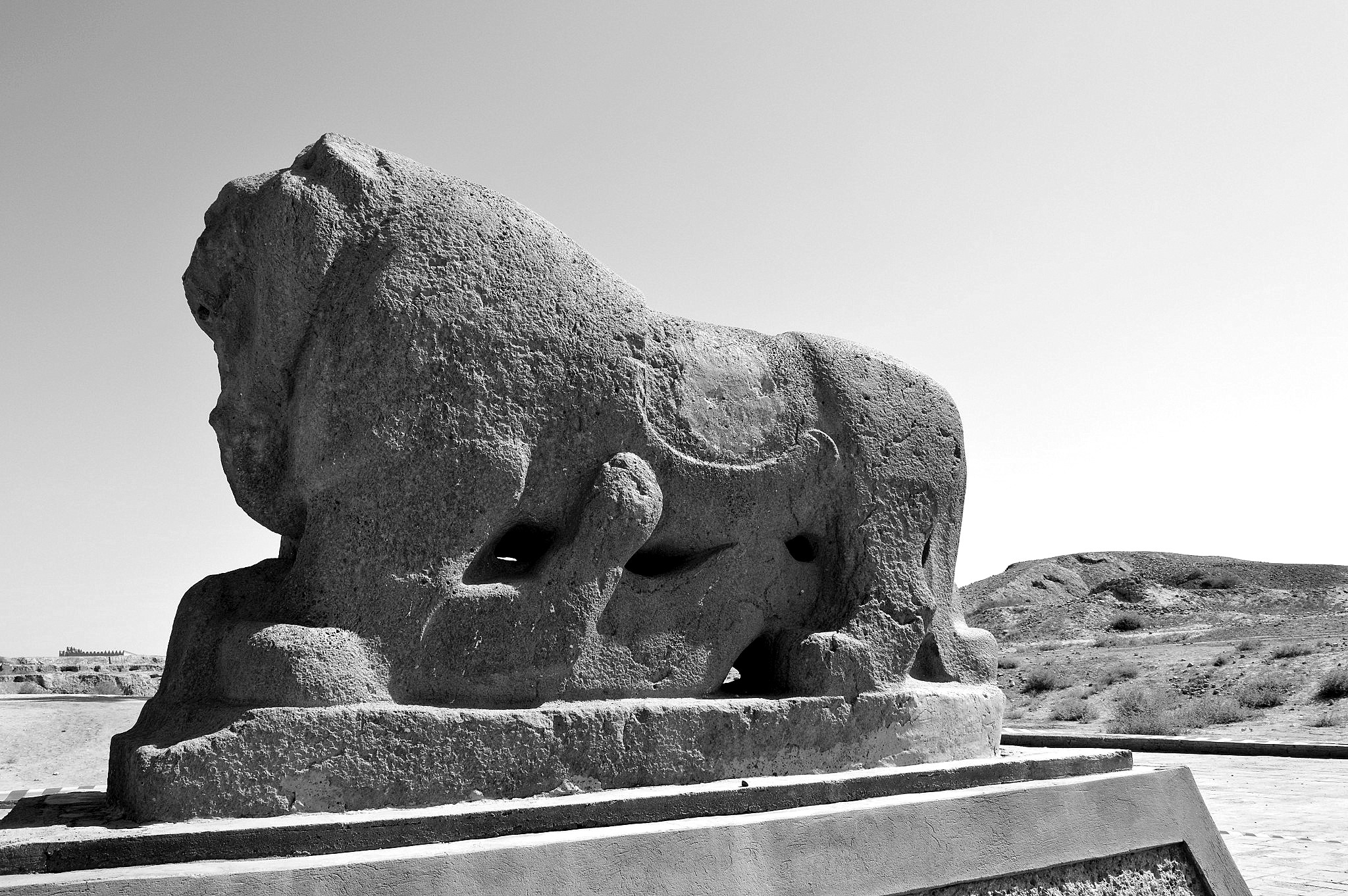
أسد بَابِل، أحد أشهر معالم المدينة. من عهد الملك «نبوخذ نصر الثاني»، القرن السادس قبل الميلاد. بَابِل، العراق.

بلغت بَابِل من الشُهرة مرحلة وصف القُطر أجمع بـ«بَابِليونِيا»، وعُرف سُكانه بـ«البَابِليون». كان التنقيب عن الفترات البَابِلية القديمة غير مُمكن، باستثناء عدد قليل من المساكن والبيوت، لم تُقدم النُصوص المُكتشفة معلومات كافية لمعرفة مظهر المدينة خلال هذه الفَترات. لذا فإن مُعظم المعلومات عن بَابِل تتعلق بفترة الإمبِراطورية البَابِلية الحَديثة (624-539 ق.م)، وفترة الأخمينيين (539-331 ق.م)، والسلوقيين (311 - 141 ق.م)، وقد عُرفت بفضل نتائج التنقيبات الأثرية التي جرت في المنطقة ونُسبت مُعظمها إلى الفترة الأولى من هذه الفترات الثلاث -والتي أصبحت الآن موضع تساؤل- بالإضافة إلى النُصوص المُختلفة المحلية والأجنبية التي توثق مظهر المدينة وحياة سُكانها. من المؤكد أن أعمال التنقيب كشفت فقط عن جُزء ضئيل من الموقع الفعلي الذي كانت تُغطيه بَابِل، لكنها جعلت من المُمكن معرفة المعالم الرئيسية للمدينة، كالقصور والمعابد والمناطق السكنية وأجزاء من الأسوار والبوابات. اكتملت هذه المعرفة من النصوص المسمارية، في المقام الأول من الألواح الطبوغرافية كنص لوح «تينتير» (من هذا النص إلى حد كبير أعيد تشكيل مُخطط مدينة بَابِل الداخلية)، الذي يصف الأسماء المُختلفة للمدينة ومواقع المعابد العظيمة وأيضًا أماكن العبادة الأقل أهمية. أغلب معالم المدينة سميت بأسماء دينية، على سبيل المثال البوابات والأسوار سُميت بأسماء الآلهة، مما أعطى نظرة شاملة لتضاريس المدينة.
امتدت بَابِل في ذُروتها على مساحة تقارب الـ1000 هِكتار (بين 950 و975 وفقًا للتقديرات)، مما جعلها أكبر عواصم بِلَادِ الرَّافِدَيْنِ وأكبر مُدن الشرق الأدنى القديم. يكاد يكون من المُستحيل تَقدير عدد سُكان المدينة، يُمكن الاقتراح بوجود 100,000 نسمة للمدينة الداخلية وحدها ولكن بدون أدلة رصينة. على أي حال من الواضح أنها كانت مدينة مُكتظة بالسُكان بين العصر البَابِلي الحديث وبداية العَصر الأخميني، وبالتالي يُمكن اعتبارُها أول «مدينة كبيرة» في التاريخ. كانت بَابِل مدينة تعُج بالنشاط، استحوذت على خيال الزوار الأجانب واكتسبت مكانة المدينة الكبرى على مقياس العالم القديم. الفضاء الحضري لبَابِل معروف بشكل غير مُتساوٍ، كون أعمال التنقيب قد ركزت بشكل أساسي على المناطق المركزية للمدينة، في المقام الأول المُجمعات الأثرية ومُحيطها. عرف العديد من جوانب التخطيط الحضري للمدينة من خلال الحفريات التي أكملتها المصادر الكتابية، على سبيل المثال الأسوار والأنهار وبعض المناطق السكنية. عثر في هذه المجموعات على عدد من الألواح سلطت الضوء على جوانب مُعينة من حياة البَابِليين القُدماء.

## الهيكلة العامة لموقع بابل

خريطة لبَابِل الاثرية مع مناطق المدينة الرئيسية والقُرى الحديثة، 2021.

يُمكن تقسيم مساحة بَابِل الحضرية إلى ثلاثة كيانات، أول كيانين هُما الأقدم والأكثر كثافة سُكانية، مُتمثلًا بالعصر البَابِلي الحديث وفترة الحُكم الفارسي، والثالث تم دمجُه مع المدينة في الفترة المُتأخرة من تاريخها.
يضم الكيان الأول مركز المدينة الواقع على الضفة اليُسرى لمجرى نهر الفُرات القديم (الجانب الشرقي)، تُغطي المساحة الواقعة على هذه الضفة بين النهر والحد الشرقي للجدار الداخلي ما يقرب 500 هكتارًا، وتحتوي على معالم المدينة الرئيسية. بدءًا من قطاع القُصور الفخم الموجود في تل قصر، وقطاع معبد مردوخ، الموجود على تل عمران بن علي المُحاذي من الشمال بزقورة إيتيمينانكي، الأخيرة لم يتبق منها سوى آثار على الأرض في مُنخفض يُسمى اليوم «بالصَـحـن». إلى الشرق من المُجمع الديني يوجد الجُزء المعروف بـ«وَسـط الـمَـديـنـة»، حيث عثر على منطقة بَابِل السكنية، وينقسم هذا الجُزء من المدينة إلى ستة مناطق تحمل أسماء سومرية، وتشكل الثلاثة الأولى القلب ورُبما الجُزء الأقدم من بَابِل، لأن أسمائُها تُستخدم أحيانًا لوصف المدينة بأكملها: أولها "KÁ.DINGIR.RA" (مُصطلح يعني «باب الرب»، وبالتالي «بَابِل») تقع بالقُرب من جهة القُصور؛ ثانيًا "irīdū" إيردو (اسم مَدينة مُقدسة قديمة في بِلَادِ الرَّافِدَيْنِ، مدينة الإله إنكي، والد مردوخ) تقع حول مُجمع إيساكيلا؛ ثالثًا "ŠU.AN.NA" («يَد السَماء») مدينة تقع جنوب الأخيرة حول تل أبو شهْرين؛ "TE.EKI" مدينة باتجاه الركن الجنوبي الشرقي؛ "KULLAB" (اسم قرية قديمة تم دمجُها مَع مَدينة أوروك) تقع باتجاه المركز؛ و"ālu eššu" («المَدينة الجَديدة») مدينة تقع في الرُكن الشمالي الشرقي من تل حميرة.

الكيان الثاني مبني على الضفة اليُمنى لمجرى نهر الفُرات القديم، ويُغطي حوالي 130 هكتارًا. لم ينقب فيه، لأن المساحة الواقعة تحت حدوده قَد غُطت جُزئيًا بمجرى النهر الحالي، وأيضًا لعدم أحتواءه على معالم المدينة الأكثر وضوحًا وبالتالي قدم اهتمامًا ثانوياً لعُلماء الاثار. ومن المُستحيل تحديد ما إذا كانت هذه المنطقة حضرية، أو ما إذا كانت امتدادًا لاحقاً للمدينة التي كانت ستعبر مجرى النهر في نهاية المطاف. هذا الجُزء من المدينة يُشكل كيانًا واحدًا مع التجمُع السابق. ما يُعطي هاتين المنطقتين شكلًا مُستطيلًا يقطعه النهر في اتجاهين شمالًا وجنوبًا. تُشير الألواح إلى وجود أربع مُقاطعات في هذه المجموعة من الشمال إلى الجنوب: باب لوغاليرا («بوابة لوغاليرا»)، كومار (أو كوارا)، طوبا (اسم لمدينة سومرية قديمة) وأخرى لم يُدرج اسمها.

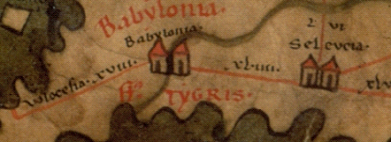
خريطة بوتينغرية من القرن الثالث عشر تُظهر موقع بَابِل وسلوقية.

الكيان الثالث والأخير هو قُطعة أرض مُثلثة واسعة محمية بسور شُيد في العَصر البَابِلي الحَديث حول المنطقة الأولى، ويقع على بعد 2.5 كيلومتر شمال الكيان الثاني على تل بَابِل، حيث يوجد البناء الوحيد المعروف لهذا الجُزء من المدينة «القـَصـر الـصـيـفـي». هذه المنطقة الثالثة بالكاد معروفة بشكل أفضل من الثانية، ولا شك أنها لم تكُن حضرية بالكامل، ومن المُمكن أنها شملت مساحاتٌ زراعية، لأن المنطقة الواقعة خلف الأسوار كانت تضُم عدة قُرى يُمكن اعتبارها ضواحي تابعة لبَابِل، مأهولة بالمُجتمعات الزراعية التي أستغلت حُقول الريف المُحيط للري، ذُكرت هذه القُرى في نُصوص المدينة الاقتصادية.

### الأسوار والبوابات
أعتُبِرت أسوار بَابِل الضخمة مع أبوابها العالية إحدى عَجائِب الدُنِيا السَبع، رآها المؤرخ الأغريقي «هيرودوت» ووصفها وصفًا كاملًا فذكر ما كانَ لها من الأتساع والأرتفاع والسُمك ما يعجب لهُ الخيال، مع الخندق المُحيط بها والأبراج الضخمة التي كانت تعلوها بمسافات مُتقاربة وأبوابها المهيبة التي بلغ عددُها المائة. حتى أنَ «هيرودوت» و«ديودورس» عندما ذكروا أسوارها تجنبوا التفاصيل، خشية أن يوصفا باللَغْو، الا أن ما عثر عليه المُنقبون كشف ما فاق وصفهُم بمراحل. يتكون نظام بَابِل الدفاعي من عدة أجزاء، مجموعة أولية من الأسوار القوية تُحيط المدينة الداخلية على جانبي نَهر الفُرات. نظام آخر من الجُدران مُثلثة الشكل يحد جُزء المدينة الخارجي. تُشير نُصوص من فترة الملك «نبوخذ نصر الثاني» إلى أن نظام بَابِل الدفاعي أشتمل كذلك على بناء العديد من التحصينات الدفاعية في المناطق النائية المُحيطة بالمدينة باتجاه الشمال (كيش وسيبار)، عملت هذه المواقع على إبطاء تقدم الأعداء المُحتملين قبل وصولهُم النهائي إلى بَابِل. يشُتمل السياج الخارجي لبَابِل على المدينة الواقعة إلى الضفة الشرقية لنهر الفُرات، بما في ذلك الجُزء الغربي من المدينة الداخلية، مما يُشكل ستارة دفاعية أولى أمام أسوار المدينة الرئيسية التي بُنيت في زمن «نبوخذ نصر الثاني».

تُغطي هذه الأسوار ما بين 12 و15 كيلومتر من مُحيط المدينة، ولها نهايات شبه مُنحرفة تتكون من ثلاثة جُدران مُتتالية، الجدار الأوسط هو الأكثر صلابة، يفصل بين الثلاث خندق طولها 50 متر مملوء بالماء، وبنيت العشرات من أبراج المُراقبة على مسافات مُنتظمة. يُعطي النص المترولوجي الذي يُشير على الأرجح إلى هذا الجدار، عدد 120 برجًا و5 أبواب في المجموع. لم يخلوا المسح الأثري لهذا السياج من التساؤلات، على وجه الخُصوص عدم وجود امتداد للسياج إلى الغرب على طول نهر الفُرات، وهو عيب دفاعي كان سيوفر نُقطة وصول سهلة للمُهاجمين. قد يكون خطأ في التصميم، أو أن هذا الجزء من الجدار كان موجودًا ولكنه اختفى. يتكون الجدار الداخلي بدوره من جدارين يحدان مساحة مُستطيلة تبلُغ حوالي 3 × 2 كم2. سمي الجدار الداخلي "Imgur-Enlil" («إنليل أظهرَ فَضله»)، والجدار الخارجي "Nimit-Enlil" («سور إنليل»). دمرها الملك الآشوري «سنحاريب»، وأعيد بناؤها من قبل خُلفائه «آسرحدون» و«آشور بانيبال»، ثم الملوك البَابِليين الجُدد «نبوبولاصر» و«نبوخذ نصر الثاني». السور الداخلي يبلُغ سُمكه 6.50 متر، يبعُد عن السور الخارجي للمدينة مسافة 7.20 متر. بعد حوالي 20 متر عن الأخير، شُكلت حفرة مملوءة بالمياه عُرضها أكثر من 50 متر ستارة دفاعية أخرى، بدورها تحتمي بجدار آخر. بالتالي فإن الكل بالكُل يُشكل نظامًا دفاعيًا يزيد عرضه عن 100 متر، مدعُم بأبراج دفاعية مُتمركزة على مسافات مُنتظمة. يُدافع حصنان يقعان على الجانب الشمالي من المدينة الداخلية الغربية، بين نهر الفُرات وبوابة عُشتار عن النقطة الأكثر حساسية في النظام، تلك الخاصة بقطاع القصور (ولا سيما «القصر الشِمالي» الذي يَقع أمام الأسوار). تُشكل هذه المجموعة نظامًا دفاعيًا مثيرًا للإعجاب، بحيث أستحوذ على خَيال المؤرخين الأجانب. وقد نُسب إليه البعض أبعادًا هائلة، مثل «هيرودوت» و«ديودوروس»، بينما أعتَبره المؤرخ «سترابو» أحد عجائب الدُنيا.

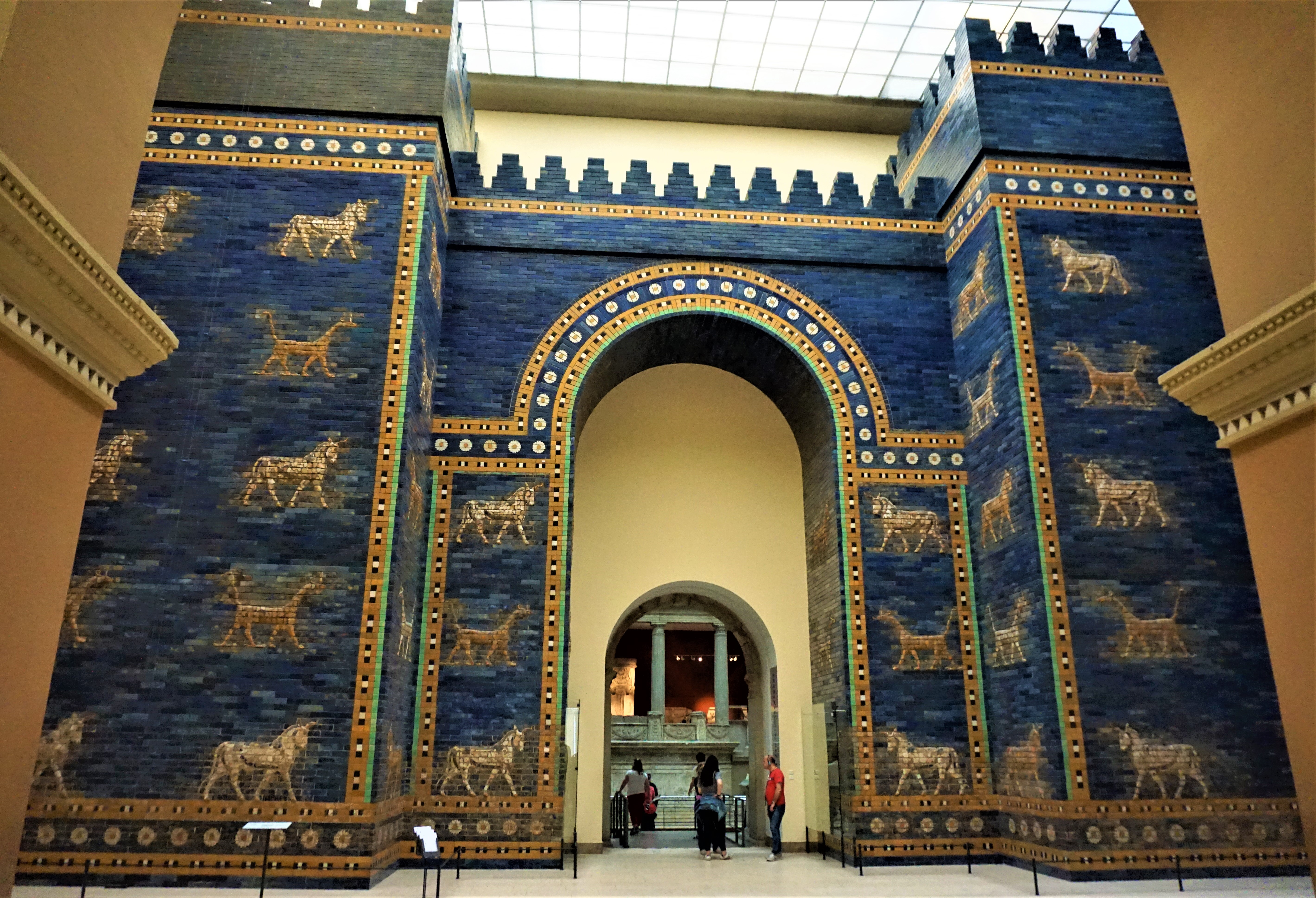
بوابة عُشتار بعد أن إعيد بنائُها وتجميعها في مُتحف بيرغامون، برلين.

وفقًا للألواح المُكتشفة، اخترقت جُدران بَابِل الداخلية ثمان بوابات ضخمة، أسموها جميعاً باستثناء واحده، على سبيل المثال بوابة «آله» وغالبًا يكون إله ذو وظيفة وقائية، مُزين بـ «أسم مُقدس» يؤكد على دوره الدفاعي، باب أوراش «العدو ينكسر»، باب زبابا «يرُد المُعتدي». أربعة منها، تقع في الجُزء الغربي، تم تعريفُها بالكامل (بوابات عُشتار، مَردوخ، زبابا، وأوراش)، أما البقية، تقع في الجُزء الشرقي، تم تحديدُها جُزئية فقط، (بوابات إنليل، هدد، وشمش).

أشهرها هي تلك التي حملت أسم عُشتار، إحدى أجمل أثار بَابِل القَديمة، نقلت إلى مُتحف بيرغامون في برلين بالكامل من خلال ترقيم حجارتها ومن ثُم رممت بواسطة عُلماء الآثار الألمان. ولها أهمية مركزية في تضاريس المدينة، كون شارع الموكب يمر من خلالها مُباشرةً، والذي يُعتبر بدوره نُقطة الاتصال الرئيسي الذي يربط الحرم الكبير للمدينة مع القصور الملكية، نظرًا لأن النظام الدفاعي أطول من حيث المسافة في هذا الجُزء من المدينة، ويكون الشارع أكثر شمولًا من أي مكان آخر. البوابة نفسها لها تنظيم مُماثل لتلك الموجودة في البوابات الأخرى، بوابة أمامية صغيرة يحميها برجان مُتقدمان تتيح الوصول إلى البوابة الرئيسية المُحاطة بأبراج أكثر قوة. أشتهرت بَوابة عُشتار بشكل خاص بزخارفها المُكونة من ألواح الطوب المُزجج باللون الأزرق والأخضر التي تُصور التنانين والثيران المُجنحة ذات الوظيفة الوقائية.

### الأنهار والقنوات

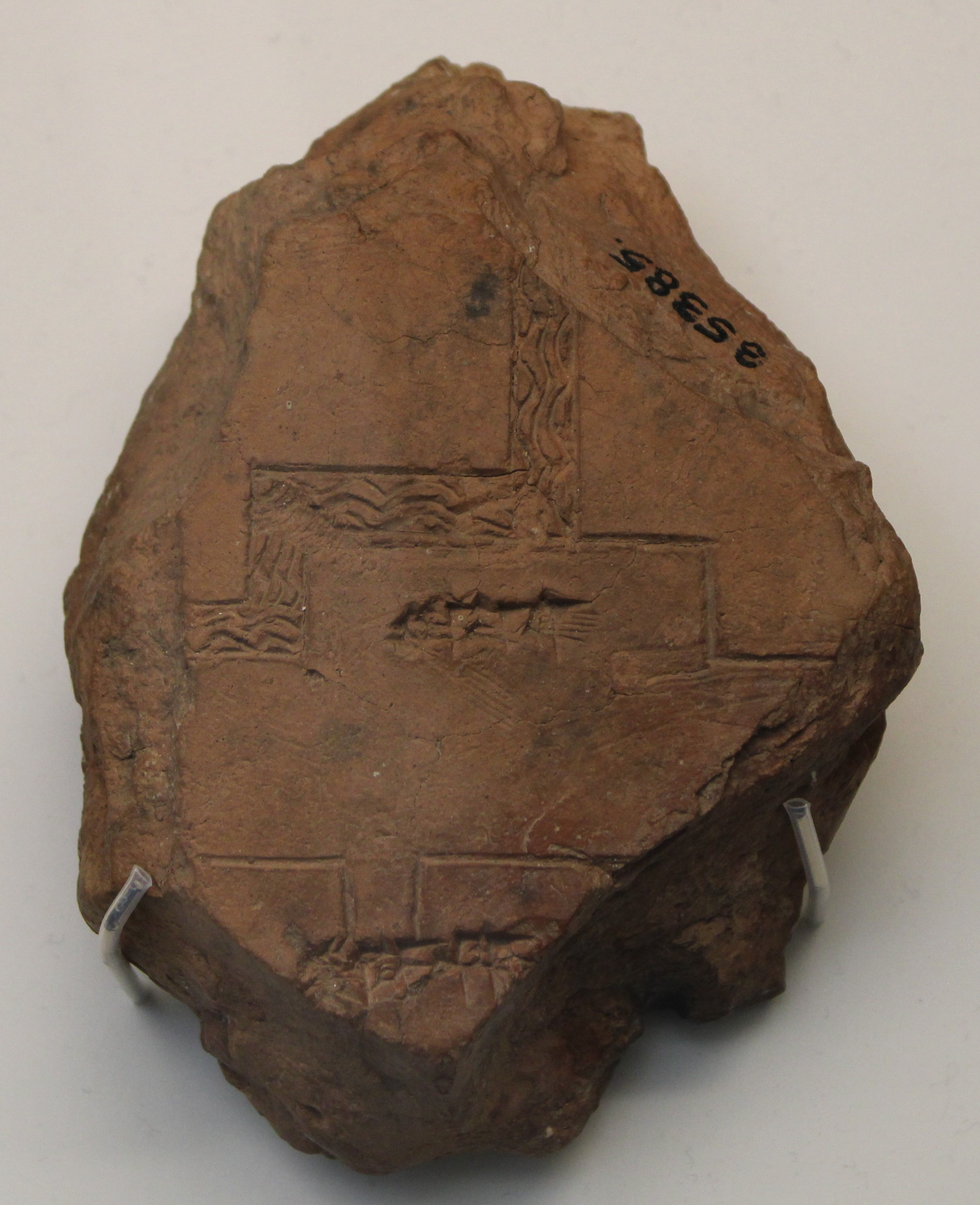
جُزء من لوح يُمثل مُخطط داخلي لمدينة بَابِل، المنطقة الظاهرة في اللوح هي "طوبا"، وهي منطقة تقع جنوب غرب المدينة الداخلية لبَابِل. يمكن رؤية القناة التي تعبُر المنطقة قد كُتب عليها اسم "توبا" وجزء من سور المدينة، وباب كُتب عليه باب شمش. _{600-500 ق.م}، المُتحف البريطاني.

يُعتبر الجُزء الغربي من المدينة الداخلية هو قلب بَابِل، يقع على الضفة اليُسرى من نهر الفُرات، ويغُطي ما يقرب 500 هكتارًا. هُنالك عُثر على أغلب الآثار التي أعطت للمدينة شُهرتها. هذا الجانب من المدينة يتمحور حول عدة أجزاء مُهمة، أولاً وقبل كل شيء الأنهار. يحُد ذراع نهر الفُرات هذا الجُزء، وهو على الأرجح سبب إنشاء المدينة على هذا الموقع من الأساس، كونه يمثل مُحور أتصال رئيسي على المُستوى الإقليمي. أعيد تطوير أرصفة الجُزء الشرقي لنهر الفُرات في زمن «نبوخذ نصر الثاني»، من أجل تحسين عُبور البضائع، ولتسهيل الاتصال بين النهر والمدينة. تقليديًا كانت أرصفة مُدن بِلَادِ الرَّافِدَيْنِ مناطق تجارية بارزة. نعلم من نص مؤرخ من عام 496 ق.م (عَهد «دارا الأول») أن الضريبة، التي تؤجرها الإدارة لأصحاب المشاريع الخاصة، تُفرض على البضائع التي يتم تفريغُها هُناك.
من أهم الأعمال المُرتبطة بنهر الفرُات هو الجسر الذي يزيد طوله عن 120 مترًا، والممتد على مسُتوى الحي المقُدس ويربط بين شطري المدينة الداخلية. ذكره «هيرودوت» و«ديودوروس»، ورُبما كان موضوعًا لأعمال التنقيب بسبب جفاف النهر (نتيجة تغيُر مجراه الرئيسي). يرتكز الجسر على سبعة أعمدة من الآجر والحجر، نحتت ثلاثة منها على شكل قوارب مقاس 21 × 9م. صُنعت أرضية الجسر من ألواح خشبية، ووفقًا لـ«هيرودوت» كان من المُمكن تحريكُها ليلًا. يُشير النص المُتعلق بضريبة المرور المذكورة أعلاه إلى أن الجسر استعمل أيضًا كممر لعبور البضائع، وأنه يخضع لمسؤولية ثلاثة «حُراس»، يتقاضون رواتبهُم من خلال أستقطاع جُزء من الضرائب التي تجبى هُناك.
يحول مجرى النهر جُزئيًا نحو قنوات، تعمل كوسائل أتصال على المُستويين المحلي والإقليمي، تسمح برّي المناطق الريفية المُحيطة. ذكر في نُصوص المدينة ما يقرب العشرين قناة، تبدأ من النهر وتتفرع بين منطقة القصور ومنطقة الحي المُقدس في الجُزء الشمال الشرقي للمدينة وما وراءها إلى الريف. لقد كانت صيانة القنوات مصدر قلق دائم للسُلطات المحلية وقبل كُل شيء للملك، كونها تلعب دورًا مُهمًا في نظام المدينة الدفاعي.
كانت مياه النهر والقنوات المائية، تُشكل خطرًا تحتَم على البَابِليين مواجهتُه. ويبدو أن مجرى النهر ومنسوبه المائي قد ارتفع تدريجيًا خلال الفَترة البَابِلية الحَديثة، لذا وضع ملوك هذه الفترة برنامجًا واسعًا لرفع مُنشئات النهر الرئيسية الموجودة داخل المدينة. بحيث كانت القنوات تمُر عبر البيوت، بالتالي تجرف معها مياه الصرف الصحي ومياه الأمطار إلى النهر. كما كان من الضروري مواجهة تآكل المباني المُقامة على ضفاف المجرى المائي، الأمر الذي برز في زمن الملك «نبوخذ نصر الثاني» والذي كان قد بنى الحصن الغربي لحماية منطقة القصور المواجهة للنهر. من المحتمل لنهر الفُرات أن يكون خطيرًا في أوقات الفيضانات وأحيانًا حتى في مساره، فمن المُمكن ظهور فرع ثاني للنهر في العَصر الأخميني، يمر بين قطاع القصور وقطاع معبد مردوخ قبل أن ينضم إلى مساره الرئيسي، لينحرف لاحقًا باتجاه الغرب.

### التخطيط العمراني للمدينة الداخلية
تُعتبر خُطوط الاتصال الأرضية (شوارع المدينة) مُهمة أيضًا في هيكلة الفَضاء الحضري لبَابِل. تُشير الألواح المُكتشفة إلى أن كل باب من أبواب بَابِل كان يُفتح على شارع كبير، ولكن الباب الوحيد الذي رصد بوضوح هو باب «شارع المَواكب» (تَحتَ نص «لا تَدع العَدو المُتكبر يمُر»)، وهو شارع مُستطيل يمتد من الشمال إلى الجنوب لمسافة 900 متر بين بوابة عُشتار والحي المُقدس، يقطعه طريق آخر مُستقيم بزاوية قائمة عند مُستوى مُجمع العبادة. يُشكل شارع المواكب كما يوحي اسمه محورًا من محاور المدينة الرئيسية خاصة خلال فَترت الاحتفالات الدينية، عُرضه 20 متر ومرصوف بألواح مدعومة بالاسفلت ومزين جُزئيًا بأفاريز من الطوب التي تحتوي على نُقوش للأسود والورود والثيران المُجنحة.
تقع المنطقة السكنية الوحيدة التي نقب فيها، شرقي شارع المواكب والمُجمع المُقدس، بين الأحياء القديمة في كا-دينجيرا وإريدو وشوانا. تميزت طُرقها بشوارع ضيقة مُستقيمة وتتقاطع بزوايا قائمة تقريبًا، من المُمكن أن تكون هذه المنطقة بقايا لمُخطط مُتعامد لمدينة أكبر غُيرَ تصميمُها نتيجة لتغيُر أهداف البناء الأصلية، هذا الأمر شائع بسبب التجوية السريعة لمباني الطوب التي وجب ترميمُها بانتظام.

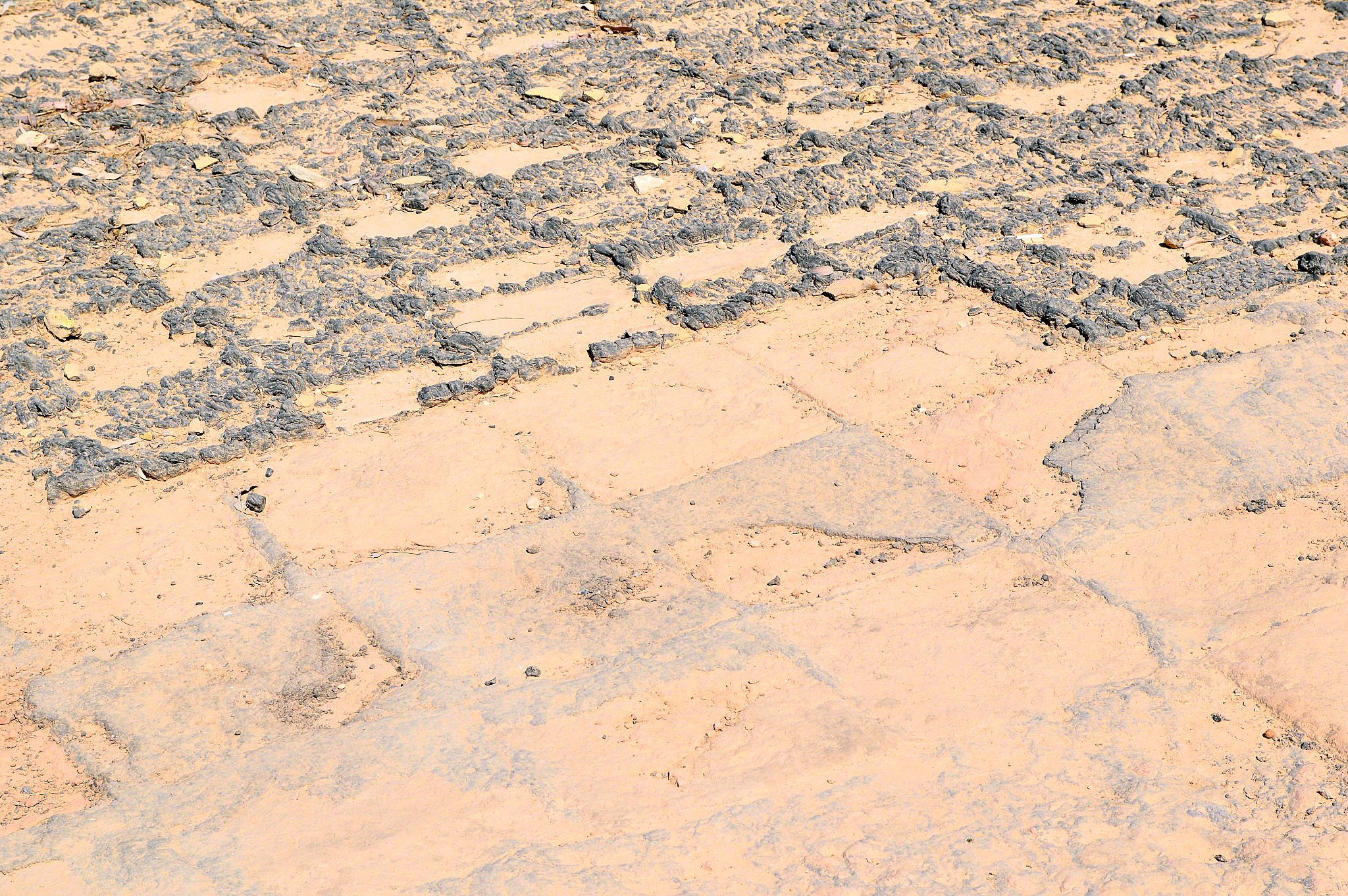
بِلاطات شارع الموكب الأصلية في مدينة بَابِل. الفَترة البَابِلية الحَديثة، عهد «نبوخذ نصر الثاني»، _{605-562 ق.م.}

عثر في هذه المنطقة على عشرات المساكن التي يعود تاريخُها إلى العَصر البَابِلي الحَديث والعَصر البارثي. حيث سمحت أعمال التنقيب إلى الاقتراب من الجوانب المادية لحياة سُكان بَابِل القُدماء.
بُنيت هذه المساكن من الآجر الطيني الخام، وتبلغ مساحتُها 200 مترًا مربعًا. هذا الأمر يدُل على وجود مُجتمع هرمي، ولكن بدون فصل قوي بين الأفضل حالًا والأقل ثراءً من الذين يعيشون في نفس الحي. تحتوي المساكن على 8 غُرف كحد أدنى وعشرين غُرفة كحد أقصى. غالبًا ما تبنى حول مساحة مركزية، يُمكن أن تكون مفتوحة، مع وجود غرفة استقبال مُستطيلة يُصعب تحديد وظيفتها بشكل عام تطُل على الغُرف الأخرى، من المُحتمل أن تحتوي هذه المنازل على طابق واحد حتى ثلاثة أو أربعة إذا اتبعنا وصف «هيرودوت». خلال الفترتين الهلنستية والبارثية، احتفظ السُكان بنفس التنظيم العام للبناء، ولكن اعيد تطوير المساحات المركزية لبعض منازل الاثرياء لتأخُذ شكل «البهو المُعمد»، وهي شهادة واضحة على تأثير العمارة الإغريقية. إن الأثاث الموجود في المساكن متواضع، كأواني فخارية مصنوعة من الطين، وأحيانًا الحجر أو الزجاج، بالإضافة إلى العديد من لوحات التراكوتا والتماثيل التي تمثل الجنيات أو الشياطين ذات الوظيفة الوقائية.

## شعب بابل
تُعتبر بَابِل، أكبر تجمُع سُكاني في تاريخ بِلَادِ الرَّافِدَيْنِ القََدِيمَة، ومع ذلك لا يُعرف الكثير عن ساكني هذه المدينة. ولكن من المؤكد أن المدينة كانت «موطِنًا عالَميًا»، بعد وصول الرحالة والتُجار والجُنود والإداريين من سوريا والشام ولاحقًا الفرس والجالية اليونانية. تركت مساكن وبيوت سُكان بَابِل الواحًا طينية، سلطت ضوءًا محدودًا على الحياة اليومية لسُكان هذه المدينة، ولا سيما الأنشطة الاقتصادية للأثرياء منهُم. تم العُثور على العديد من الالواح التي تُدون الأنشطة الخاصة لمجموعة عائلات بَابِلية بارِزة عاشت خلال الفَترة البَابِلية الجَديدة والأخمينية، عُثر عليها خلال أعمال التنقيب المُخطط لها وتلك السرية. جاءت هذه الألواح بالتحديد من عائلات الطبقة الوسطى ذات الميزانية المحدودة، بينما جاءت ألواح الطبقات الأكثر ثراءً من أعمال التنقيب السرية، والتي وثقت على وجه الخُصوص أثرياء مُقاطعة أشوانا، مثل ألواح عائلة «أحفاد إيجيبي»، عبارة عن 1700 لوح طيني مؤرخة من عهد «نبوخذ نصر الثاني» إلى عهد «خشايارشا الأول». أول جيل معروف من هذه العائلة، كان برئاسة رجل يُدعى «شولايا»، جمع ثروته من خلال تجارة المواد الغذائية المحلية. يقود الجيل الثاني ابنه «نبي-آهي-لدين» الذي تلقى تعليمًا شاملًا، سمح لهُ بالحصول على أطلاع موسع لكافة الأمور الإدارية، مكنه من أن يُصبح قاضيًا ملكيًا في حُكومة «نبونيد». ضمن خليفته «إيتي-مردوخ-بالاتو» السعي وراء مصالح الأسرة تحت الحُكم الفارسي. عرف ثراء هذه الأسرة (بالمعنى الواسع) من خلال نص ميراث مُشترك بين ثلاثة مُستفيدين، حول أراضي واقعة في بَابِل والمنطقة المُحيطة بها (بورسيبا وكيش). كما عُرفت عائلات بَابِلية أخرى ذات أنشطة مُماثلة من أرشيفات هذه الفترة، مثل أحفاد «نور-سين» و«نباهو». هذه العائلة تتمكن بعد فترة من تجربة الصُعود الاجتماعي بصورة ملحوظة من خلال القيام بأعمال وأنشطة مُختلفة، بعضها لحساب المؤسسات الحكُمية، مثل أدارة المكاتب والمعابد، وأخذ العُروض المُسبقة وحصص الخدمة الدينية؛ أما الجزء الآخر من أنشطة هذه العائلة كان من النوع الخاص، كالقروض، وحيازة المُمتلكات، والعمليات التجارية.

العديد من العوائل البَابِلية التي تنتمي لهذه الطبقة معروفة ومؤرخة في الفترات التالية، مثل أرشيفات «مورانو» وابنه «إيا-تابتانا-بوليت» في بداية الفترة الهلنستية، وأرشيفات «رحيميسو»، الذي كان مسؤولًا عن صُندوق إداري في بداية فترة حكُم الباراثيون. الا أن هذه العائلات لاتُمثل نُخب المُجتمع البَابِلي، النُخبة، هي تلك المجموعة المُكونة من أقارب المُلوك (بَابِليين، فُرس، يونانِيين)، وهي مجموعة غير معروفة بصورة جيدة. الشخصية الوحيدة من هذه الفئة التي تتطرق اليها الألواح، هي «بيلشونو»، الذي كان حاكمًا بابليًا تحت سُلطان الملوك الأخمينيين في النصف الثاني من القرن الخامس قبل الميلاد، كان يمتلك أو يتولى مسؤولية العقارات الزراعية المُنتشرة في جميع أنحاء المنطقة، ويقوم بأنواع أخرى من الأعمال، على ما يبدو بوسائل وتصريحات تفوق تلك الخاصة بأعيان المُدن. إن الطبقات الدُنيا من المُجتمع البَابِلي ليست موثقة بشكل أفضل كذلك، أنطلاقًا من الاقتراح بأن المؤسسات (القصور والمعابد) يجب أن تمتلك مُعالون دائمون (عبيد أم لا)، وأيضًا فئة العُمال الأحرار الذين يُشكلون القوة العاملة (نوع مِن البروليتاريا) من أجل القيام بالمهام المُقترحة من قبل المؤسسات أو العائلات الثرية، خاصة في أعمال البناء، مع العلم كان يمكن توظيف جُزء من سُكان المدينة في الأنشطة الزراعية. عملت بَابِل كقاعدة لشؤون عائلات الأعيان، كونها كانت مكاناً مُناسبًا لأنشطة اقتصادية جمعت ثرواتًا طائلة لهذه العائلات. على وجه الخُصوص الزِراعة التجارية، والتي كانت تُمارس في حُقول الحبوب وبساتين النخيل الواقعة داخل جُدران المدينة أو في مُحيطها المُباشر. هذه الأراضي هي التي سعى الأعيان للحُصول عليها كأولوية لجني دخل ثابت، من خلال الاستفادة من قرب سوق المواد الغذائية القوي الذي تُمثله المدينة. كما أنهم مسؤولين عن تسويق المُنتجات الزراعية من هذه الأراضي وغيرها إلى مناطق أبعد، من خلال أستخدام شبكة القنوات الموجودة عَلى النَهر. لهذا السبب أقام «عيدا-دين-مردوخ» من عائلة أحفاد «نور-سن» بِبِناء شبكة لجمع ونقل مُنتجات الفلاحين (حبوب، تمور، خضروات) الواقعة بالقُرب من القَنوات، إلى بَابِل. تدفق التُجار إلى بَابِل من كُل صوب، بحيث أصبحت العديد من من المعالم التجارية المُهمة في المدينة معروفة بشكل كبير، مثل الميناء النهري والجسور، وجزء من حي شوانا الواقع حول «بَوابة السوق» (بوابة السياج القديم التي اُدرجة في المَدينة الداخلية قرابة الآونة الأخيرة).
عندما زار المؤرّخ اليوناني «هيرودوت» بَابِل في القرن الخامس قبل الميلاد، ذكرَ في كتابه (تاريخ هيرودوت) ما شهده من عادات وتقاليد سُكان المدينة، وفي ما يلي مقطع يتعلّق بما يبدو أنه سوق لتزويج النساء (الجَميلات مِنهُن والقَبيحات وذاتُ العاهات)، يَقول:

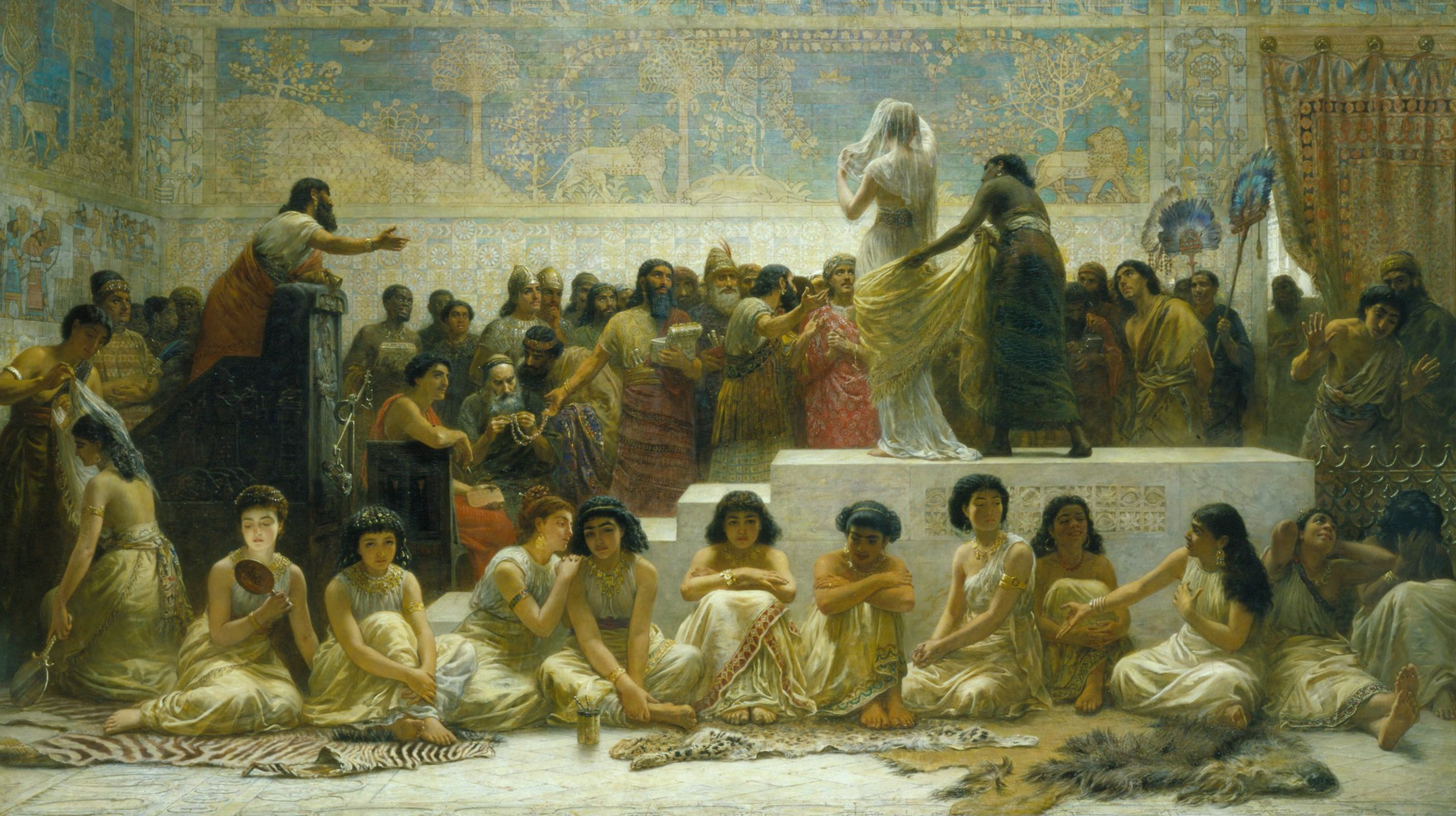
سوق الزواج البابِلي، بِريشة إدوين لونغ، 1875. مُتحف كُلية رويال هولواي، لَندن.

| بابل | أمّا عن القَوانين السّائِرة عِندَهُم، وأكثَرها حِكمة في رأيي ما سأذكُره، يُقام في كُلّ بَلدة، مرّة كلّ عام حَفل تُجمع فيه كُلّ الفَتيات اللَّاتي بَلغنَ سِنّ الزّواج في نَفس المَكان، ويَتجمّع الرّجال حَولهُنّ. ويَطلب مُنادٍ كُلّف بِذلك مِنهُنّ أن يَقِفن الواحِدة بَعد الأخرى ليُعرضهُنّ للشّراء، ويبدأ بأجملهُنّ. وبعدَ أن تُباع بِثمن باهِظ، يَعرض بالمزاد الثّانية الأقلّ مِنها جَمالاً بِقليل، وهكذا حتّى يَبيعهُنّ جَميـعاً لرِجال يَتزوجونهنّ. ويتنافس رجِال بَابِل البالِغين سِنّ الزّواج مِن الأغنياء مِنهُم على الفَتيات الأكثر جَمالاً، أمّا النّاس البُسطاء فلا يَهتمون بالجَمال، وتُعطى لَهُم مَبالغ مِن المال إن تَزوجوا بالفَتيات الأشدّ قُبحاً، وهَكذا يُنفَق المال الّذي جُمع من تَزويج الجَميلات لتزويج القَبيحات وذوات العَاهات. ولم يَكنّ لأحد الحَق في تَزويج ابنته بِمن يَشاء، وليس لأحد الحَقّ في اصطِحاب الفَتاة الّتي اشَتراها من غير كُفلاء يَكفلون بأنّه سيتزوّجُها. وإن لم يَحلّ الوِفاق بَين الزّوجين فالقانون يَنصّ على أن يُعاد للرّجل المال الّذي اشترى بهِ المَرأة. وكان يُسمح أيضاً لأهل البَلدات المُجاورة بأن يُشاركوا في المَزاد. وكان هذا قانوناً لا ميل له في الجَودة ولكنّه أهمِل الآن ولم يَعد له استِعمال. وقد تبنّوا مُنذ فَترة قَصيرة من الزّمن قَوانين أخرى ليحموا بَناتهنّ من أن تُساء مُعاملتهنّ أو أن يأخذن إلى بلد غَريب، فمنذ سُقوط بَابِل الّتي نَتج عَنها خَرابهُم وتَعاستهُم، أجبر النّاس المُدقعون في الفُقر على دَفع بَناتهُم للدَعارة. ~ تاريخ هيـرودوت، الجزء الأوّل، المقطع 196. | بابل |

### ممارسات الجنائز
طوال حملات التنقيب التي أجريت في بَابِل مُنذ مُنتصف القرن التاسع عشر، عثر على العديد من المقابر التي غطت حيزًا زمنيًا بدأ من فترة المُلوك البَابِليين الجُدد وحتى نهاية حُكم البارثيين. شهدت المُمارسات الجنائزية بعض التعديلات خلال هذه القُرون مع استمرار عملية الدفن بالتقاليد المُتعارف عليها آنذاك. بالنسبة للعصر البَابِلي الجَديد، عثر على المقابر تحت المساكن والبيوت وفقًَا لعادات بِلَادِ الرَّافِدَيْنِ، وهي أن يدفن مُتوفى الأسرة تحت سكن أحفادهم للسماح بالحفاظ على الصلة بين الأحياء والأموات. فدفن الموتى من هذه الفترة في توابيت من الطين يُمكن أن تكون طويلة وبيضاوية ذات غطاء. خلال الفترة الأخمينية تطورت مُمارسة الجنازة بحيث أصبح الدفن يتم من خلال حَفر حُفر لوضع التابوت. خلال الفترتين السلوقية والبارثية، أصبحت عملية دفن القبور في الحفرة قليلة مُقارنة مع عملية الدفن بالأقبية. عُرف الدفن بالناووس خلال الفترة السلوقية، يميل المُتوفين أصحاب النفوذ إلى أن يُدفنوا في أقبية، بحيث يتم حفر منافذ لوضع الناووس. المواد والمُحتويات الجنائزية لهذه المقابر مُتنوعة، حتى لو كانت غالبية المقابر المُنقب عنها تخُص عائلات ليست غنية، وبالتالي تقدم مُحتويات بسيطة (خزف، زَخارف شَخصية، تماثيل صغيرة). ومع ذلك، تبرز بعض الاكتشافات لثراء مُحتواها. هذه هي حالة قبر من الفترة الأخمينية لطفل دُفن في جرة تحتوي على زخارف ونفائس بما في ذلك حزام مُزين بالأحجار الكريمة. من بين المقابر الأكثر روعة التي نقب عنها في بَابِل هي تلك التي اكتشفها عالم الآثار «باسيفيك هنري ديلابورت» في عام 1862، وكانت عبارة عن حُجرة دفن مُقببة عُثر فيها على خمس جُثث موضوعة في توابيت، اثنان منها ترتدي أقنعة ذهبية. بين الآثار الغنية التي عثر عليها هناك مجموعة تماثيل من المرمر للآلهة التي تمثل تلك الفترة الزمنية، بالإضافة إلى المُجوهرات والأشياء القديمة مثل الأختام الأسطوانية التي يعود تاريخها إلى الألفية الرابعة قبل الميلاد.

### العبادة الدينية

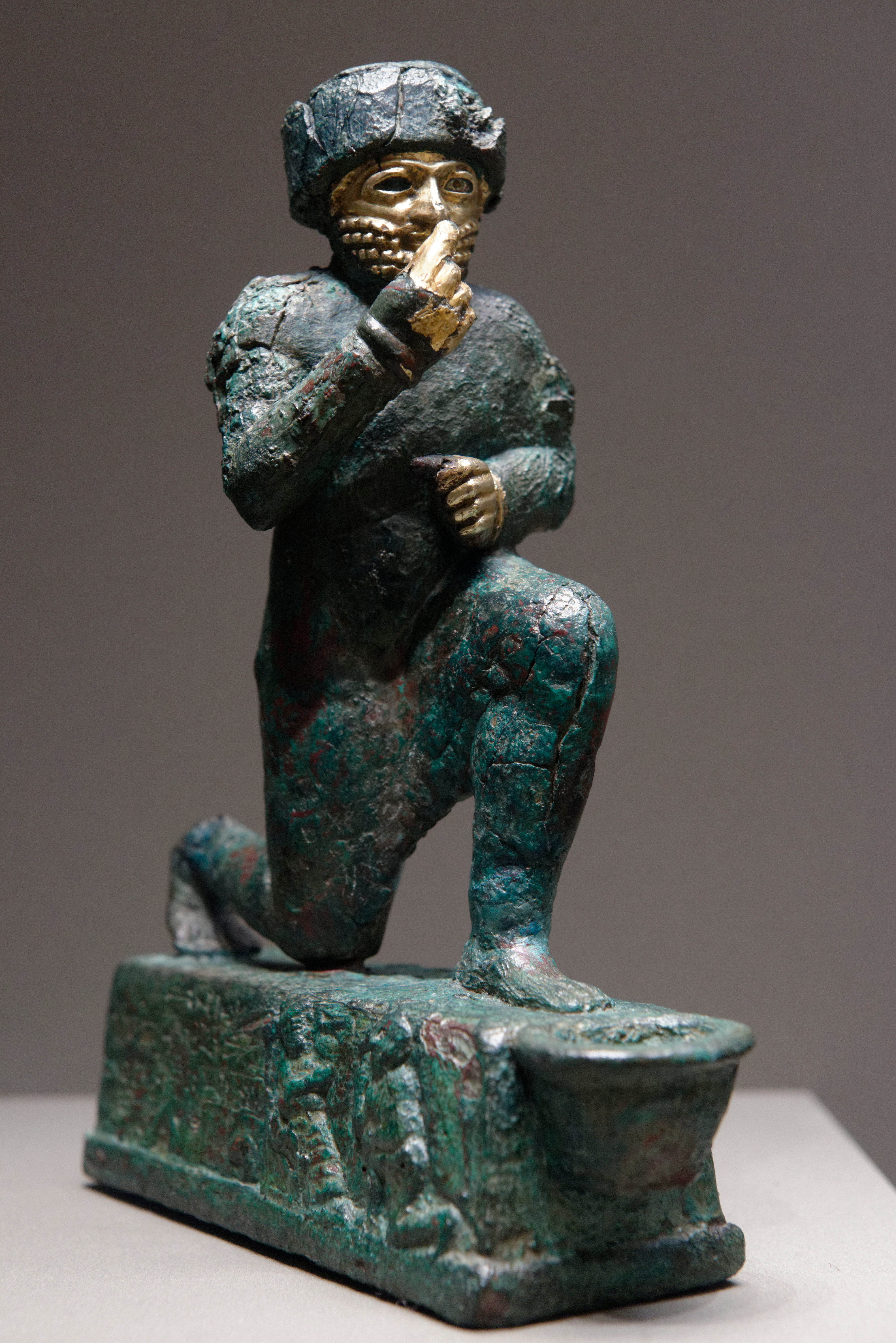
تمثال لارسا، وهو تمثال صغير لرجُل راكع، كرسه أحد سُكان مدينة لارسا للإله أمورو من أجل حماية الملك «حمورابي». مُتحف اللوفر.

كانت معابد مدينة بَابِل مراكزًا للنشاط المُكثف، كونها مُلزمة بالحفاظ على مُمارسات العبادة اليومية للآلهة المُقيمين. تتمثل هذه الأعمال بصورة أساسًا في توفير الطعام والملبس (موجه إلى تماثيلَهُم، والتي ترمُز إلى وجودهم الفعلي في منزلهم الأرضي). يُبرر هذا الأمر وجود طاقم ديني مُخصص، يطلق عليهم اسم "erīb bīti" (أولئِكَ الذينَ يَدخلونَ المَعبد)، عُرفوا بذلك لكونهُم الفئة الوحيدة من رجال الدين المُصرح لهم بدخول الحيز المُقدس لهذه الصُروح الدينية. يتطلب تسيير أمور العبادة أيضًا مُشاركة عدد كبير من المُوظفين، يُقدمون الطعام ومُستلزمات العبادة. من أجل أن تكون قادرة على تنفيذ مثل هذه المهام، امتلكت معابد المدينة أراضي وورش عمل خاصة، ومجموعة بضائع قُدمت في المقام الأول كهدايا ونذور لا سيما تلك التي يُقدمها الملك، وهو أيضًا الشخص الذي يُشرف على أكثر أعمال الترميم المُهمة في المعبد. كل هذه اللوجستيات، تُفَسر سبب اعتبار هذه المحميات مراكزًا اقتصاديًا رئيسيًا يتمحور حولها بلا شك جزء كبير من حياة سُكان المدينة والمناطق الريفية المُحيطة بها.

### الأعياد
يتخلل التَقويم البَابِلي أعيادًا دينية مُنتظمة، بعضُها يحدُث شهريًا وتلك الأكثر استثنائية سنويًا. «akītu»، هو العيد الديني الرئيسي في بَابِل، يُقام في رأس السَنة البَابِلية الجَديدة خلال الاعتدال الربيعي (21 آذار/مارس) ويستمر أثني عشر يومًا ويتطلب مُشاركة الملك نفسه. تُجلب تماثيل إلِهة بَابِل إلى معبد إيساجيل ليُكرموا الإله مردوخ. تُقرأ مَلحمة الخَلق البَابِلية للتذكير بأعمال هذا الإله خلال موكب يمر عبر المدينة ثم يقوم الملك بتجديد ولايته. يهدُف هذا المهرجان الفخم على ما يبدو إلى الاحتفال بتجدُد الطبيعة في فصل الربيع، ولكن أيضًا لتأكيد الرابطة القوية بين الإله مردوخ والملك الذي يُعتبر مُمثله في الأرض. يتطلب هذا المهرجان وجود تمثال الإله والملك في نفس الوقت والمكان، وفي أوقات عدم الاستقرار أو بعد هزيمة عسكرية تؤدي إلى الاستيلاء على التمثال من قبل عدو، يُنظر إليه على أنه مُصيبة كُبرى. تُقام مهرجانات مُهمة أخرى في المدينة على سبيل المثال طقوس «الزواج المُقدس» (hašādu) بين مردوخ وسربانيط، أو أحد الطُقُوس التي يظهر فيها مردوخ غير مُخلص يجري خلف عُشتار بمُثابرة بينما تلاحقه زوجته.

## آثار السلطة السياسية
قبلَ عام 539 ق.م (قبلَ الغزو الفارِسي) كانت بَابِل عاصمة لأقوى إمبراطورية في الشرق الادنى، بنى ملوكها حُصونًا وقُصورًا شاسعة تعكُس قوة سُلطانهُم. بعد فُقدان الاستقلال السياسي للإمبِراطورية جراء الغزو الفارسي، بقيت هذه القُصور تُستخدم من قبل السُلطة الحاكمة، مثل شاهنشاه الفرس «دارا الأول» الذي أتخذ من بَابِل مركزًا لإدارة إمبراطوريته وعاش في قصر الملك «نبوخذ نصر الثاني» لفترة من الزمن، والملك المقدوني «الإسكندر الأكبر»، مثل الأخير أستقر في بَابِل لبضعة أشهر قبل الانطلاق في حملَته الهندية، أراد الإسكندر أن يجعل منها عاصمة الشرق لإمبِراطوريته قبل أن توافيه المنية في قصر «نبوخذ نصَّر». ومع ذلك، فإن حياة النُخب السياسية في بَابِل غير معروفة كثيرًا لعدة أسباب، أهمُها غياب المصادر مُقارنة بعشرات الآلاف الألواح من العواصم الآشورية، وبالتالي لا يُعرف الكثير عن رجال بلاط الدولة.

### قُصور نبوخذ نصر الثاني
اقتضت العادة بان يُقيم المُلوك البَابِليون في القُصور مع عائلاتهم وإدارتهم وخزائنهُم. خلال تاريخ بَابِل الطويل، احتوت المدينة على العديد من القُصور، فقط تلك التي بُنيت في الآونة الأخيرة من تاريخ الإمبِراطورية معروفة جيدا. احتوت بَابِل زمن الملك «نبوخذ نصر الثاني» على ثلاثة قُصور ملكية، اثنان في المنطقة المعروفة بقطاع القصور بجوار الأسوار والحصون الدفاعية للمدينة وهُما «القَصر الجَنوبي» و«القَصر الشِمالي»؛ وآخر معزول في الشمال على تل بَابِل معروف بـ«القَصر الصَيفي». فقط الأول منها تمكن عُلماء الآثار من استكشافه بشكل موسع. سمحت العديد من النقوش التأسيسية الخاصة بالملك «نبوخذ نصر الثاني» والذي أعاد ترميم أو بناء هذه القُصور (لا تُفرق النصوص بين الاثنين) من معرفتها بشكل أفضل.

#### القصر الجنوبي
| "لَقَدّ جَعَلْتُ بَيِّتِي الْمَلَكِيّ رَائِعًا. بِعَوَارِض ضَخْمَة مِن خَشَب الْأَرُز مِنَ الْجِبَال الْعَالِيَّة، وَعَوَارِض سَمِيكَة مِن خَشَب آشوهو (الصَّنَوْبَر؟) وخَشَب السرو، صَنَّعَتُ السَّقْف. أَبَوَّاب مِن خَشَب الموسكانو، وَخَشَّب الأرز والسرو، وَخَشَّب البقس والْعَاج، مَطلِيَّة بالْفِضَّة وَالذَّهَب. عَتَبَات وَمِفْصَلَات مِنَ البرُونز أَضَعّهَا عَلَّى أَبَوَّابه. كَانٌّ لَدَي بِنَاء مِنَ اللَّاَزَوَرْد مَوْضُوع عَلَّى قِمَّته. أحَطتُه بِسور كَبِير مِنَ الأَسُفِّلْت وَالطُّوب، شَاهِق مِثل الْجَبَل. بِجَانِب جِدَار الْقِرْمِيد بَنَيِت سَوَّرًا ضَخَّمًا مِنَ الْحِجَارَة الْقَادِمَة مِنَ الْجِبَال الشَّاهِقَة وَرُفِّعْت قِمَّته عَالَيًا مثل الجَبَل. لَقَدّ أَقَمَّتُ هَذا الْبَيْت لِلْعَجَب! لِدَهِشَة الْجَمِيع مَلَأْتُه بِأثَاث بَاهِظ الثَمَنّ. كَانَتْ التَّفَاصِيل الْمَهِيبَة عَنْ رَوِّحِي الْمَلَكِيّ مُنْتَشِرَة فِي هَذا الْمَكَان. " |
| —نَقش يُخَلد بناء القصر الشمالي «لنبوخذ نصر الثاني». |

المُسمى في نُقوش نبوخذ نصر «قَصر أعجوبَة الأنام»، هو أشهر القُصور الملكية في بَابِل. عبارة عن بناء كبير الحجم على شكل شُبه مُنحرف، أبعاده 322 × 190 م، الدخول إليه يتم من خلال بوابة ضخمة تقع في الشرق، تطُل على شارع الموكب بالقرب من بوابة عُشتار. تاريخ القصر مُعقد بعض الشيء، ولم يفهم جيدًا حتى الآن، لأن بعض أجزائه قد تكون بُنيت خلال الفترة الأخمينية. صُمم بناء القصر الجنوبي حول خمس ساحات رئيسية تخلف بعضها البعض من الشرق إلى الغرب، كل واحدة من هذه الساحات مبنية حول فناء كبير يتوسطُها. تتفرع كل ساحة من هذه الساحات إلى غُرف خاصة في الشمال والجنوب. ويبدو أن لغرف الجُزء الشمالي وظيفة إدارية، بينما تلك الموجودة في الجنوب تعمل كشقق ملكية، لكن الفصل بين هاتين الوظيفتين لا يبدو واضحاً. الفناء الثالث، الموجود في وسط المبنى، هو الأكبر على الإطلاق، ابعادُه 66 × 55 م، تتخللُه ثلاثة أبواب على جانبه الجنوبي باتجاه غُرفة العرش. هذه القاعة الكبيرة مُستطيلة الشكل ابعادُها 52 × 17 م، وفي وسطها توجد منصة العرش. زُينت جُدرانه بآجر مُزجج، تُصور الأسود وأشجار النخيل والزخارف الزهرية.

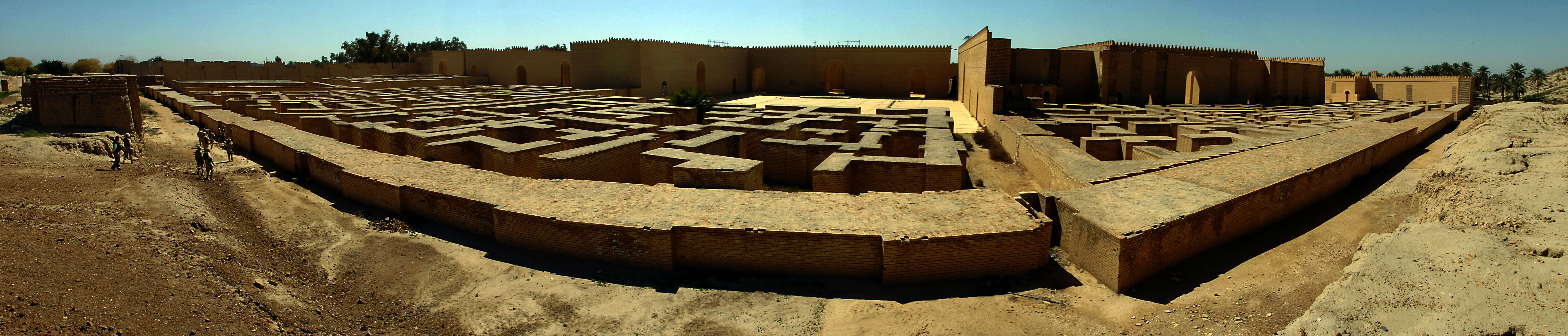
منظر بانورامي للقََصر الجنوبي الذي أعاد الملك «نبوخذ نصر الثاني» بناؤه، تُحيط بالقصر متاهه تُستخدم كوسيلة دفاعية ضد الدُخلاء، القرن السادس قبل الميلاد، بَابِل، العراق.

جزء آخر بارز من القصر هو «المبنى المُقبب»، الواقع إلى الشمال الشرقي ابعادُه 50 × 40 م، ولهُ جُدران سميكة، ربما كان نوع من أنواع المُستودعات. هنا اكتشفت المجموعة الوحيدة من المحفوظات الثمينة للفترة البابلية الجديدة، مؤرخة من سنة 595 إلى 570 ق.م، كانت عبارة عن ألواح طينية تُسجل تسليم وتوزيع المُنتجات الخاصة بصيانة الحصص الغذائية من الحُبوب والتُمور والزيوت المُوزعة على عائلات معالي القصر. من بين هذه العائلات الملكية تلك التي نقلت إلى بَابِل، ولا سيما عائلة الملك «يهويا كين» من يهوذا الذي سبي إلى بَابِل بعد غزو القُدس عام 597 قبل الميلاد. في الطرف الغربي من القصر الجنوبي، بنى «نبوخذ نصر الثاني» بناء مُستطيل الشكل ابعادُه 230 × 110 م، ذو جُدران سميكة للغاية لم تُحدد وظيفتُه حتى الآن.

#### القصر الشمالي

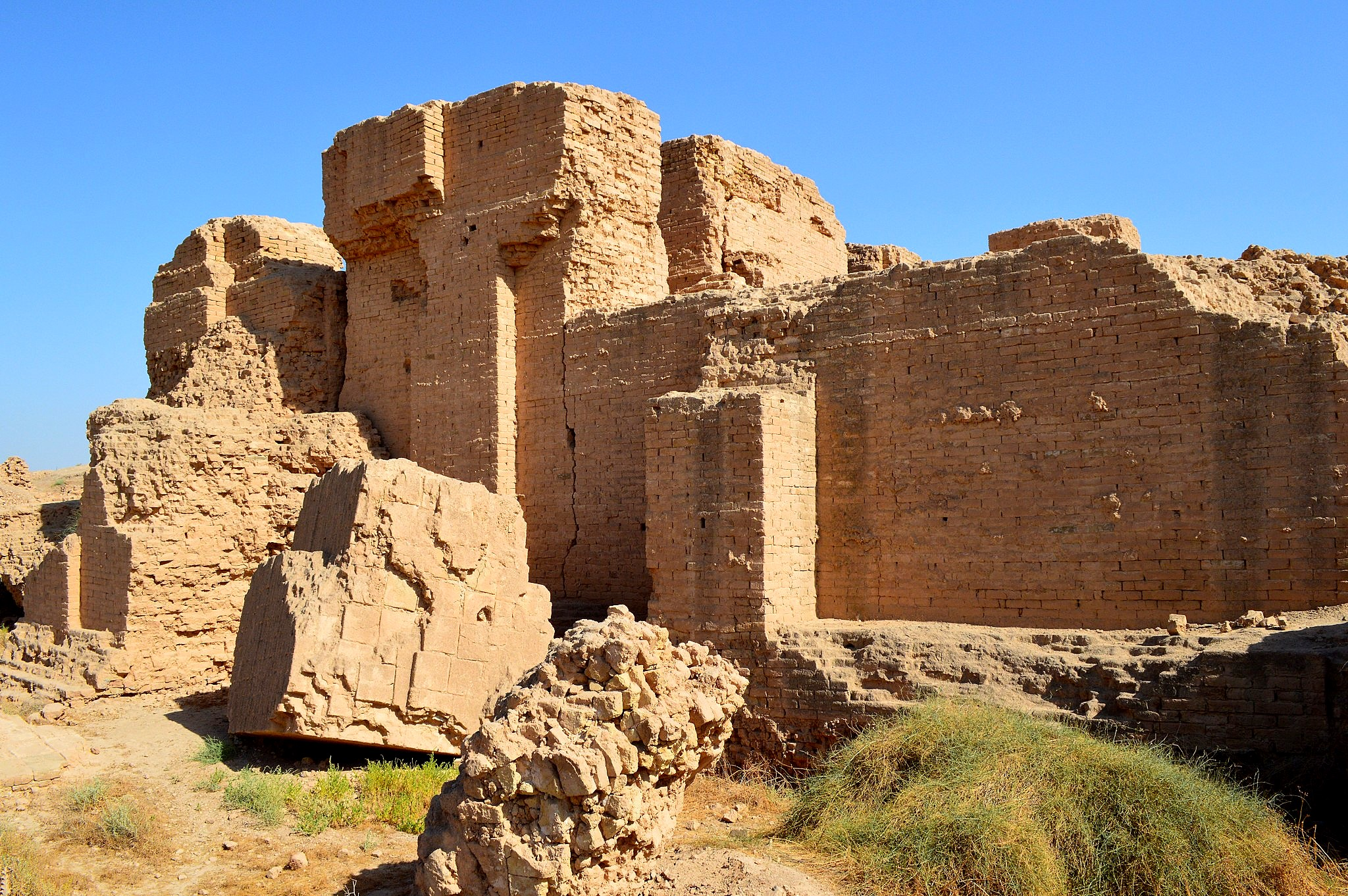
أنقاض القَصر الشمالي لبَابِل.

المُسمى في نُقوش نبوخذ نصر «القَصر الكبير»، بني في زمن «نبوخذ نصر الثاني» شمالي القصر الجنوبي مُباشرةٌ. بُني على شُرفة، مكونًا نوعًا من أنواع القلاع ذات مُخطط هندسي مُستطيل، ولكن بمساحة أصغر من القصر الجنوبي، بحيث تبلُغ أبعادُه 180 × 115 م، تُفتح ساحاتُه الكبيرة على عدة غُرف لم تحدد وظيفتها بشكل جيد نتيجةً لظاهرة التعرية. عُثر فيه على غُرفة حرب خاصة بملوك بَابِل، تحتوي على تماثيل وألواح وأعمال أخرى جيء بها إلى بَابِل بعد الحملات العسكرية، دافعًا عُلماء الآثار لوصفها «بالمُتحف». يبدو أن نقوش «نبوخذ نصر» تُشير إلى أن هذا المبنى قد شيد كمساحة ترفيهية، قصر يُستخدم كمقر إقامة خاص بالملك، بينما يكون للقصر الجنوبي وظيفة إدارية أكبر. على بُعد أكثر من كيلومترين شمال القصر الشمالي، على ضفاف نَهر الفُرات، اكتشف المُنقبون الألمان مبنى وصفوه «بالقصر الصيفي»، كون غُرفه تتعرض للتهوية من قبل نوع من أعمدة الرياح المُستخدم لتبريد الغرف أثناء فترات الحرارة الشديدة. مما لا شك فيه، شُيد هذا القصر في نهاية عهد «نبوخذ نصر الثاني». كل ما تبقى من هذا القصر هو أساساتُه، والتي تكشف عن الشكل المربع للبناء (250 مترًا على الجانب) مُنظم حول فنائين واسعين، تغير بناؤهما عدة مرات بعد العصر البَابِلي الجديد.

### خلال فترة السيطرة الأجنبية

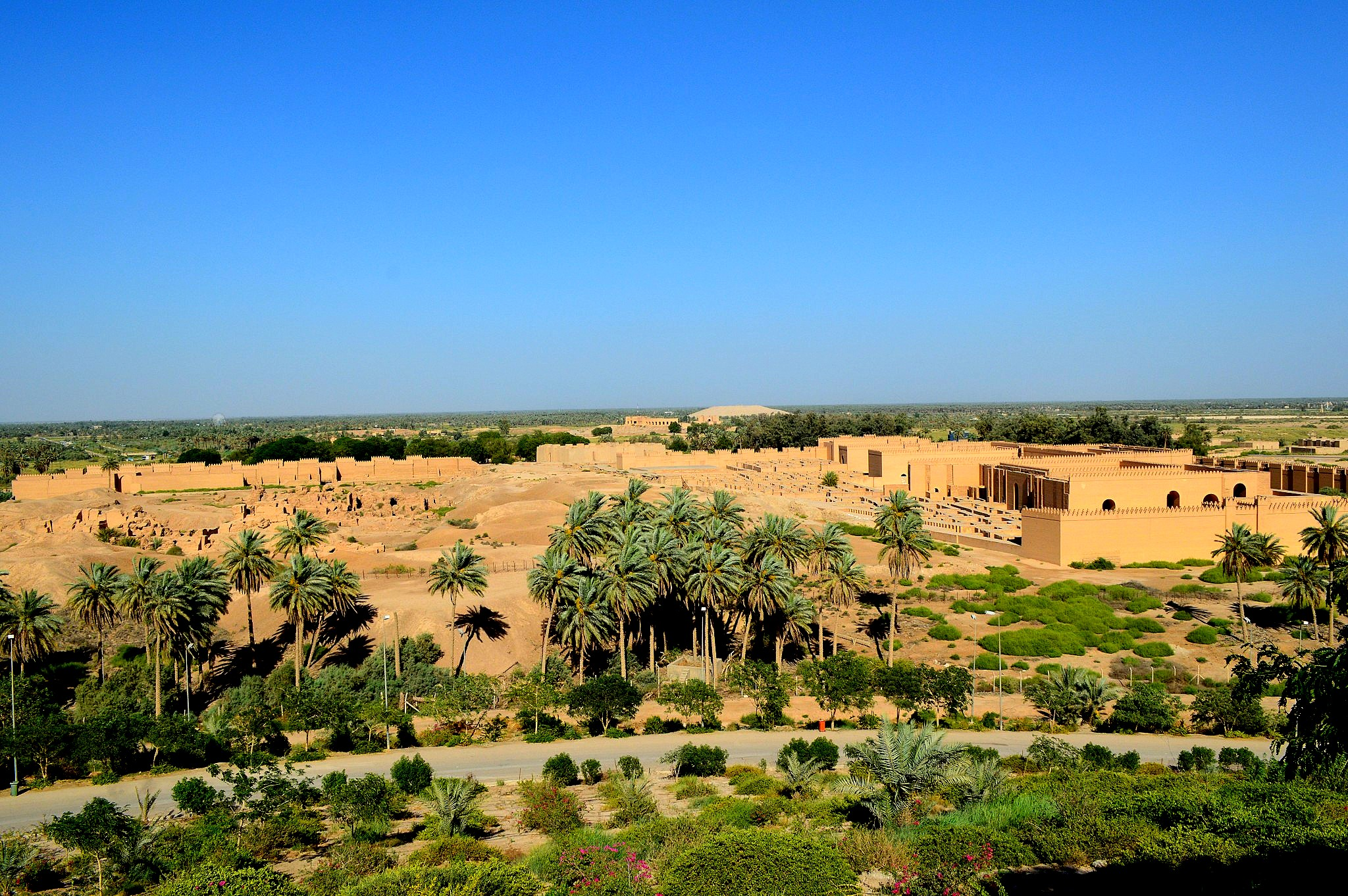
قطاع القُصر في الوقت الحاضر، يقع القصر الجنوبي الذي أعيد بناؤه على اليمين بينما تتوجد أطلال القصر الشمالي في الوسط، شارِع الموكب وراءهُم.

بعدَ غزوا الفُرس لبَابِل، استمر المُلوك الأخمينيون في أدارة الإمبراطورية من داخل القُصور الملكية للمدينة. كما رأينا أعلاه، تُنسب المُستويات المعروفة للقصر الجنوبي عمومًا إلى المُلوك البَابِليون الجُدد، لكن الجُزء الغربي من القصر يُمكن أن يعود إلى الفترة الفارسية. المبنى الوحيد الذي حُدد بوضوح على أنه يعود إلى الفترة الفارسية هو «بيرسيرباو» (المَبنى الفارسي)، عبارة عن بناء أبعاده 34.80 × 20.50 م، قائم على شُرفة تقع إلى الغرب بين القصر والحصن الغربي، يُمكن الوصول إليها من خلال باب يُفتح على ساحة واسعة. بعد إعادة أعمال التنقيب، أُكتُشف بأن مدخله كان عبارة عن رواق ذو أعمدة، يُفتح على بهو مُعمد. عثر فيه على زخارف من الآجر المُزجج تُصور الجًُنود، تشبه تلك الموجودة على جُدران القُصور الفارسية في سوسة وبرسيبوليس. بعد سُقوط الإمبراطورية الفارسية، أقام «الإسكندر الأكبر» لبعض الوقت في أحد قُصور بَابِل حيث وافتهُ المنيه. أسس السلوقيون الذين سيطروا على المنطقة بعد وفاته، عاصمتهم على ضفة نهر دجلة. لكنهم استمروا في الإقامة من وقت لآخر في القُصور الملكية البَابِلية، مثل الملك «أنطيوخوس الأول» الذي عاش هُناك عندما كان وليًا للعهد. ثم أعيد تعمير تلك الموجودة منها في تل بَابِل وتزويدها بفناء مُعاصر. خلال الفترة البارثية، أصبح قصر تل بَابِل حصنًا واسعًا ذو جُدران سميكة. سكنت السُلطات السياسية المحلية من الفترتين السلوقية والبارثية أماكن جديدة. كان المُجتمع اليوناني يلتقي في المسرح الذي بني إلى الشمال الشرقي من «المَدينة الجديدة»، كما إُعيد بناء الزقورة تحت حُكم الإسكندر والسلوقيين الأوائل. يجاورُها من الجنوب مبنى شاسع، أقيم في نهاية العصر السلوقي وبداية العصر البارثي، حدد على أنه صالة للألعاب الرياضية أو أغورا. أما بالنسبة للطبقة التي تحكُم المُجتمع البَابِلي الأصلي المُتمثلة بمجلس إدارة معبد إيساجيل، فيجتمعون في ما يُعرف بـ«بناء المُداولات» الواقع في وسط المدينة.

### الحدائق المُعلقة

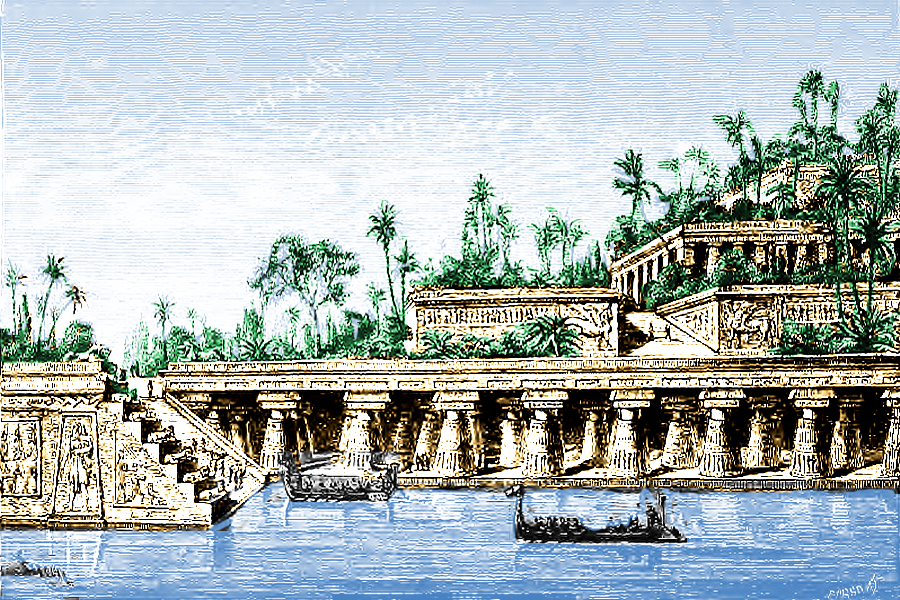
عمل فني يُصور حدائق بَابِل المُعلقة.

منذُ أول يوم وطئت قدم أنسان أنقاض المدينة، منذُ حملات التنقيب الأولى، بحث العالم عن أعجوبَة بَابِل، حَدائِقُها المُعَلقة. وصفها خمسة من المؤرخين الأغريق، لا سيما «بيروسوس» و«ديودوروس». وفقًا للروايات، بناها «نَبوخذ نصر الثاني» لزوجتهُ الميدية «أميتيس»، التي عانت من الحنين إلى موطنها الأصلي. لم يتم العُثور على أي ذكر لهذه الحدائق في النُقوش التأسيسية العديد لهذا الملك البَابِلي، ولا يُمكن تحديد موقعها. لقد بُحث عنها في قطاع القصور من خلال اتباع النُصوص التي تصفُها، ولاسيما الإنشاءات والأبنية ذات الجُدران السميكة المُناسبة لدعم مثل هذه الحدائق الكبيرة. اقترح الباحث «ر. كولدوي» أن موقع الحدائق موجود في المبنى المُقبب من القصر الشمالي، والذي كان يحتوي على بئر قد يكون استخدامُه لريها، رُفض هذا التفسير. التفسيرات الأكثر ترجيحًا هي تلك التي تضع موقع الحدائق جزئيًا أو كليًا في المعقل الغربي للمدينة، من خلال العُثور على مصدر مياه، قد يكُن استُعمل لريها، ما يُرجح هذه النظرية، أحتواء هذه الجُزء من المدينة على بناء وصفه المُنقبون الألمان بالحصن، ولكن بعد ذلك أُعيد وصفُه على أنه خزان ماء واسع.

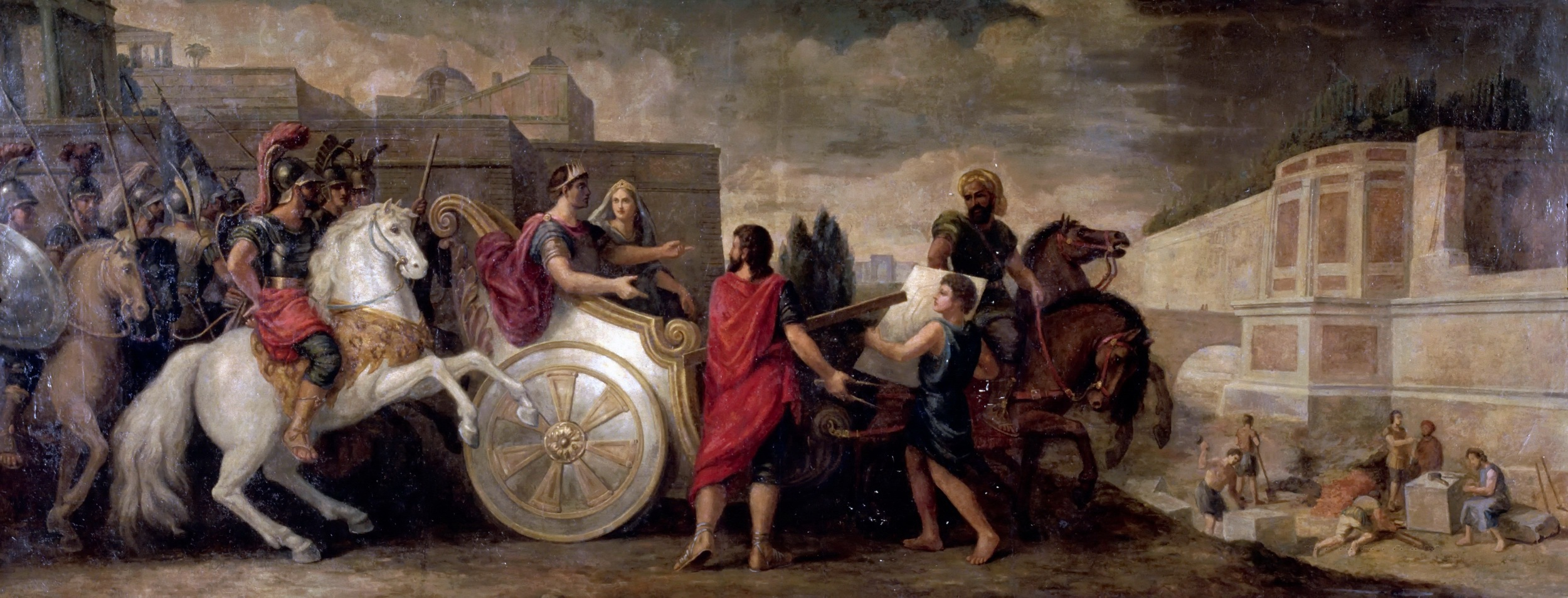
«نبوخذ نصر الثاني» يأمر ببناء حدائق بَابِل المُعلقة، بريشة «رينيه أنطوان» 1676.

في مواجهة استحالة العُثور على دليل حاسم لوجود هذه الحدائق في بَابِل، اقترح الخبير «س. دالي» البحث عنها في العاصمة الآشورية العظيمة، نَينَوى. حيث وصفت حدائقُها الكبيرة مطولًا في نصوصها التأسيسية، وصورت على النُقوش البارزة لجُدرانها. لاقى هذا التفسير القبول بشكل مُختلف في الأوساط العلمية وهو بعيد كُل البعد عن إنهاء النقاش، كونه لا يوجد ذكر صريح للحدائق المُعلقة في نَينَوى، ولا شيء يستثني وجودها في بَابِل. حل آخر لإنهاء الجدل كان من خلال الاعتقاد بعدم وجود الحدائق المُعلقة، وهو افتراض قائم على إنها مُشتقة من مُبالغة عن الحدائق الملكية في بَابِل من قبل مؤرخ قديم كان يمكن أن يكون مصدرًا وحيدًا للذين تبعوه. في الواقع، يبقى اليقين الوحيد هو حقيقة أن الحدائق الملكية كانت موجودة في بَابِل كما في العواصم الآشورية، ولا سيما تلك المذكورة في لوح مؤرخ من عهد «مردوخ أبلا إيدينا الثاني» (722-703 ق.م) والذي يذكُر وجود نباتات مُختلفة تنمو في واحدة من هذه الحدائق، بعضُها قادم من مناطق بعيدة.

### مردوخ والبانثيون البابلي
أصبحت بَابِل (والَتي تَعني حَرفياً «بوابة الآلهة») تدريجيًا المراكز الدينية الرئيسية لجنوب بِلادِ الرَّافِدَيْنِ، عندما أصبحت بَابِل مركز وادي الفُرات السياسي في زمن الملك «حمورابي» (1792-1750 ق.م)، بدأ الصُعود المُمنهَج للإله مردوخ إلى منصب رئيس البانثيون البَابِلي، منصب اكتسبه بالكامل بحلول النصف الثاني من الألفية الثانية قبل الميلاد. مردوخ هو إله ذو أصول غامضة، قام رجال الدين في معبد إيساجيل، مدعومين من الأسرة الملكية، بترقيته تدريجيًا إلى مرتبة الإله الرئيسي، بفضل الإنتاجات اللاهوتية الكثيرة المُتمثلة بالقصص والحكايات، وأصبحت عبادة هذا الإله أكبر وأعرق عبادة في بِلَادِ الرَّافِدَيْنِ القديمة. تصوير مُردوخ النموذجي مُرتبط بالسلاح الإلهي «إمـهـلـو»، حيوانه الرمزي وخادمه، هو التنين موشوسو، و«مردوخ» هو الشكل البَابِلي لاسمه. ربما تم نُطق اسم مردوخ «مـرتـوك»، يُعتقد أن أصل اسمه مُشتق من amar-Utu («ابن أوتو الخالِد» أو «عجل ثور إله الشمس أوتو»). قد يعكس أصل اسم مردوخ سلسلة نسب سابقة، أو قد يكون لهُ روابط ثقافية مع مدينة سيبار القديمة (كان أوتو إلهُها الكبير)، والتي يعود تاريخُها إلى الألفية الثالثة قبل الميلاد. بحلول فَترة «حمورابي»، أصبح مردوخ من الناحية التنجيمية يرتبط بكوكب المُشتري.

مما لا شك فيه، أن مردوخ كان إلهًا زراعيًا في الأصل، كما يتضح من حقيقة أنه يُمسك معولًا كصفة مُميزة. ومردوخ أصبح أيضًا إلهًًا راعيًا لطرد الأرواح الشريرة من خلال وضعه بنفس مرتبة الإله أسارولودو،(ملاحظة ف) والذي اُعتُبرت عملية طرد الأرواح سمتهُ الخاصة. لأن حضارة بَابِل تعتبر مردوخ ملكها الحقيقي، فإنها تأخذ جانبه من السيادة الإلهية، وقد ورد اسم مردوخ في كتابة العديد من أسماء سُكان بَابِل على الألواح الطينية المُكتشفة، مما يدل على شعبيتها الكبيرة في هذه المدينة، والتي كانت بلا شك أقوى بكثير من المُدن الأخرى في بِلَادِ الرَّافِدَيْنِ، مُدن تمسكت بآلهتها المحلية بدلًا من عبادته.
مردوخ أبن إيا ودامكينا، وزوجته هي سربانيط (تسمى أحيانًا بـيـلـتـيـا)، إلهة ليس لها شخصية حقيقية خاصة بها في النُصوص الموجودة تحت تصرفُنا، لأنها عُرفت فَقط من خلال زوجها. ابنهم هو نابو، إله الحكمة الكبير، وإله وصاية مدينة بورسيبا المُجاورة، والذي وُجد لهُ أيضًا أماكن عبادة في بَابِل وستزداد أهميته بمرور الوقت.

### ضريح مردوخ
المُجمع الديني الرئيسي لبَابِل، هو ذلك المُخصص لإله المدينة مردوخ، والمعروف بمعبد إيساجيل (بالسومرية É.SAG.ÍL، معناه «مَنزل بِرأس مَرفوع»)، وهو مُصطلح يُمكن أن يُشير إلى المعبد وحده أو الكل بما في ذلك الزقورة. لم يتمكن المُنقبون الألمان إلا من أكتشاف جُزء بسيط من هذا المعبد، لأن التل الذي يتواجد عليه المعبد، تل عمران بن علي، قد بُني عليه مسجد، مما حد من توسع عمليات التنقيب، فنقب عُلماء الآثار في الجُزء الغربي فقط من المبنى، المُتمثل بالفناء المؤدي إلى حُجيرات الآلهة. ولا يمكن الوصول إلى الجُزء الشرقي إلا من خلال حفر الأنفاق، بأتباع مُخططات النُصوص القديمة للمدينة مثل «لَوح إيساجيل»، عبارة عن نص مترولوجي وجدنا نُسخة منه تعود للقرن الثالث قبل الميلاد، لكن أصلُه يعود على الأرجح إلى الفترة البَابِلية الجَديدة، مكننا من استكمال معرفتنا بالأجزاء غير المُكتشفة، أي الجُزء الشرقي وغرفة مردوخ الخاصة.
يتكون معبد إيساجيل من ساحة أمامية أولى ذات أبعاد 103 × 81 م، مُحاطة بسلسلة من الغُرف، يُمكن الوُصول إليها من خلال بوابة ضخمة تقع في الشرق، بما في ذلك غُرفة لأجتماع الآلهة خلال عيد رأس السنة البَابِلية. يُفتح هذا الفناء الأول على الفناء العلوي («محكمة الإله بيل»، اسم من أسماء مردوخ) بأبعاد 37.60 × 32.30 م، وتُحيط بها مجموعة غُرف، تُمثل أماكن اقام للآلهة المُتواجدين في المعبد، منها غُرفة لمردوخ وقرينته سربانيط وابنه نابو، كنوع من أنواع البلاط الملكي. يُشكل الكُل بالكُل هيكل المعبد الرئيسي بأبعاد 85.59 × 79.30 م. زُين سيلا مردوخ بزخارف من معادن وأحجار ثمينة، وقُدم له العديد من القرابين، ونحت تمثال لهُ من الخشب الثمين، مُزين بالملابس والمُجوهرات.(ملاحظة ك) يمتد معبد إيساجيل أيضًا إلى الجنوب من الفناء الأول، على ساحة مُنظمة حول فناء رئيسي ثالث أبعاده 95 × 41 م، مُخصص للآلهة عشتار وزبابا، وجد فيها «لوح إيساجيل».
| بابل | هَذا المَعبَد مُربع الشَكل، وكُل ضِلع مِنه عِبارة عَن مَلعَبين فِي الطول. في الوَسط برج ضَخُم مِن مَلعب واحِد في الطول والعُرض. على هَذا البُرج يَقِفُ بُرج آخرْ، وآخر مرة أخرى فَوق هذا، وهَكذا حَتى ثمانِية. ~ هيرودوت (I, 178-182) | بابل |

90 متر شمالي معبد إيساجيل، تقع زقورة إتيمينانكي (بالسومرية: É.TEMEN.AN.KI، معناه “أساس بَيت السَماء والارض”)، وهو مبنى مُدرج من شأنه أن يكون مصدر إلهام أسطورة بُـرج بَـابـِل. بني داخل جُدار سميك ابعاده 460 × 420 م، وبالتالي يحتل مساحة كبيرة من قلب وسط المدينة. يشتمل هذا الجدار على وحدتين معماريتين بنيت كل مُنهما حول فناء يتجه ناحية الشرق، بجانب البوابة الضخمة التي تُفتح على شارع الموكب. قد يكون هذا القطاع هو المركز الإداري لضريح مردوخ. اختفت الزقورة نفسها منذ العُصور القديمة، ولم ينقب إلا عن أساساتها، إن المصادر والمعلومات المُتوفرة أتاحت لعُلماء الآثار مُحاولة استعادة مظهرها الاصلي بالأعتماد على لوح إيساجيل الذي أعطى أبعادها، وأيضًا على مسلة صورت شكل الزقورة.

حسب المُعطيات، تبلغ قاعدتُها المُربعة، حوالي 91 مترًا على كُل جانب، ويؤدي سُلم ضخم من جانبها الجنوبي إلى قمتها، حيث وجدنا آثارًا للأرتفاع المُقترح فوق 52 متر. ارتفعت الزقورة إلى سبعة طوابق، ستة مُدرجات مُتناقصه الحجم مُكدسة، وسابِعُها لدعم الأرتفاع. حسب لوح إيساجيل، فقد وصل ارتفاعُها إلى 90 مترًا، قَد يستجيب هذا الرقم للمفاهيم الرمزية أكثر منه للواقع، وتُعزوا أحدث التقديرات ارتفاعها إلى حوالي 60 مترًا. إن رمزية الزقورة إذا اتبعنا اسمها، تُشكل نوع من أنواع الارتباط بين الأرض (عالم البَشر)، والسَماء (عالم الآلهة). يُمكن أن يُشير موقعُها إلى المكان الذي خلق مردوخ فيه العالم (ملحمة الخلق البَابِلية). وظيفة العبادة الخاصة بالزقورة غير معروفة بشكل جيد، يقول «هيرودوت» أن طقوسًا من النوع الهيروغاميكي («الزواج المُقدس»)(ملاحظة ت) حدثت في جُزئها العُلوي، وربما ذكر لوح مسماري مُجزأ طقوسًا تجري في نفس هذا الجُزء من الزقورة، لكنها لا تزال غائبة عن نُصوص الطُقوس الأخرى. رُبما كانت وظيفة العبادة الخاصة بها محدودة، حيث شغل المعبد السفلي (إيساجيل، بالمعنى الدقيق للكلمة) بلا شك مُعظم الطقوس.

بعد الفترة البَابِلية الجديدة، بقي معبد إيساجيل مكان العبادة الرئيسي في بَابِل. لا تزالُ مسألة معرفة ما إذا كان قد دُمر أو هُدم أثناء قمع تمرد حدث في عهد شاهنشاه فارس «خشايارشا الأول» محل نقاش، ولكن ما هو واضح  للبيان، بقي المعبد يُمارس مهامه بعد هذه الحادثة. ربما هدمت الزقورة أيضًا خلال هذا الحدث. على أي حال، فإن النُصوص التي تُشير إلى فترة «الإسكندر» وبداية الهيمنة السلوقية تُقدمهُما على أنهُما أصبحا في حالة سيئة. لا يزال المعبد، والذي رمم بلا شك بعد الحادثة، يُمارس مهامه، بينما سوي مبنى الزقورة بالأرض تحسبًا لإعادة البناء الذي لم يحدُث أبدًا. نعلم من إشارات المؤرخين الأغريق والنُصوص المسمارية، بأن المعبد استمر في العمل خلال القرنين الأول والثاني من عصرنا، كما ذُكر أعلاه.

### العديد من دور العبادة
تُعطي الالواح الطينية المُكتشفة، أسماء 43 معبدًا تقع داخل بَابِل، بما في ذلك 13 معبدًا في «الحي المُقدس» المعروف بإريدو. بحيث يُمكن أن يكون للآلهة الواحد عدة معابد، حيث ذكرت خمسة معابد لعُشتار وثلاثة لنابو. ونقبت وحددت هوية ثمانية منهم في الجُزء الغربي من وسط المدينة الواقع خارج المُجمع الرئيسي. وهي ذات أحجام مُختلفة ومعزولة عن النسيج العُمراني للمدينة، أحيانًا شيدت في مناطق سكنية، مثل معبد عُشتار الأكدي الذي عثر عليه واكتشف في منطقة سكنية. تتبع هذه المباني مُخطط البناء النموذجي لمعابد تلك الفترة، توصف بأنها «بَابِلية»: باب يُفتح على فناء يؤدي بعد ذلك إلى دهْليز ثم إلى سيلا الأله الرئيسية للمعبد، يوجد في أسفل السيلا مكان مُخصص لاستقبال تماثيل العبادة. مثلًا صحن ساحة معبد "Nabû ša harê" مُغطى بالأسفلت، وجُدرانه ذات زخارف باللونين الأسود والأبيض. يقع معبد "bīt akītu"، حيث تُقام الاحتفالات النهائية لمهرجان "akītu" (رأس السنة البَابِلية الجديدة)، خارج أسوار المدينة الداخلية. رُبما تكون أنقاضه هي التي كشفت عنها الحفريات الألمانية في عقد الستينيات، عندما اكتشفت مُجمعًا معماريًا يقع شمالي القصر.
تُشير الالواح أيضًا إلى وجود العديد (المئات وفقًا للنُص) من أماكن العبادة الصغيرة في شوارع بَابِل، عبارة عن مُنشآت دينية في الهواء الطلق، وصفت بُمصطلحات مُختلفة يصعُب ترجمتها: «مَقاعد» (šubtu)، «مَحطات» (manzāzu)، «مَنابر» (parakku)، «مَنافذ» (ibratu).

## بابل قبلة المعرفة
الوظيفة الدينية، مُكملًا بطُرق المُعاملات الاقتصادية والتجارية، جعلت من معابد بَابِل قبلة المدينة الثقافية. قدمت هذه المعابد ألواحًا تُناقش مواضيع علمية وأدبية وفنية. بالإضافة إلى ذلك، عثر على الواح من نفس هذه النوعية، في المساكن والبيوت الخاصة برجال الدين، بحيث كانت تُستخدم في بعض الأحيان كمدارسة للكتبة. أهم هذه الالواح، تلك التي أكتُشفت عام 1979 في معبد نابو (إله الحكمة وراعي الأدباء)، أكثر من ألفي لوح مدرسي، وديعة نذرية قدمها كتبة مُتدربون إلى هذا الإله. كذلك عثر على لوحين طقوسيين آخرين في فرن أحد المعابد، مما يُشير إلى وجود مكتبة خاصة به.
مثل معبد إيساجيل، المكان الرئيسي لطلب العلم والمعرفة في مدينة بَابِل، مع الأخذ بنظر الاعتبار حقيقة تقديمه لعدد قليل من الألواح التي تُشير إلى الأنشطة الفكرية، عند مُقارنتها بمجموعات من نفس الفترة قادمة من نَينَوى وأوروك. من الواضح أن المعبد كان يضُم مكتبة، ومجموعة كهنة، تخصصوا في عدة مجالات (عُلماء فَلك / مُنجمون، عَرافون، أطِباء). تُبين الألواح المسمارية كيف حُنطت أجساد عُلماء المعابد نهاية الفترة الأخمينية وبداية الفترة الهلنستية من أجل الحفاظ عليها. يوضح أحد النُصوص المُكتشفة عن تعيين مُنجم (عالم فلك)، ليتولى منصبًا كان يشغلهُ والدُه، وراثة المهن كان شائعًا بين العُلماء في ذلك الوقت، كان لا يزال يتعين عليه اجتياز امتحان كفاءة أمام مجلس المعبد لإثبات مهاراته. يتقاضى صاحب المنصب راتبه السنوي ومجالًا يُمنح له دخله، مع الواجبات المفروضة عليه، مثل القيام بالأرصاد السماوية، وكتابة التقويم الفلكي والذي شهد أكبر تطور لهُ على يد البَابِليين. يسود هذا التنظيم أيضًا في التخصُصات الأخرى، وقد الهم الإغريق عندما أنشؤوا مكتبة الإسكندرية ومُتحفها، من خلال اتباع المبادئ التي شاهدوها قائمة في معبد إيساجيل.

### بابل والأدب

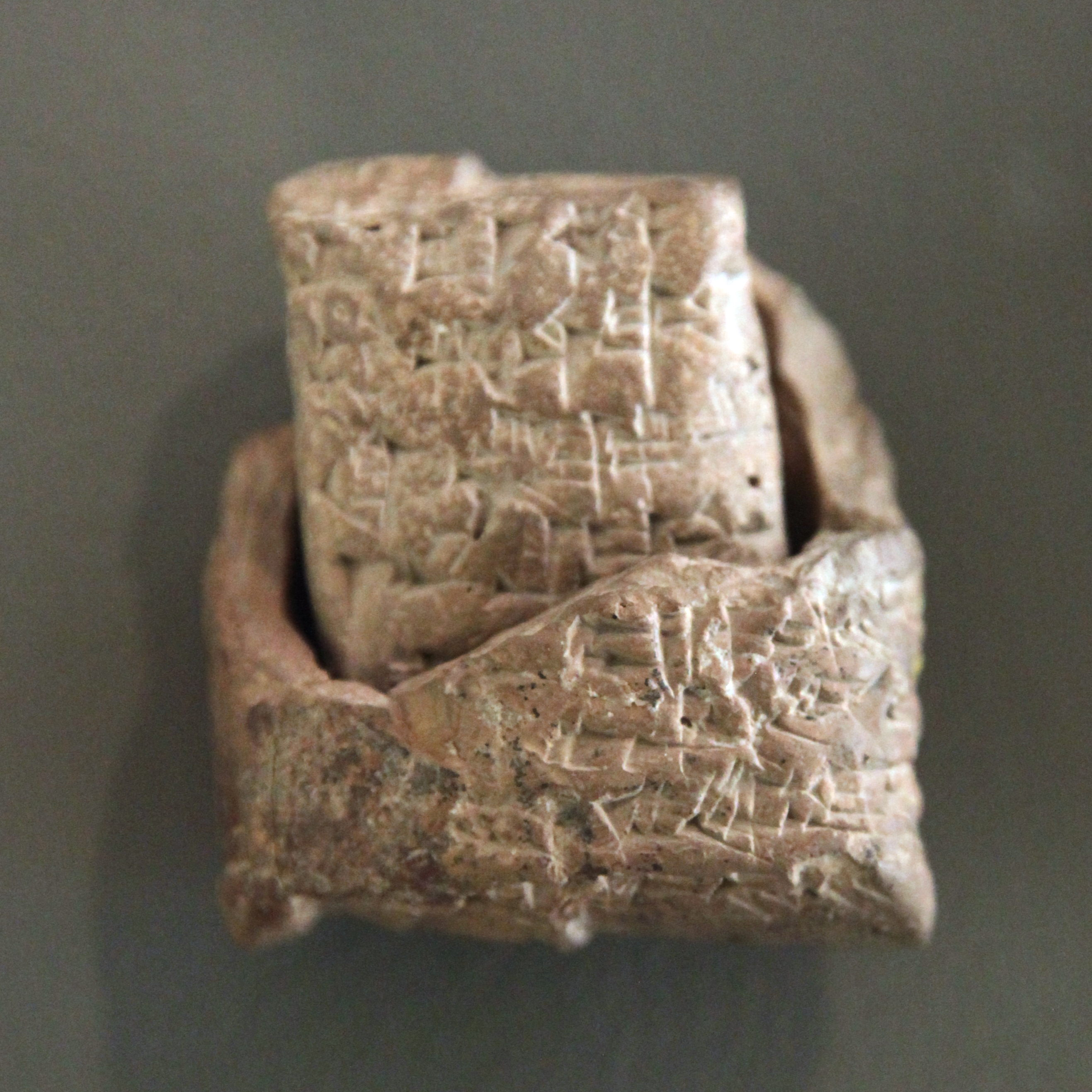
لوح مسماري بَابِلي محفوظ داخل مُغلف، يعود ألى _{1700-1800 ق.م.} مُتحف جنيف للفن والتاريخ، سويسرا.

العديد من الأعمال الأدبية البَابِلية في بِلَادِ الرَّافِدَيْنِ (بِما في ذلك النُصوص الطقسية والعلمية) يُمكن إرجاعُها إلى رِجال دين معبد إيساجيل. منها النُصوص التي تُمجد الإله مردوخ (ملحمة الخلق) والنُصوص التي تُوضح الأهمية الدينية للمدينة (لوح إيساجيل) إلى هذه الدائرة من الرجال. كذلك النُصوص الادبية، على سبيل المثال النص الرثائي المعروف بـ «الصالِح المُتألم» والذي يتحدث عن المُعاناة غير العادلة لرجُل أصابه الظُلم بغير حق. ونص ملحمة إيرا «لكابتي-إيلاني-مردوخ»، عبارة عن قصة تسعى لإضفاء الشرعية إلى فَترة الفوضى التي مرت بها بَابِل في بِداية الألفية الأولى قبل الميلاد، بعد أن تخلى الإله مَردوخ عن المدينة، وخدعه الإله إيرا، تُجسد هذه القصة الحرب في جوانبها المُدمرة. و«الثيوديسيا البَابِلية» كتبها «اساجيل-كينا-لبيب»، عبارة عن نص يتخذ شكل مُناقشة بين شخصين حول العلاقة بين الآلهة والرجال. أشهر مثال لعُلماء معبد إيساجيل هو الكاهن «بيروسوس»، الذي كتب «بابلياكا»، كتاب باللغة اللاتينية من بداية القُرن الثالث قبل الميلاد، لم يبق منهُ سوى الاقتباسات، يهدُف إلى تقديم التقاليد البًابٍلية إلى الجمٌهور الإغريقي المُتعلم، من المُحتمل أن «بيروسوس» قًد استخدم الالواح المُتوفرة في مكتبة إيساجيل لكتابته. وفقًا لعناصر السيرة الذاتية المُتعلقة به، فقد أنهى «بيروسوس» حياته في تعليم الإغريق علم الفلك والتنجيم على جزيرة كوس، نعرف الآن بأن الأغريق أدركوا التقدُم الكبير الذي حققه البَابِليون في هذا المجال.

تُعد معابد بَابِل مع معابد أوروك، آخر الأماكن التي نعلم على وجه اليقين، أن تدوين عُلوم بِلَادِ الرَّافِدَيْنِ القديمة قد استمرت فيها بعد فَترة العصر الهلنستية. أحدث لوح مسماري علمي تم العُثور عليه في بَابِل عبارة عن تقويم فَلكي، مؤرخ في 74-75 م.

### بابل وعلم الفلك

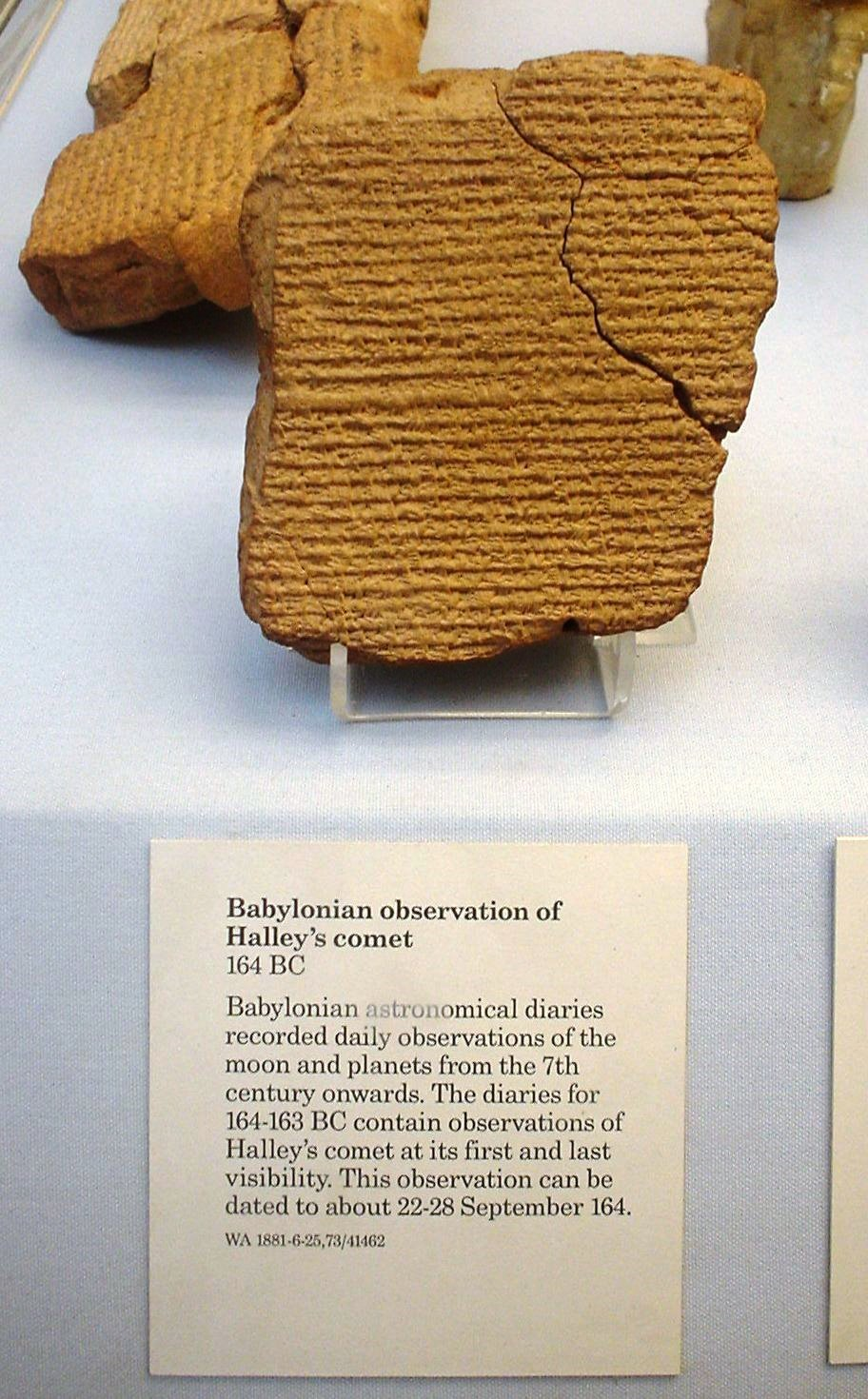
رصد لمُذنب هالي مُسجل بالمسمارية على لوح من الطين بين يوم 22 و28 من أيلول/سبتمبر 164 ق.م، من بَابِِل، العراق. المتحف البريطاني.

ترجع أصول علم الفلك الغربي إلى بِلَادِ الرَّافِدَيْنِ، وتُعتبر كُل الجُهود الغربية في العُلوم الدقيقة وليدةً لجهود عُلماء الفلك البَابِليين. وصلتنا المُعلومات التي نعرفُها عن علم الفلك السومري بشكل غير مُباشر، من خلال فهارس النُجوم البَابِلية القديمة التي يعود تاريخُها إلى 1200 عام قبل الميلاد. ويشير ظُهور أسامي النُجوم باللُغة السومرية لاستمرار هذا العلم حتى بدايات العصر البرونزي.
في بادئ الأمر، طور السومريون نوعًا من أنواع علم الفلك الخاص بهُم مُتأثرين بأساطيرهم الدينية، ترك هذا الامر بدوره بصمة واضحة على الثقافة البَابِلية، على وجه الخُصوص، الآلهة الكوكبية التي لعبت دورًا مُهمًا في الثقافة العامة لسُكان بَابِل، بحيث شُخص كُل من كوكب المُشتري مع الاله مَردوخ، والزُهرة مع عُشتار، وزُحل مع نِينورتا، وعَطارد مع نابو، والمِريخ مع نِيرغال. أهتم علم الفلك البَابِلي بالتركيز على مجموعة من النُجوم والكوكبات النجمية التي تُعرف باسم «نجوم زيقبو»، جُمعت هذه النُجوم والكوكبات من مصادر مُبكرة (سومرية/أكدية).
طورَ البَابِليون نهجًا تَجريبيًا لعلم الفَلك، في الفترة بين القرن الثامن إلى القرن السابِع قبل الميلاد. وبدأوا بدراسة وتسجيل فلسفاتهم وأستنتاجاتهُم الخاصة بطبيعة الكون المُجردة واستحدثوا منطقًا داخليًا خاصًا بهم، من خلال دراسة الأنظمة الكوكبية وتحرُكالتها. اعتُبر هذا الامر إسهامًا مهمًا في علم الفلك وفلسفة العلوم، ووصََف بعض العُلماء المٌعاصرين هذا النهج الجديد بأنه أول ثورة علمية. طُور هذا النهج واُعتمد بواسطة الإغريق في علم التنجيم الهلنستي. استخدمت المصادر الإغريقية واللاتينية مُصطلح الـ«الكلديون» بشكل مُتكرر لوصف عُلماء، فلك بِلَادِ الرَّافِدَيْنِ، الذين كانوا من الكهنة الكُتاب المُتخصصين في علم التنجيم والأنواع الأخرى من الكهانة.
بقيت قُطع قليلة من آثار علم الفلك البَابِلي حتى عصرنا هذا، عبارة عن ألواح طينية تحتوي على المُفكرات الفلكية البَابِلية، والتقاويم الفلكي، والنُصوص الإجرائية. ومع ذلك، تُظهر هذه القطع الأثرية الصغيرة الباقية أن علم الفلك البَابِلي كان أول مُحاولة ناجحة لوضع وصف رياضي دقيق للظواهر الفلكية. وكل العُلوم المُشتقة من علم الفلك في العصر الهلنستي، الهندي، والإسلامي، كانت مُعتمدة على علم الفلك البَابِلي بشكل أساسي.

### بابل والأَرقام

الأرقام المسمارية البَابِلية.

استُخدم البَابِليون نظام عد خاص قائم على الرقم 60، عُروف بنظام العد الستيني. وهو نظام يُكتب بالمسمارية، أنشأهُ السومريين القُدماء في الألفية الثالثة قبل الميلاد، وانتقل إلى البَابِليين، ولا يزال يُستخدم اليوم في شكله المعدل لقياس الوقت والزوايا والإحداثيات الجُغرافية في أغلب بقاع العالم. بسط هذا النظام طُرق حساب وتسجيل الأرقام الكبيرة والصغيرة. بدأ ظهوره عام 3100 ق.م، ويعزى إليه الفضل كأول نظام عد موضعي، بحيث أن القيمة تعتمد على الرقم وموضعه من العدد. شكل هذا النظام تطورًا مُهما للغاية، لأن القيم اللاموضعية تتطلب رموزًا خاصة لكل قوة (كالعشرة، المائة، والألف، وما إلى ذلك)، وهو ما يجعل الحساب أكثر صُعوبة وتعقيد. لم يكُن النظام الستيني المُستخدم في بِلَادِ الرَّافِدَيْنِ القَديمة نظام قاعدة 60 خالص، بمعنى أنه لم يُستخدم 60 رمزًا مُميزًا لأرقامه. بدلًا من ذلك، استُخدمت الأرقام المسمارية الرقم «عشرة» كقاعدة فرعية بطريقة تدوين قيمة الإشارة، بحيث يتكون الرقم الستيني من مجموعة من العلامات على شكل إسفين تُمثل وحدات تصل قيمتُها إلى تسعة (، ، ، ,..., ) ومجموعة من العلامات الإسفينية عريضة الشكل التي تُمثل ما يصل إلى خمس عشرات (، ، ، ، ). بحيث تكون قيمة الرقم مجموع قيم الأجزاء المُكونة له.
تمت الإشارة إلى الأرقام ذات القيمة الأكبر من 59 بواسطة مجموعة رُموز مُتعددة لهذا النموذج، وذلك من خلال تدوين الدلالة الموضعية. نظرًا لعدم وجود رمز للصفر، فليس من الواضح دائمًا كيفية قراءة الرقم، ويجب أحيانًا تحديد قيمته الحقيقية من خلال سياقه. على سبيل المثال، رموز الرقم 1 و60 مُتطابقة. استُخدمت النُصوص البَابِلية اللاحقة عُنصرًا نائبًا (الرمز البَابِلي) لتمثيل الصفر، ولكن فَقط في المواضع الوسطية، وليس على الجانب الأيمن من الرقم، كما نفعل اليوم في الأرقام مثل (15300).

### بابل والرياضيات

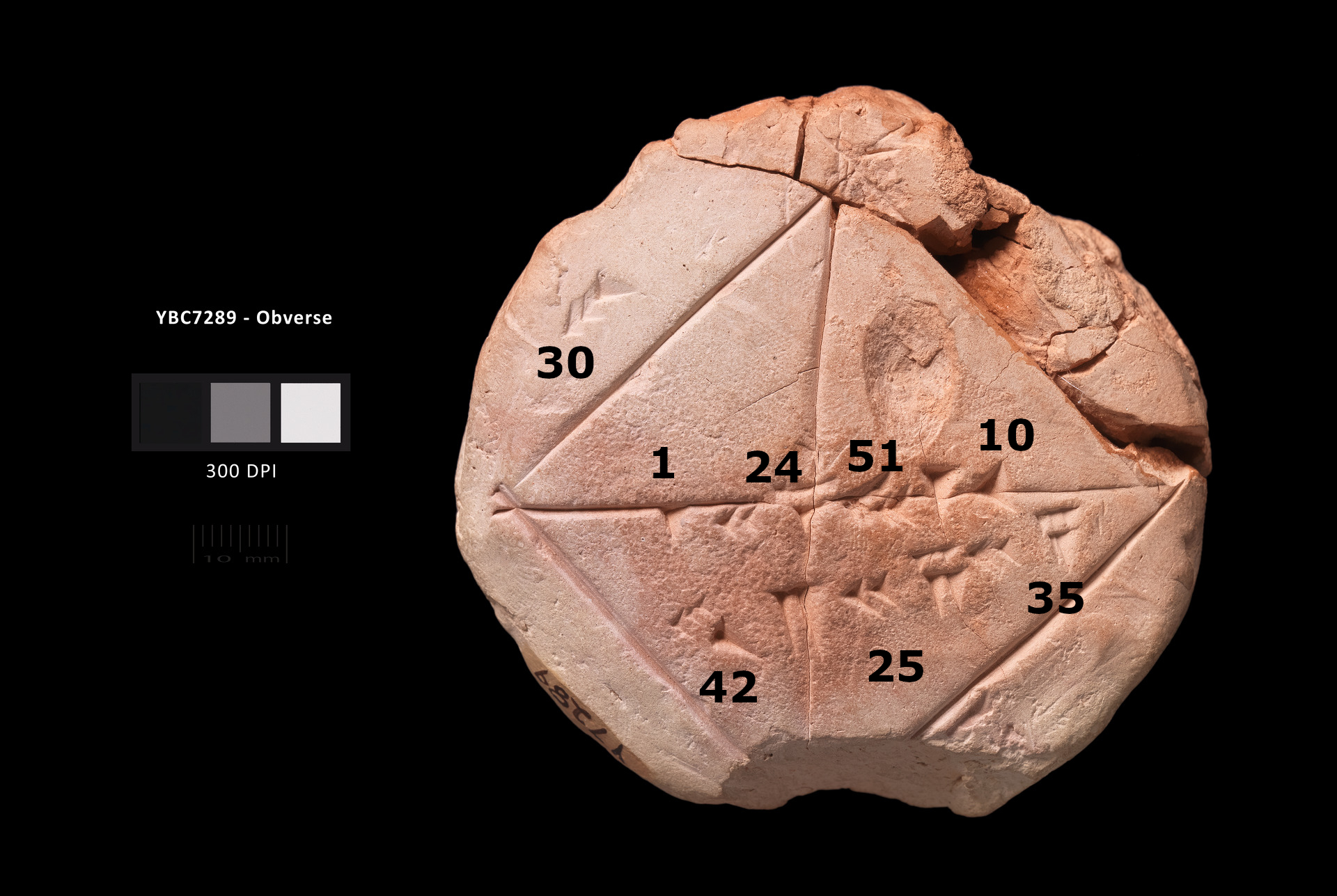
اللوح "واي بي سي 7289" الذي يُعطي القيمة المقربة لـ. مَكتبة جامعة ييل، كنتيكت، الولايات المتحدة الأمريكية.

غطت دراسة الباَبلِيون للرياضيات جوانب مُختلفة: الكسور، الجبر، المعُادلات التربيعية، الدوال التكعيبية، ونظرية فيثاغورس. واللوح البَابِلي «واي بي سي 7289» خير مثال للرياضيات البَابِلية؛ حيث يُعطي اللوح القيمة المُقربة لجذر الـ 2 التربيعي {\displaystyle {\sqrt {2}}} في أربعة أرقام ستينية (1 24 51 10)، يُعطي اللوح أيضًا مثالًا حيث تكون فيه قيمة جانب واحد من المُربع 30، فَيكون القُطر الناتج (42 25 35).
طور البَابِليون صيغ جبرية لحل المُعادلات الرياضيات، ولحل المُعادلات التربيعية، استخدم البَابِليون الصيغة القياسية. ومن المُمكن أنهم استخدموا جداول التربيع بشكل عكسي لإيجاد الجُذور التربيعية. ودائما ما استخدم البَابِليون الجذر الموجب لأن استخدامه كان منطقيًا في حل المسائل «الحقيقة» (كون جذر المقدار السالب عدد مركب تخيلي وليس حقيقيًا).

كذلك طور البَابِليون ما يُعرف اليوم باسم النمو الأسي، والنمو التقييدي (مُشتق من الدالة السينية)، ومضاعفات الزمن، والأخير استعمل في حساب الفوائد العائدة من الديون.

### بابل والهندسة
عرف البَابِليون القواعد المُشتركة لقياس الأحجام والمساحات. وقاسوا مُحيط الدائرة «بثلاثة أضعاف القطر» والمساحة "بواحد على أثني عشر مُربع المُحيط"، وهذه الحسابات ستكون صحيحة إذا اعتبرت قيمة الـ π على أنها 3 (قيمة الـ π هي 3.141). كانوا مُدركين بأن هذا التقدير تقريبي، أحد الالواح الرياضية البَابِلية القديمة عثر عليها بالقرب من سوسة عام 1936 (يعود تاريخه إلى القرنين التاسع عشر والسابع عشر قبل الميلاد) يُعطي تقريبًا أفضل قيمة لـ π بمقدار 3.125، أي أقل من القيمة الحقيقية بحوالي 0.016 بالمائة (قيمة الـ π هي 3.141). كذلك قاسوا حجم الأسطوانة "ناتج القاعدة والارتفاع" بشكل صحيح، ومع ذلك، قاسوا حجم فجوة المخروط "ناتج الارتفاع ونصف مجموع القواعد" بشكل غير صحيح. كانت نظرية فيثاغورس معروفة أيضًا عند البابليين.
كان «الميل البَابِلي» مقياسًا للمسافة يساوي حوالي 11.3 كم. حُول هذا المقياس في النهاية إلى «ميل زمني» يُستخدم لقياس انتقال الشمس، وبالتالي أصبح مقياسًا للوقت بدلًا من المسافة.
عرف البَابِليون القُدماء النظريات المُتعلقة بنسب أضلاع المُثلثات المُتشابهة لعدة قرون، لكنهم افتقروا إلى مفهوم قياس الزوايا، وبالتالي درسوا أضلاع المثلثات بدلًا من ذلك.

أحتفظ عُلماء الفلك البَابِليون بسجلات مُفصلة لظهور النجوم وزوالها، وحركة الكواكب، وخسوف الشمس وخسوف القمر، وكلها تتطلب إلمامًا تامًا بمسافات الزاوية المُقاسة على الكُرة السماوية.
كذلك قسم البَابِليون اليوم إلى 24 ساعة، والساعة إلى 60 دقيقة، والدقيقة إلى 60 ثانية، وكانوا يُطبقون هذه التقسيم على المَدد. فكانوا يفرضون فتره من الزمن أمدُها 43200 سنة، يظهر لهُم على انها يوم واحد من حياة العالم، وهذه الفترة تنقسمُ إلى 12 «سارّ» "sare" (أي ساعة)، وكل سارّ منها 3600 سنة، والسارّ ينقسم إلى 60 «صوصّا» "sosses" (أي دَقيقة)، والصوصّا 60 سنة، وأخيرًا إلى السنة الواحدة التي يعتبرونها ثانية من ثواني الحياة.
كما استخدموا شكلًا من أشكال «تَحليل فورييه» لحساب التقويم الفَلكي (جداول المواضع الفلكية)، والذي اكتشفه العالم الألماني «أوتو نيوجباور» في الخمسينيات من القرن الماضي. لإجراء حسابات لحركات الأجرام السماوية، استخدم البَابِليون الحساب الأساسي ونظام الإحداثيات على أساس «المسار الشمسي»، وهو حيز الفضاء الذي تنتقل عبره الشمس والكواكب.

تُقدم الالواح المحفوظة في المُتحف البريطاني دليلًا على أن البَابِليين حاولوا الحُصول على مفهوم للأشياء في مساحة رياضية مُجردة، يعود تاريخ هذه الألواح إلى ما بين 350 و50 ق.م، وتكشُف عن فهم البَابِليين لمبادئ الهندسة، بحيث استخدموها في وقت أبكر مما كان يُعتقد سابقًا. استخدم البَابِليون طريقة لتقدير المنطقة الواقعة تحت مُنحني من خلال رسم شكل شُبه مُنحرف تحت المنطقة، وهي تقنية أُعتُقد سابقًا أنها نشأت في أوروبا خلال القرن الرابع عشر. سمحت لهم طريقة التقدير هذه على سبيل المثال، بإيجاد المسافة التي يقطعُها كوكب المُشتري في فترة زمنية مُعينة.

### بابل والكيمياء
كانت بابل موطن لأول كيميائي مُسجل بالتاريخ، تابوتي والتي يُشار إليها أيضًا باسم تابوتي-بيلاتكاليم ("بيلاتكاليم" تعني مُشرفة القصر)، كانت صانعت عطور ذُكر أسمها في لوح مسماري بابلي يرجع تاريخه إلى حوالي 1200 ق.م. كانت تصنع العطور ليس فقط كروائح لأغراض التجميل، بل أيضا للأغراض الطبية والطقوس الدينية على حد سواء، استخدمت الزهور والزيت والوَجّ مع السُعد والمُر والبَلسم. أضافت الماء أو المذيبات الأخرى ثم تقوم بتقطيرها وتصفيتها عدة مرات، هذا هو أيضا أقدم إشارة لجهاز المقطرة.

## بابل الأُسطوريّة
من خلال أهميتها السياسية والثقافية، تركت بَابِل انطباعًا دائمًا وأصبحت جُزءًا لا يتجزأ من خيال وأساطير العديد من الحضارات والأمم حتى بعد فترة طويلة من سُقوطها.(ملاحظة ق) ركزت القصص والحكايات المُتعلقة بهذه المدينة قبل كُل شيء على مكانتها كمدينة ذات أبعاد ضخمة وآثار فخمة، وبصورة أكثر سلبية على كبريائها وفخرها. كانت المصادر القديمة لهذه القصص هي تلكَ المُشتقة من اللاهوت البَابِلي نفسه، والتي جعلت منها «مَدينة مُقدسة» تقع في وسط العالم، ثُم كتابات المؤرخين الأغريق الذين تركوا ورائهُم صورة المدينة العملاقة للأجيال الأحقة، وأخيرًا مؤلفوا نُصوص الكتاب المُقدس، الذين قدموها للأنام بصورة سلبية قبل كُل شيء. نشأة هذه الصورة عن بَابِل «كمَدينة عَظيمة تُمَثل رَمزًا للخَطيئة» في فترة العُصور الوسطى، عندما أصبحت أمكانية الوصول إلى المصادر الأكثر موثوقية لما كانت عليه المدينة حقًا غير مُمكن.

### في بلاد الرافدين
يُعزى صُعود بَابِل التدريجي إلى عالم أساطير بِلَادِ الرَّافِدَيْنِ لعدة أسباب، أهمها أعمال رجال دين معابد المدينة، بالتحديد معبد إيساجيل، الأمر الذي سار جنبًا إلى جنب مع التأكيد على تفوق مردوخ كملك إلهة تلك المنطقة، الأمر الذي يظهر جليًا في ملحمة الخلق البَابِلي. تصف هذه الأسطورة كيف أصبح مردوخ كبير الآلهة، من خلال إنقاذ سُكان المدينة من التهديد الذي مثله سلفه، الإله تيامات (إله الفوضى عِنَ البَابِليين). بعد انتصاره، خلق مردوخ العالم من بقايا تيامات، وفي وسطه، عند تقاطُع السماء مع الأرض، بىا بَابِل. تم التوصل إلى استنتاج مفادُه أن البَابِليين عرفوا بَابِل على أنها مركز العالم، من خلال الاستشهاد بلوح طيني عثر عليه في مدينة سيبار يعود إلى القرن الخامس قبل الميلاد، عُرف بـ"خَريطة العالَم البابِلية".
"الأنونَاكي حَفَرُوا الْأَرَض بِمَعَاوِلَهُم،
وَصَنَّعُوا الآجر لِمُدَّة سَنَة.
ثُمَ، فِي السَّنَة الثَّانِيَة، مَنّ إيسَاجِيل، رَفَّعُوهَا لِلْقِمَّة.
قَامُوا أَيْضًا بِبِنَاء الْبُرْج الْمُرْتَفِع، وَبَلَّطُوا ضِفَاف الأبزو.
نَقَّلُوا إِلَى هُنَاك مَسَّكناً لآنو وإنليل وإيا.
ثُمَ جَاءَ جَلَاَلَتُه (مَردوخ) لِيَأْخُذ مَكَانه أَمَامَهُم.
الرَّبّ (مَردوخ) فِي الْمَكَان الْأسْمَى اِلْذَي بَنَوه لَهُ مَسَّكناً،
إِلَى مَأدَبَته دَعَا الْآلِهَة آباؤه.
هَا هِيَ بَابِل مَوْطِنَكُم وَمَسكَنَكُم.
اِسْتَمْتِعُوا! اِرْضَوْا انْفُسكُم بجَذِلَها!"

~ مُقْتطَفات مِن مَلحَمة الخَلق البابلية لبناء مَدينة بَابِل من قبل الآلهة للإله مَردوخ.

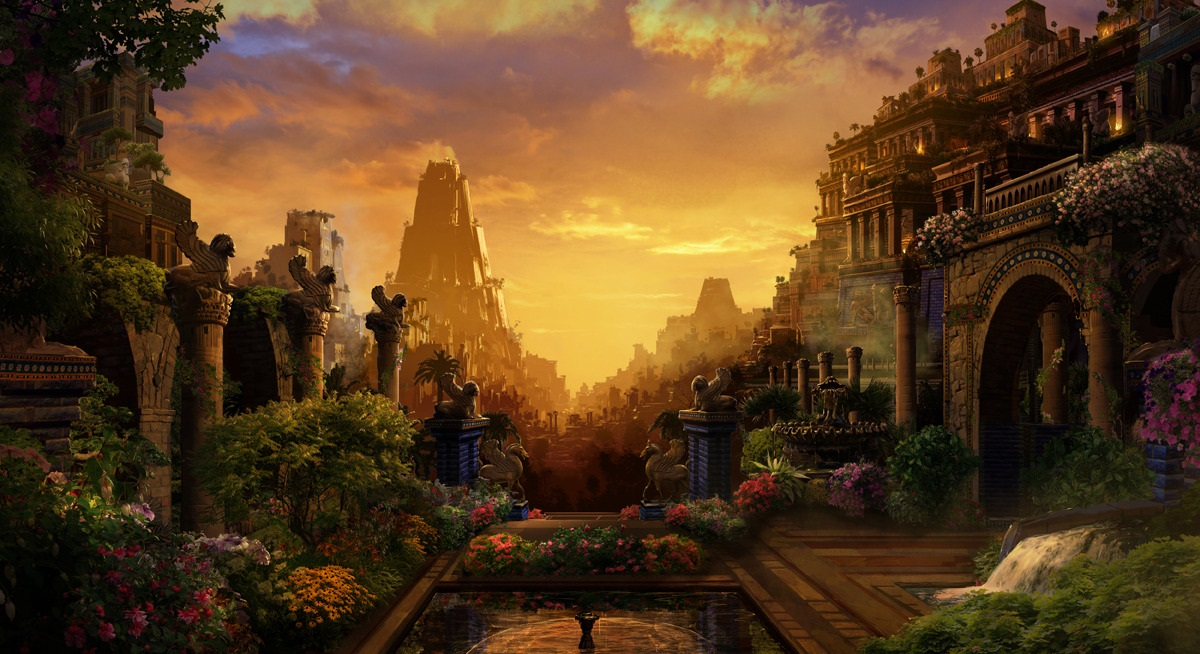
عمل فني مُعاصر يُصور بَابِل في أوج مكانَتها.

تتألق مكانة بَابِل «الأسطورية» بصورة خاصة في النُصوص الطبوغرافية المُتعلقة بآثارها الدينية. تلك التي توضح كيف تم مزج فضائها السُكاني بالقداسة، مثل «لوح إيساجيل»، اللوح الذي أعطى أبعاد زقورة إيتيمينانكي، تُمثل الأخيرة بدورها وفق التقليد البَابِلي «مركز العالم» («إيتيمينانكي» بالسومرية: 𒂍𒋼𒀭𒆠 معناه حرفيًا «مَعبد أساس السَماء والأرض»). أمتدت سُمعت عاصمة الكون هذه إلى المعمورة بأكملها، ومن بين الصفات التي عُرفت بها، كونها «وصلة السماء بالأرض». من المُحتمل أن سجلاتُ التاريخ التي كتبها رجالُ الدين البَابِليون، قد سلطت الضوء على الصلة بين الأهمية الدينية والسياسية للمدينة. بحيث قاموا بأعادة بناء ماضي المدينة الأسطوري، من خلال وضع تطور الأحداث تحت منظور علاقة الملوك البَابِليون مع الإله مردوخ، بما معناه، أولئك الذين لا يحترمون رجالُ الدين سوف تُعاقبهم الإلهه عاجلًا أم آجلًا، والمقصود من هذا الأمر، أن يكون بمثابة رسالة تحذير إلى الملوك اللأحقين، لكي يقوموا بمُعاملة الآله ومعبدها مُعاملة حسنة.

### في كُتب المؤرخين الإغريق
| "تَتَجَاوَز فِي عَظَّمْتهَا أي مَدِينَة أُخْرَى فِي الْعَالَم الْمَعْرُوف" |
| —هيرودوت واصِفًا بَابِل فِي كِتابه تَارِيخ هيرودوت.        |

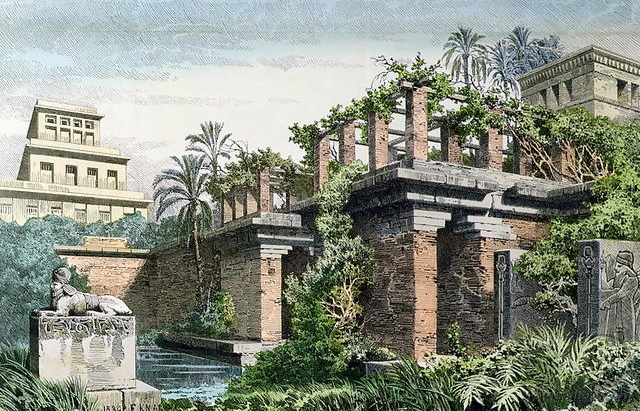
حَدائق بَابِل المُعلقة، بريشة «فرديناند كيناب» 1886.

شهد المؤرخون الإغريق انحلال بَابِل، لكنهُم احتفظوا بذكرى عظمتها، مما أعطى للمدينة إلى حد كبير صورة أسطورية شُبه خيالية، رُبما انعكست بشكل سيئ على واقع تحتمَ على أولئك الذين زاروا المدينة مواجهته، بل وحتى التأثير على عُلماء الآثار المُعاصرين الذين غالبًا ما استشهدوا بتلك النُصوص لإجراء أبحاثهُم (كما يتضح في عملية التنقيب العقيمة عن حَدائِقُها المُعلقة).

يُعتبر المؤرخ الإغريقي «هيرودوت» أول وأهم من ترك وصفًا لبَابِل في النصف الأول من القرن الخامس قبل الميلاد. تلاه مواطنُه «كتسياس» في نهاية القرن نفسه. وصف هؤلاء المؤرخون مدينة عملاقة، بلا شك أكبر مدينة عرفوها في عصرهُم، أستحضروا آثارها العظيمة، ولا سيما أسوارها. يستحضر «كتيسياس» أعجوبته الأخرى، حدائقه المُعلقة. تم التوصُل إلى هذا التوبوس بأن بَابِل مدينة عملاقة، من خلال رؤية آثارها، ومن خلال النُصوص التي ذكرت ملوكها الأسطوريين، في بعض الأحيان خُلط تاريخُها مع تاريخ جارتها الآشورية. بينما أستحضر مؤرخوا عصرنا الحالي، أمثال «سترابو»، «فلافيوس جوزيفوس» و«بليني الأكبر»، أثناء الإبلاغ عن ماضيها المرموق، حقيقة أن المدينة سقطت في حالة من الخراب. تدريجيًا، بدأت ذاكرة بَابِل بالتشوه، على الرغم من حقيقة أن بعض المؤرخين الذين كتبوا عنها باللغة اللاتينية قدموا معلومات موثوقة نسبيًا عن تاريخُها وثقافتُها، بناءً على كتابات القس البَابِلي «بيروسوس»،(ملاحظة خ) أو من مصادر محلية كما في حالة الفيلسوف «دمشقيوس».

### في التَناخ، الكتاب المُقدس والقُرآن
| "كاسًا ذَهَبِيَّة بِيَد الرَّبّ أَسكِّرْت كُلَ الْأَرَض"  |
| —النَبي إرميا واصِفًا بَابِل فِي سفر إرميا. |

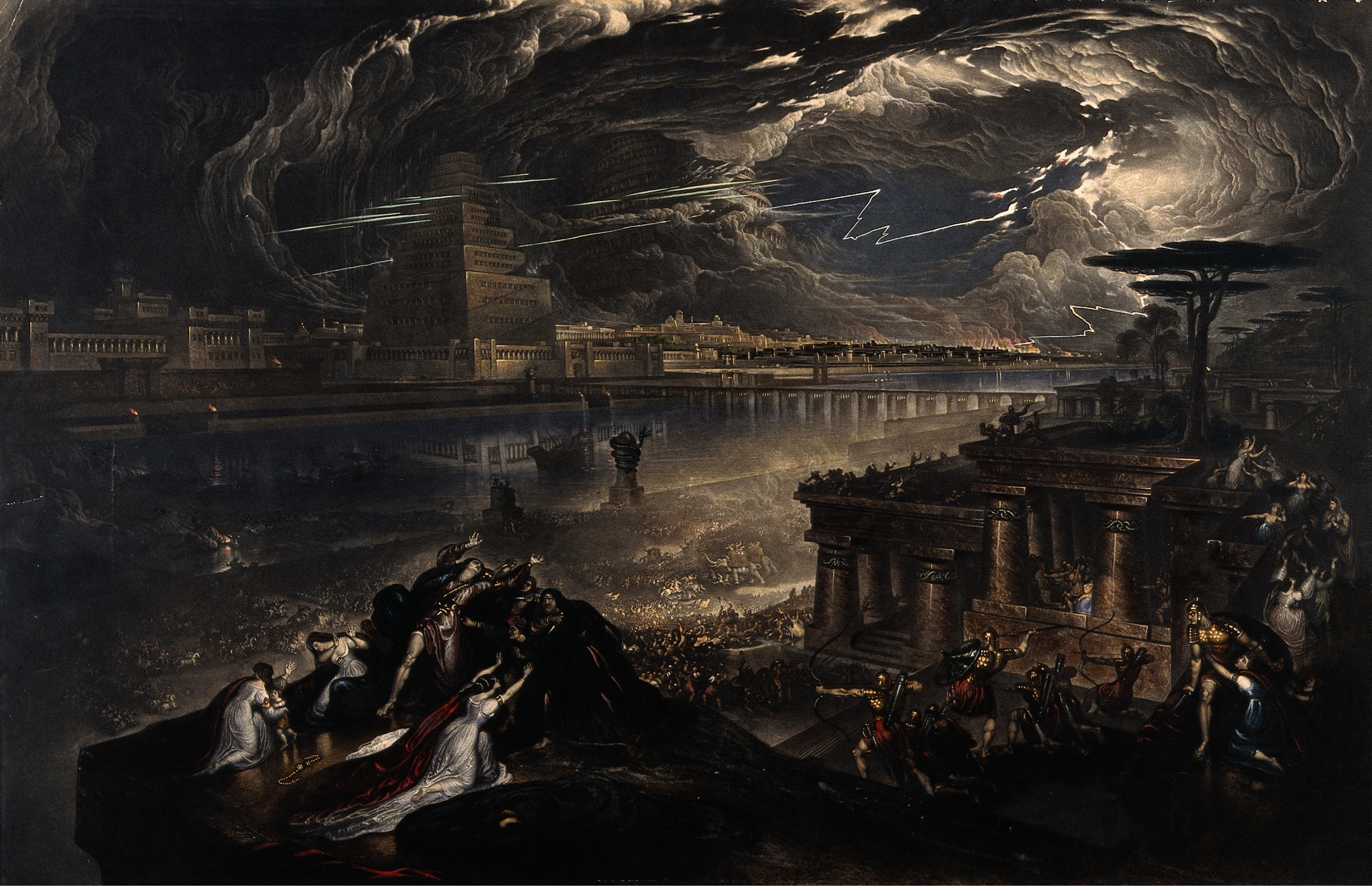
سُقُوط بَابِل بريشة «جون مارتن» 1831.

يحتوي التَناخ (الكتاب العبري المُقدس) على العديد من المقاطع التي تحتلُ فيها بَابِل مكانه مركزيه. الأولى هي رواية بُرج بَابِل التي ورد ذكرُها في سفر التكوين، من الواضح للعيان أن أسطورة هذا البُرج مُستمد من زقورة بَابِل، والتي تمكن أحفاد يهوذا (المَنفيين مِنهُم في بَابِل) من رؤيتُها. تروي هذه القصة كيف تمكنَ سُكان بَابِل في أرض شنْعَار (المدينة التي بناها الملك نمرود) من بناء برج مهُول الحجم والارتفاع بهدف الوصول إلى الجنة، ولكن «الرب» عاقبهُم من خلال تشتيتهم إلى مجموعات تتحدث بلُغات عدة، كي لا يفهموا بعضهم البعض، مما خلق الارتباك بينهم.
ذُكرت بابل في الكتاب المُقدس 280 مرة،(ملاحظة و) وتظهر بصورة أكثر ارتباطًا بواقعها التاريخي لا سيما في سفر الملوك الثاني الذي يروي انتصارات ملكها «نبوخذ نصر الثاني» على مملكة يهوذا، وسفر إرميا الذي روى نفس الأحداث. تنبثقُ من هذه النصوص صورة غامضة عن بَابِل، وهي صورة المدينة المكروهة عاصمة المملكة المُسيطرة والفخورة التي طردت سُكان يهوذا ودفَعتُهم إلى المنفى، في بعض الأحيان يتم تقديم بَابِل ونبوخذ نصر كأداتين للإرادة الإلهية. الصورة السلبية لمدينة بَابِل مأخوذة من العهد الجديد للمسيحيين، جرى ذلك الأمر لكي يتم استيعابها ومُقارنتها مع روما، القوة الجديدة المُهيمنة التي أضطهدت المسيحيين. في سفر يوحنا، تحمل «الزانية العَظيمة» اسم بَابِل،(ملاحظة ر) ويشار إلى هذه المدينة مرارًا وتكرارًا كرمز للشر والخداع.

أما في القُرآن، فقد ذُكر اسم بابل مرة واحدة فقط في سورة البقرة:
﴿وَاتَّبَعُوا مَا تَتْلُو الشَّيَاطِينُ عَلَى مُلْكِ سُلَيْمَانَ وَمَا كَفَرَ سُلَيْمَانُ وَلَكِنَّ الشَّيَاطِينَ كَفَرُوا يُعَلِّمُونَ النَّاسَ السِّحْرَ وَمَا أُنْزِلَ عَلَى الْمَلَكَيْنِ بِبَابِلَ هَارُوتَ وَمَارُوتَ وَمَا يُعَلِّمَانِ مِنْ أَحَدٍ حَتَّى يَقُولَا إِنَّمَا نَحْنُ فِتْنَةٌ فَلَا تَكْفُرْ فَيَتَعَلَّمُونَ مِنْهُمَا مَا يُفَرِّقُونَ بِهِ بَيْنَ الْمَرْءِ وَزَوْجِهِ وَمَا هُمْ بِضَارِّينَ بِهِ مِنْ أَحَدٍ إِلَّا بِإِذْنِ اللَّهِ وَيَتَعَلَّمُونَ مَا يَضُرُّهُمْ وَلَا يَنْفَعُهُمْ وَلَقَدْ عَلِمُوا لَمَنِ اشْتَرَاهُ مَا لَهُ فِي الْآخِرَةِ مِنْ خَلَاقٍ وَلَبِئْسَ مَا شَرَوْا بِهِ أَنْفُسَهُمْ لَوْ كَانُوا يَعْلَمُونَ ۝١٠٢﴾ [البقرة:102]

## ذكرى بابل بعد نهايتها

### ذكرى بعيدة لمدينة عظيمة
بعد أن غطاها ليلُ الزمان بكفنه، نُسيت مُعظم الأدلة والمصادر المُتعلقة ببابل إلى حد كبير، تحديدًا خلال فَترة القُرون الوسطى التي أصبحت بها صورة المدينة أكثر تشويهًا. تُشكل المصادر الكتابية جوهر التوثيق الأساسي المُتاح لسُكان هذه الفترات من أجل الاقتراب من حقيقة وجود هذه المدينة. أحتفظ سُكان الأراضي السابقة التي هيمنت عليها بَابِل من المؤرخين العرب والمؤرخين الفُرس بذاكرة موقع وأطلالة المدينة، واستحضروها باعتبارها أقدم مدن العراق. تستند القصص التي يروونها عن المدينة إلى حد كبير من الكتاب المقدس أو التقاليد، لا سيما تلك المُتعلقة بالملكين «نبوخذ نصر الثاني» و«الإسكندر الأكبر».

يَقول «أبو مَعْشر البَلَخِي»: 
الكَلْدانِيُّون هم الذين كانوا يَنْزِلُون بِبابِلَ في الزَّمنِ الأوّل، ويُقال أوَّلُ مَن سكَن بابِلَ «نُوحٌ» وهو أوَّلُ مَن عَمَرها وكان نَزَلها بعَقِبِ الطّوفان فسار هو ومَن خَرج معه مِن السَّفينة إليها لِطَلَبِ الدَّفَأَ فأقامُوا بها وتَناسَلُوا فيها وكَثُروا مِن بعدِ نُوحٍ ومَلَّكُوا عليهم مُلُوكاً وابْتَنَوا بها مَدَائِنَ فصارت مَساكِنُهم مُتّصلةً بِدَجْلَةَ والفُراتِ إلى أن بَلغُوا مِن دَجْلَةَ إلى أسفَلِ كَسْكَرَ ومِن الفُراتِ إلى ما وراءِ الكُوفة ومَوضِعُهم هو الذي يُقال له السَّوادُ وكانت مُلوكُهم تَنْزِل بابِلَ وكان الكَلْدانِيُّون جُنودَهم فلم تَزَلْ مَملكتُهم قائمةَ إلى أن قُتِل «دارا» آخِرُ مُلوكهِم ثم قُتِل منهم خَلْقٌ كثيرٌ فذَلُّوا وانقطع مُلْكُهم.
يَقول «أبو المُنْذِر الكلَبِي»: 
إنّ مَدينةَ بابِلَ كانت اثْنَى عشَرَ فَرسَخاً في مِثل ذلك وكان بابُها مِمّا يَلي الكُوفَة وكانت الفُراتُ تَجرِي ببابِلَ حتّى صَرَفها بخْتُنَصَّر إلى مَوضعِها الآن مخَافَة أن تَهْدِمَ عليه سُورَ المدينة؛ لأنها كانت تَجْرِي معه. قال ومدينةُ بابِلَ بَناها «بيوراسف الجَبّار» واشتقَّ اسمَها من اسمِ المُشْتَرِي؛ لأنّ بابِلَ باللِّسان البابِلي الأوّلِ اسمٌ للمُشْتَرِي.

والبابِلِيُّ السَّمُّ كالبابِلِيَّةِ فنِسبَتُه إلى بابِلَ كنِسبَةِ السِّحرِ والخَمرِ إليها وبهِ فَسَّر «السُّكَّري» قولَ «أبي كَبِيرٍ الهُذَلِي» عِندَما كانَ يَصِف سِهاماً:

يَقول «أبو عَبدُ ألله الحَمَوي»:
بابِلْيُون (الباء الثانية مكسورة، واللام ساكنة، وياء مضمومة، وواو ساكنة، ونون)، اسمٌ عامٌّ لِديارِ مِصْرَ بلُغة القُدماء، قيل هو اسمٌ لموضِع الفُسطاط خاصَّةً فذكر أهلُ التَّوراة أن مُقامَ «آدمَ» كان ببابِلَ فلمّا قَتل «قابِيلُ» «هابِيلَ» مَقتَ آدمُ قابِيلَ فهرَب قَابِيلُ بأهلِه إلى الجِبال عن أرضِ بابِلَ فسُمِّيتْ بابِلَ يعني به الفِرقَةَ فلما مات آدَمُ ونُبِّئ «إدريسُ» وكَثُر ولد قابِيلَ وكَثُر منهم الفسادُ دعا إدريس ربَّه أن ينقُلَه إلى أرضٍ ذاتِ نَهْرٍ مثلِ أرضِ بابِلَ فأُرِىَ الانتقالَ إلى مِصْرَ فلمّا ورَدها وسكَنها واستطابها اشتَقَّ لها اسماً مِن معنى بابِلَ وهو الفِرقةُ فسمَّاها بابِلْيُون ومعناها الفِرقَةُ الطَّيِّبَةُ.
في عالم العُصور الوسطى الأوروبية، تظهر صورة بَابِل أكثر غموضًا وسوداوية، استنادًا إلى النُصوص التوراتية، وفي وصف المخطوطات تظهر كمدينة كبيرة تتعدى هندستها المعمارية تقاليد الزمن. مع إعادة اكتشاف نُصوص المؤرخين الأغريق من القرن الخامس عشر الميلادي، يمكن جعل تخيُلات عمارتها أكثر دقة، من خلال إدراج حدائقُها المُعلقة التي اعتُبرت إحدى عجائب الدُنيا السبع، تُساعد على إنشاء صورة واقعية للحضارة المُرتبطة بهذه العاصمة القديمة. لكن أهم ما يُثير اهتمام مؤرخي العالم المسيحي في بَابِل هُما جانبين من جوانب المدينة فقط، أسطورة بٌرجها المَهيب واستخدامها كرمز للشر.

### أُسْطورية بُرج بابل

لوحة برج بَابِل، بريشة رسام عصر النهضة «بيتر بروغل الأكبر». مُتحف تاريخ الفنون، فيينا.

تُعد أسطورة بُرج بَابِل إحدى العوامل الرئيسية لذكرى المدينة الخالدة في العالم المسيحي. تقرأ هذه الأسطورة قبل كُل شيء في ضوء سلبي، إذ تُمثل تجسيدًا لخطيئة الكبرياء الدالة على غُرور الرجال الذين شتتهُم التفويض الإلهي لسعيهُم إلى رفع مُستوى أنفُسهم أكثر من اللازم. أصبح بُرج بَابِل موضوعًا أيقونيًا غزير الإنتاج للغاية خلال العُصور الوسطى، بل وأكثر من ذلك في العُصور الحديثة بين القرنين السادس عشر والسابِع عشر. خلال هذه الفترة الأخيرة فسرت بطريقة أكثر غموضًا وفقًا لتطورات الزمن، ولكن دائمًا كرمز للفخر، وبطريقة أكثر إيجابية، كون الإنسان إذا وثق بوسائله سينجح إذا حاول الوصول إلى غاية. في التمثيلات، يتخذ البرج أشكالًا مُتنوعة (هرمي، مخروطي، حلزوني، إلخ)، مما يعكس الاتجاه المعماري السائد لوقت رسم اللوحة أو مُجرد خيال الفنان.

### رمزاً للشر

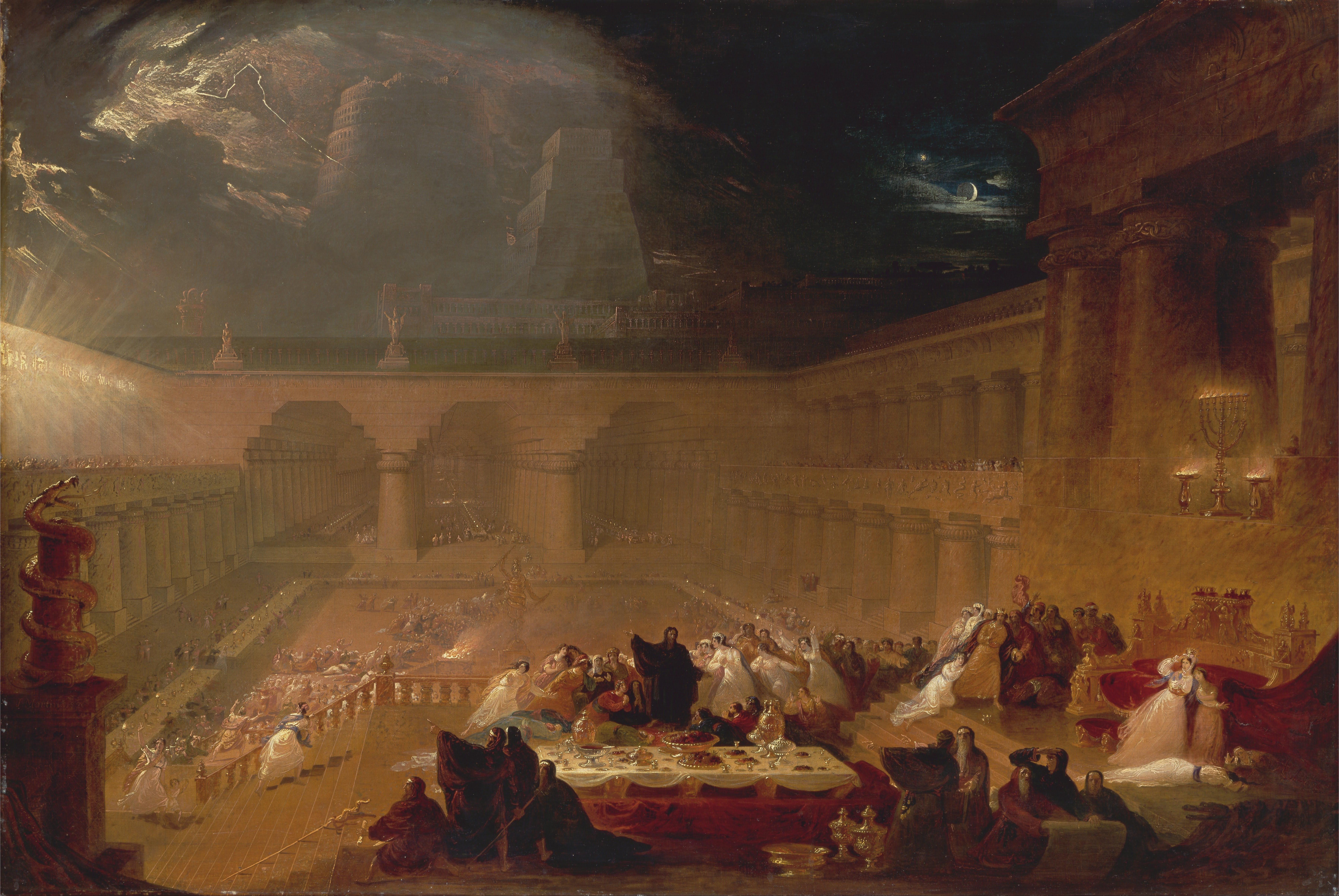
وَليمة بيلشاصر، بريشة جون مارتن، 1821. مجموعة خاصة.

أخذَ اسم بَابِل يُصبح تدريجيًا دلالة سلبية مشؤمة في العالم المسيحي، كنتيجة مباشرة للصورة التي خلفتها روايات الهزيمة وما تلاها من السبي الذي أصاب سُكان يهوذا في زمن الملك «نبوخذ نصر الثاني». تشهد نُصوص آباء الكنيسة على قلة معرفتهُم بالتاريخ الحقيقي لهذه المدينة، واتخاذهم بدلًا من ذلك الرؤية السلبية المُتخيلة لها كنهج ثابت ظلَ راسخًا في التقليد الَمسيحي بعد ذلك لسنين. أصبحت بَابِل رمزًا للخطيئة والاضطهاد، واعتبرت رُوما «بَابِل الجَديدة» في وقت اضطهاد المُجتمعات المسيحية الأولى، ثم بعد ذلك بكثير عندما شبهها الراهب الألماني ومُطلق عصر الإصلاح «مارتن لوثر» مع مدينة البابا باعتبارها مدينة الخطيئة، مُتخذًا «عاهِرة بابل» في سفر الرؤيا تشبيهًا لها. في الأيقونات الأوروبية للعصور الوسطى في كل من الغرب والشرق في بيزنطة وروسيا القَيصرية، عُرفت بَابِل كمدينة الشر، ورُبطت بالثُعبان الذي أخرج «آدم» من الجنة، المدينة التي تميز مصيرُها بنهاية كارثية، ألا وهي سُقوطها وهجر سُكانها لها. هذه الصورة السلبية لبَابِل صمدت أمام اختبار الزمن. وهكذا، لا تزال العديد من الحركات المسيحية في الولايات المتحدة اليوم تستخدم الاستعارة البَابِلية لوصف أعمال الاضطهاد، ويشار أحيانا إلى مدينة نيويورك باسم «بَابِل الجَديدة». نجد أيضًا هذا الاستعمال لاسم المدينة يُستخدم لإدانة القهر والفساد في خطابات أعضاء الحركة الراستافارية وفي الأنماط المُسيقية المُختلفة (الريغي، الراب). الماسونية، التي لها نُسختها الخاصة من الأساطير التوراتية، اعتبرت بَابِل مسقط رأسها وملاذ العلم والمعرفة.

### بابل في ثقافة القرنين التاسع عشر والعشرين

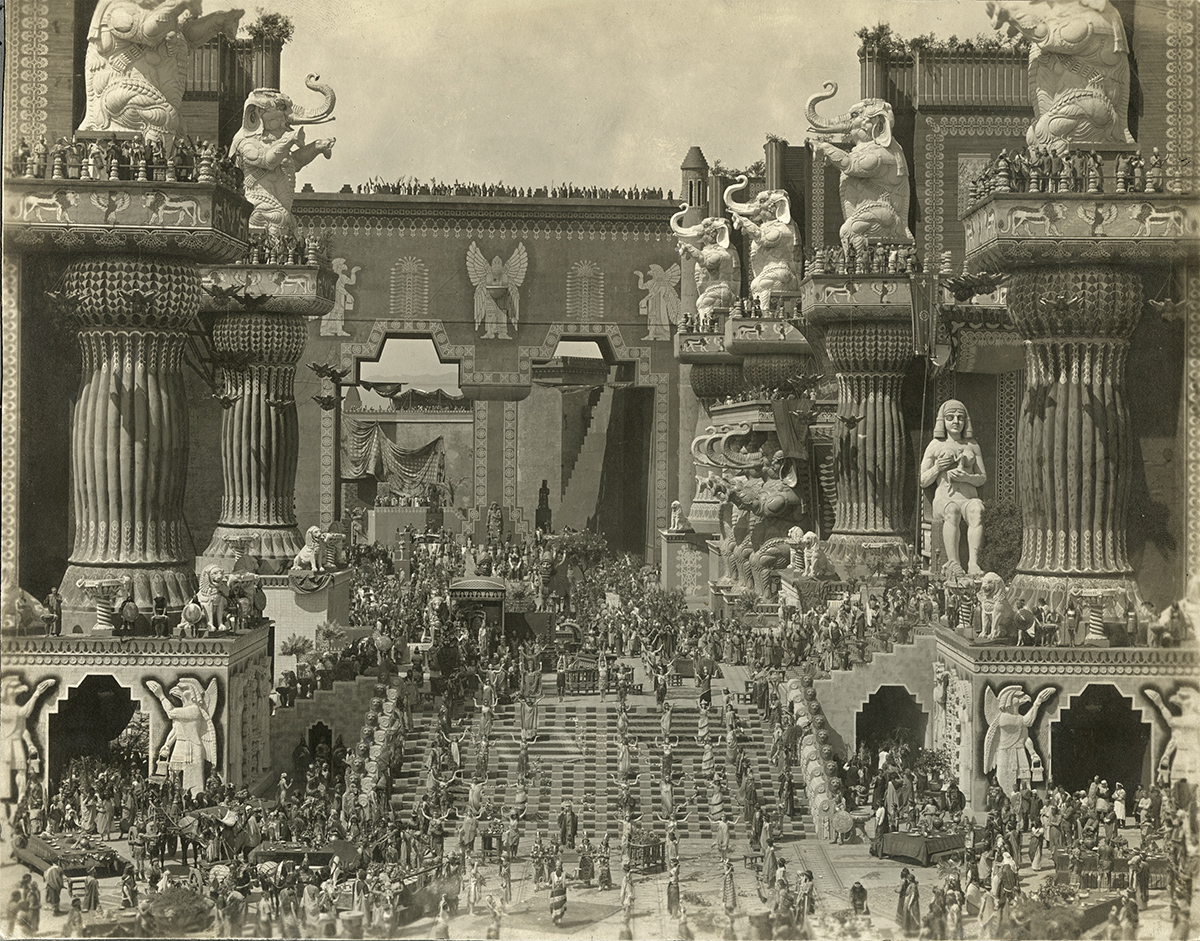
يمثل واجهة عمارة بَابِل في فيلم "التعصب" لـ«لديفيد وارك جريفيث»، مزيج بين العمارة الآشورية وموضوعات أخرى من حضارات خارج بِلَادِ الرَّافِدَيْنِ.

مُنذ القرن الثامن عشر، تجرأ بعضُ الكُتاب والمؤرخين من الذين أنتقدوا السُلطات الدينية المُتزمتة بتصحيح الصورة السلبية التي عُرفت بها بَابِل زورًا. على سبيل المثال أشار فَيلسوف عصر التنَوير الألماني «فولتير» إلى بَابِل في العديد من مؤلفاته، وبالتحديد في قصته الفلسفية «أميرة بَابِل».(ملاحظة ع) في بداية القرن التاسع عشر، أدت الحركة الرومانسية وخاصة الجانب الاستشراقي منها إلى بزوغ اهتمام جديد بالماضي القديم لحضارات شُعوب الشرق الادنى، وهي حركة رافقت التنقيبات الأولى للمواقع القديمة في الشرق الأوسط (لم تكن تخص بَابِل في البداية)، وأوضحت تدريجيًا المعرفة التي كانت تتواجد بقوة في التُراث اليوناني والروماني والتوراتي لهذه المدينة. ظهرت بَابِل في الأعمال الفنية لهذه الفترة، منها لوحة "موت سارادانابلوس" لـ«يوجين ديلاكروا» (1827) وأوبرا «نابوكو» لـ«جوزيبي فيردي» (1842). من مطلع النصف الثاني من القرن التاسع عشر، أُخذت الاكتشافات الأثرية في عين الاعتبار، عند مُحاولة تصوير بَابِل في أي شكل من أشكال الفنون، كما أن التمثيلات الفنية لبِلَادِ الرَّافِدَيْنِ بدأت بالاقتراب من مظهرها الفعلي، أولاً في اللوحات الفنية مثل لوحة «سوق الزَواج البَابِلي» للرسام المُستشرق «إدوين لونج» (1875)،(ملاحظة ش) وفي وقت لاحق في فيلم «التعصب» للمُخرج الألماني «ديفيد وارك جريفيث» عام (1916).(ملاحظة د) مُنذ ذلك الحين، ظهرت بَابِل في أشكال مُختلفة من التعبير الفني (الأدب، الفنون، السينما، ألعاب الفيديو، وما إلى ذلك) والتي استلهمت تصويراتُها لبَابِل أعتمادًا على التاريخ الفعلي للمدينة، بدلًا من تقاليد عافَ عليها الزمنْ.

### بابل اليوم

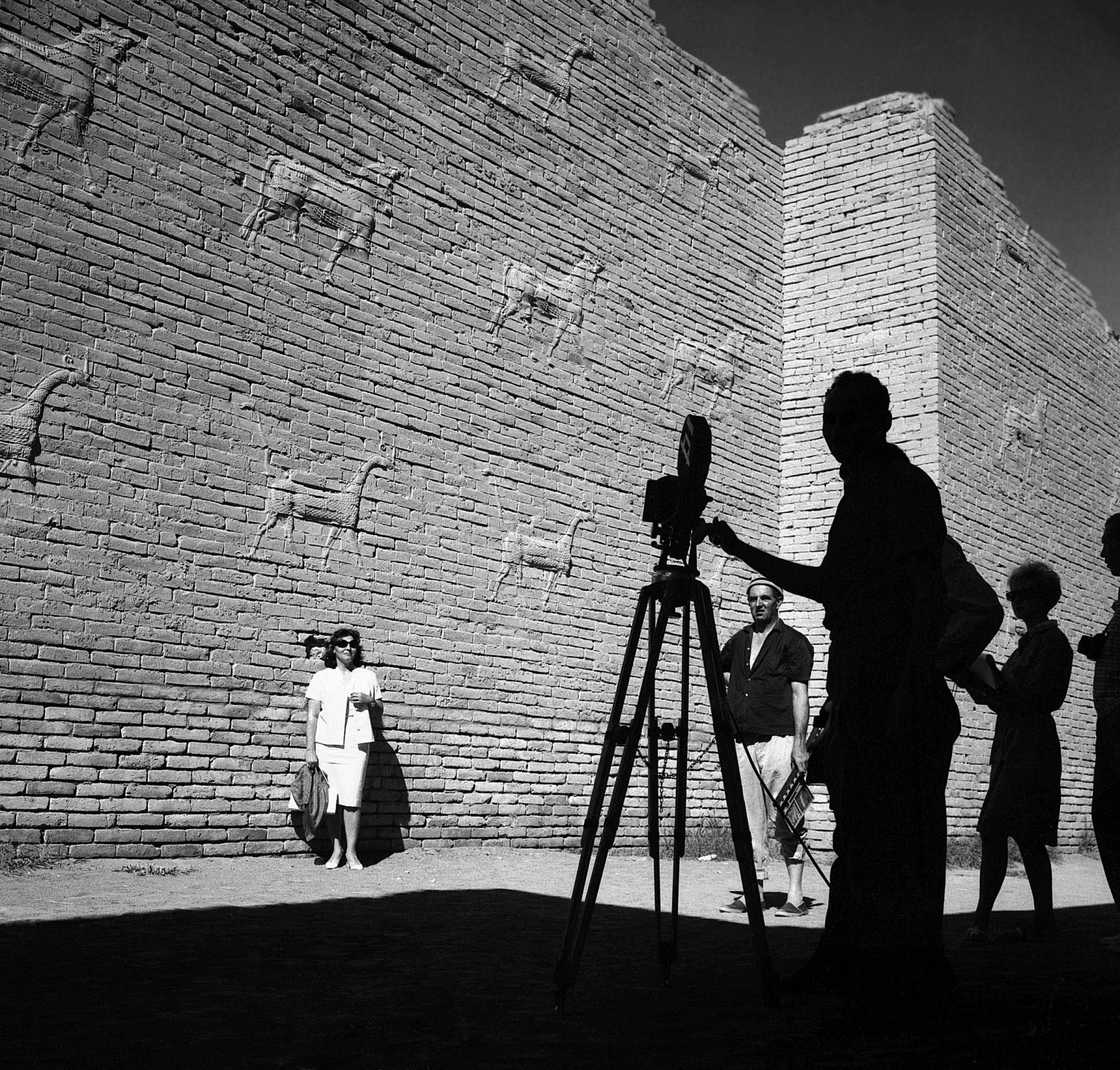
مجموعة من السائحين في بَابِل، بعدسة «لطيف العاني»، 1970.

في أيار/مايو 2009، أعادت مُحافظة بَابِل فتح موقع المدينة للسائحين، وزاره أكثر من 35000 شخص في عام 2017. بعد أن أعلنت مُنظمة الأمم المُتحدة للثقافة والعلوم «يونسكو» يوم 5 تموز/يوليو، 2019 إدراجها بالإجماع لمدينة بَابِل ضمن مواقع التراث العالمي، بدأت المدينة باستقبال آلاف الزوار سنوياً. يُقيم اليوم الآلاف من الناس داخل مُحيط الأسوار الخارجية للمدينة القديمة، تتطورت المُجتمعات داخلها وحولها بسرعة من مُستوطنات متراصة كثيفة إلى ضواحي مُترامية الأطراف بالرغم من القوانين التي تُقيد البناء.
الهيئة العراقية العامة للآثار والتُراث هي السُلطة الرئيسية المسؤولة عن الحفاظ على الموقع الأثري، والتي يقع مقرها داخل حُدود الأسوار الداخلية القديمة للمدينة على الجانب الشرقي. يُشارك الصُندوق العالمي للآثار أيضًا في أعمال البحث والحفظ. بين عامي 2009 و2015، تعاون الصندوق مع الهيئة العراقية العامة للآثار والتراث لتوثيق مدينة بَابِل واستكمال مسوحات الحالة وتطوير خُطط الحفظ. في غضون ذلك الوقت، أكتملت خطة إدارة الموقع التي عالجت قضايا مثل تحديد حدود المناطق التي يسمح فيها بعمليات التنقيب المُستقبلية؛ وتصميم طُرق لاستيعاب السائحين بشكل فعال.

في 9 أيار/مايو 2022 زار وفد ألماني مكون من أعضاء تابعين لمُتحف بيرغامون وجامعة فرانكفورت مدينة بَابِل لخلق تعاون مُشترك بين الهيئة العراقية العامة للاثار والتراث وبين الجانب الألماني من أجل التركيز على صيانة المباني الأثرية وخصوصًا المعابد والقُصور التي تعرضت لأضرار، كما أجرى الوفد مسحوات جيوفيزيائية للتلال التي لم تشهد أي تنقيبات سابقة.

### بَابِل على لِسانُ الشُعَراء
«البحتري»:
«المتنبي»:
«بن عربي»:
«صفي الدين الحلي»:
«الأبيوردي»:
«الأعشى»:
«ابن عبد ربه»:
«ابن نباتة»:
«الفرزدق»:
«لسان الدين بن الخطيب»:
«علي بن الجهم»:
«ابن التعاويذي»:
«الشريف الرضي»:
«الأخطل»:
«أسامة بن منقذ»:
«ابن الرومي»:
«ابن حيوس»:
«الأقيشر الأسدي»:

## بابل في الفن

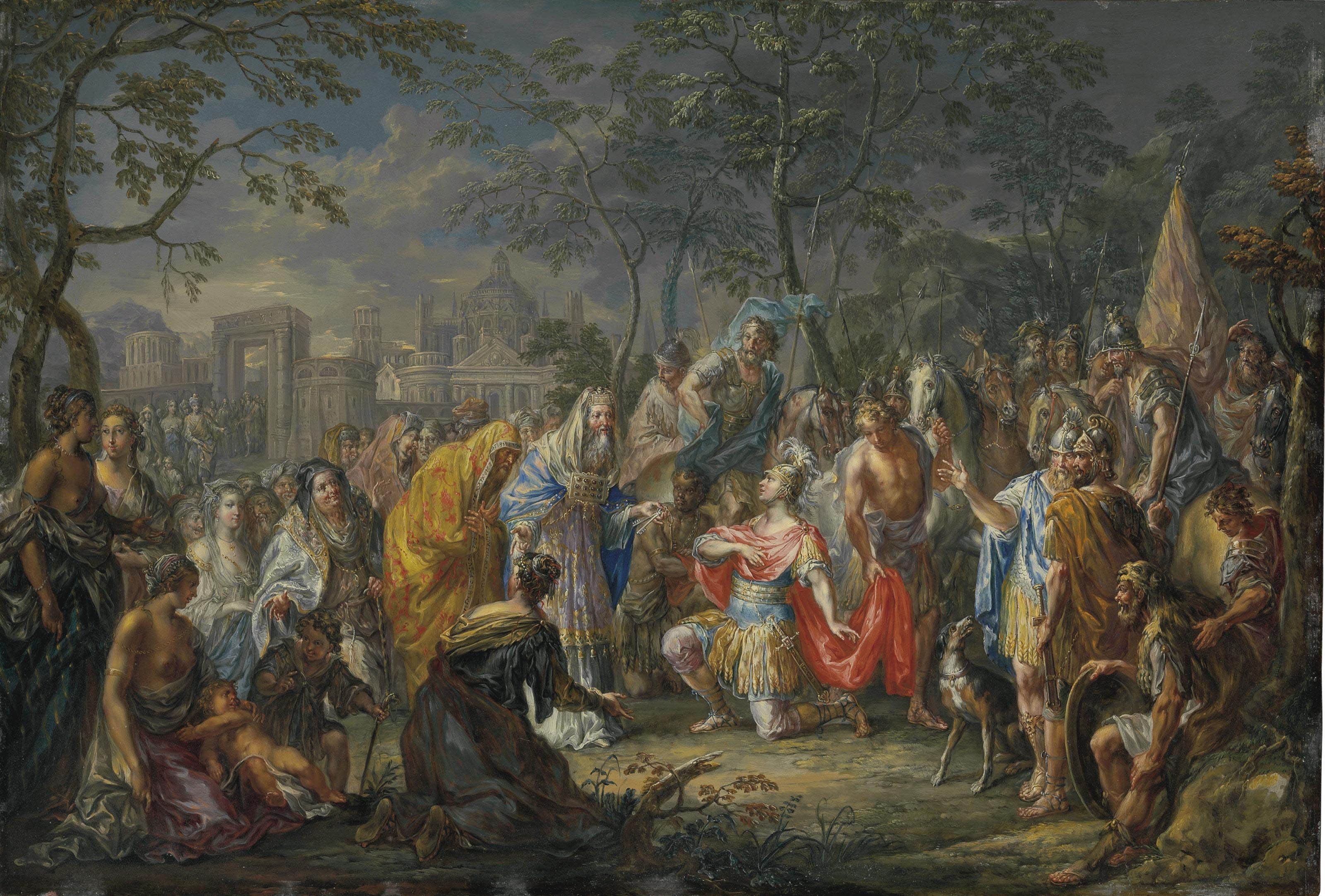
الإسكندر الأكبر يتسلم مفاتيح بابِل بريشة يوهان جورج بلاتزر 1750.
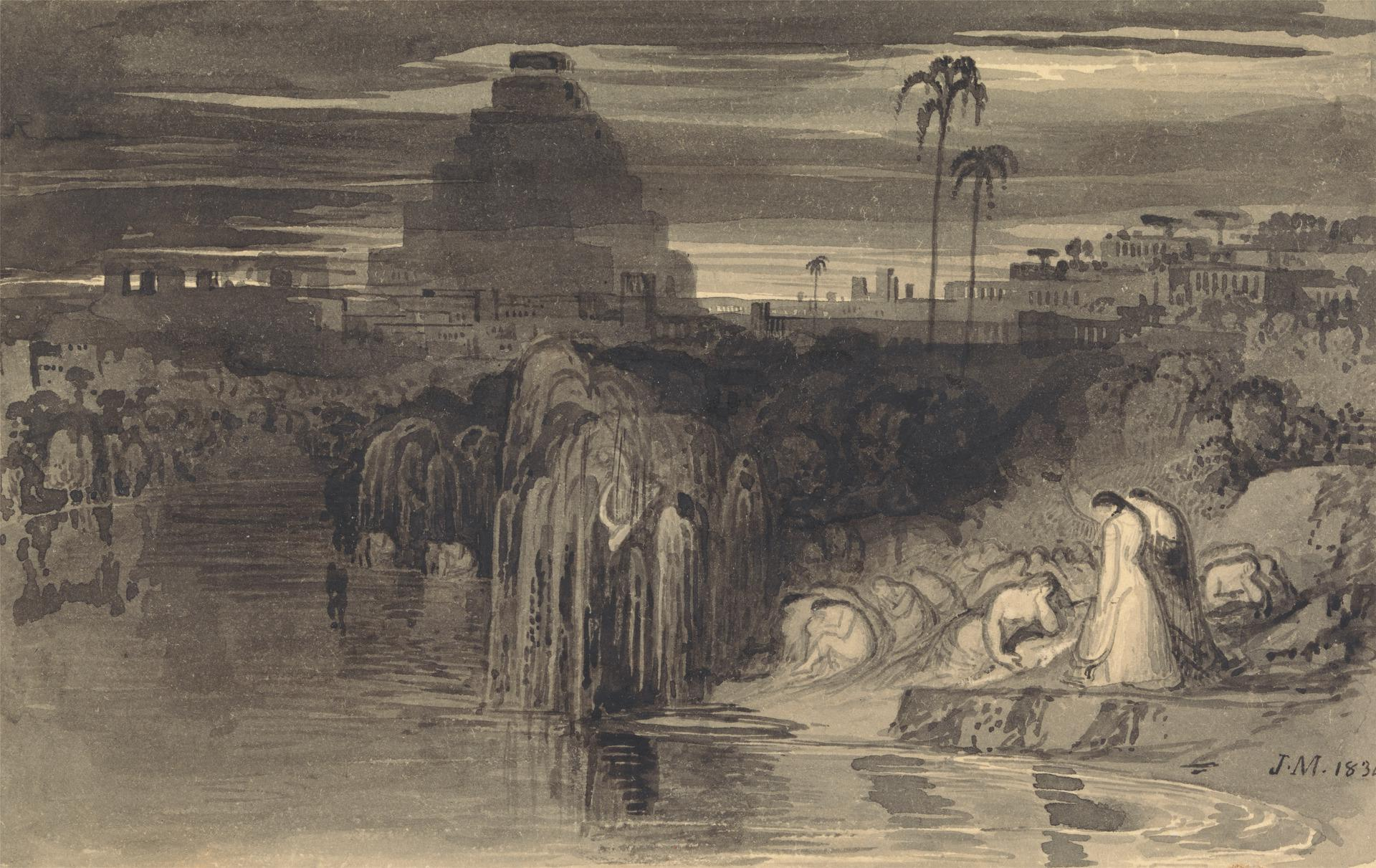
بنات اورشليم يبكين على ضفاف نهر الفُرات بريشة جون مارتن 1834.
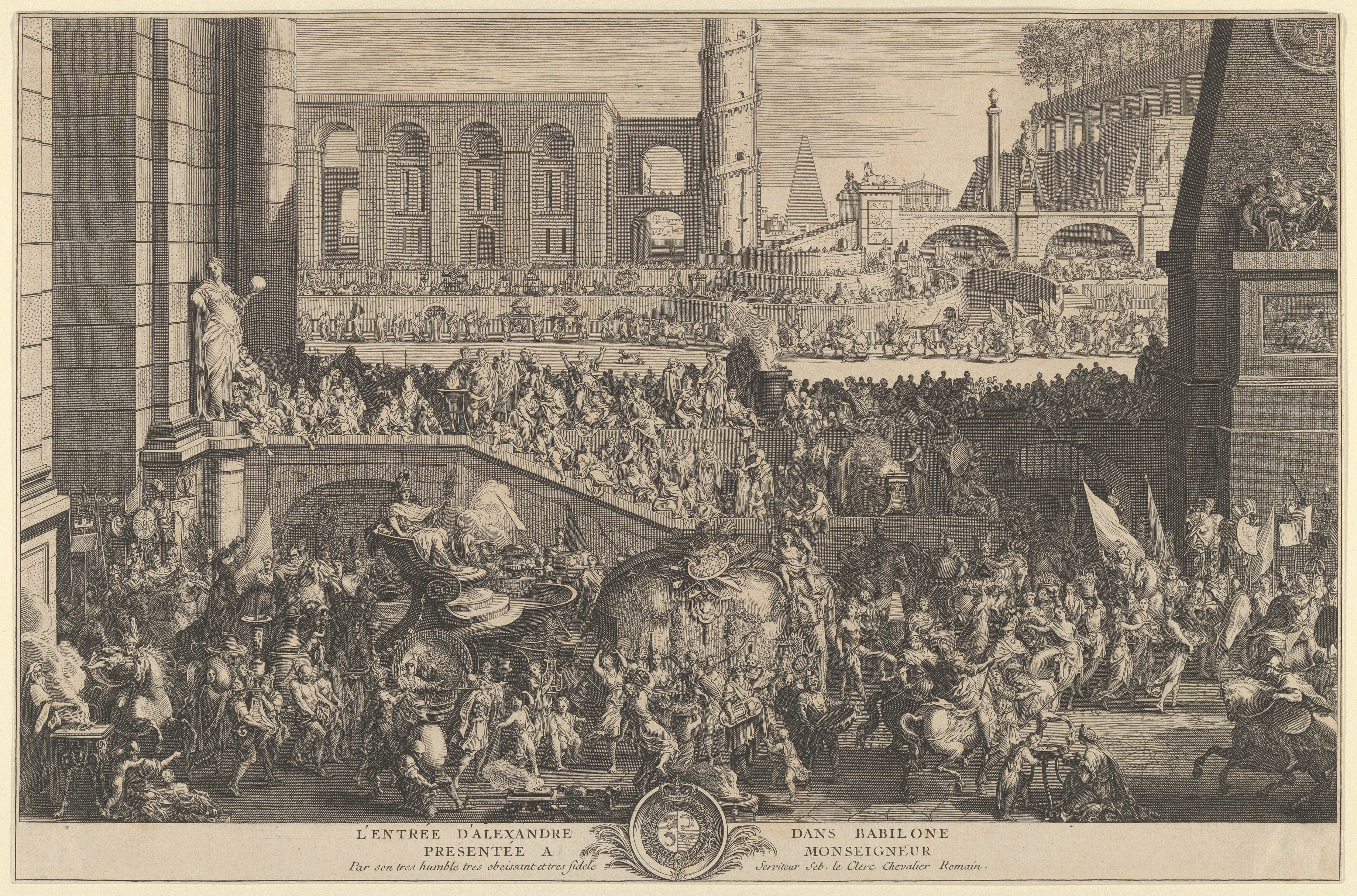
الإسكندر يدخل بابل، بريشة سيباستيان لو كلارك 1704.
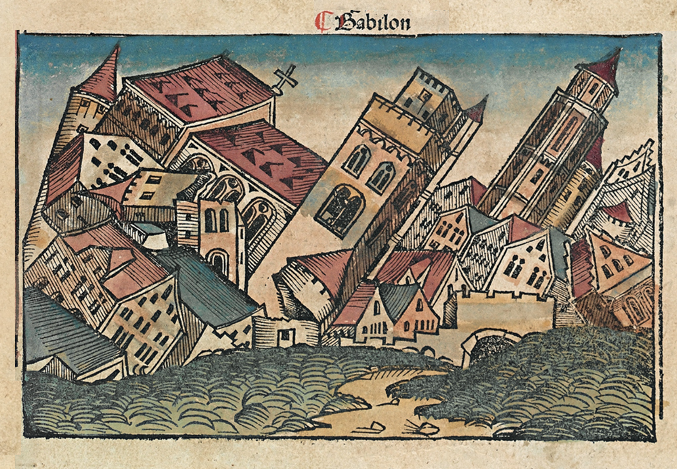
نقش خشبي من عام 1493، يصور سقوط بَابِل.
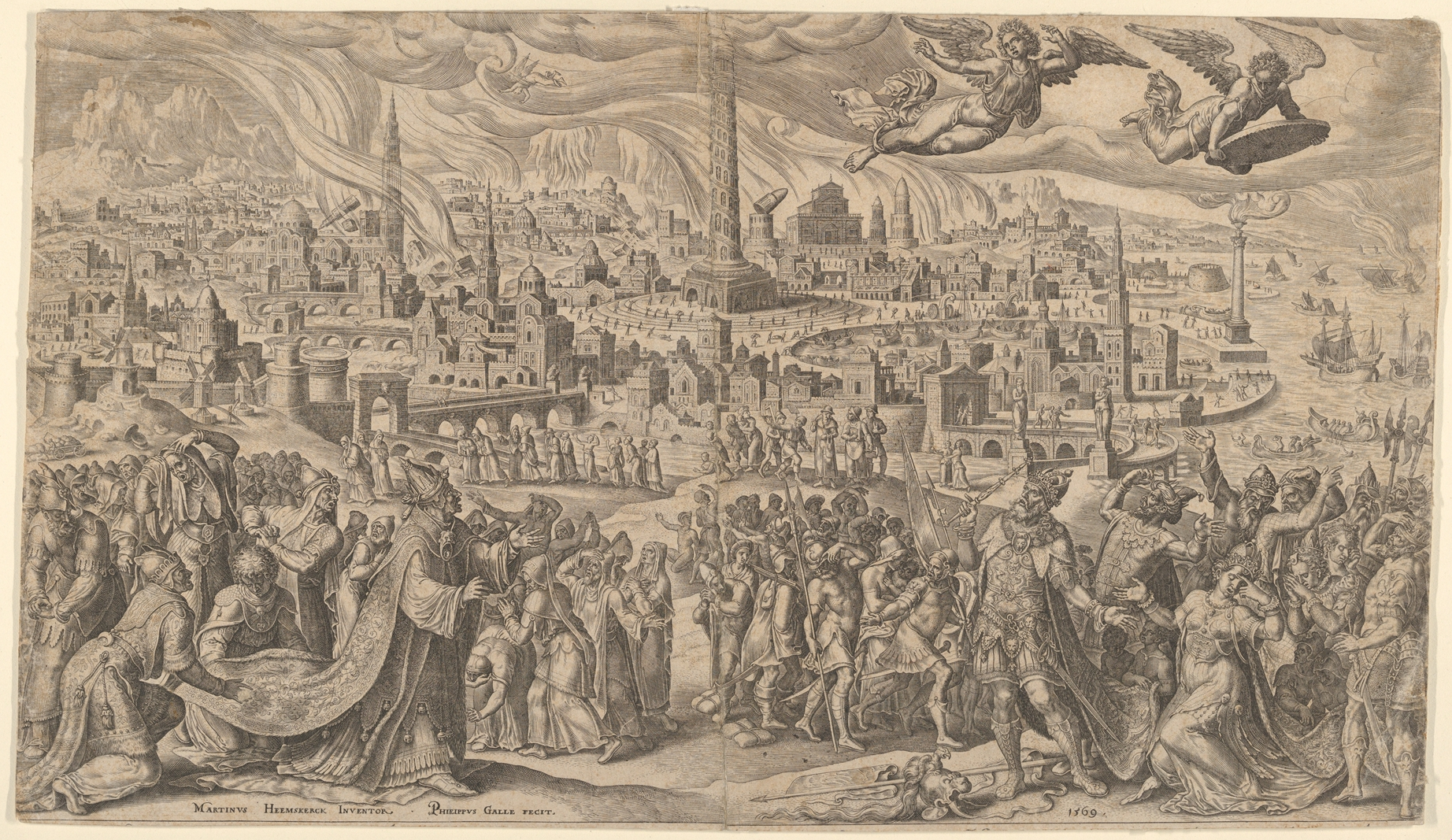
سقوط بَابِل، بريشة مارتن فان هيمسكيرك 1569.
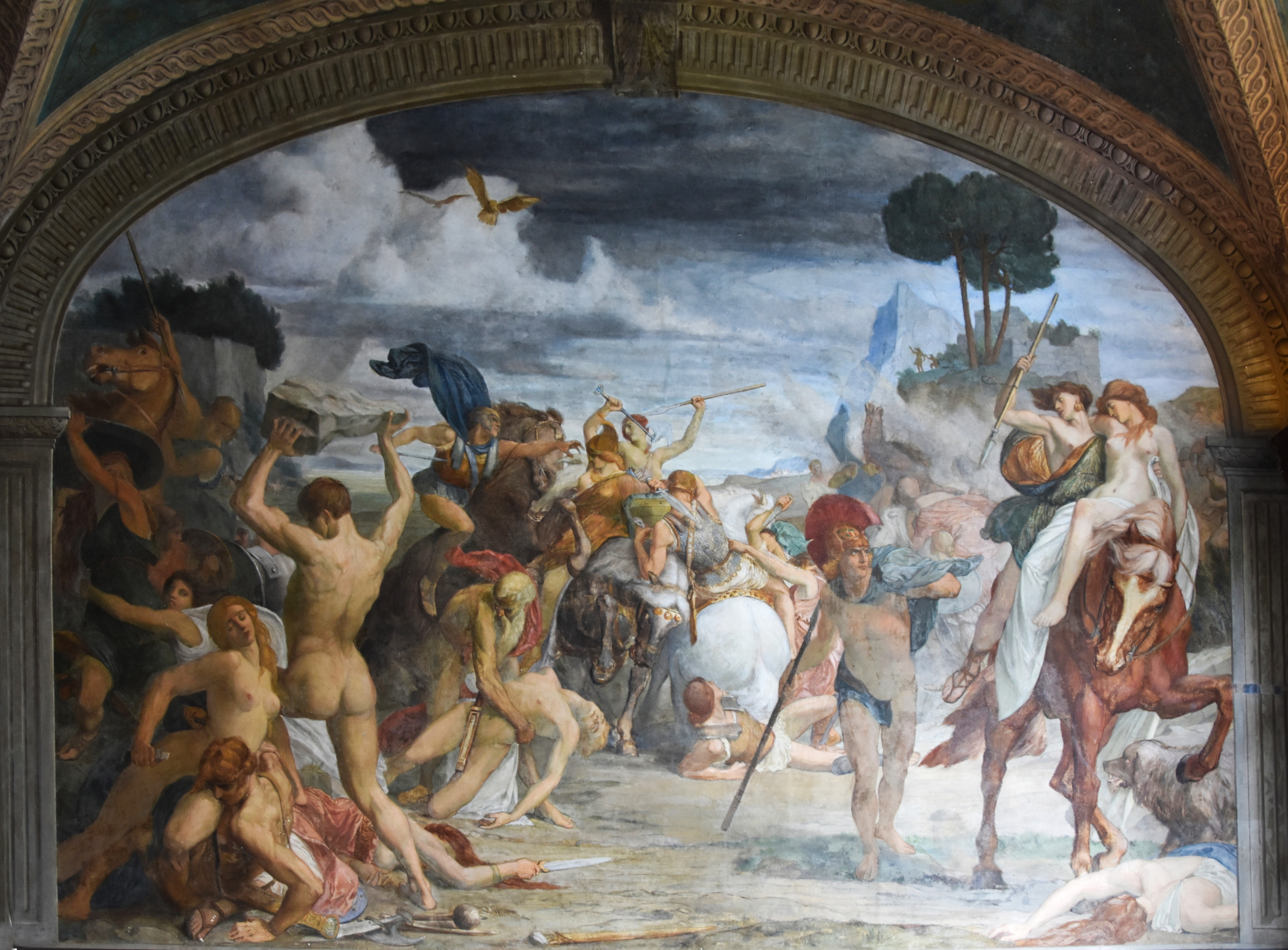
الإسكندر يدخل بابل، بريشة بيرتل تورفالدسن القرن الثامن عشر.
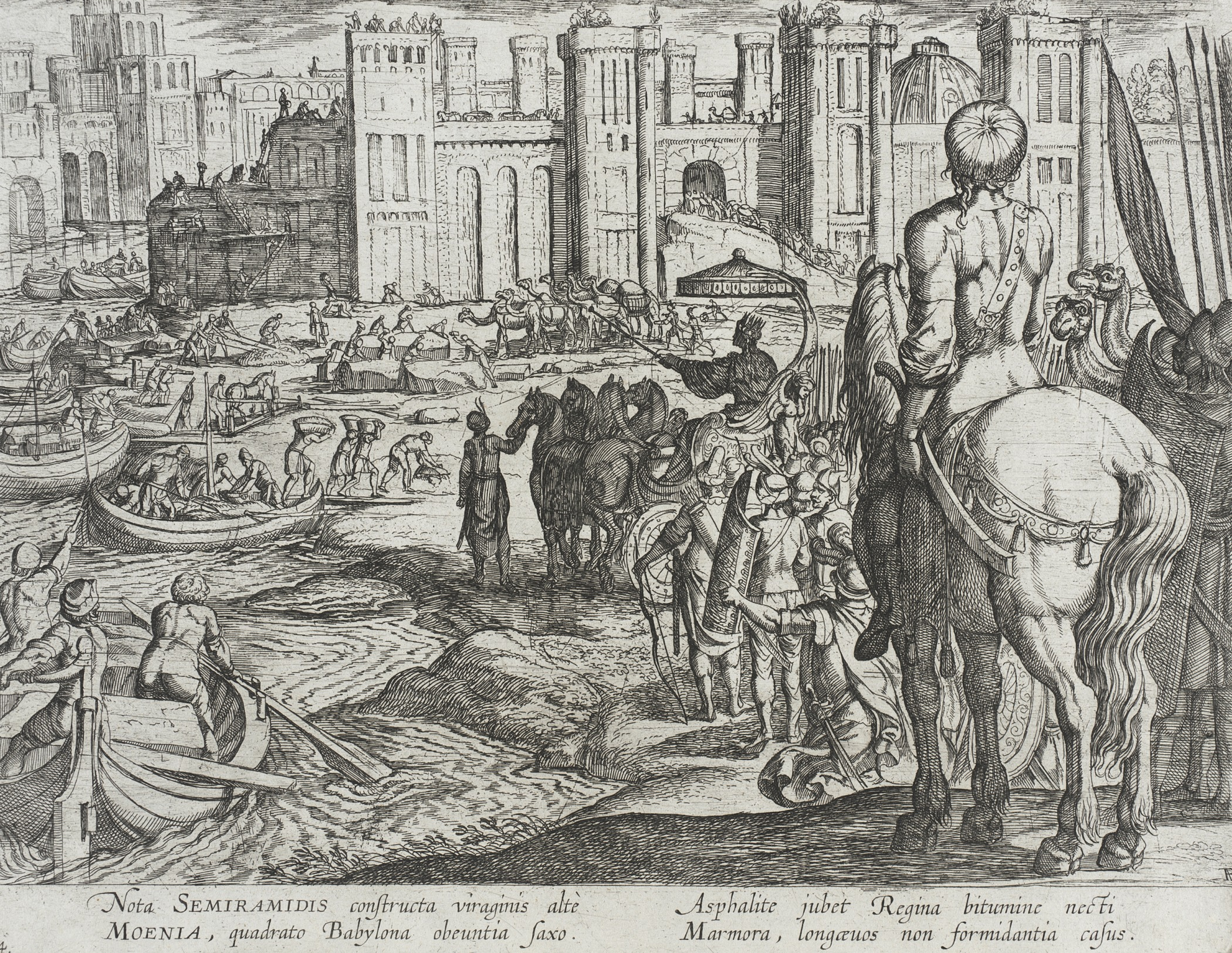
اسوار بابل بريشة انطونيو تمبيستا 1610.
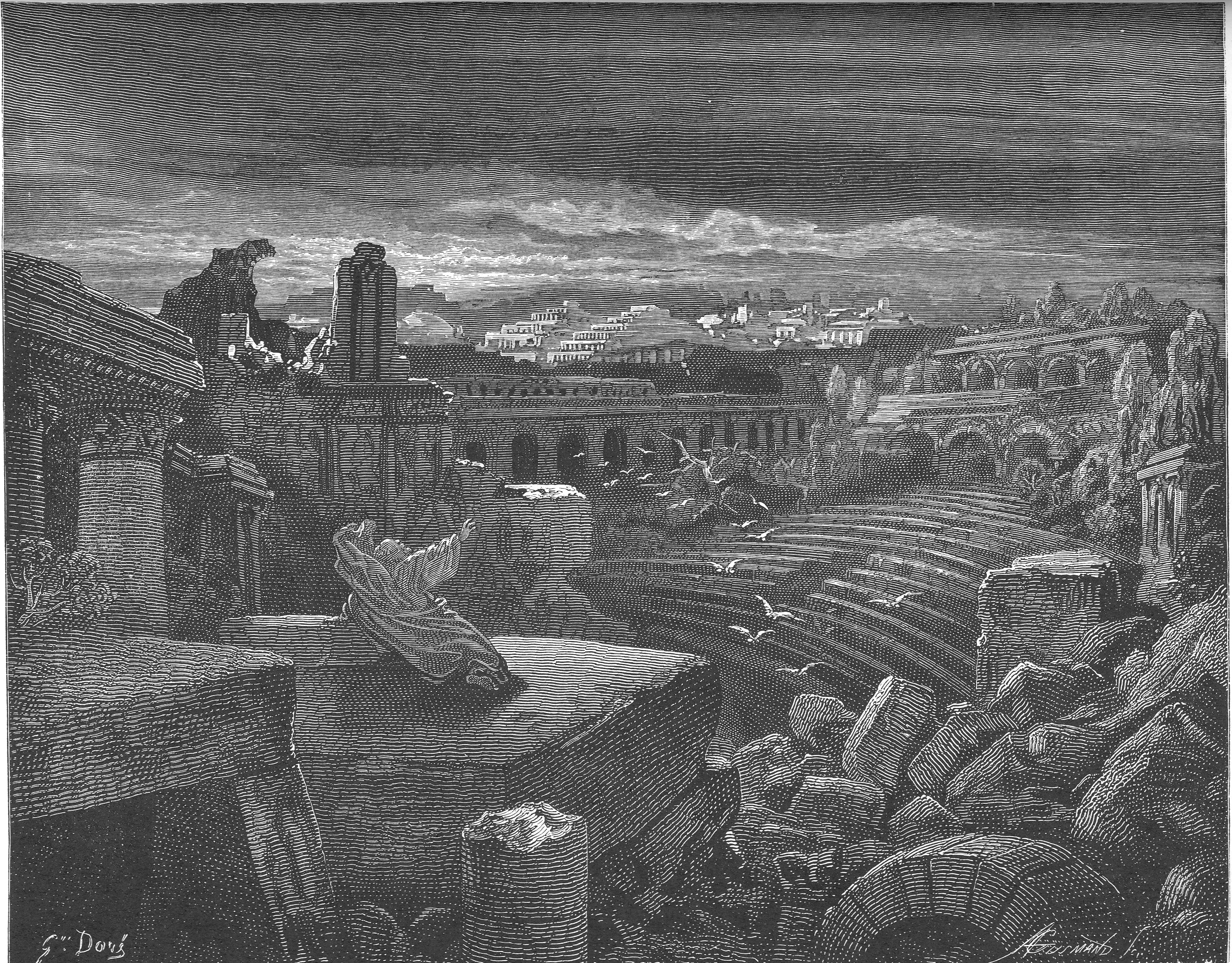
رؤيا اشعيا عَن تدمير بابِل بريشة غوستاف دوريه 1866.
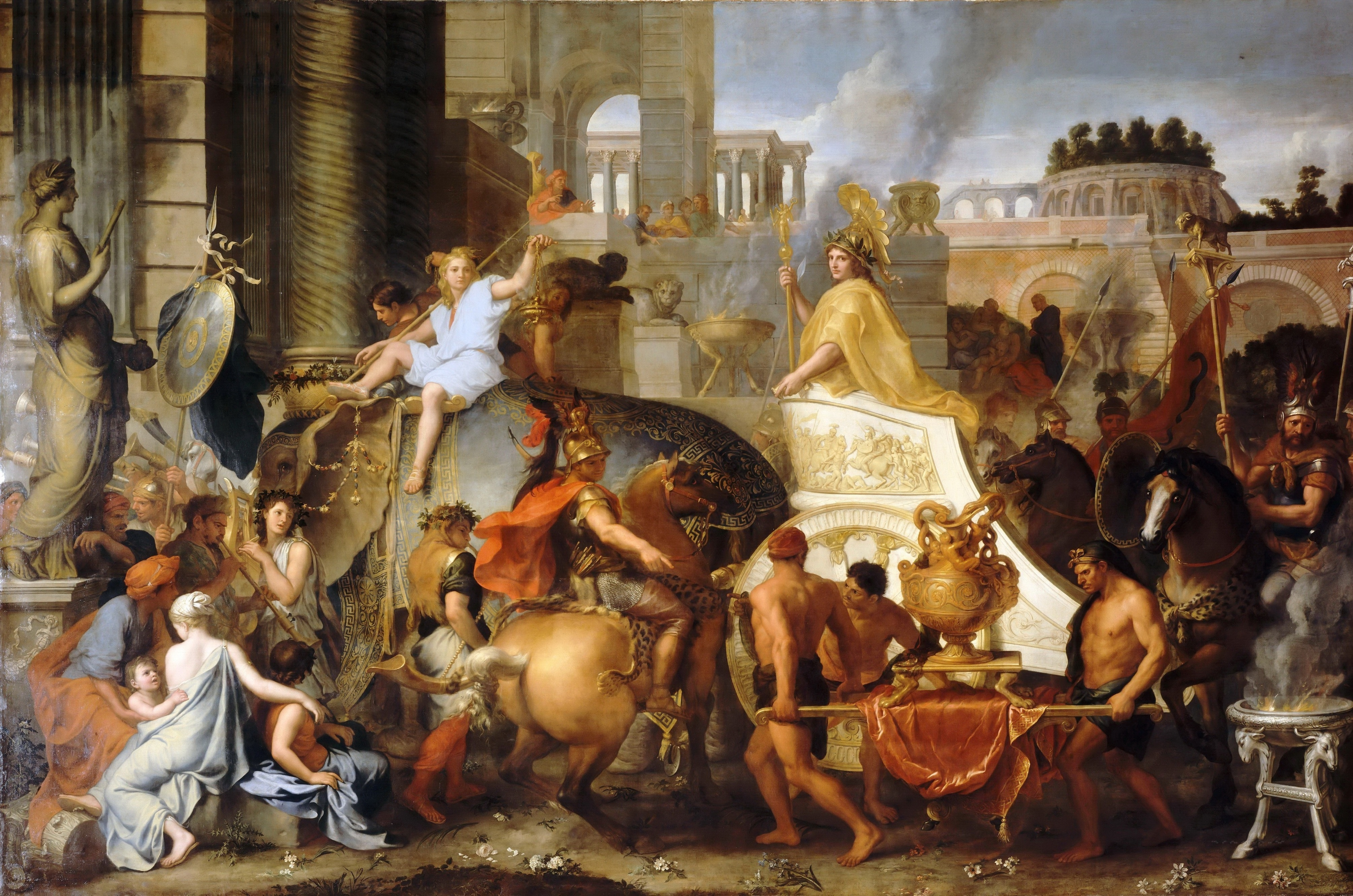
الإسكندر يدخل بابل، بريشة شارل لوبران 1665.
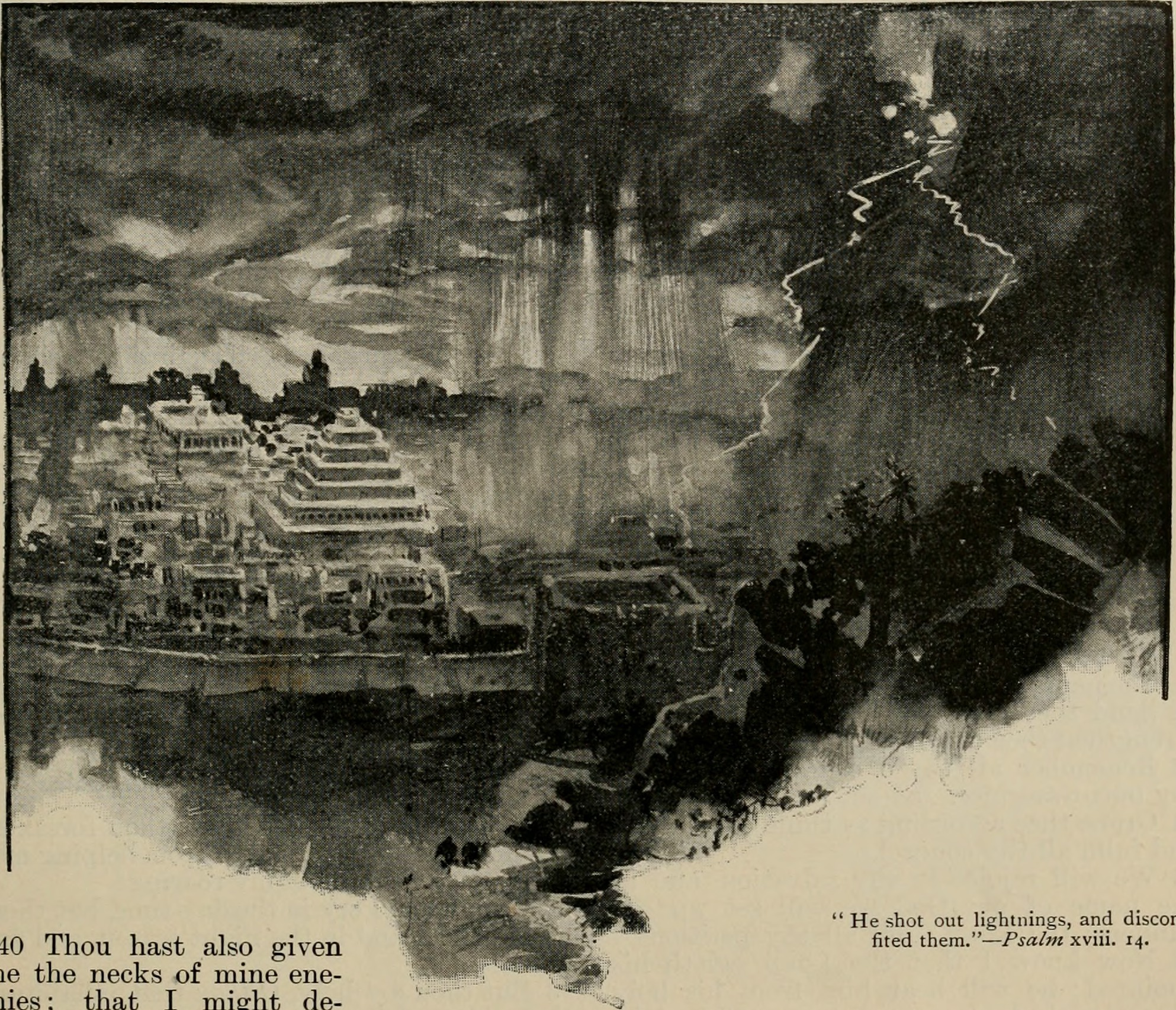
عَمل فني يُصور بابل من القرن التاسع عشر.
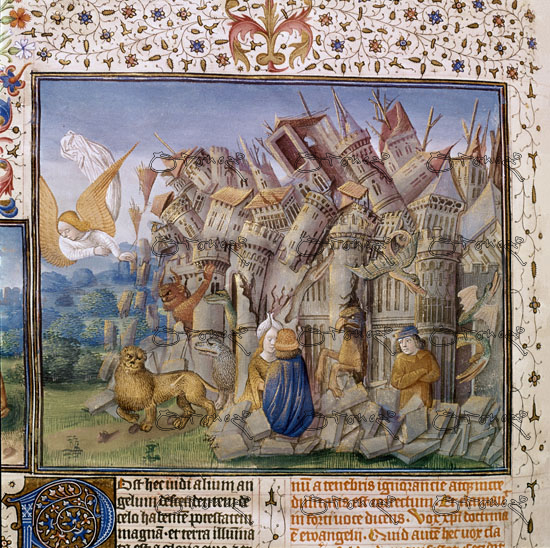
نقش خشبي من القرن الخامس عشر، يصور سقوط بَابِل.
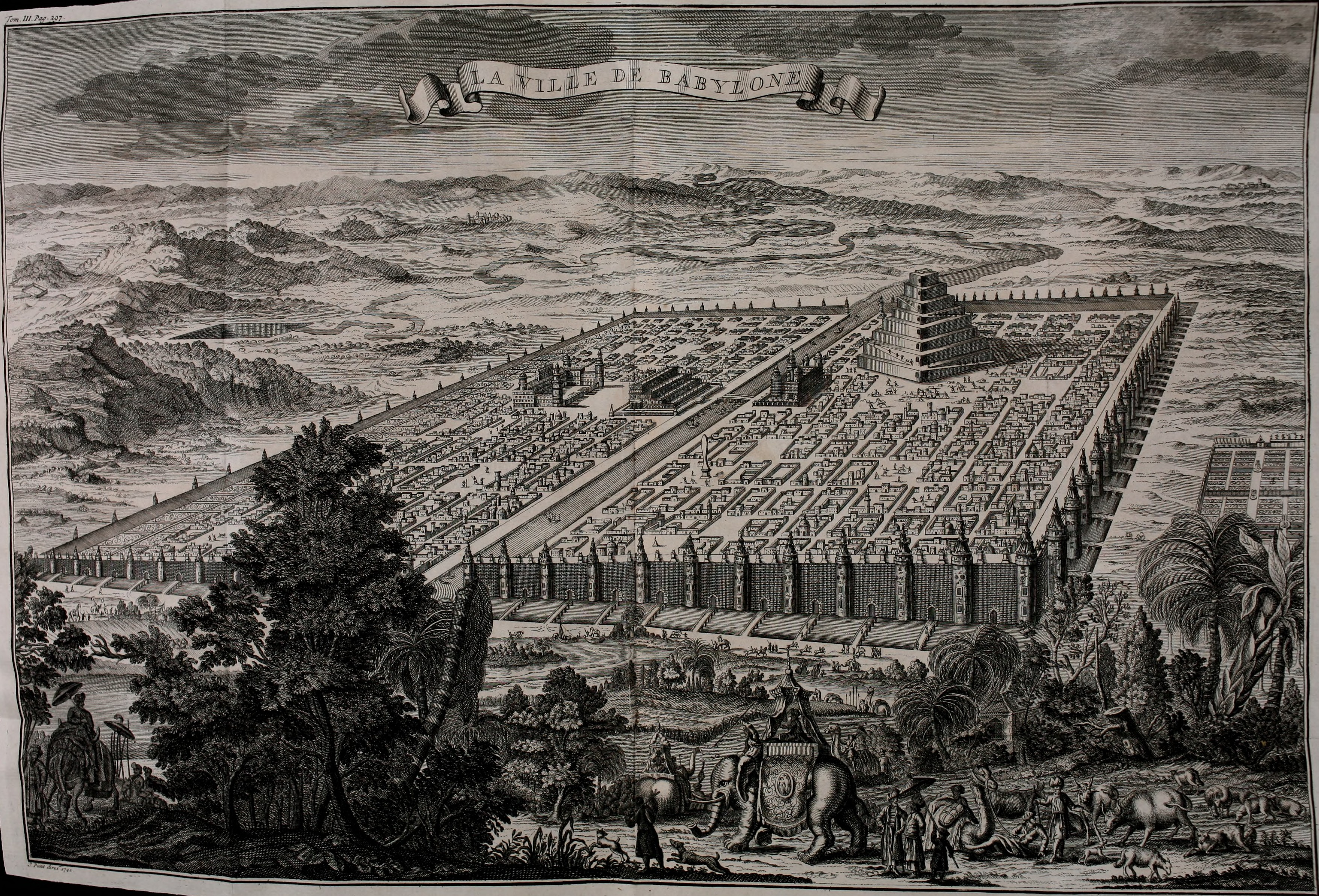
عَمل فني يُصور بابل من القرن التاسع عشر.
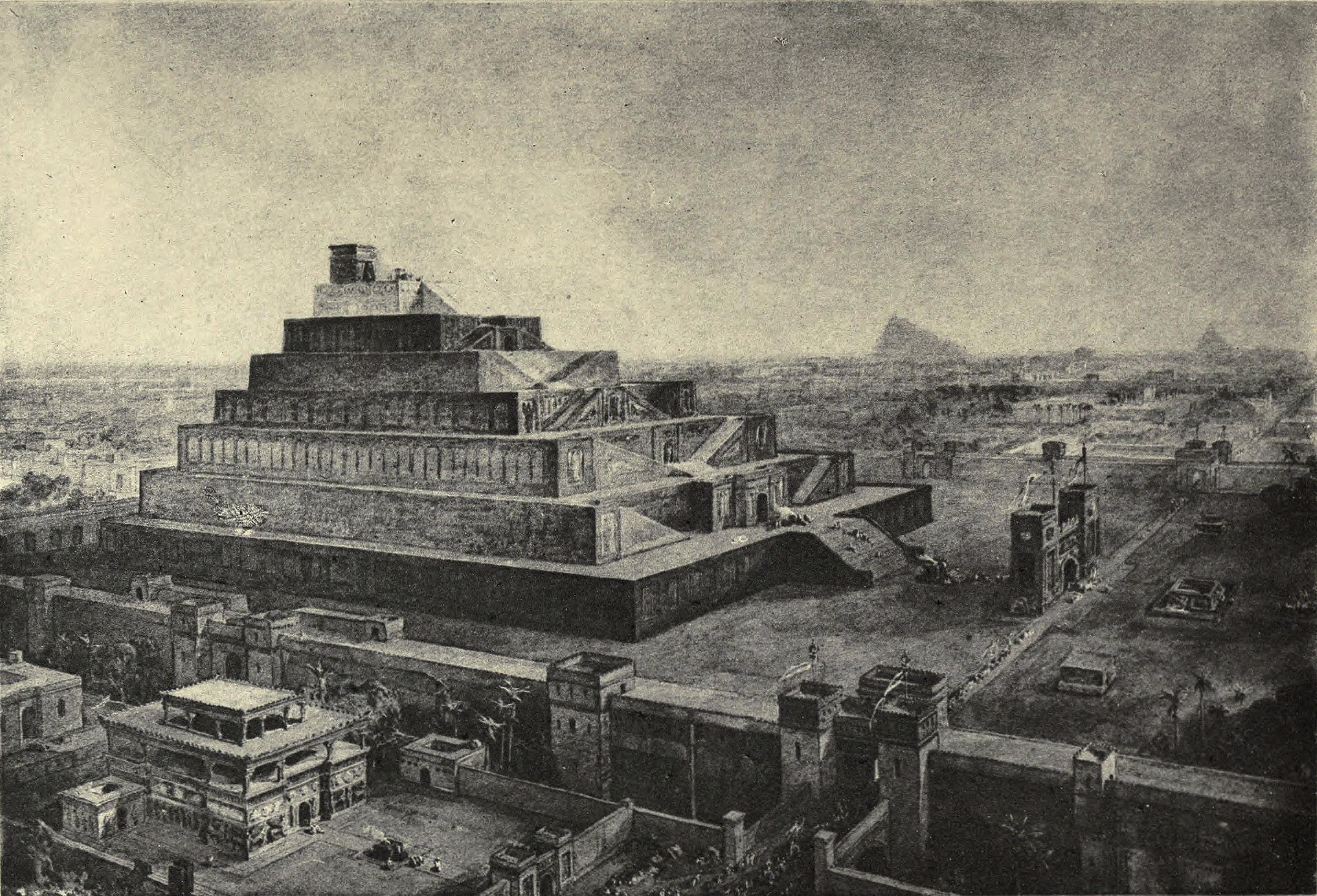
عَمل فني يُصور بابل من القرن العشرين.
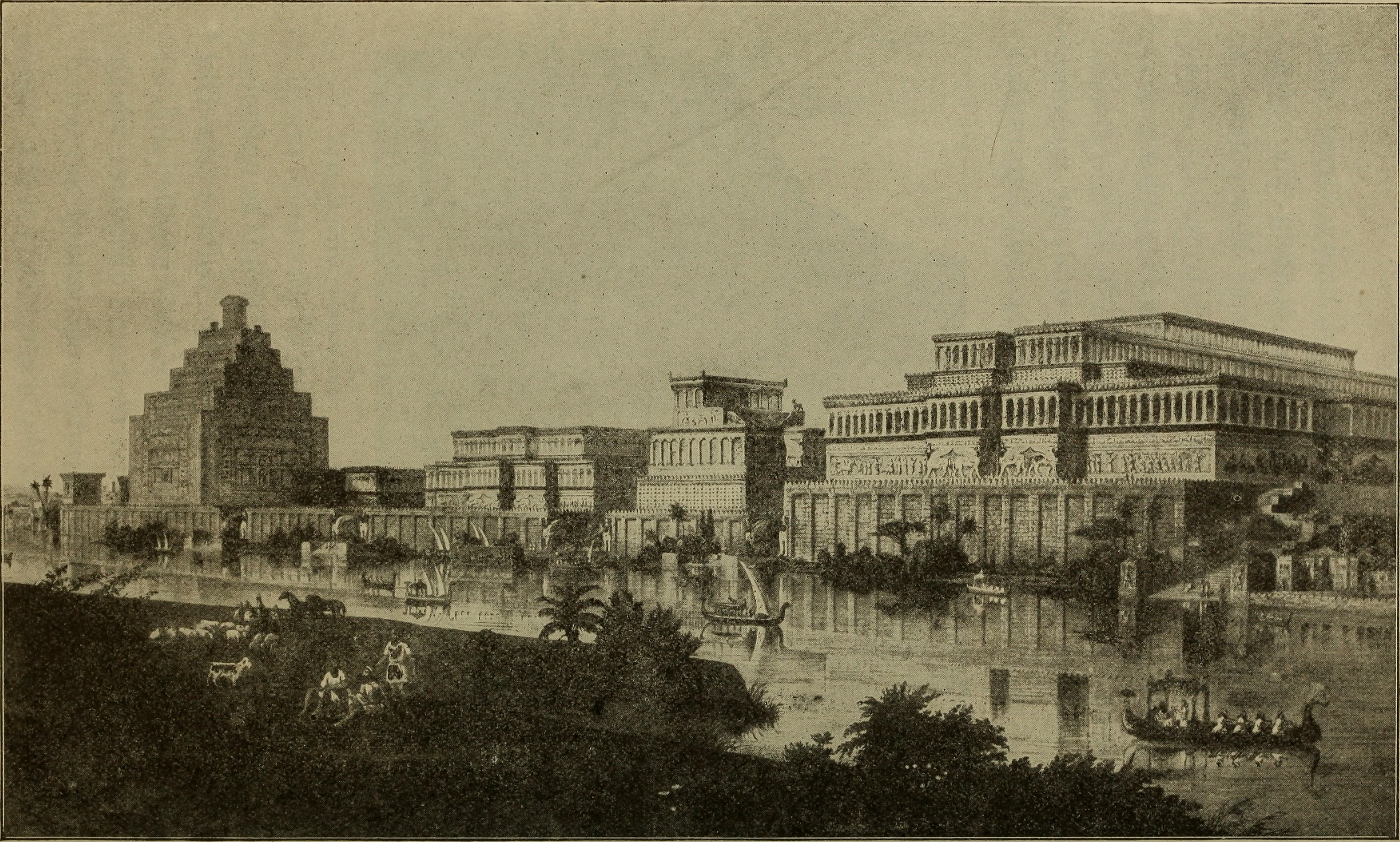
عَمل فني يُصور بابل من القرن العشرين.

بُرج بابِل
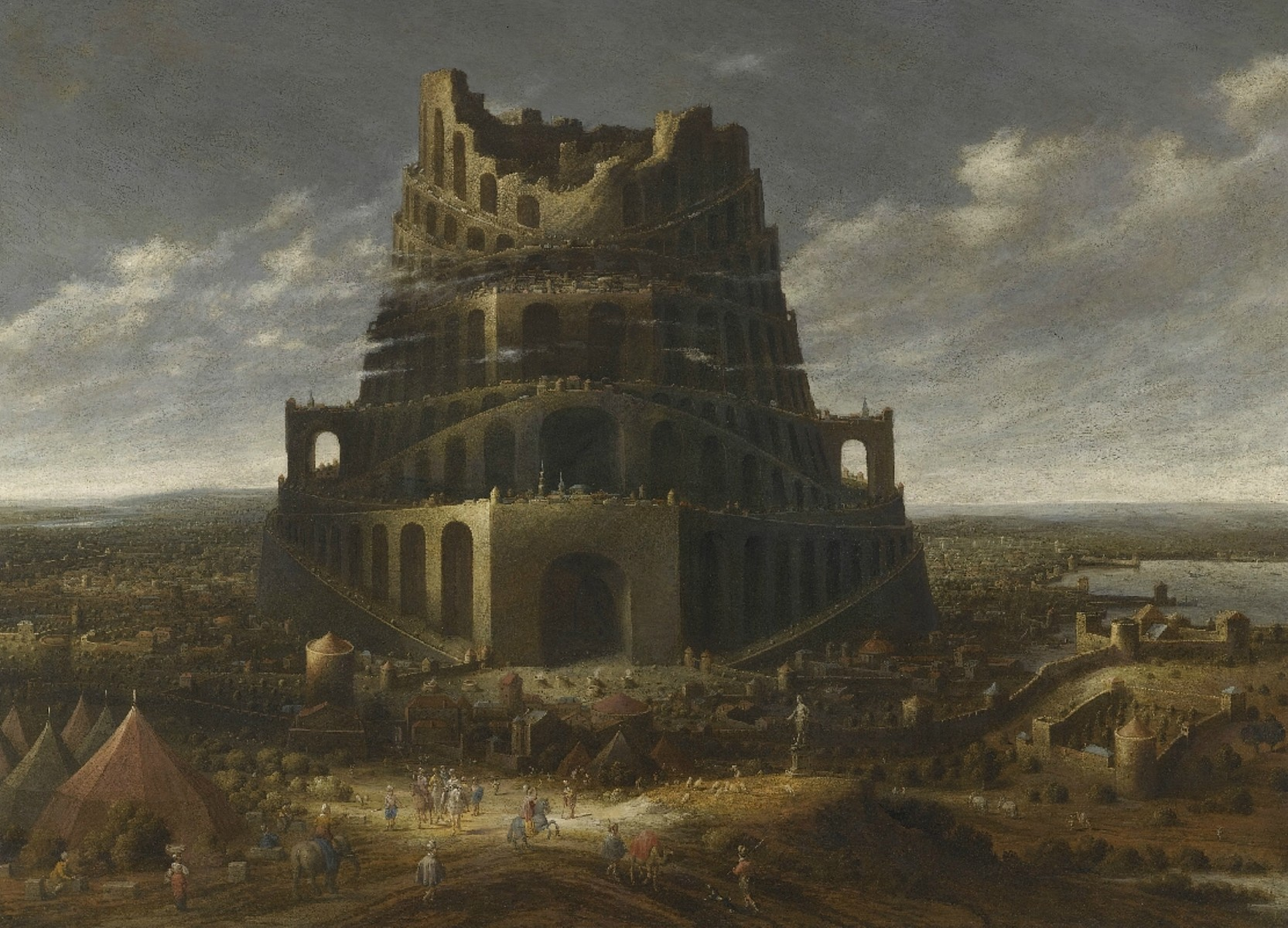
بريشة يان مايكر 1650.
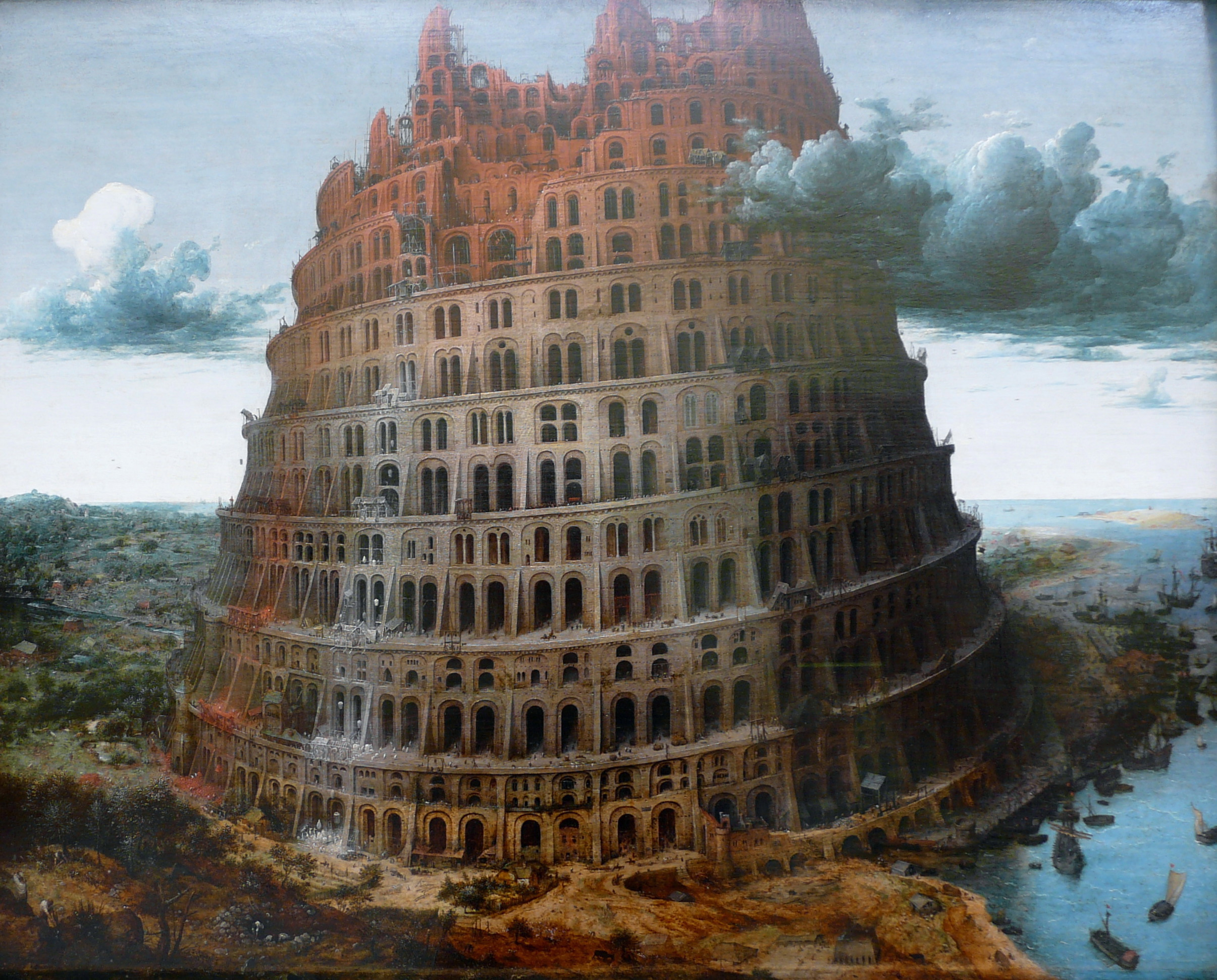
بريشة بيتر بروخل الأكبر 1565.
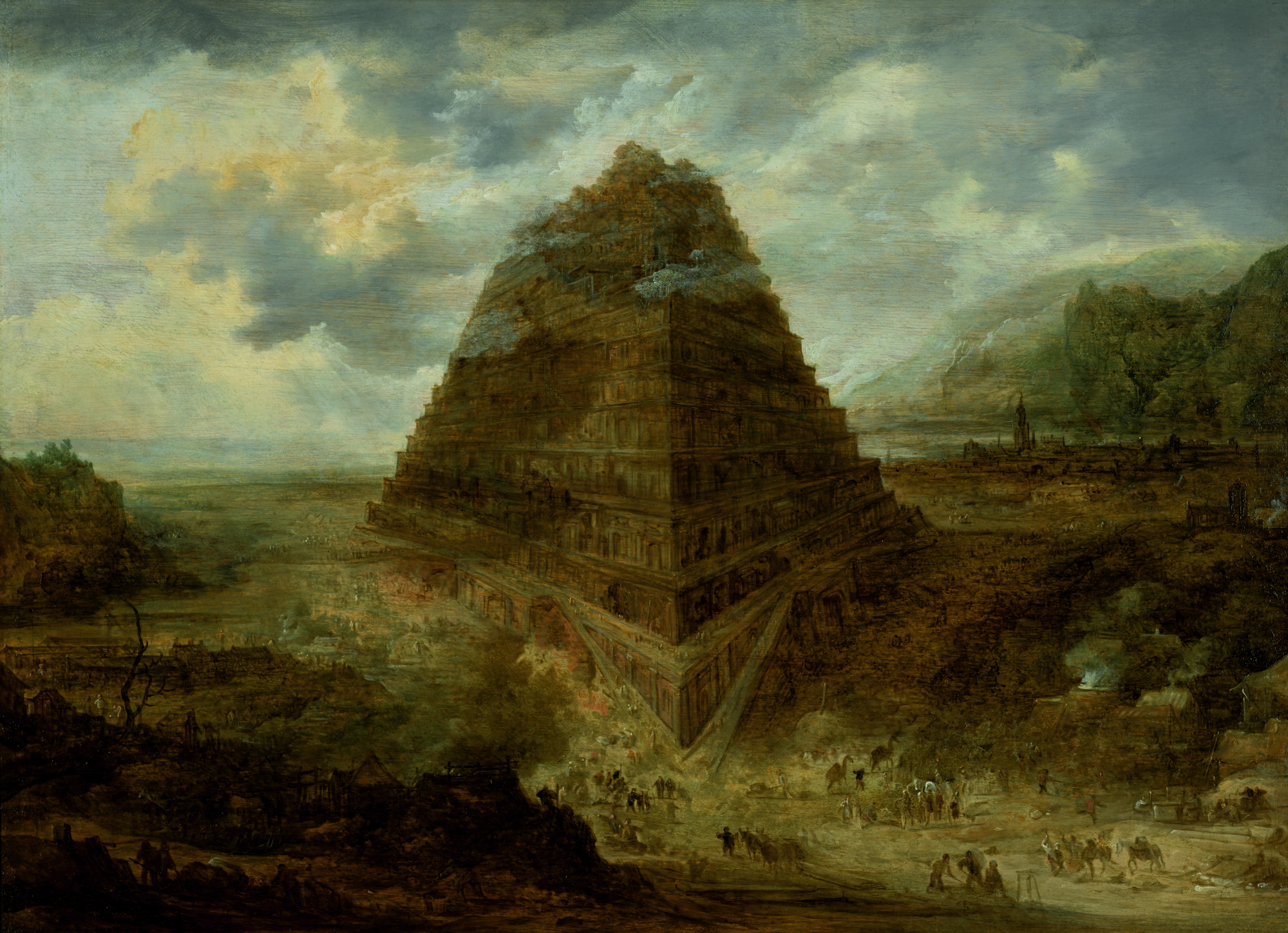
بريشة فرانس دي مومبر من القرن السابع عشر.
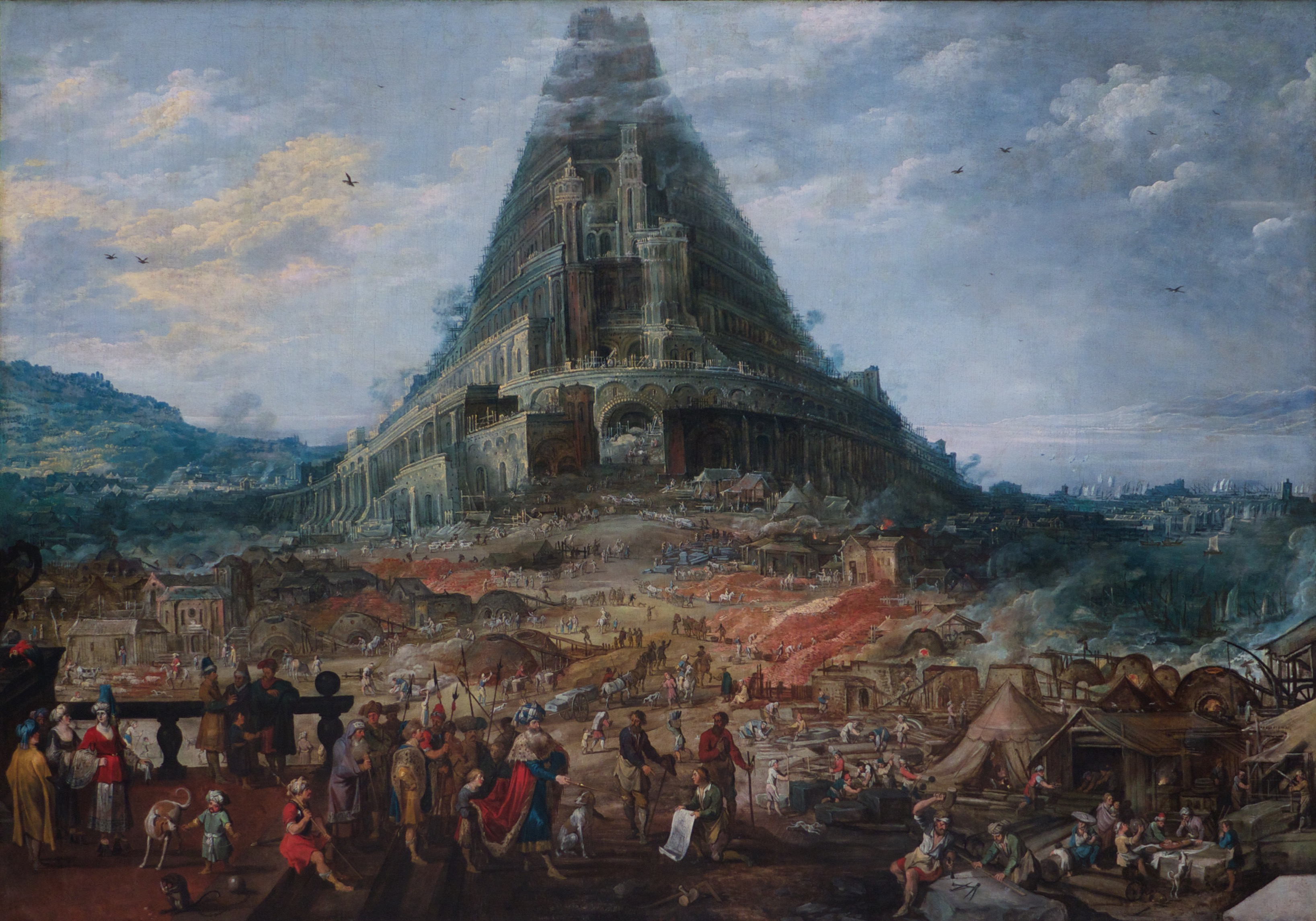
بريشة فرانس دي مومبر من القرن السادس عشر.
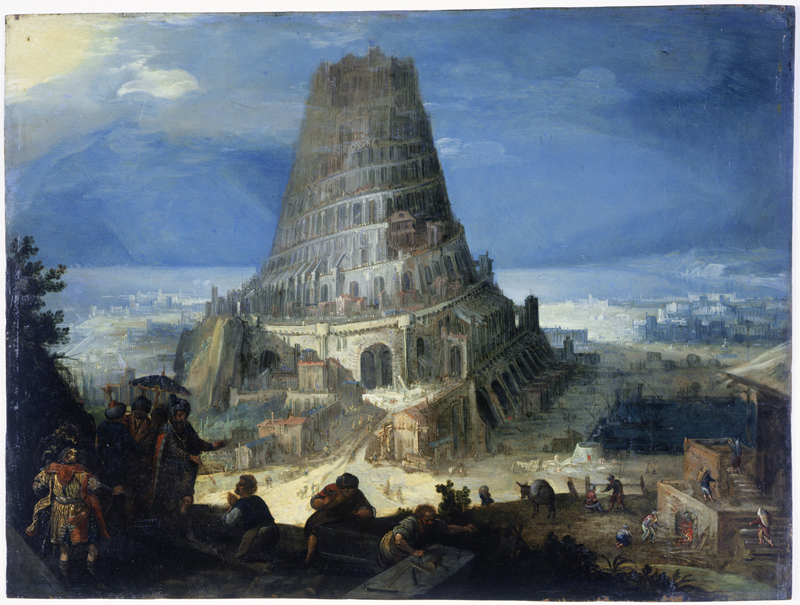
بريشة مارتن فان فالكنبورش 1595.
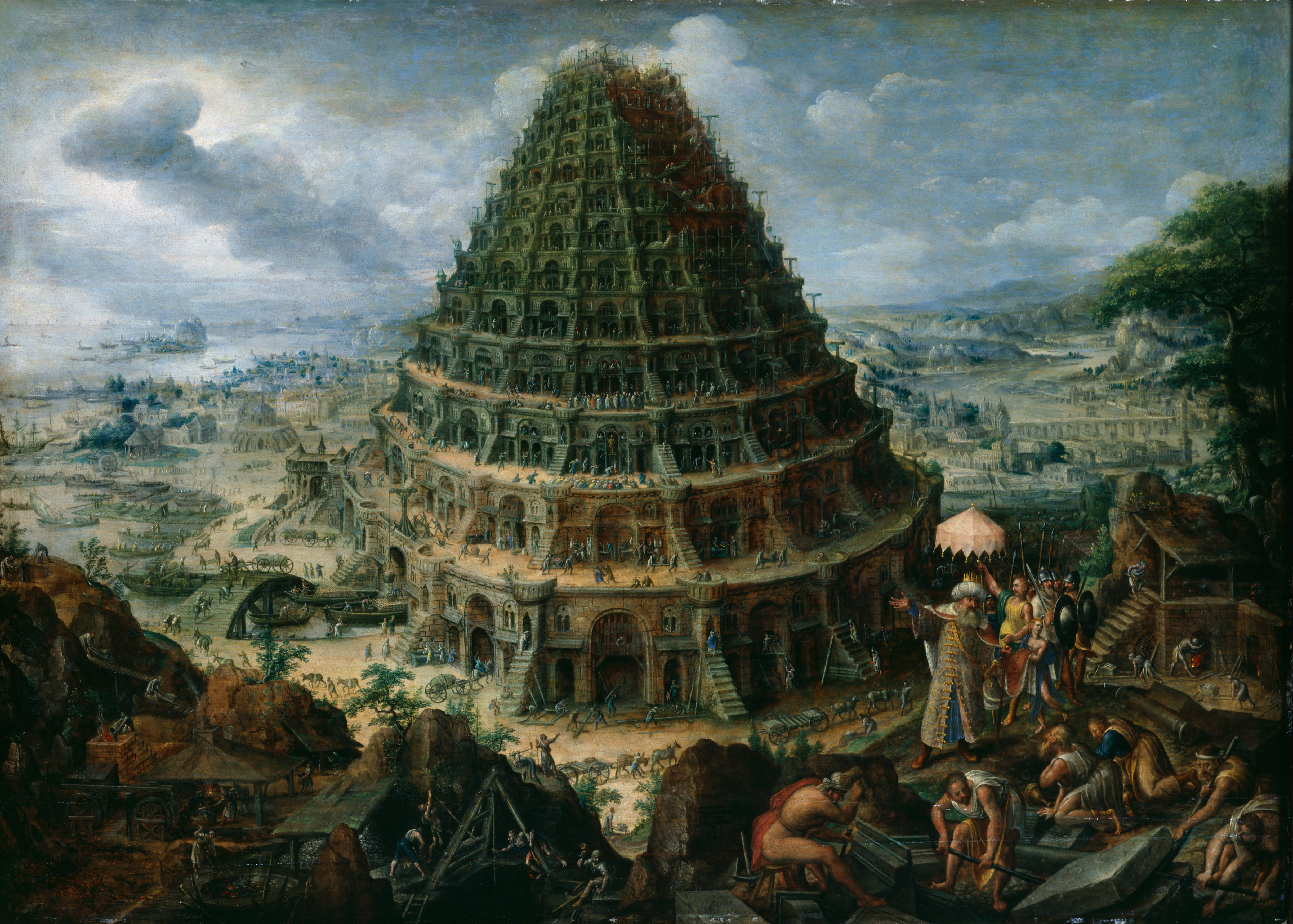
بريشة مارتن فان فالكنبورش 1595.
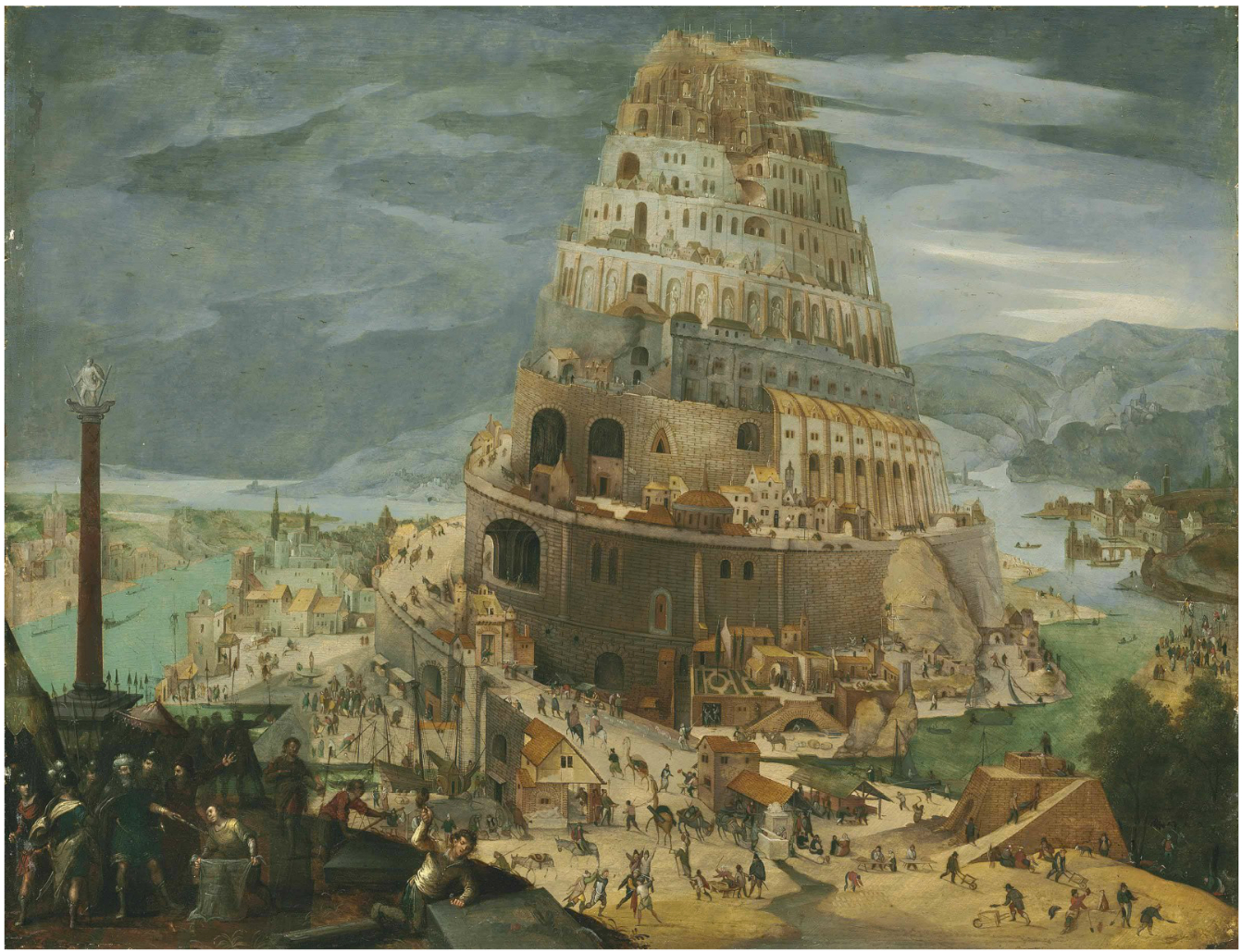
بريشة ابيل جريمر من القرن السادس عشر.
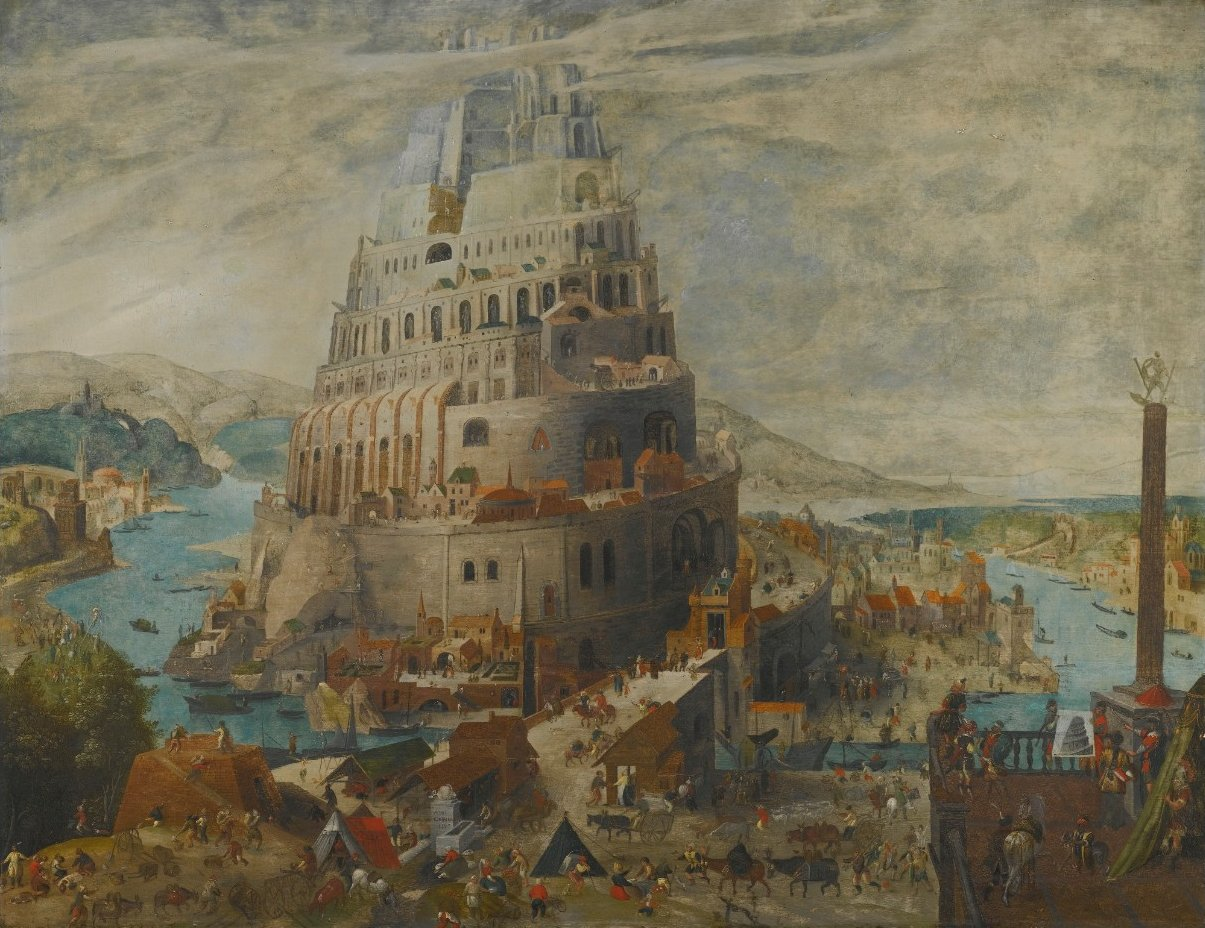
بريشة ابيل جريمر من القرن السادس عشر.
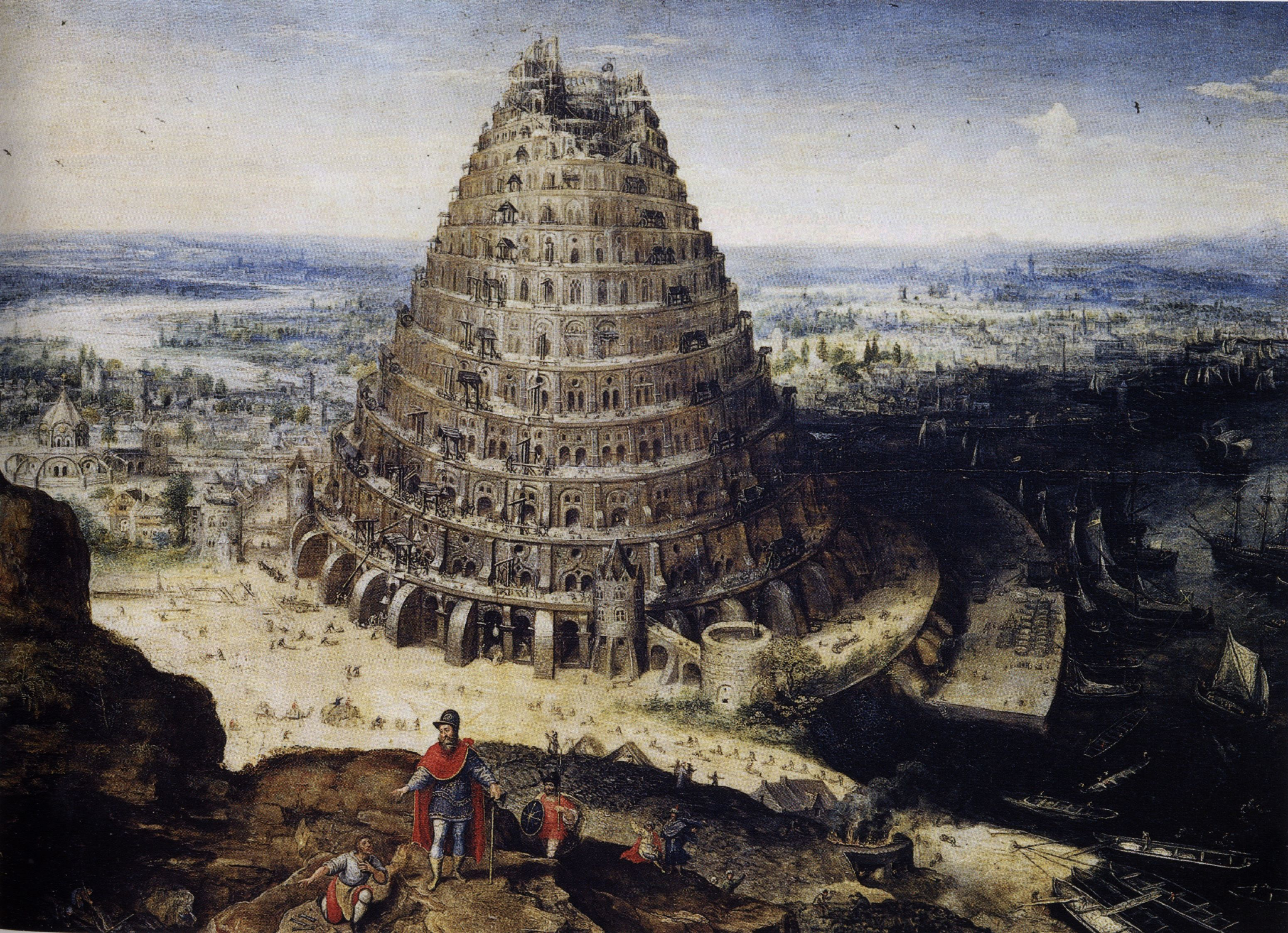
بريشة لوكاس فان فالكنبورش 1594.
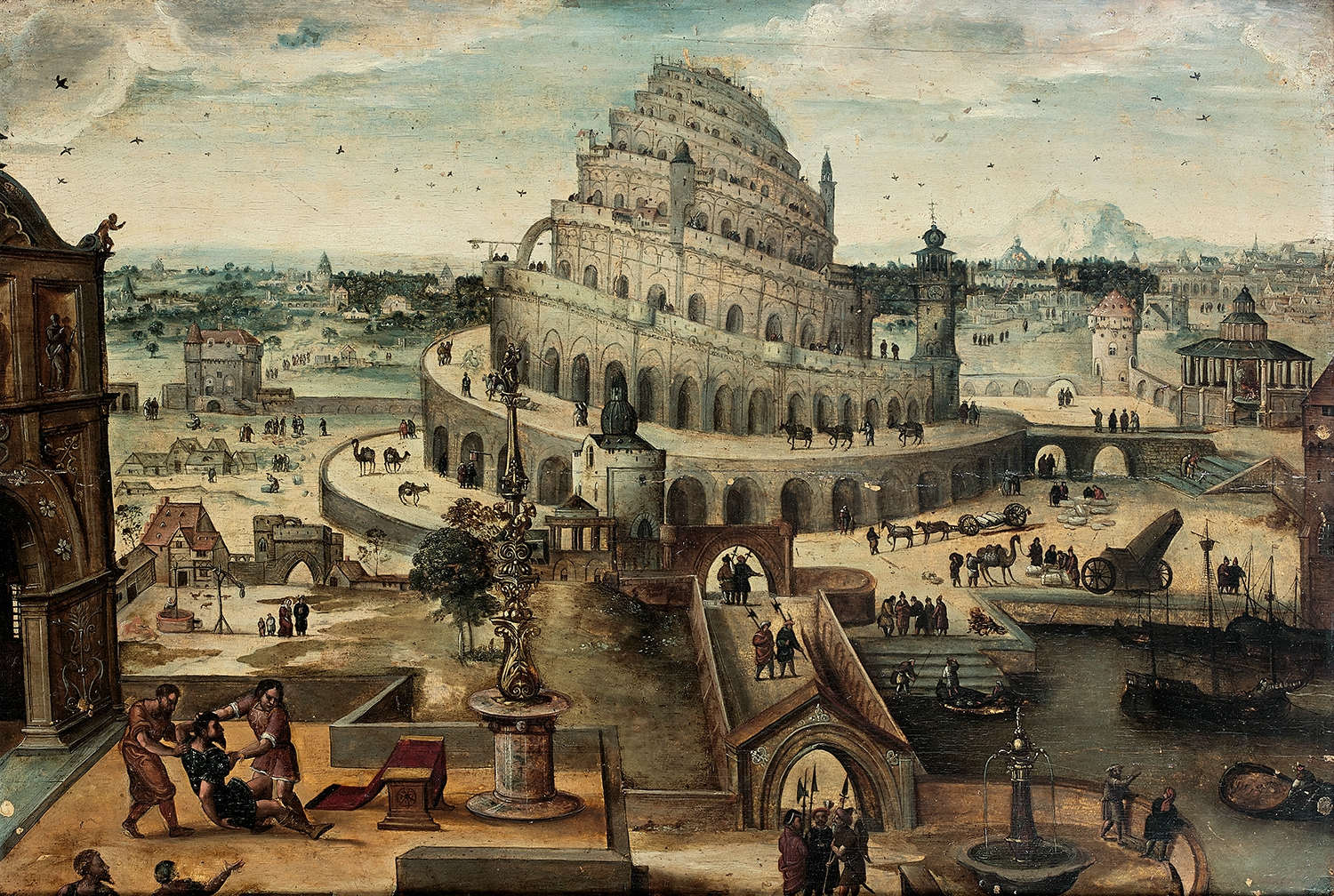
بريشة ابيل جريمر من القرن السادس عشر.
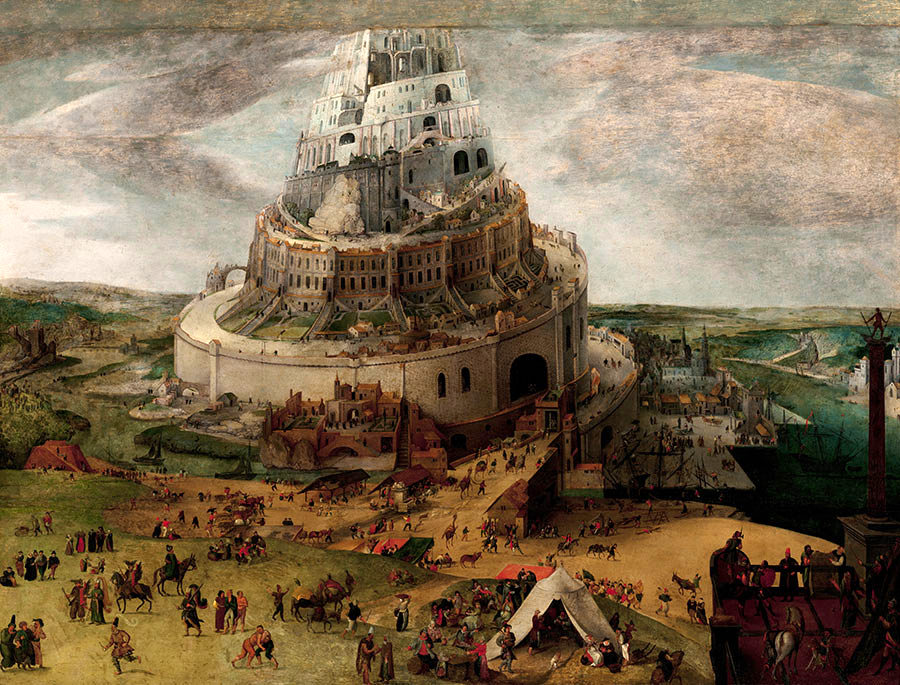
بريشة ابيل جريمر من القرن السادس عشر.
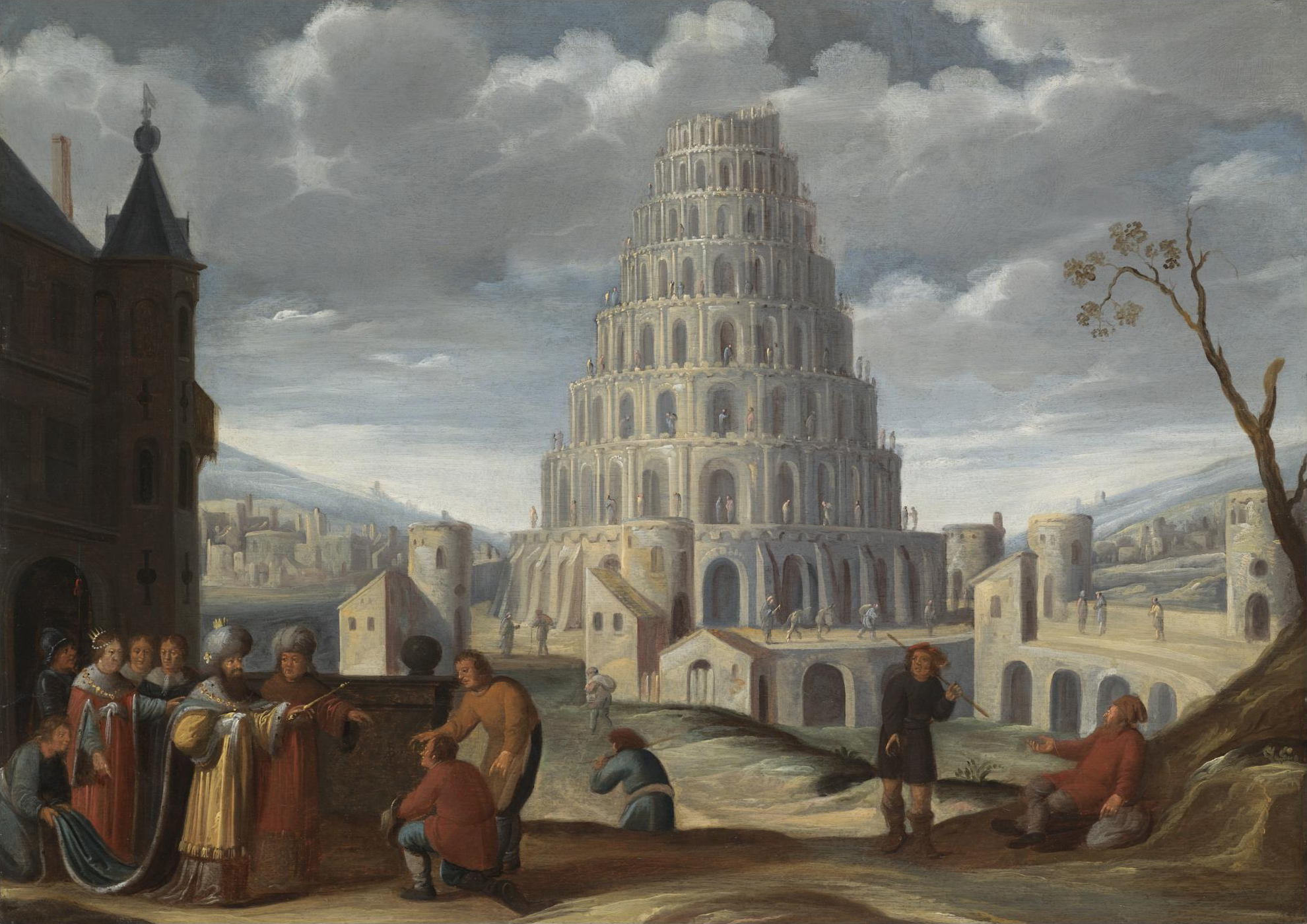
بريشة فنان هولندي مجهول من القرن السابع عشر.
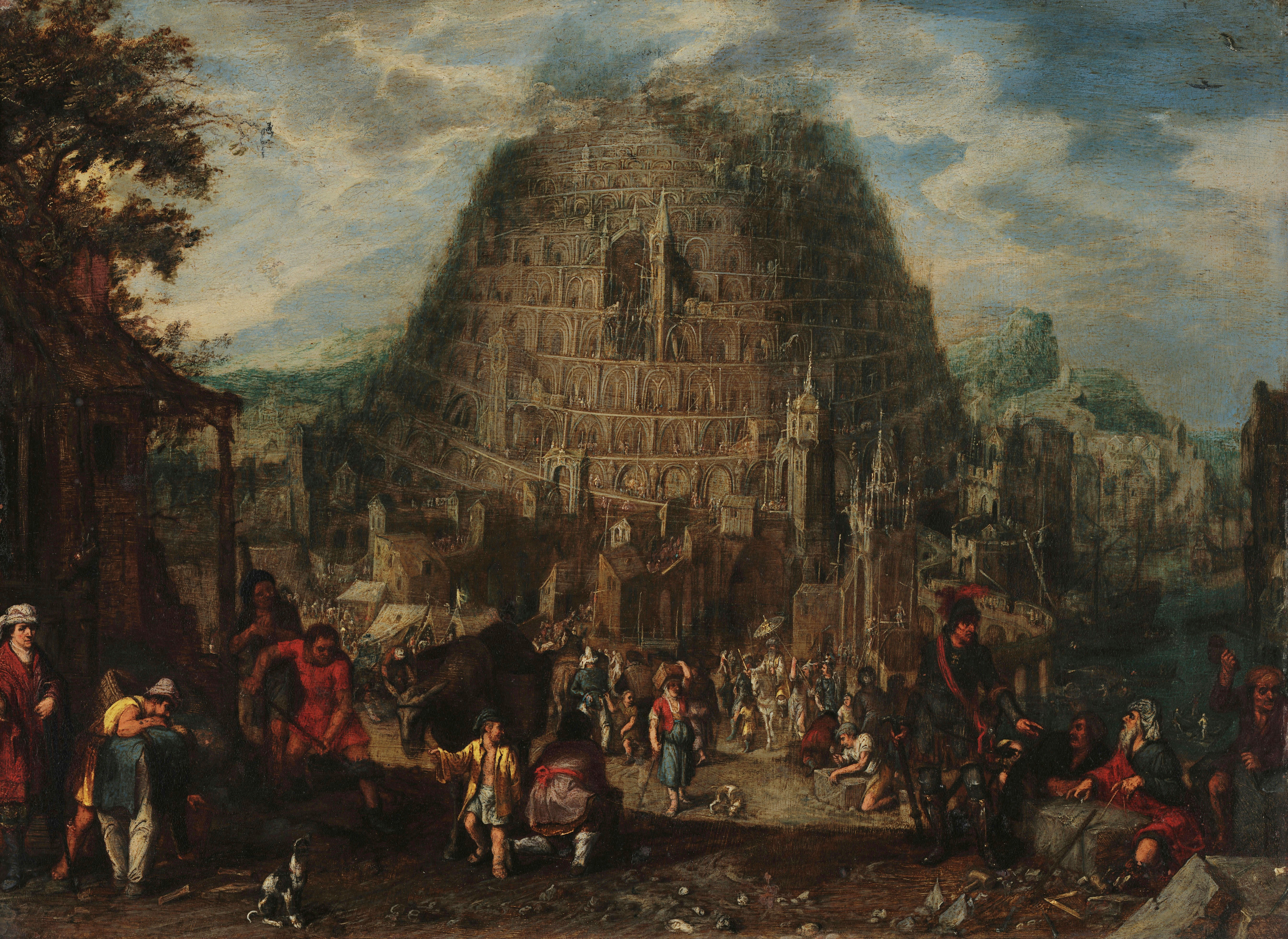
بريشة فنان هولندي مجهول من القرن السادس عشر.
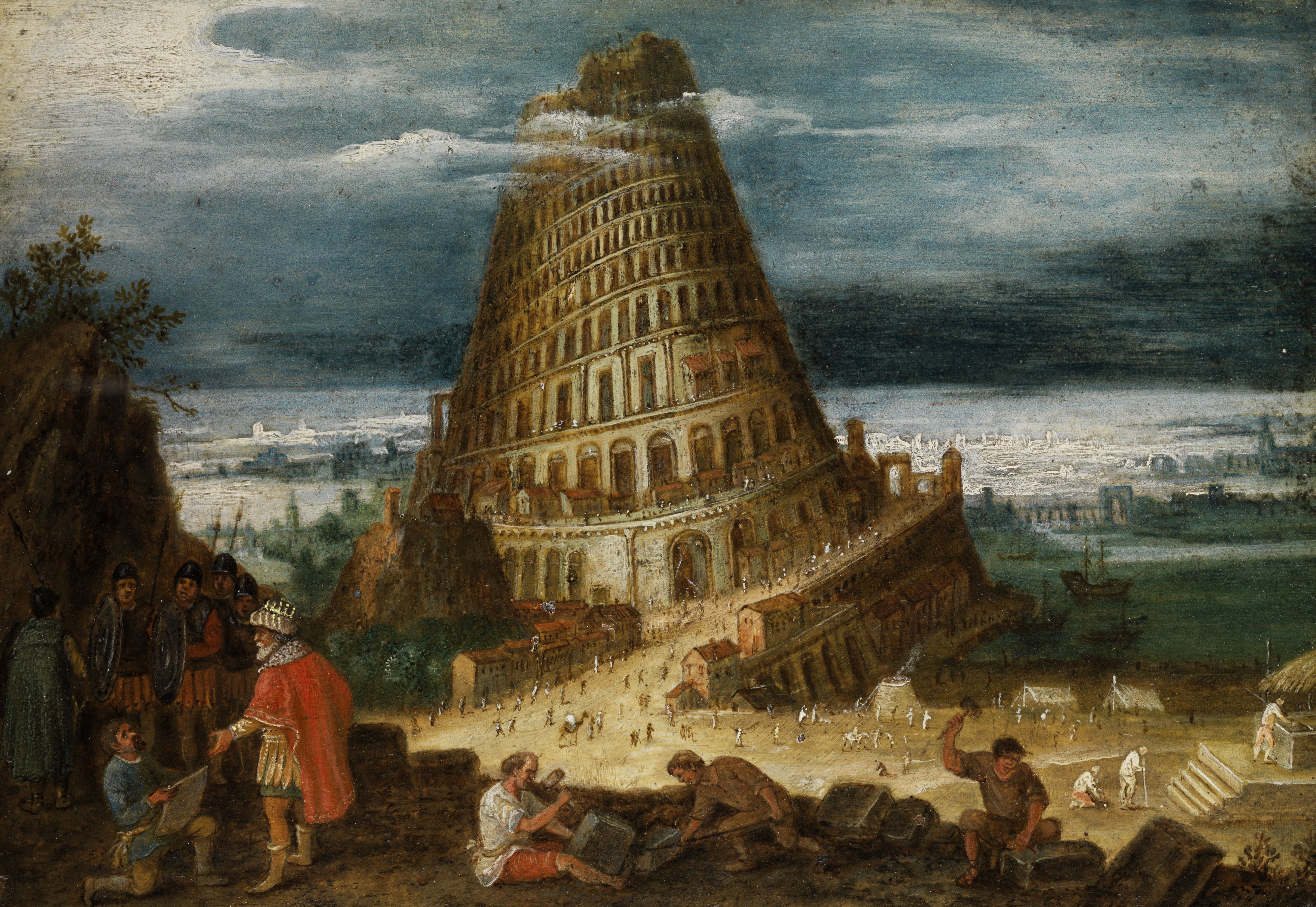
بريشة فنان هولندي مجهول من القرن السابع عشر.
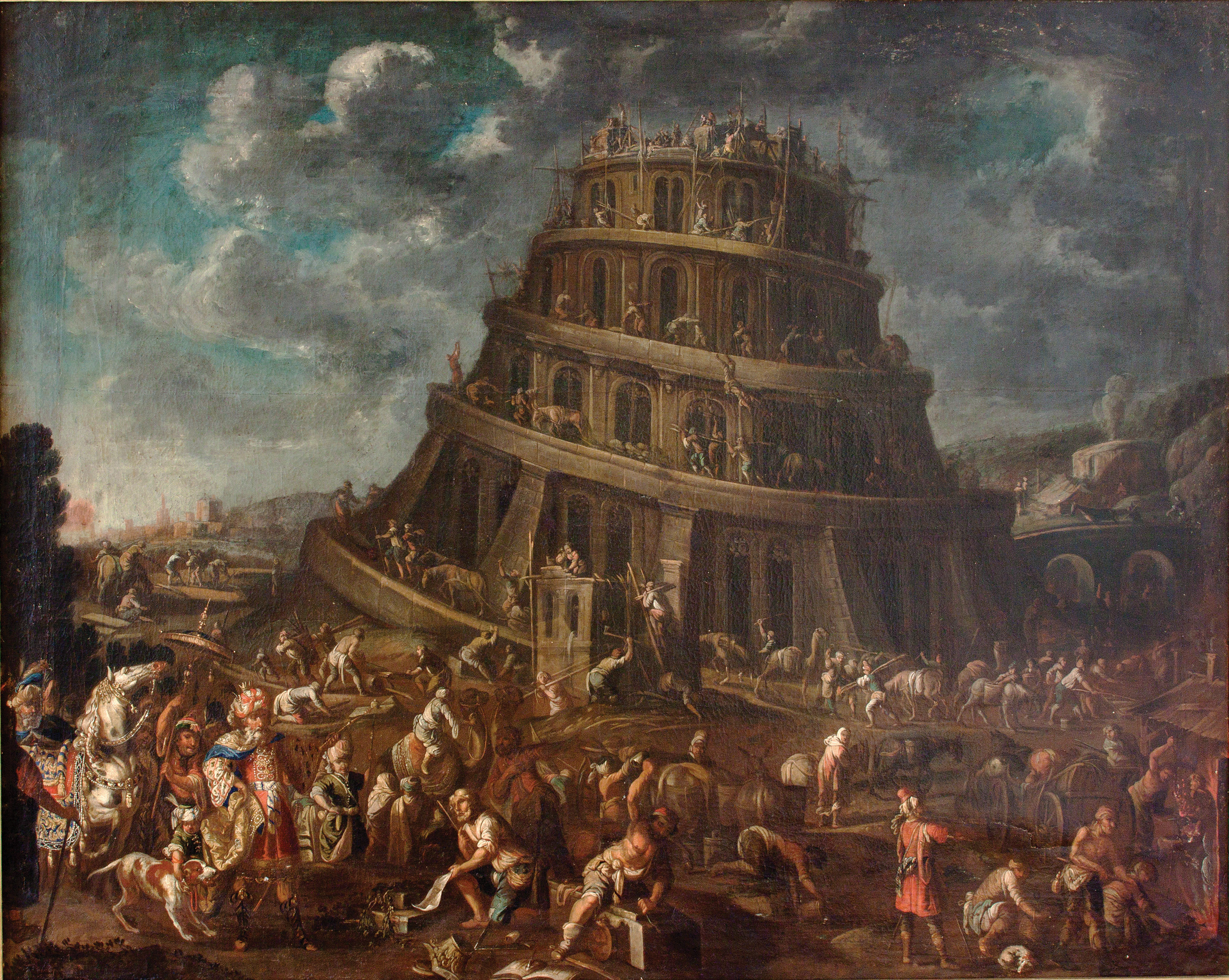
بريشة فنان مجهول من القرن السابع عشر.
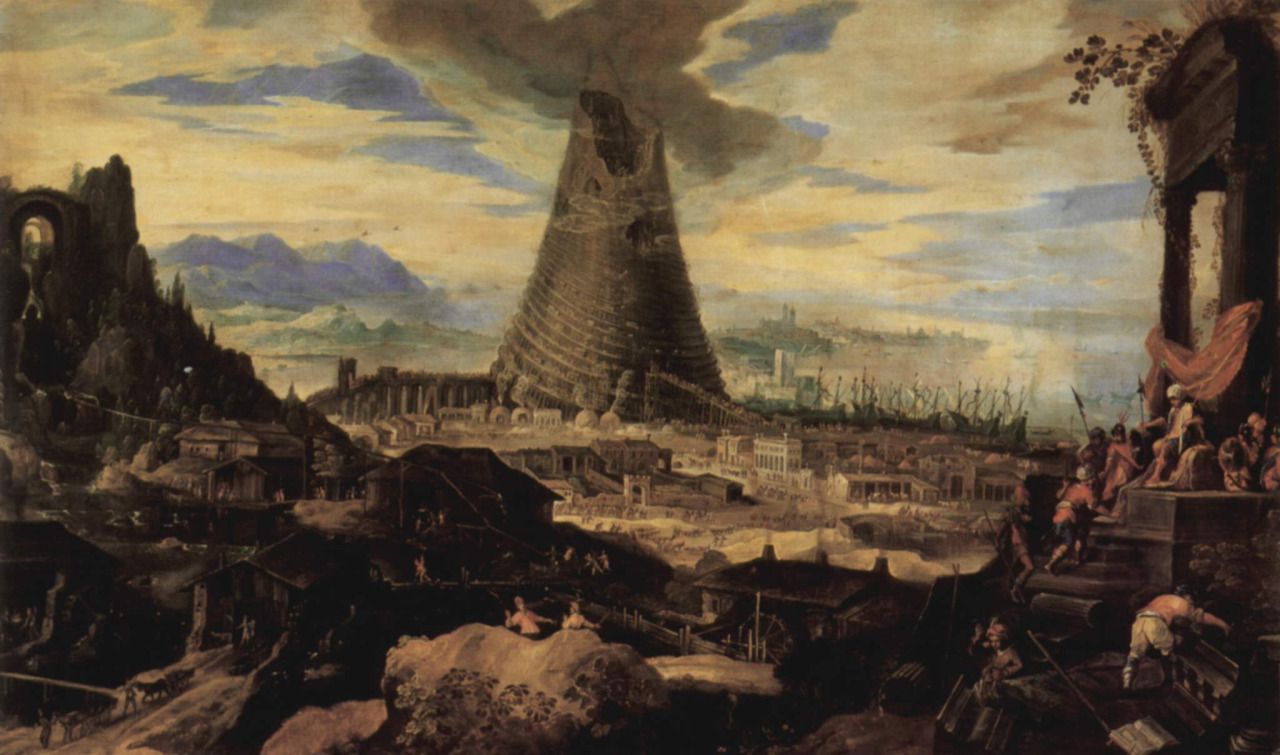
بريشة لوديويجك تويبوت 1583.
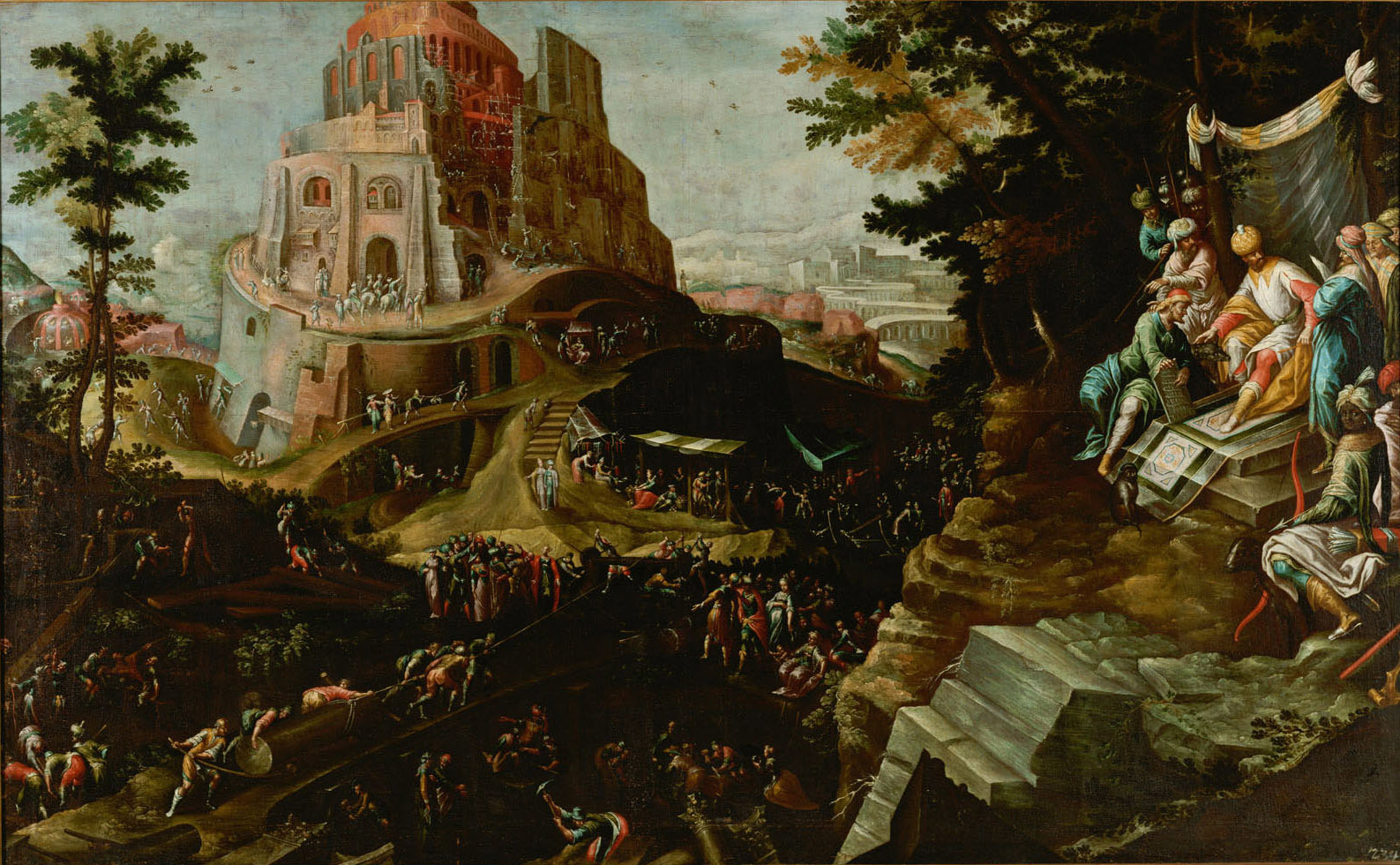
بريشة فريدريك فان فالكنبورش 1600.
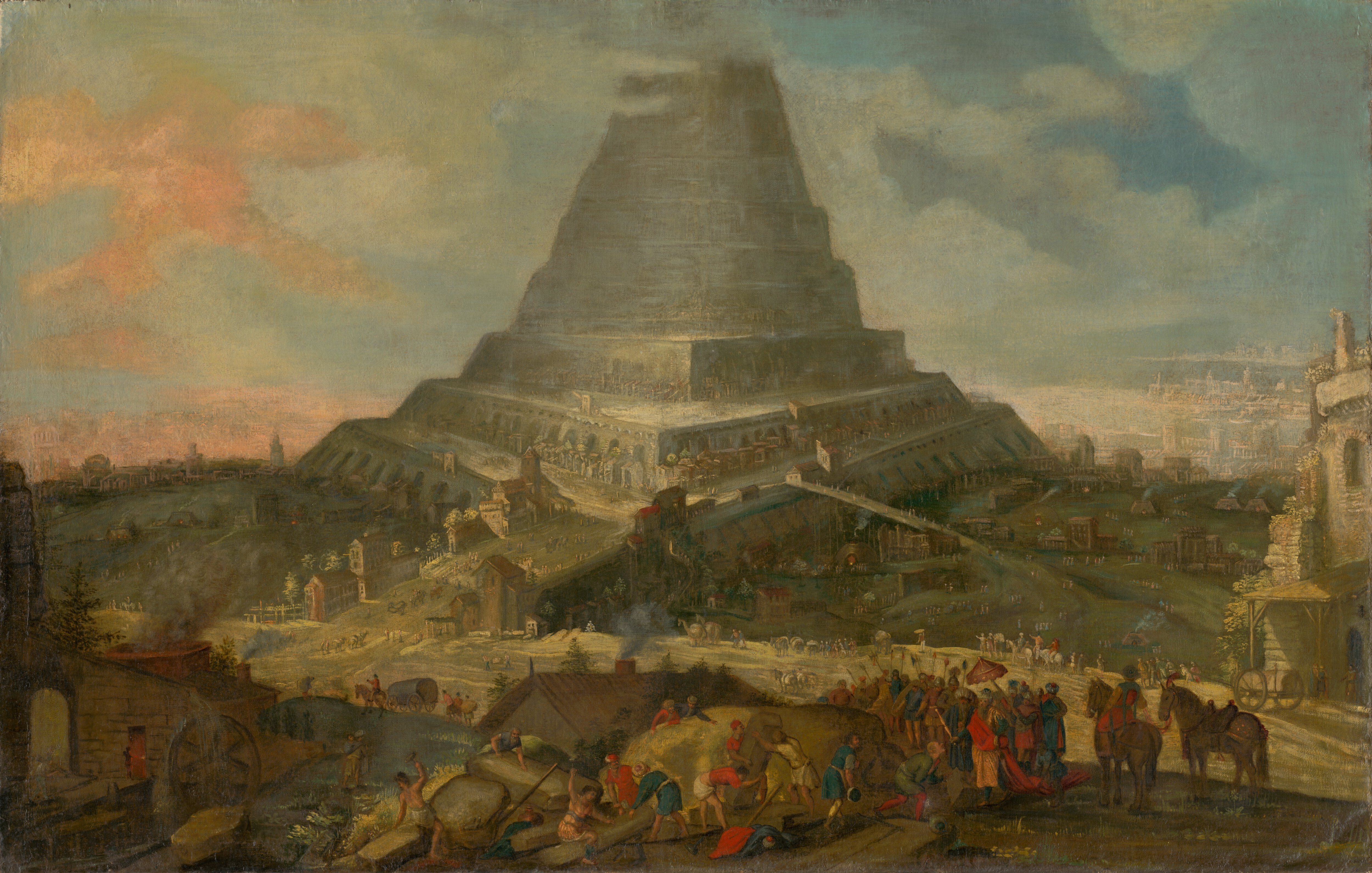
بريشة فنان مجهول 1601.
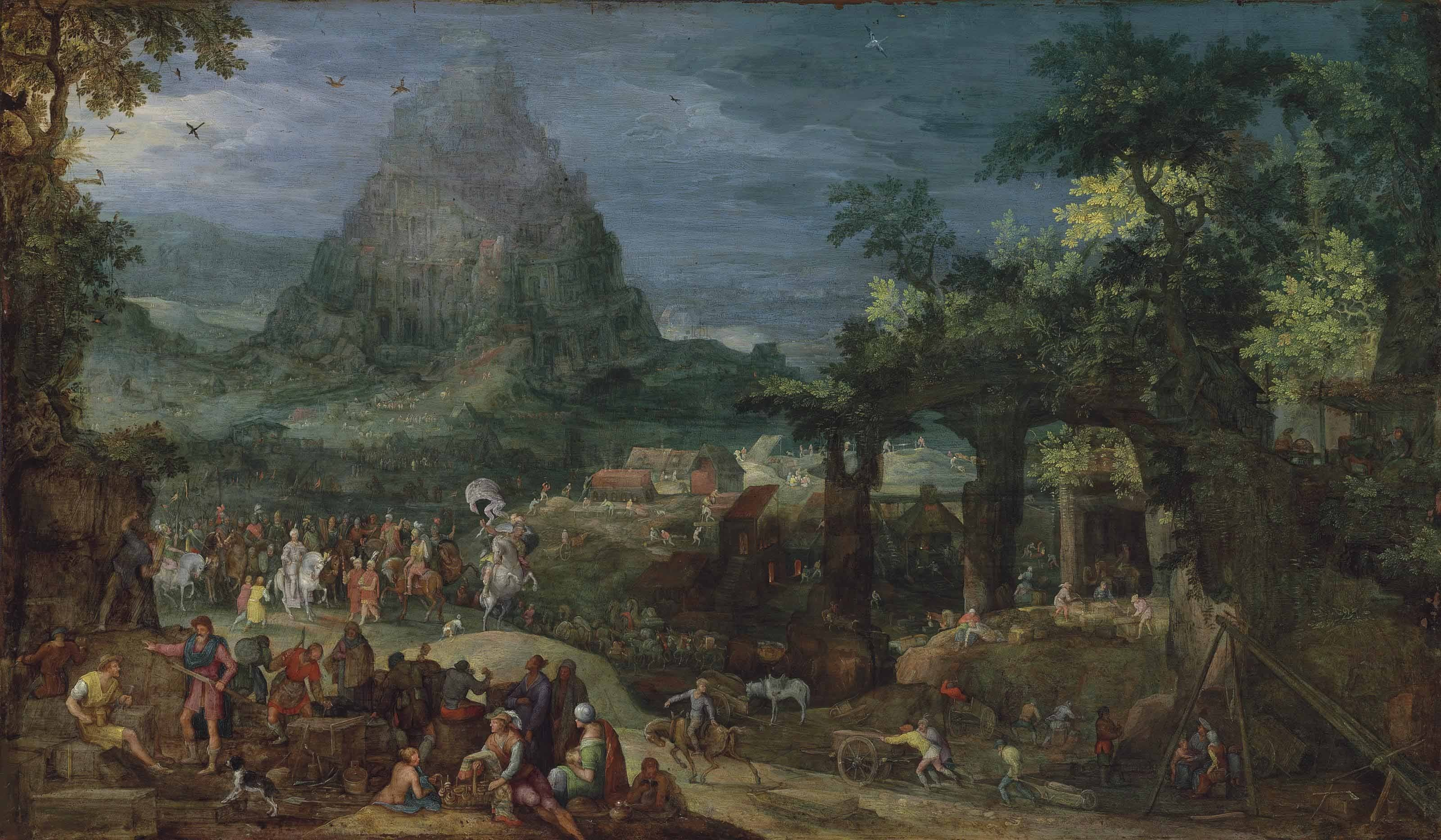
بريشة بيتر شوبروك من القرن السادس عشر.
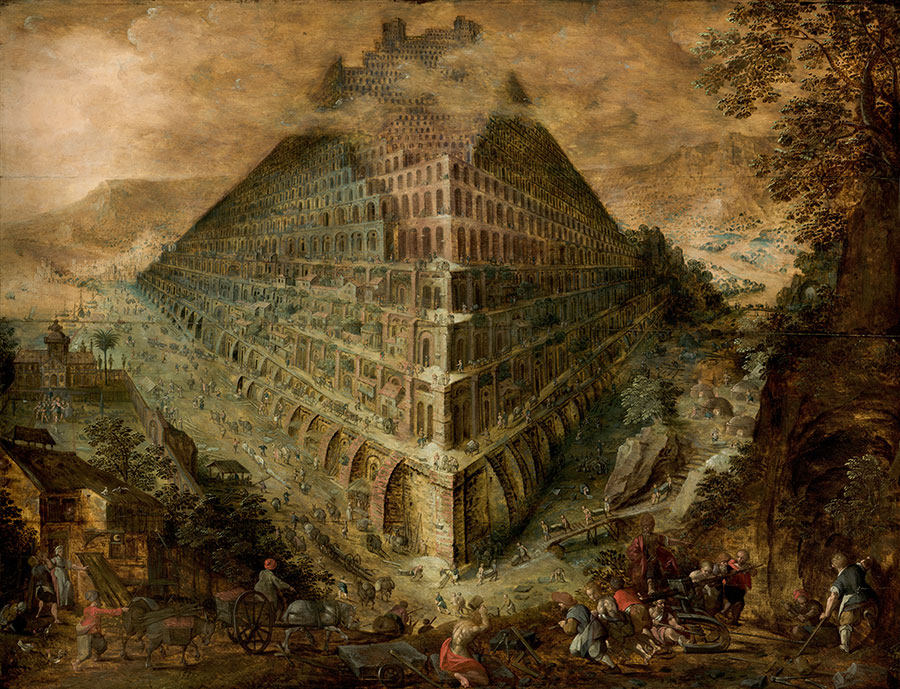
بريشة مارتن فان فالكنبورش 1595.
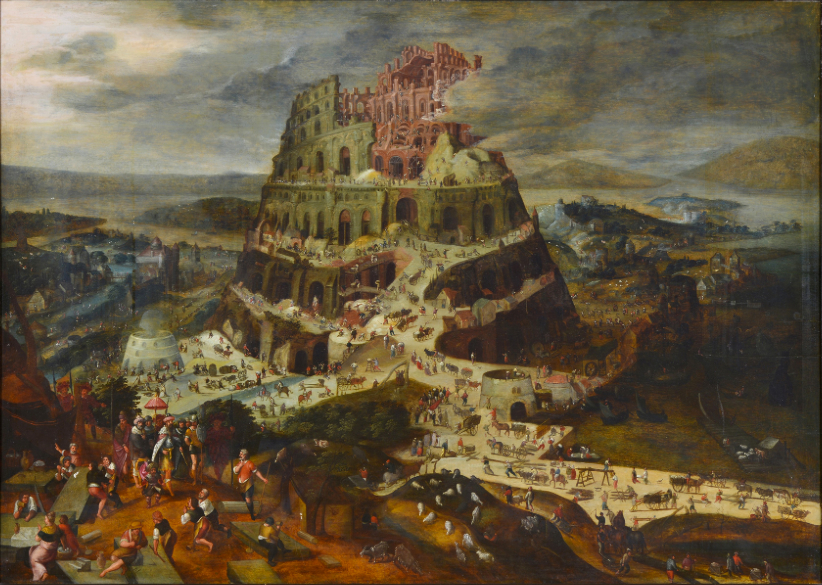
بريشة بيتر بالتنس من القرن السادس عشر.
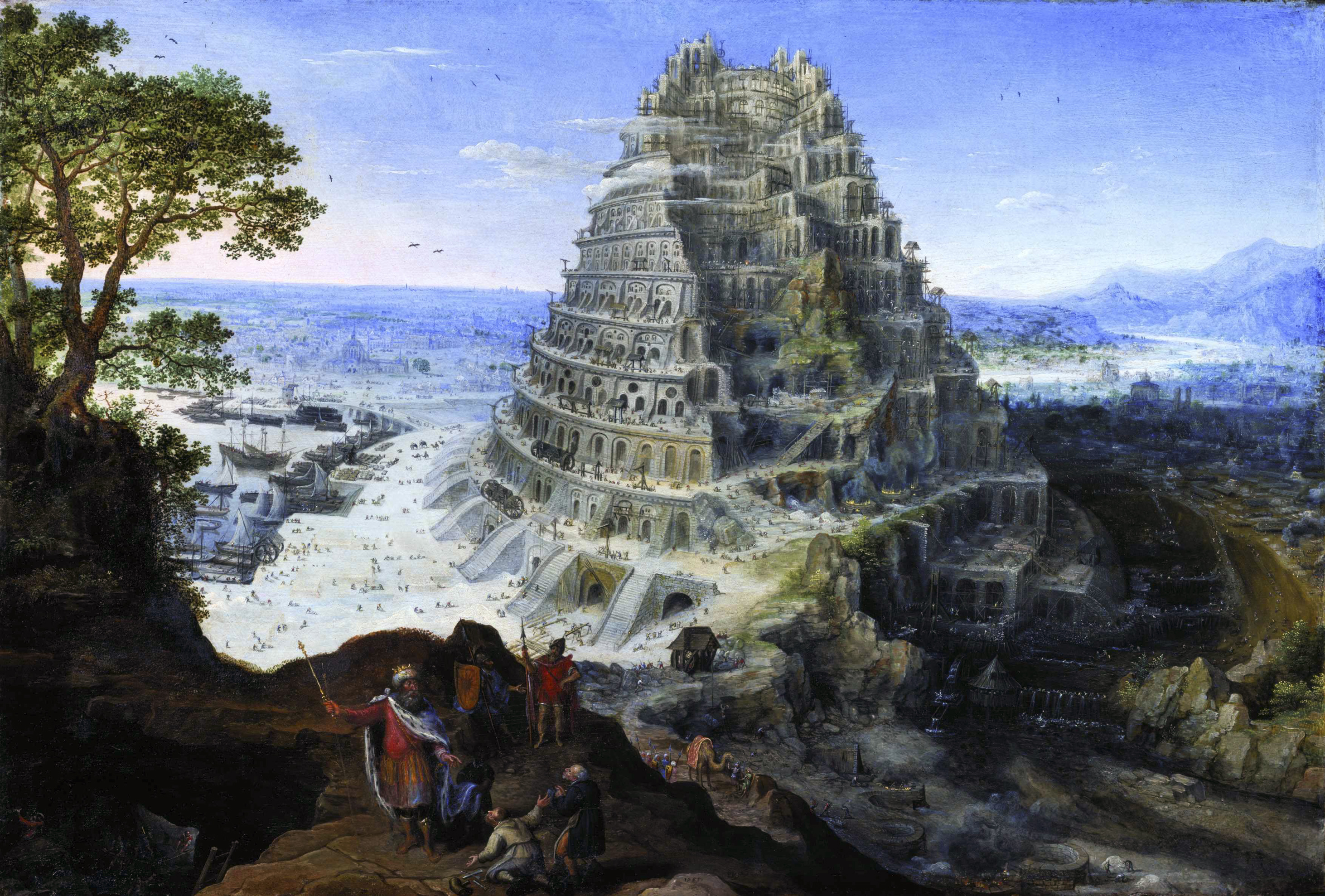
بريشة مارتن فان فالكنبورش 1595.
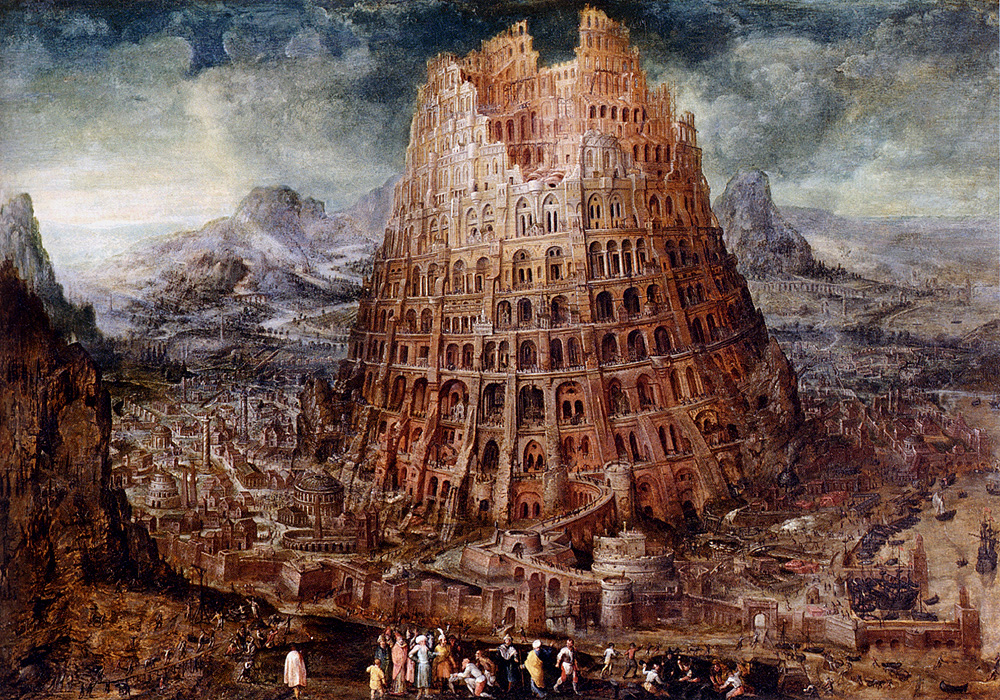
بريشة مارتن فان فالكنبورش 1600.
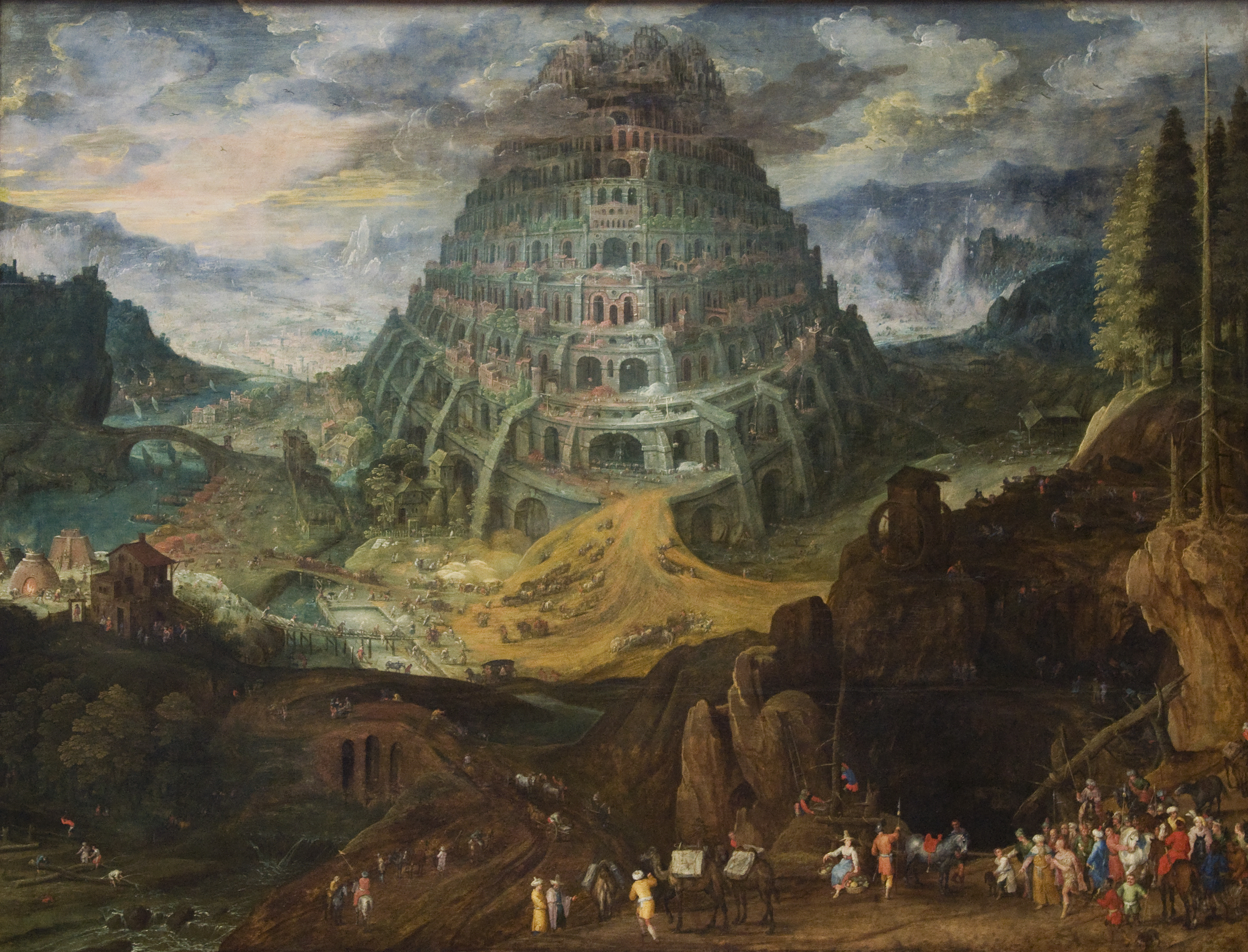
بريشة توبياس فيرهاشت من القرن السادس عشر.
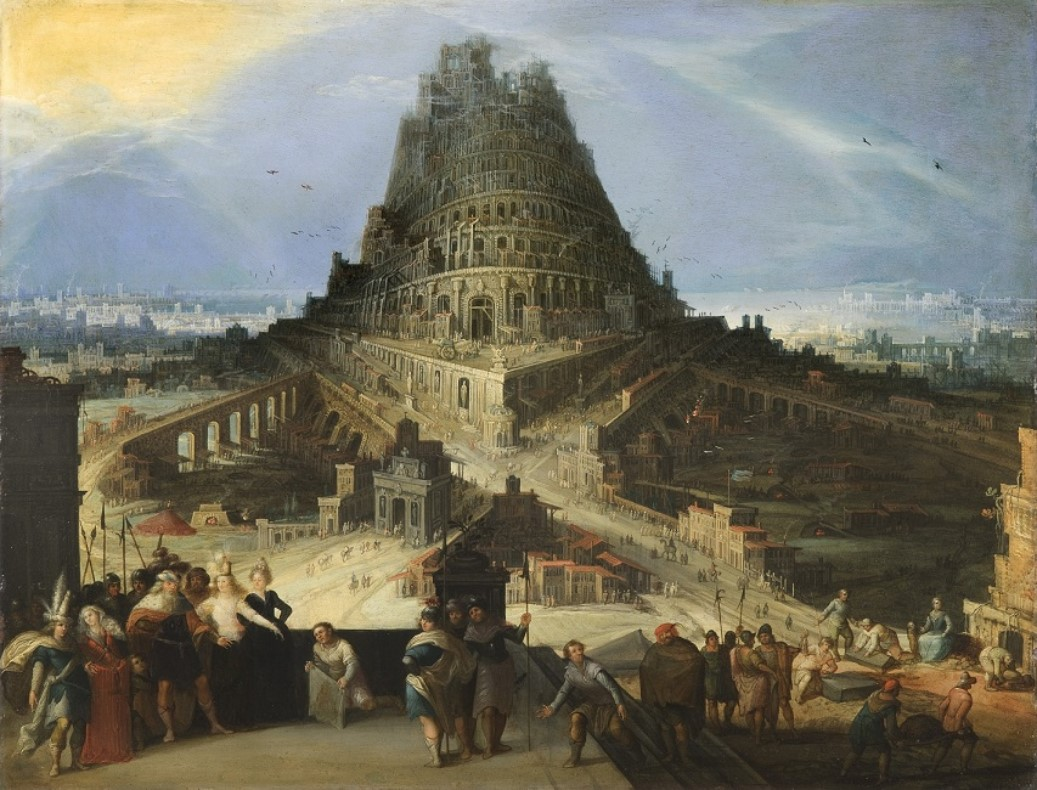
بريشة هندريك فان كليف الثالث من القرن السادس عشر.
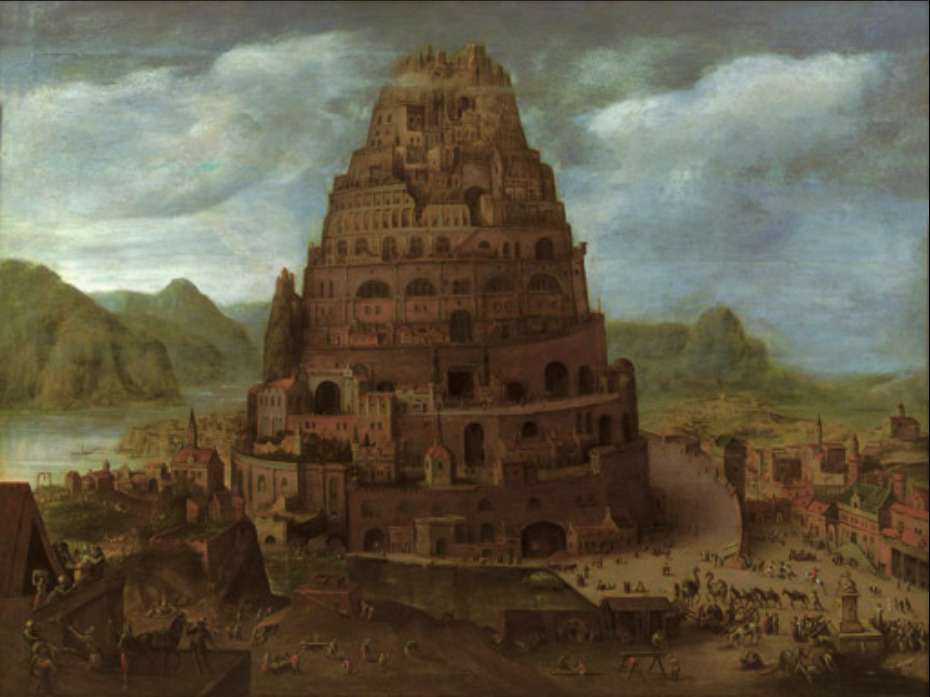
بريشة هندريك فان كليف الثالث من القرن السادس عشر.
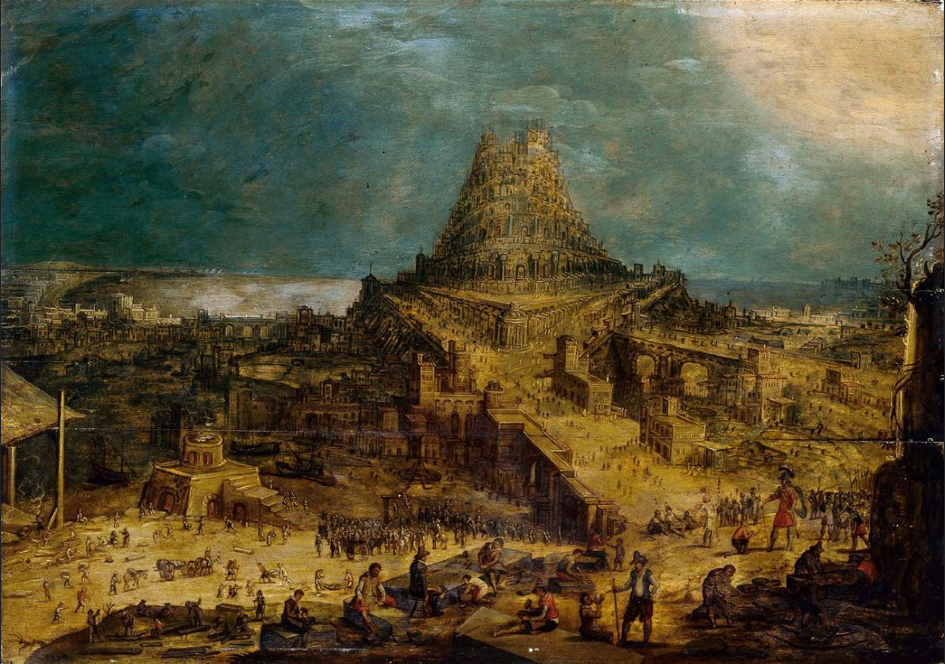
بريشة هندريك فان كليف الثالث من القرن السادس عشر.
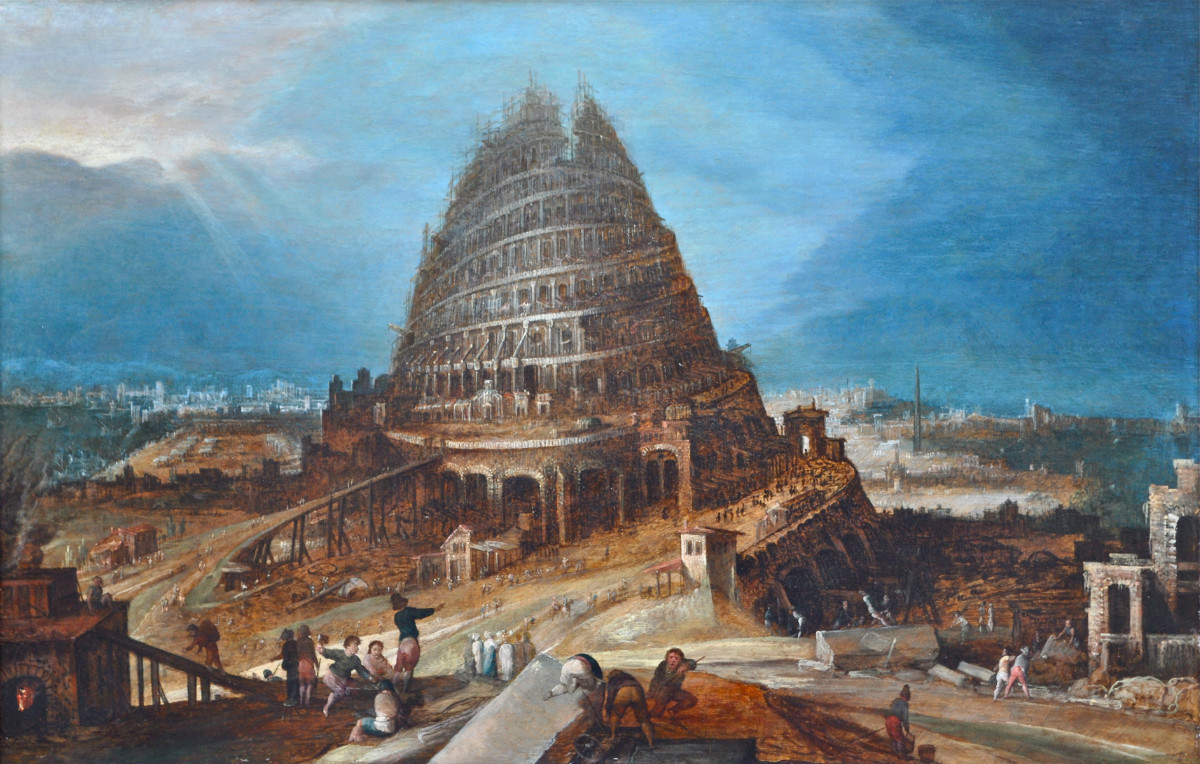
بريشة فنان مجهول من القرن السادس عشر.
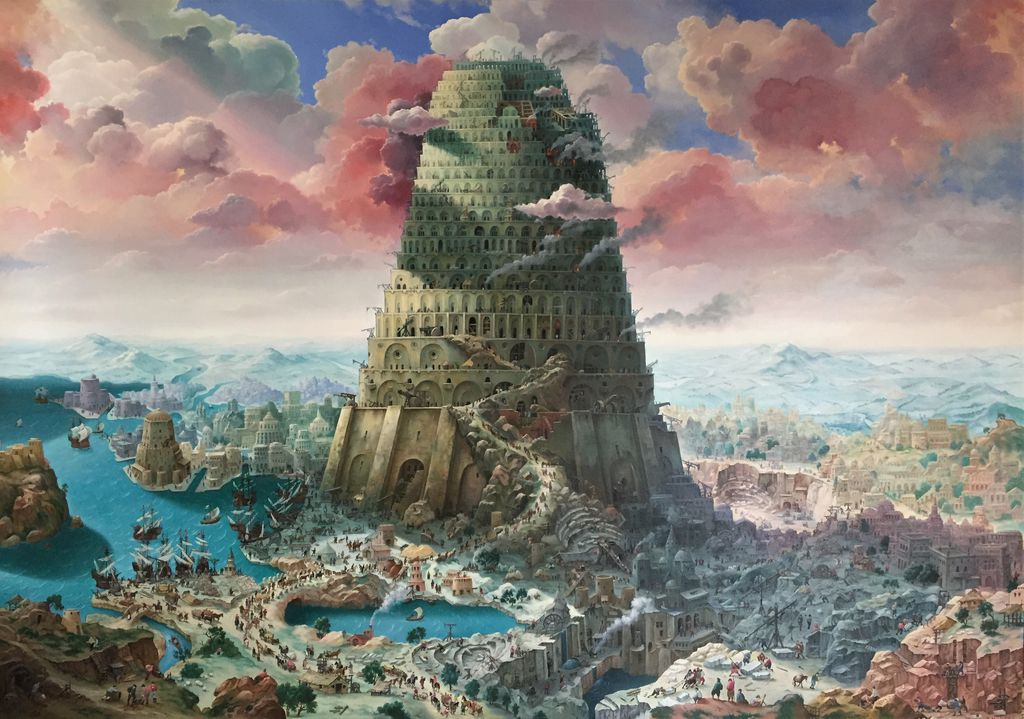
بريشة الكسندر ميخالشيك 2019.
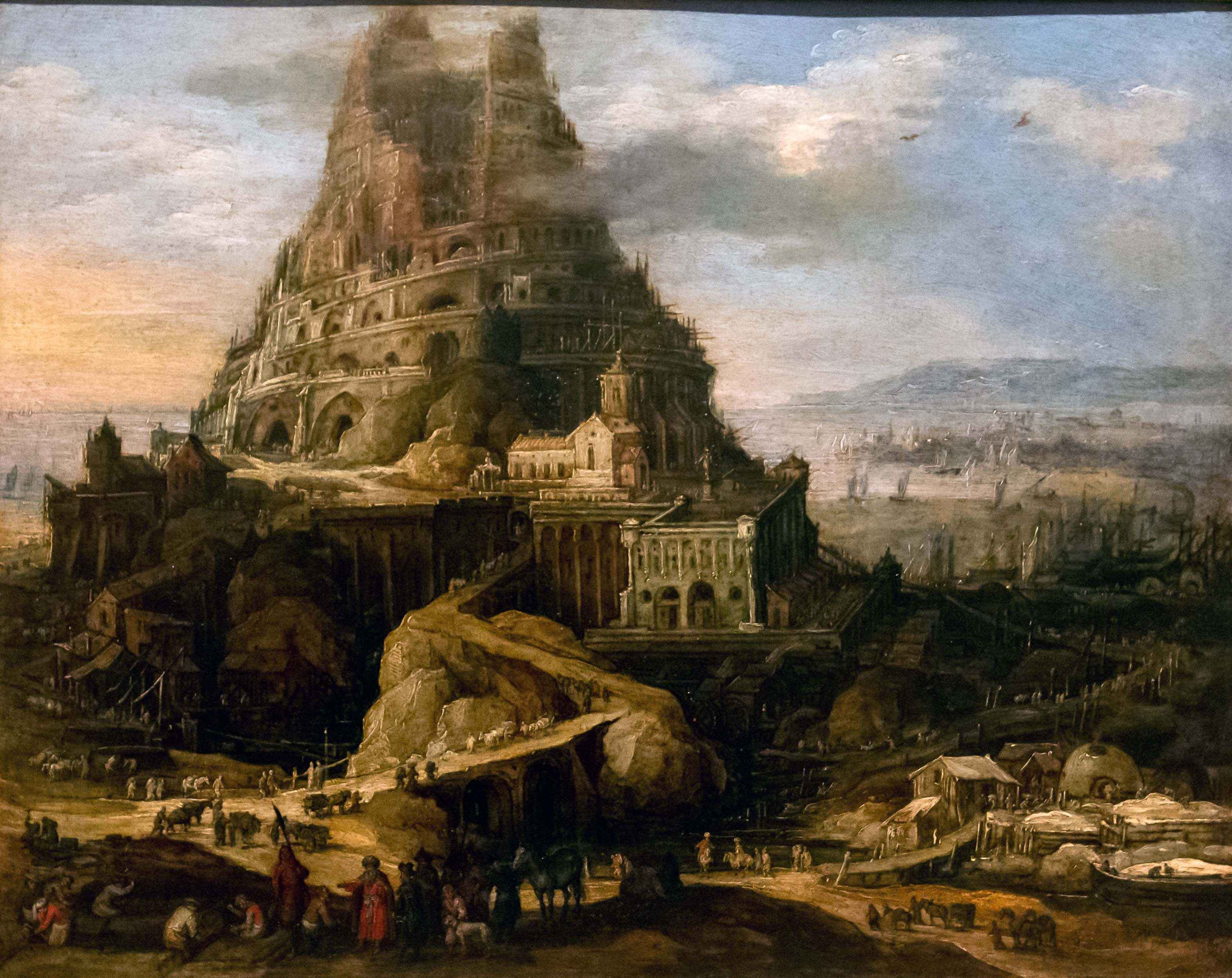
بريشة فرانس دي مومبر من القرن السادس عشر.
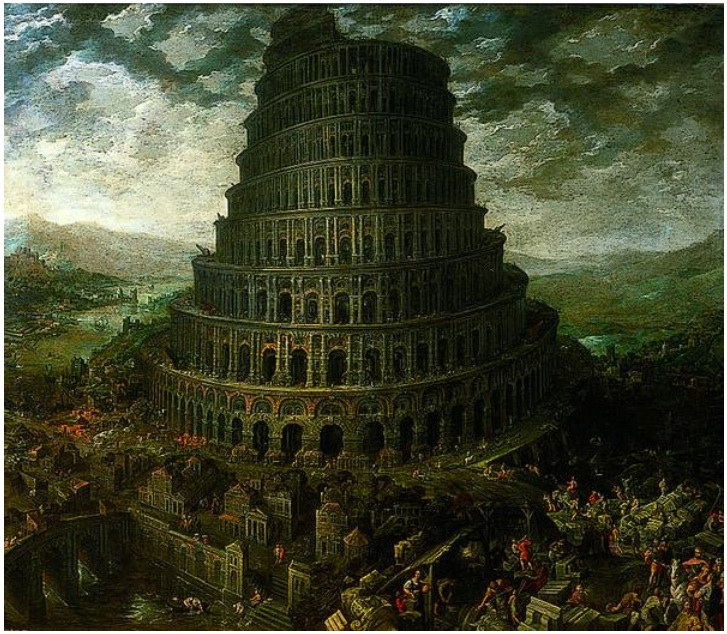
بريشة فنان مجهول من القرن السادس عشر.
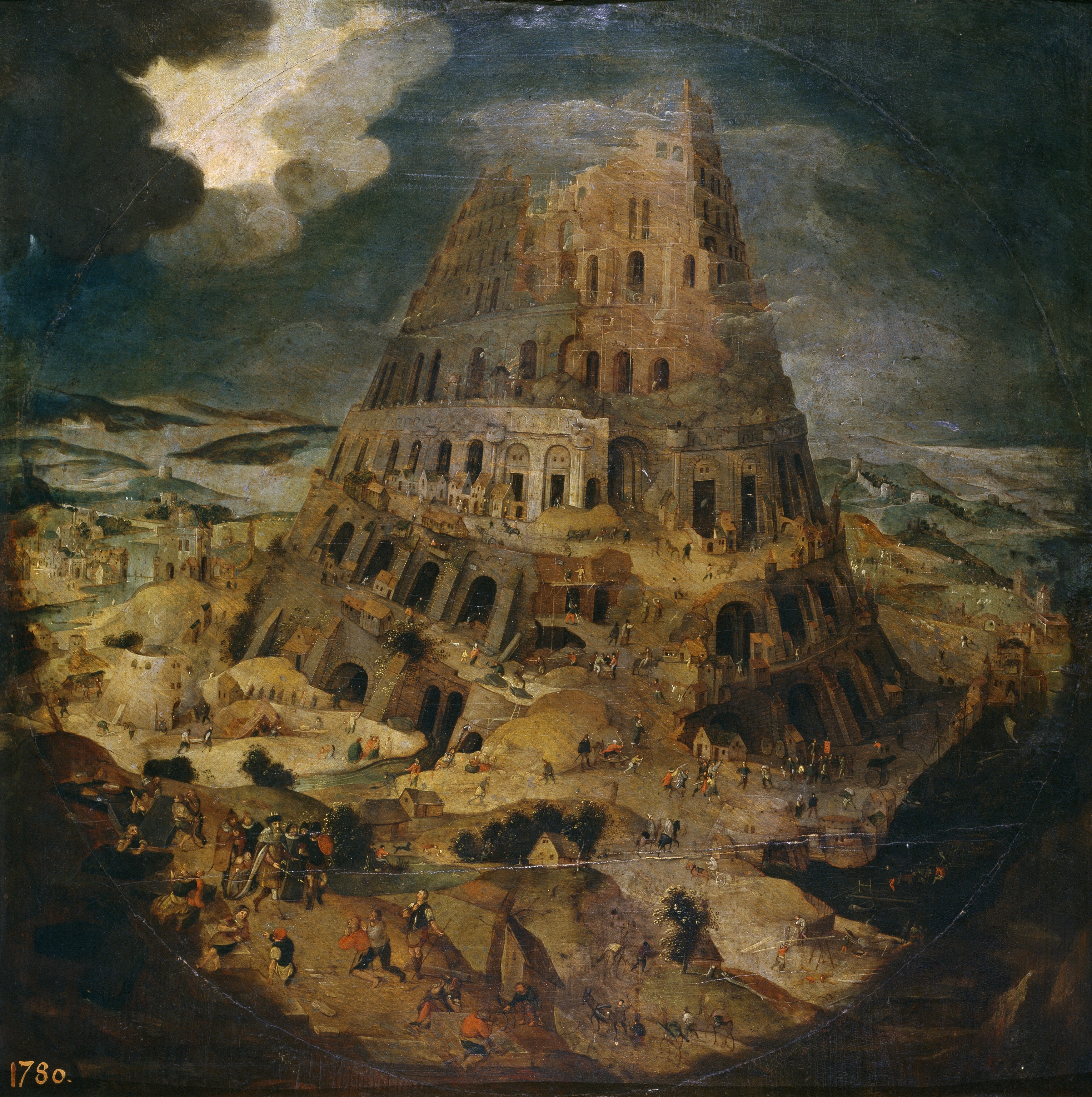
بريشة بيتر بروخل الاصغر 1595.
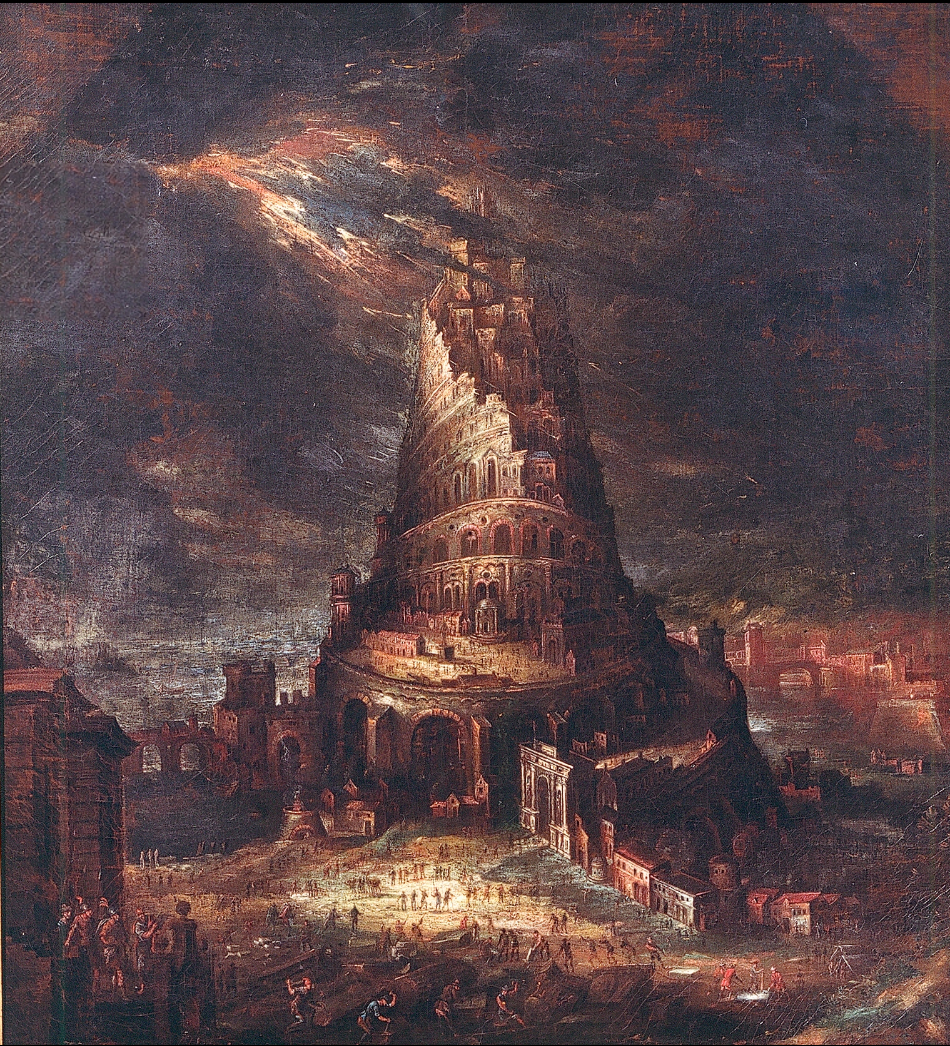
بريشة هانز بول من القرن السادس عشر.
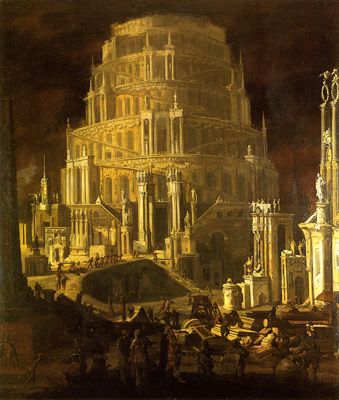
بريشة فرانسوا دي نومي من القرن السادس عشر.

## هوامش
- ملاحظة أ: كان إلهًا رئيسيًا خلال الفترة الأكدية،[250] إلتف الغموض حوله وتلاشى تمامًا خلال الفترات الاحقة من تاريخ بلاد الرافدين.[250] كان مرتبطًا ارتباطًا وثيقًا بملوك الإمبراطورية الأكدية.[251]
- ملاحظة ل: مُصطلح سومري يُشير إلى حاكم أو أمير لمدينة مُعينة تقع داخل الأراضي السومري.[252]
- ملاحظة ب: لم تكُن بِلاد الرافِدَين موطن الأموريون الأصلي، لكنهُم كانوا غُزاة شُبه رحالة من بلاد الشام. لقد مُنعوا مع العيلاميين من السيطرة على الولايات الأكدية في جنوب بلاد الرافِدَين، بواسطة مُلوك الإمبراطورية الآشورية القديمة خلال القرنين العشرين والحادي والعشرين قبل الميلاد. ومع ذلك، عندما حول الآشوريون انتباههم إلى توسيع مُستعمراتهم في آسيا الصغرى، بدأ الأموريون في النهاية باستبدال الحُكام الأصليين للمنطقة.[la 3][la 165]
- ملاحظة ي: قبائل هندو-أوروبية نزحوا من الجبال الشمالية لمنطقة لورستان، غرب جبال زاكروس.[253]
- ملاحظة س: يُعتقد المُؤرخون تقليديًا أنه انتحر من خلال إضرام النار في نفسه داخل القصر، لكن النُصوص المُعاصرة تذكر فقط بإنه «لقي موتًا قاسِيًا» وأن الآلهة «دَفَعتهُ إلى النار وأنهَت حَياته».[254]
- ملاحظة م: يعتقد بعضُ المؤرخين أنه «آشور بانيبال» نفسه، وان «كاندالانو» هو ببساطة الاسم الذي استخدمه ملوك بَابِل، لكن الباحثين المُعاصرين يعتبرون هذه الفكرة غير مُرجحة.[255]
- ملاحظة ف: في الأساطير السومرية والأكدية، يُعتبر أحد الأنوناكي. خدم أسارولودو كطارد للأرواح الشريرة في الطُقوس الدينية السومرية.[256] تم دمج أسارولودو لاحقًا مع مردوخ؛[257][258][259] في قصة الخلق البَابِلية، «أسارولودو» هو أحد أسماء مردوخ الخمسين.[260]
- ملاحظة ك على غرار تماثيل الآلهة في مُدن بِلاد الرافِدين الأخرى، دمج البَابِليون هذا التمثال مع إلههُم الفعلي، مُعتقدين أن مردوخ نفسه أقام في مدينتهُم من خلال التمثال. على هذا النحو، كان للتمثال أهمية دينية هائلة.[261]
- ملاحظة ت زواج يحدث بين الآلهة، في طُقوس رمزية، يُمثل فيها المُشاركون الآلهة أنفُسهم.[262]
- ملاحظة ص: كان ساترابًا فارسيًا من أصل هيركاني، حكُم بَابِل نيابة عن الملك الفرثي فرايتس الثاني (138-128) سنة 129 ق.م. برزت فترة ولايتُه بشكل أساسي بسبب فظائعُه الاستبدادية ومُضايقاته المُستمرة لرعاياه في بَابِل والمُدن المُحيطة. باع أتباعه كعبيد، وأشعل النار في أغورا ومعبد بَابِل ودمر أجزاء واسعة من المدينة.[263]
- ملاحظة ق: ذُكرة بَابِل في الكُتب الابراهيمية الثلاثْ.[la 140][la 140][6]
- ملاحظة خ: كان مؤرخًا بابليًا من العصر الهلنستي، وكاهن من كهنة الاله مردوخ، كان نشطًا في بداية القرن الثالث قبل الميلاد.
- ملاحظة و: في الكتاب المُقدس، يُشار إلى بَابِل بالعديد من الأسماء: «أرض الكلدانيين» (سَفر حزقيال 12:13، NIV)، «أرض شَنعار» (سَفر دانيال 1: 2، ESV؛ سَفر زكريا 5:11، ESV)، «صَحراء البَحر» (سَفر إشعياء 21: 1، 9)، «سَيدة المَمالِك» (سَفر إشعياء 47: 5)، «أرض مراثايم» (سَفر إرميا 50: 1، 21)، «شيشاك» (سَفر إرميا 25:12، 26، طَبعة المَلك جيمس).[264]
- ملاحظة ر: سفر الرؤيا، رؤيا 17 (آية 5) «سر، بَابِل العَظيمة، أم البَغايا ورجاسات الأرض».
- ملاحظة ع:  تُصور القصة أثنين من العُشاق، «أمازان الراعي» و«فورموسانتي»، أميرة بَابِل. كما هو الحال في روايته السابقة «كانديد»، يبحث العُشاق المُنفصلين عن بعضهم البعض في أرجاء آسيا وأوروبا. من خلال المُغامرة والدُعابة، ينقُل فولتير أفكاره وانتقاداته للتزمُت الديني وحالة الإنسان والمُجتمع في عصره.[265]
- ملاحظة ش: موضوع أللوحة مبني على شهادة المؤرخ «هيرودوت» في كتابه تاريخ هيرودوتس عندما زارَ بَابِل.[138]
- ملاحظة د: أثر فلم التَعَصُب بشدة على حركات الأفلام الأوروبية. في عام 1989، كان من أوائل الأفلام التي تم اختيارُه للحفظ ضمن الأرشيف الوطني من قبل مكتبة الكونغرس، لكونه أثر «حضاري وتاريخي».[266]

## مَراجع

### باللُغة العَربيَّة
1. 1 2  جاك دريدا (2015). أبراج بابل. دار الحوار. ص. 15. مؤرشف من الأصل في 2022-04-09.
2. ↑  Sputnik. "اليونسكو يوافق بالإجماع على إدراج بابل ضمن لائحة التراث العالمي". arabic.sputniknews.com (بالإنجليزية الأمريكية). Archived from the original on 2019-07-06. Retrieved 2019-07-05.
3. 1 2  مارغريت روتن (1984). تاريخ بابل. دار منشورات عويدات. ص. 31-34. مؤرشف من الأصل في 2022-04-09.
4. ↑  جميل نخلة المدور (1979). تاريخ بابل وآشور. مؤسسة هنداوي. ص. 51. مؤرشف من الأصل في 2022-04-07.
5. 1 2 3  مارغريت روتن (1984). تاريخ بابل. دار منشورات عويدات. ص. 40. مؤرشف من الأصل في 2022-04-08.
6. ↑  مارغريت روتن (1984). تاريخ بابل. دار منشورات عويدات. ص. 42. مؤرشف من الأصل في 2022-04-08.
7. ↑  مارغريت روتن (1984). تاريخ بابل. دار منشورات عويدات. ص. 41. مؤرشف من الأصل في 2022-04-08.
8. 1 2 3  طه باقر (2009). مقدمة في تاريخ الحضارات القديمة. دار الوراق للنشر. ص. 653.
9. 1 2  جورج رو (1963). العراق القديم. دار الشؤون الثقافية العامة. ص. 553. مؤرشف من الأصل في 2022-04-09.
10. 1 2  جورج رو (1963). العراق القديم. دار الشؤون الثقافية العامة. ص. 560. مؤرشف من الأصل في 2022-04-08.
11. 1 2  جورج رو (19631963). العراق القديم. دار الشؤون الثقافية العامة. ص. 562. مؤرشف من الأصل في 9 أبريل 2022. {{استشهاد بكتاب}}: تحقق من التاريخ في: |سنة= (مساعدة)
12. ↑  جميل نخلة المدور (1979). تاريخ بابل وآشور. مؤسسة هنداوي. ص. 22-23. مؤرشف من الأصل في 2022-04-08.
13. ↑  مارغريت روتن (1984). تاريخ بابل. دار منشورات عويدات. ص. 16. مؤرشف من الأصل في 2022-04-08.
14. ↑  مارغريت روتن (1984). تاريخ بابل. دار منشورات عويدات. ص. 16-17. مؤرشف من الأصل في 2022-04-08.
15. ↑  مارغريت روتن (1984). تاريخ بابل. دار منشورات عويدات. ص. 17. مؤرشف من الأصل في 2022-04-08.
16. ↑  مارغريت روتن (1984). تاريخ بابل. دار المنشورات العويدات. ص. 21. مؤرشف من الأصل في 2022-04-08.
17. ↑  مارغريت روتن (1984). تاريخ بابل. دار منشورات عويدات. ص. 25. مؤرشف من الأصل في 2022-04-08.
18. ↑  مارغريت روتن (1984). تاريخ بابل. دار منشورات عويدات. ص. 26. مؤرشف من الأصل في 2022-04-08.
19. 1 2 3  جورج رو (دار الشؤون الثقافية العامة). العراق القديم. 1963. ص. 525. مؤرشف من الأصل في 8 أبريل 2022. {{استشهاد بكتاب}}: تحقق من التاريخ في: |سنة= (مساعدة)
20. ↑  "التصويت على إدراج مدينة بابل على لائحة التراث العالمي". قناه السومرية العراقية. 5 يوليو 2019. مؤرشف من الأصل في 2019-07-06. اطلع عليه بتاريخ 2019-07-15.
21. ↑  "اليونسكو يدرج بابل في قائمة التراث الإنساني". 6 يوليو 2019. مؤرشف من الأصل في 2019-07-06. اطلع عليه بتاريخ 2019-07-15.
22. ↑  "بابل على لائحة التراث العالمي". قناة الحرة. 6 يوليو 2019. مؤرشف من الأصل في 2019-07-13. اطلع عليه بتاريخ 2019-07-15.
23. ↑  "بابل القديمة تدخل قائمة مواقع التراث العالمي". www.aljazeera.net. 6 يوليو 2019. مؤرشف من الأصل في 2019-07-14. اطلع عليه بتاريخ 2019-07-15.
24. ↑  فرادي، سامي (6 يوليو 2019). "شاهد: اليونسكو تدرج موقع بابل الاثري في العراق في قائمة التراث العالمي". يورونيوز. مؤرشف من الأصل في 2019-07-06. اطلع عليه بتاريخ 2019-07-15.
25. ↑  "بالفيديو: بابل على لائحة التراث العالمي ووزير الثقافة يعد بإدراج مواقع أخرى". قناه السومرية العراقية. 8 يوليو 2019. مؤرشف من الأصل في 2019-07-09. اطلع عليه بتاريخ 2019-07-15.
26. ↑  "إدراج بابل على قائمة التراث العالمي.. قبول بطعم الرفض". www.aljazeera.net. قطر، الدوحة. 6 يوليو 2019. مؤرشف من الأصل في 2019-07-14. اطلع عليه بتاريخ 2019-07-15.
27. ↑  اللجنة المالية لواع :خصصنا 60 مليار دينار لمدينة بابل بعد إدراجها على لائحة التراث العالمي واع نسخة محفوظة 16 يوليو 2019 على موقع واي باك مشين.
28. ↑  "59 مليار دينار لمشاريع "بابل على لائحة التراث العالمي"". جريدة الصباح الجديد. 6 يوليو 2019. مؤرشف من الأصل في 2019-07-07. اطلع عليه بتاريخ 2019-07-15.
29. ↑  "البنك المركزي يعلن تخصيص مليار دينار تصرف على الايفاء بمتطلبات ادراج بابل". قناه السومرية العراقية. 5 يوليو 2019. مؤرشف من الأصل في 2019-07-06. اطلع عليه بتاريخ 2019-07-15.
30. ↑  مع ادراجها على لائحة التراث العالمي.. البنك المركزي: مليار دينار لآثار بابل واع نسخة محفوظة 16 يوليو 2019 على موقع واي باك مشين.
31. ↑  د. إسرائيل ولفنسون (1929). تاريخ اللغات السامية. مطبعة الاعتماد بشارع حسن الأكبر. ص. 22-42. مؤرشف من الأصل في 2022-04-11.
32. ↑  طه باقر (2009). مقدمة في تاريخ الحضارات القديمة. دار الوراق للنشر. ص. 619.
33. ↑  جميل نخلة المدور (1979). تاريخ بابل وآشور. مؤسسة هنداوي. ص. 15-16.
34. ↑  الجوهري. الصحاح. ج. 4. ص. 1630.
35. ↑  لسان العرب. ابن منظور. ج. 11. ص. 41.
36. ↑  طه باقر (2009). مقدمة في تاريخ الحضارات القديمة. دار الوراق للنشر. ص. 620.
37. ↑  طه باقر (2009). مقدمة في تاريخ الحضارات القديمة. دار الوراق للنشر. ص. 467.
38. ↑  طه باقر (2009). مقدمة في تاريخ الحضارات القديمة. دار الوراق للنشر. ص. 441.
39. ↑  طه باقر (2009). مقدمة في تاريخ الحضارات القديمة. دار الوراق للنشر. ص. 468-469.
40. ↑  طه باقر (2009). مقدمة في تاريخ الحضارات القديمة. دار الوراق للنشر. ص. 466.
41. ↑  طه باقر (2009). مقدمة في تاريخ الحضارات القديمة. دار الوراق للنشر. ص. 469.
42. ↑  طه باقر (2009). مقدمة في تاريخ الحضارات القديمة. دار الوراق للنشر. ص. 470.
43. ↑  طه باقر (2009). مقدمة في تاريخ الحضارات القديمة. دار الوراق للنشر. ص. 472-474.
44. ↑  محمود أمهز (2010). في تاريخ الشرق الأدنى القديم. دار النهضة العربية. ص. 194-193. مؤرشف من الأصل في 2022-04-11.
45. ↑  مارغريت روتن (1984). تاريخ بابل. دار منشورات عويدات. ص. 31-32. مؤرشف من الأصل في 2022-04-09.
46. ↑  طه باقر (2009). مقدمة في تاريخ الحضارات القديمة. دار الوراق للنشر. ص. 474-478.
47. ↑  محمود أمهز (2010). في تاريخ الشرق الأدنى القديم. دار النهضة العربية. ص. 195.
48. ↑  مارغريت روتن (1984). تاريخ بابل. دار منشورات عويدات. ص. 36. مؤرشف من الأصل في 2022-04-08.
49. ↑  محمود أمهز (2010). في تاريخ الشرق الأدنى القديم. دار النهضة العربية. ص. 205-206. مؤرشف من الأصل في 2022-04-11.
50. ↑  طه باقر (2009). مقدمة في تاريخ الحضارات القديمة. دار الوراق للنشر. ص. 499.
51. ↑  طه باقر (2009). مقدمة في تاريخ الحضارات القديمة. دار الوراق للنشر. ص. 509.
52. ↑  مارغريت روتن (1984). تاريخ بابل. دار منشورات عويدات. ص. 37. مؤرشف من الأصل في 2022-04-08.
53. ↑  طه باقر (2009). مقدمة في تاريخ الحضارات القديمة. دار الوراق للنشر. ص. 510.
54. ↑  طه باقر (2009). مقدمة في تاريخ الحضارات القديمة. دار الوراق للنشر. ص. 508.
55. ↑  طه باقر (2009). مقدمة في تاريخ الحضارات القديمة. دار الوراق للنشر. ص. 561.
56. ↑  طه باقر (2009). مقدمة في تاريخ الحضارات القديمة. دار الوراق للنشر. ص. 513.
57. ↑  طه باقر (2009). مقدمة في تاريخ الحضارات القديمة. دار الوراق للنشر. ص. 564.
58. ↑  طه باقر (2009). مقدمة في تاريخ الحضارات القديمة. دار الوراق للنشر. ص. 571.
59. ↑  مارغريت روتن (1984). تاريخ بابل. دار منشورات عويدات. ص. 37-38. مؤرشف من الأصل في 2022-04-08.
60. ↑  جورج كونتينو (1937). الحياة اليومية في بلاد بابل واشور. دار الشؤون الثقافية العام. ص. 455.
61. 1 2  مارغريت روتن (1984). تاريخ بابل. دار منشورات عويدات. ص. 39.
62. ↑  طه باقر (2009). مقدمة في تاريخ الحضارات القديمة. دار الوراق للنشر. ص. 574.
63. ↑  طه باقر (2009). مقدمة في تاريخ الحضارات القديمة. دار الوراق للنشر. ص. 577.
64. ↑  طه باقر (2009). مقدمة في تاريخ الحضارات القديمة. دار الوراق للنشر. ص. 579-580.
65. ↑  طه باقر (2009). مقدمة في تاريخ الحضارات القديمة. دار الوراق للنشر. ص. 582-583.
66. ↑  طه باقر (2009). مقدمة في تاريخ الحضارات القديمة. دار الوراق للنشر. ص. 603-606.
67. ↑  العراق القديم (دار الشؤون الثقافية العامة). العراق القديم (ط. 1963). جورج رو. ص. 506-509. مؤرشف من الأصل في 11 أبريل 2022. اطلع عليه بتاريخ 2022-03-03. {{استشهاد بكتاب}}: تحقق من التاريخ في: |سنة= (مساعدة)
68. ↑  محمود أمهز (2010). في تاريخ الشرق الأدنى القديم. دار النهضة العربية. ص. 292-293. مؤرشف من الأصل في 2022-04-11.
69. ↑  مارغريت روتن (1983). تاريخ بابل. دار منشورات عويدات. ص. 166.
70. ↑  طه باقر (2009). مقدمة في تاريخ الحضارات القديمة. دار الوراق للنشر. ص. 606.
71. ↑  جورج رو (1963). العراق القديم. دار الشؤون الثقافية العامة. ص. 510-511. مؤرشف من الأصل في 2022-04-11.
72. ↑  طه باقر (2009). مقدمة في تاريخ الحضارات القديمة. دار الوراق للنشر. ص. 607-611.
73. ↑  محمود أمهز (2010). في تاريخ الشرق الأدنى القديم. دار النهضة العربية. ص. 294-295.
74. ↑  طه باقر (2009). مقدمة في تاريخ الحضارات القديمة. دار الوراق للنشر. ص. 611-612.
75. ↑  جورج صامويل كلاسون (1926). اغنى رجل في بابل. دار بنجوين للنشر. ص. 58.
76. ↑  جورج رو (1963). العراق القديم. دار الشؤون الثقافية العامة. ص. 518.
77. ↑  محمود أمهز (2010). في تاريخ الشرق الأدنى القديم. دار النهضة العربية. ص. 300. مؤرشف من الأصل في 2022-04-11.
78. ↑  طه باقر (2009). مقدمة في تاريخ الحضارات القديمة. 638. دار الوراق للنشر.
79. ↑  جورج رو (1963). العراق القديم. دار الشؤون الثقافية العامة. ص. 547-548. مؤرشف من الأصل في 2022-04-21.
80. ↑  جورج رو (1963). العراق القديم. دار الشؤون الثقافية العامة. ص. 552. مؤرشف من الأصل في 2022-04-09.
81. 1 2  طه باقر (2009). مقدمة في تاريخ الحضارات القديمة. دار الوراق للنشر. ص. 654.
82. ↑  طه باقر (2009). مقدمة في تاريخ الحضارات القديمة. دار الوراق للنشر. ص. 655.
83. ↑  مارغريت روتن (1984). تاريخ بابل. دار منشورات عويدات. ص. 174. مؤرشف من الأصل في 2022-04-21.
84. ↑  جميل نخلة المدور (1979). تاريخ بابل وآشور. مؤسسة هنداوي. ص. 26. مؤرشف من الأصل في 2022-04-21.
85. ↑  غوستاف لوبون (الطبعة الأولى 1883). حضارة بابل وأشور. دار الرافدين. ص. 108. مؤرشف من الأصل في 11 أبريل 2022. {{استشهاد بكتاب}}: تحقق من التاريخ في: |سنة= (مساعدة)
86. ↑  طه باقر (2009). مقدمة في تاريخ الحضارات القديمة. دار الوراق للنشر. ص. 618.
87. 1 2 3  غوستاف لوبون (الطبعة الأولى 1882). حضارة بابل وأشور. دار الرافدين. ص. 116-117. مؤرشف من الأصل في 21 أبريل 2022. {{استشهاد بكتاب}}: تحقق من التاريخ في: |سنة= (مساعدة)
88. ↑  مارغريت روتن (1984). تاريخ بابل. دار منشورات عويدات. ص. 98. مؤرشف من الأصل في 2022-04-21.
89. ↑  جورج صامويل كلاسون (1926). اغنى رجل في بابل. دار بنجوين للنشر. ص. 56-59. مؤرشف من الأصل في 2022-04-21.
90. ↑  طه باقر (2009). مقدمة في تاريخ الحضارات القديمة. دار الوراق للنشر. ص. 622.
91. ↑  جورج رو (1963). العراق القديم. دار الشؤون الثقافية العامة. ص. 524. مؤرشف من الأصل في 2022-04-08.
92. ↑  طه باقر (2009). مقدمة في تاريخ الحضارات القديمة. دار الوراق للنشر. ص. 523.
93. ↑  طه باقر (2009). مقدمة في تاريخ الحضارات القديمة. دار الوراق للنشر. ص. 524-525.
94. ↑  غوستاف لوبون (الطبعة الأولى 1882). حضارة بابل وأشور. دار الرافدين. ص. 112. مؤرشف من الأصل في 21 أبريل 2022. {{استشهاد بكتاب}}: تحقق من التاريخ في: |سنة= (مساعدة)
95. ↑  غوستاف لوبون (الطبعة الأولى 1882). حضارة بابل وأشور. دار الرافدين. ص. 111-112. مؤرشف من الأصل في 21 أبريل 2022. {{استشهاد بكتاب}}: تحقق من التاريخ في: |سنة= (مساعدة)
96. ↑  غوستاف لوبون (الطبعة الأولى 1882). حضارة بابل وأشور. دار الرافدين. ص. 118. مؤرشف من الأصل في 21 أبريل 2022. {{استشهاد بكتاب}}: تحقق من التاريخ في: |سنة= (مساعدة)
97. ↑  جورج رو (1963). العراق القديم. دار الشؤون الثقافية العامة. ص. 27. مؤرشف من الأصل في 2022-04-21.
98. ↑  غوستاف لوبون (الطبعة الأولى 1882). حضارة بابل وأشور. دار الرافدين. ص. 108. مؤرشف من الأصل في 21 أبريل 2022. {{استشهاد بكتاب}}: تحقق من التاريخ في: |سنة= (مساعدة)
99. ↑  جورج كونتينو (1937). الحياة اليومية في بلاد بابل واشور. دار الشؤون الثقافية العامة. ص. 492. مؤرشف من الأصل في 2022-04-21.
100. ↑  جورج كونتينو (1937). الحياة اليومية في بلاد بابل واشور. دار الشؤون الثقافية العامة. ص. 494. مؤرشف من الأصل في 2022-04-21.
101. ↑  جورج رو (1963). العراق القديم. دار الشؤون الثقافية العامة. ص. 530-532. مؤرشف من الأصل في 2022-04-21.
102. ↑  مارغريت روتن (1983). تاريخ بابل. دار منشورات عويدات. ص. 169. مؤرشف من الأصل في 2022-04-11.
103. ↑  مارغريت روتن (1984). تاريخ بابل. دار منشورات عويدات. ص. 129–131. مؤرشف من الأصل في 2022-04-11.
104. ↑  طه باقر (2009). مقدمة في تاريخ الحضارات القديمة. دار الوراق للنشر. ص. 640.
105. ↑  مارغريت روتن (1984). تاريخ بابل. دار منشورات عويدات. ص. 93-94. مؤرشف من الأصل في 2022-04-21.
106. ↑  جورج رو (1963). العراق القديم. دار الشؤون الثقافية العامة. ص. 526. مؤرشف من الأصل في 2022-04-21.
107. ↑  مارغريت روتن (1984). تاريخ بابل. دار منشورات عويدات. ص. 91-92. مؤرشف من الأصل في 2022-04-21.
108. ↑  مارغريت روتن (1984). تاريخ بابل. دار منشورات عويدات. ص. 88. مؤرشف من الأصل في 2022-04-21.
109. ↑  مارغريت روتن (1984). تاريخ بابل. دار منشورات عويدات. ص. 89-90. مؤرشف من الأصل في 2022-04-21.
110. ↑  طه باقر (2009). مقدمة في تاريخ الحضارات القديمة. دار الوراق للنشر. ص. 626.
111. ↑  مارغريت روتن (1984). تاريخ بابل. دار منشورات عويدات. ص. 101-100.
112. ↑  غوستاف لوبون (الطبعة الأولى 1882). حضارة بابل وأشور. دار الرافدين. ص. 109. مؤرشف من الأصل في 21 أبريل 2022. {{استشهاد بكتاب}}: تحقق من التاريخ في: |سنة= (مساعدة)
113. ↑  مارغريت روتن (1984). تاريخ بابل. دار منشورات عويدات. ص. 149-153. مؤرشف من الأصل في 2022-04-11.
114. ↑  مارغريت روتن (1984). تاريخ بابل. دار منشورات عويدات. ص. 127. مؤرشف من الأصل في 2022-04-21.
115. ↑  جورج رو (1963). العراق القديم. دار الشؤون الثقافية العامة. ج. 527. مؤرشف من الأصل في 2022-04-21.
116. ↑  جورج رو (1963). العراق القديم. دار الشؤون الثقافية العامة. ص. 528. مؤرشف من الأصل في 2022-04-21.
117. ↑  مارغريت روتن (1984). تاريخ بابل. دار منشورات عويدات. ص. 111. مؤرشف من الأصل في 2022-04-21.
118. ↑  جورج كونتينو (1937). الحياة اليومية في بلاد بابل واشور. دار الشؤون الثقافية العامة. ص. 259. مؤرشف من الأصل في 2022-04-21.
119. ↑  طه باقر (2009). مقدمة في تاريخ الحضارات القديمة. دار الوراق للنشر. ص. 628.
120. ↑  مارغريت روتن (1984). تاريخ بابل. دار منشورات عويدات. ص. 104. مؤرشف من الأصل في 2022-04-21.
121. ↑  مارغريت روتن (1984). تاريخ بابل. دار منشورات عويدات. ص. 115-116. مؤرشف من الأصل في 2022-04-11.
122. ↑  جورج كونتينو (1937). الحياة اليومية في بلاد بابل واشور. دار الشؤون الثقافية العام. ج. 474. مؤرشف من الأصل في 2022-04-21.
123. ↑  مارغريت روتن (1984). تاريخ بابل. دار منشورات عويدات. ص. 121-122. مؤرشف من الأصل في 2022-04-21.
124. ↑  مارغريت روتن (1984). تاريخ بابل. دار منشورات عويدات. ص. 129–131. مؤرشف من الأصل في 2022-04-11.
125. ↑  طه باقر (2009). مقدمة في تاريخ الحضارات القديمة. دار الوراق للنشر. ص. 627.
126. ↑  جورج كونتينو (1937). الحياة اليومية في بلاد بابل واشور. دار الشؤون الثقافية العام. ص. 450. مؤرشف من الأصل في 2022-04-21.
127. ↑  طه باقر (2009). مقدمة في تاريخ الحضارات القديمة. دار الوراق للنشر. ص. 503-504.
128. ↑  غوستاف لوبون (الطبعة الأولى 1883). حضارة بابل واشور. دار الرافدين. ص. 53. مؤرشف من الأصل في 21 أبريل 2022. {{استشهاد بكتاب}}: تحقق من التاريخ في: |سنة= (مساعدة)
129. ↑  غوستاف لوبون (الطبعة الأولى 1883). حضارة بابل واشور. دار الرافدين. ص. 56. مؤرشف من الأصل في 21 أبريل 2022. {{استشهاد بكتاب}}: تحقق من التاريخ في: |سنة= (مساعدة)
130. ↑  غوستاف لوبون (الطبعة الأولى 1883). حضارة بابل واشور. دار الرافدين. ص. 52. مؤرشف من الأصل في 21 أبريل 2022. {{استشهاد بكتاب}}: تحقق من التاريخ في: |سنة= (مساعدة)
131. 1 2  غوستاف لوبون (الطبعة الأولى 1883). حضارة بابل واشور. دار الرافدين. ص. 60. مؤرشف من الأصل في 21 أبريل 2022. {{استشهاد بكتاب}}: تحقق من التاريخ في: |سنة= (مساعدة)
132. ↑  غوستاف لوبون (الطبعة الأولى 1883). حضارة بابل واشور. دار الرافدين. ص. 61. مؤرشف من الأصل في 21 أبريل 2022. {{استشهاد بكتاب}}: تحقق من التاريخ في: |سنة= (مساعدة)
133. ↑  مارغريت روتن (1984). تاريخ بابل. دار منشورات عويدات. ص. 10-11. مؤرشف من الأصل في 2022-04-08.
134. ↑  مارغريت روتن (1984). تاريخ بابل. دار منشورات عويدات. ص. 11-12. مؤرشف من الأصل في 2022-04-08.
135. ↑  جاك دريدا (2015). أبراج بابل. دار الحوار. ص. 27. مؤرشف من الأصل في 2022-04-09.
136. 1 2  جورج رو (1963). العراق القديم. دار الشؤون الثقافية العامة. ص. 522. مؤرشف من الأصل في 2022-04-08.
137. ↑  جورج صامويل كلاسون (1926). اغنى رجل في بابل. دار بنجوين للنشر. ص. 55. مؤرشف من الأصل في 2022-04-09.
138. ↑  مارغريت روتن (1984). تاريخ بابل. دار منشورات عويدات. ص. 14-15. مؤرشف من الأصل في 2022-04-08.
139. ↑  غوستاف لوبون (الطبعة الأولى 1882). حضارة بابل وأشور. دار الرافدين. ص. 104. مؤرشف من الأصل في 8 أبريل 2022. {{استشهاد بكتاب}}: تحقق من التاريخ في: |سنة= (مساعدة)
140. 1 2 3 4  مارغريت روتن (1984). تاريخ بابل. دار منشورات عويدات. ص. 12-14. مؤرشف من الأصل في 2022-04-08.
141. ↑  مارغريت روتن (1984). تاريخ بابل. دار منشورات عويدات. ص. 12. مؤرشف من الأصل في 2022-04-08.
142. ↑  الحموي. معجم البلدان. ج. 1. ص. 309.
143. ↑  الحموي. معجم البلدان. ج. 1. ص. 310.
144. ↑  الحموي. معجم البلدان. ج. 1. ص. 311.
145. ↑  جاك دريدا (2015). أبراج بابل. دار الحوار. ص. 16-17. مؤرشف من الأصل في 2022-04-08.
146. ↑  "مباحثات مع وفد الماني لتطوير مدينة بابل الاثرية". 9 مايو 2022. مؤرشف من الأصل في 2022-05-17.
147. ↑  "مُنى النَفسِ في أَسماءَ لَو تَستَطيعُها". الدِيوان (بالعَربية). البحتري. Archived from the original on 2021-10-13.{{استشهاد ويب}}:  صيانة الاستشهاد: لغة غير مدعومة (link)
148. ↑  "لَكِ يا مَنازِلُ في القُلوبِ مَنازِلُ". الدِيوان (بالعَربية). المتنبي. Archived from the original on 2021-12-06.{{استشهاد ويب}}:  صيانة الاستشهاد: لغة غير مدعومة (link)
149. ↑  "إليك أبيتُ اللعن قطع المناهل". الدِيوان (بالعَربية). محيي الدين بن عربي. Archived from the original on 2022-04-28.{{استشهاد ويب}}:  صيانة الاستشهاد: لغة غير مدعومة (link)
150. ↑  صلاح الدين الصفدي. الوافي بالوفيات. ج. 18. ص. 298.
151. ↑  "لكَ ما يُرَوِّقُهُ الغَمامُ الهاطِلُ". الدِيوان (بالعَربية). أبو المظفر الأبيوردي. Archived from the original on 2022-05-01.{{استشهاد ويب}}:  صيانة الاستشهاد: لغة غير مدعومة (link)
152. ↑  "ألمّ خَيَالٌ مِنْ قُتَيْلَة َ بَعْدَمَا". شَطر (بالعرَبية). الأعشى. Archived from the original on 2022-04-28.{{استشهاد ويب}}:  صيانة الاستشهاد: لغة غير مدعومة (link)
153. ↑  أبو منصور الثعالبي. يتيمة الدهر. ج. 2. ص. 106.
154. ↑  "قَسَماً بِغصن قَوامِهُ المُتَماِيل". الدِيوان (بالعَربية). ابن نباتة المصري. Archived from the original on 2017-07-03.{{استشهاد ويب}}:  صيانة الاستشهاد: لغة غير مدعومة (link)
155. ↑  "لَعَمري لَقَد نَبَّهتِ يا هِندُ مَيِّتاً". الدِيوان (بالعَربية). الفرزدق. Archived from the original on 2021-04-23.{{استشهاد ويب}}:  صيانة الاستشهاد: لغة غير مدعومة (link)
156. ↑  "أمحِي رِسوم الأنس إن شِئت أن تُبقي". بَوابة الشُعراء (بالعَربية). لسان الدين بن الخطيب. Archived from the original on 2022-04-28.{{استشهاد ويب}}:  صيانة الاستشهاد: لغة غير مدعومة (link)
157. ↑  "الحَمدُ لِلَّهِ المُعيدِ المُبدي". الدِيوان (بالعَربية). علي بن الجهم. Archived from the original on 2022-04-28.{{استشهاد ويب}}:  صيانة الاستشهاد: لغة غير مدعومة (link)
158. ↑  "أَمِطِ اللِثامَ عَنِ العِذارِ السائِلِ". الدِيوان (بالعَربية). ابن التعاويذي. Archived from the original on 2022-04-28.{{استشهاد ويب}}:  صيانة الاستشهاد: لغة غير مدعومة (link)
159. ↑  "نُصافي المَعالي وَالزَمانُ مُعانِدٌ". الدِيوان (بالعَربية). الشريف الرضي. Archived from the original on 2021-09-19.{{استشهاد ويب}}:  صيانة الاستشهاد: لغة غير مدعومة (link)
160. ↑  "طربتُ إلى ذلفا فالدّمعُ يسفحُ". كُنوز (بالعَربية). الأخطل. Archived from the original on 2022-04-28.{{استشهاد ويب}}:  صيانة الاستشهاد: لغة غير مدعومة (link)
161. ↑  "إذا ضَاق بالخَطِّيِ مُعتَركُ الوغَى". بَوابة الشُعراء (بالعَربية). أسامة بن منقذ. Archived from the original on 2022-04-28.{{استشهاد ويب}}:  صيانة الاستشهاد: لغة غير مدعومة (link)
162. ↑  "ما رَشَأ الأنسِ بمستأنِس". شَبكة شعر (بالعَربية). ابن الرومي. Archived from the original on 2022-04-28.{{استشهاد ويب}}:  صيانة الاستشهاد: لغة غير مدعومة (link)
163. ↑  "أَما وَهَوىً عَصَيتُ لَهُ العَواذِل". الدِيوان (بالعَرَبية). ابن حيوس. Archived from the original on 2020-01-24.{{استشهاد ويب}}:  صيانة الاستشهاد: لغة غير مدعومة (link)
164. ↑  "وَمُقعَدِ قَومٍ قَد مَشى مِن شَرابِنا". الدِيوان (بالعَربية). الأقيشر الأسدي. Archived from the original on 2022-04-28.{{استشهاد ويب}}:  صيانة الاستشهاد: لغة غير مدعومة (link)
165. ↑  طه باقر (2009). مقدمة في تاريخ الحضارات القديمة. دار الوراق للنشر. ص. 427.

### بِلُغاتٍ أجنبيَّة
1. ↑  Black & Green 1992، صفحة 168.
2. ↑  روبرت كولدفاي (1914). The excavations at Babylon (بأنجليزية). London : Macmillan and Co. p. 33. Archived from the original on 2022-04-08.{{استشهاد بكتاب}}:  صيانة الاستشهاد: لغة غير مدعومة (link)
3. ↑  "Babylon World Heritage Nomination Text". UNESCO. مؤرشف من الأصل في 2020-06-22.
4. 1 2 3  Wilfred G. Lambert, "Babylon: Origins"; in Cancik-Kirschbaum et al. (2011), pp. 71–76.
5. ↑  Olof Pedersén, "Excavated and Unexcavated Libraries in Babylon نسخة محفوظة 2018-11-20 على موقع واي باك مشين.", in Cancik-Kirschbaum et al. (2011), pp. 47–67.
6. 1 2 3 4 5  N. Chevalier, « Les fouilles archéologiques françaises au XIX{{{2}}} قرن », dans (Babylone 2008, p. 513-515)
7. 1 2 3 4 5  J. Marzahn, « Les fouilles archéologiques allemandes », dans (Babylone 2008, p. 516-525)
8. 1 2 3  G. Bergamini, « La mission italienne », dans (Babylone 2008, p. 529-531)
9. 1 2  A. Cavigneaux, « Les fouilles irakiennes : le temple de Nabû sha Harê », dans (Babylone 2008, p. 531-532)
10. ↑  Tertius Chandler. Four Thousand Years of Urban Growth: An Historical Census (1987), St. David's University Press ("etext.org". مؤرشف من الأصل في 2008-02-11. اطلع عليه بتاريخ 2010-04-18.{{استشهاد ويب}}:  صيانة الاستشهاد: BOT: original URL status unknown (link)). (ردمك 0-88946-207-0). See Historical urban community sizes.
11. ↑  "The world's most crowded cities through history". The Telegraph. 30 يونيو 2019. مؤرشف من الأصل في 2019-09-04.
12. ↑  Bringing Babylon back from the dead - CNN Video، مؤرشف من الأصل في 2022-01-07، اطلع عليه بتاريخ 2021-09-29
13. ↑  Arraf, Jane (6 Feb 2021). "In Beleaguered Babylon, Doing Battle Against Time, Water and Modern Civilization". The New York Times (بالإنجليزية الأمريكية). ISSN:0362-4331. Archived from the original on 2021-12-28. Retrieved 2021-09-29.
14. ↑  A. Invernizzi, « Les premiers voyageurs », dans (Babylone 2008, p. 505-507)
15. ↑  J. Taylor, « Les explorateurs britanniques au XIX{{{2}}} قرن », dans (Babylone 2008, p. 508-512)
16. ↑  Republié et augmenté dernièrement : (بالألمانية)
 R. Koldewey, Das wiedererstehende Babylon, Leipzig, 1990
17. 1 2  J. Marzahn, « Les fouilles archéologiques allemandes », dans (Babylone 2008, p. 525)
18. ↑  Margueron J.-C., Babylone, la première mégapole ? //Mégapoles méditerranéennes / Claude Nicolet. Paris, Maisonneuve et Larose, coll. " L’Atelier méditerranéen ", 2000, p. 478.
19. ↑  Georges Roux - Ancient Iraq p 376
20. ↑  (بالإنجليزية) J. Curtis, « The Present Condition of Babylon », dans (Babylon 2011, p. 3-8). Sur ce programme mal documenté, voir notamment le témoignage de D. George, un des responsables de ces chantiers, dans J. Farchakh-Bajjaly, « Reconstruire Babylone… ou mourir », dans Archéologia no 453, mars 2008, p. 24-27. Sur l'instrumentalisation du passé mésopotamien pré-islamique par le régime baasiste : (بالإنجليزية) A. Baram, Culture, History and Ideology in the Formation of Ba'thist Iraq, 1968-89, New York, 1991.
21. ↑  "Saddam removed from ancient Babylon 'brick by brick'". إيه بي سي. 21 أبريل 2003. مؤرشف من الأصل في 2021-05-13.
22. ↑  (بالإنجليزية) J. Curtis, « The Present Condition of Babylon », dans (Babylon 2011, p. 9-17) ; (بالإنجليزية) M. U. Musa, « The Situation of the Babylon Archaeological Site until 2006 », dans (Babylon 2011, p. 19-46). "Final report on damage assessment in Babylon, International Coordination Committee for the Saveguarding of the Cultural Heritage of Iraq, UNESCO, 2009 (consulté le 18 décembre 2011)" (PDF). مؤرشف من الأصل (PDF) في 2023-01-22.
23. ↑  "Cinq nouveaux sites inscrits sur la Liste du patrimoine mondial de l'UNESCO". UNESCO. 5 يوليو 2019. مؤرشف من الأصل في 2022-09-29. اطلع عليه بتاريخ 2019-07-05.
24. ↑  B. André-Salvini, « Les premières mentions historiques et la légende des origines », dans (Babylone 2008, p. 28-29). (بالإنجليزية) W. G. Lambert, « Babylon: origins », dans (Babylon 2011, p. 71-76).
25. ↑  Sayce 1878، صفحة 182.
26. ↑  Ernest A. Budge (1880). The history of Esarhaddon (son of Sennacherib) King of Assyria, B.C. 681-668;. Trübner & Co. ص. 135–136. OCLC:977799662. مؤرشف من الأصل في 2021-03-08.
27. ↑  Sayce، Archibald Henry (1872). The Origin of Semitic Civilisation, Chiefly Upon Philological Evidence. Harrison and Sons. ص. 5. OCLC:459000074. مؤرشف من الأصل في 2021-03-11.
28. ↑   Sayce، Archibald Henry (1875–1889). "Babylon–Babylonia" . موسوعة بريتانيكا (ط. التاسعة). ج. III. ص. 182. {{استشهاد بموسوعة}}: يحتوي الاستشهاد على وسيط غير معروف وفارغs: |1= و|coauthors= (مساعدة)
29. ↑  Liane Jakob-Rost, Joachim Marzahn: Babylon, ed. Staatliche Museen zu Berlin. Vorderasiatisches Museum (Kleine Schriften 4), 2nd ed., Putbus 1990, p. 2
30. ↑  Gelb، I. J. (1994). "The Name of Babylon". في Hess، Richard S.؛ Tsumura، David Toshio (المحررون). I studied inscriptions from before the flood: ancient Near Eastern, literary, and linguistic approaches to Genesis 1–11. Winona Lake, Indiana: Eisenbrauns. ص. 266–269. ISBN:9780931464881. OCLC:31239619.
31. ↑  ديتز أوتو إدزارد  [لغات أخرى]‏: Geschichte Mesopotamiens. Von den Sumerern bis zu Alexander dem Großen, Beck, Munich 2004, p. 121.
32. ↑  Gen. 11:9.
33. ↑  Magnus Magnusson, BC: The Archaeology of the Bible Lands. BBC Publications 1977, pp. 198–199.
34. ↑  ستيفاني دالي  [لغات أخرى]‏، Stephanie (1994). "Nineveh, Babylon and the Hanging Gardens: Cuneiform and Classical Sources Reconciled". Iraq. ج. 56: 45–58. DOI:10.2307/4200384. ISSN:0021-0889. JSTOR:4200384.{{استشهاد بدورية محكمة}}:  صيانة الاستشهاد: أسماء عددية: قائمة المؤلفين (link) صيانة الاستشهاد: أسماء متعددة: قائمة المؤلفين (link) صيانة الاستشهاد: علامات ترقيم زائدة (link)
35. 1 2  ستيفاني دالي  [لغات أخرى]‏، Stephanie (18–22 يوليو 2005). "Babylon as a name for other cities including Nineveh" (PDF). Proceedings of the 51st Rencontre Assyriologique Internationale. SAOC. ج. 62. ص. 25–33. OCLC:938410607. مؤرشف (PDF) من الأصل في 2012-07-30. اطلع عليه بتاريخ 2009-04-11.{{استشهاد بمنشورات مؤتمر}}:  صيانة الاستشهاد: أسماء عددية: قائمة المؤلفين (link) صيانة الاستشهاد: أسماء متعددة: قائمة المؤلفين (link) صيانة الاستشهاد: علامات ترقيم زائدة (link)
36. ↑  Rients de Boer. “Beginnings of Old Babylonian Babylon: Sumu-Abum and Sumu-La-El.” Journal of Cuneiform Studies, vol. 70, The American Schools of Oriental Research, 2018, pp. 53–86
37. ↑  Records of the Past, أرتشيبالد سايس, 2nd series, Vol. 1, 1888, p. 11.
38. ↑  The Seven Great Monarchies of the Ancient Eastern World, جورج رولنسون, Vol. 4, p. 526–527.
39. ↑  D. Charpin  [لغات أخرى]‏, « Paléo-babyloniens (rois) », dans (Joannès (dir.) 2001, p. 622-623)
40. ↑  D. Charpin  [لغات أخرى]‏, Hammu-rabi de Babylone, Paris, 2003 ; (بالإنجليزية) M. Van de Mieroop, King Hammurabi of Babylon: A Biography, Malden, 2004
41. ↑  George 1992، صفحة 15-20.
42. ↑  Margueron 2000، صفحة 463-465.
43. ↑  E. Klengel-Brandt, « La culture matérielle à l'époque paléo-babylonienne », dans (Babylone 2008, p. 58)
44. ↑  O. Pedersen, « Archives et bibliothèques à l'époque paléo et médio-babylonienne », dans (Babylone 2008, p. 102). (بالألمانية)
 H. Klengel, Altbabylonische Texte aus Babylon, Berlin, 1983.
45. ↑  J.-C. Margueron, « Aux origines du plan de Babylone », dans C. Breniquet et C. Kepinski (dir.), Études mésopotamiennes, Recueil de textes offerts à Jean-Louis Huot, Paris, 2001, p. 335 envisage un peuplement simultané des deux rives dès les débuts de la ville. (George 1992, p. 16 et 18) considère qu'une partie de la rive droite est déjà peuplée à la période paléo-babylonienne.
46. ↑  B. André-Salvini, « Inventaire des sources », dans (Babylone 2008, p. 39-47)
47. ↑  D. Charpin  [لغات أخرى]‏, « Hammu-rabi de Babylone et Mari: nouvelles sources, nouvelles perspectives », dans J. Renger (dir.), Babylon: Focus mesopotamischer Geschichte, Wiege früher Gelehrsamkeit, Mythos in der Moderne, Sarrebruck, 1999, p. 111-130.
48. ↑  D. Charpin  [لغات أخرى]‏, « Un quartier de Babylone et ses habitants », dans Bibliotheca Orientalis 42, 1985, p. 265-278.
49. ↑  D. Charpin  [لغات أخرى]‏, « Paléo-babyloniens (rois) », dans (Joannès (dir.) 2001, p. 623-624)
50. ↑  (بالإنجليزية) M. Astour, « The name of the ninth Kassite ruler », dans Journal of the American Oriental Sociey 106, 1986, p. 329. Pour les discussions sur ce point : (بالإنجليزية) H. Gasche, « Babylon's Collapse and Revival », dans H. Gasche, J. A. Armstrong et S. W. Cole (dir.), Dating the Fall of Babylon, A Reappraisal of Second-Millennium Chronology, Gand et Chicago, 1998, p. 83-88 ; J. Freu et M. Mazoyer, Des origines à la fin de l'ancien royaume hittite, Les Hittites et leur histoire 1, Paris, 2007, p. 111-117 ; J. Tavernier, « Les Hittites dans les sources mésopotamiennes », dans I. Klock-Fontanille, S. Biettlot et K. Meshoub (dir.), Identité et altérité culturelles : le cas des Hittites dans le Proche-Orient ancien, Bruxelles, 2010, p. 171-192.
51. ↑  B. Lion, « Cassites (rois) », dans (Joannès (dir.) 2001, p. 164)
52. ↑  Radner 2020، صفحة 60.
53. ↑  (بالإنجليزية) T. Oshima, « The Babylonian god Marduk », dans (Leick (dir.), p. 349)
54. ↑  "Chronique P, Col. 4 3'-7' sur Livius.org". مؤرشف من الأصل في 2022-04-07. نسخة محفوظة 20 أبريل 2015 على موقع واي باك مشين.. Épopée de Tukulti-Ninurta : (بالإنجليزية) B. Foster (dir.), Before the Muses: An Anthology of Akkadian Literature, Bethesda, 1993, p. 111-130.
55. ↑  F. Vallat, « Šilhak-Inšušinak », dans (Joannès (dir.) 2001, p. 819)
56. ↑  E. Klengel-Brandt, « La culture matérielle à l'époque kassite », dans (Babylone 2008, p. 110)
57. ↑  George 1992، صفحة 15-16.
58. ↑  F. Joannès, « Babyloniens post-cassites (rois) », dans (Joannès (dir.) 2001, p. 118-119)
59. ↑  F. Joannès, La Mésopotamie au millénaire avant J.-C., Paris, 2000, p. 86-87
60. ↑  Traduction de L. Marti, « Sennachérib, la rage du prince », dans Rois en Mésopotamie. Dossiers d'archéologie no 348, nov.-déc. 2011, p. 58.
61. ↑  S. Lackenbacher, Le Palais sans rival, Le récit de construction en Assyrie, Paris, 1990, p. 63-67
62. ↑  (بالألمانية)
 P. A. Miglus, « Das neue Babylon der Sargoniden », dans J. Renger (dir.), Babylon: Focus mesopotamischer Geschichte, Wiege früher Gelehrsamkeit, Mythos in der Moderne, Sarrebruck, 1999, p. 281-296
63. ↑  F. Joannès, « Néo-babyloniens (rois) », dans (Joannès (dir.) 2001, p. 568-569)
64. ↑  (بالإنجليزية) D. J. Wiseman, Nebuchadrezzar and Babylon, Londres, 1985. (Babylone 2008, p. 234-236)
65. ↑  Radner 2020، صفحة 135.
66. 1 2  O. Pedersen, « Archives et bibliothèques à l'époque néo-babylonienne », dans (Babylone 2008, p. 177-179)
67. ↑  Lawrence Boadt Reading the Old Testament - an introduction (second edition, 2012), chapitre 20, the Exile near its end p.363
68. ↑  F. Joannès, « Achéménides (rois) », dans (Joannès (dir.) 2001, p. 1-4). A. Invernizzi, « Babylone sous domination perse », dans (Babylone 2008, p. 239-241)
69. ↑  J.-J. Glassner, Chroniques mésopotamiennes, Paris, 1993, ص. 204
.
70. ↑  جورج رو (1963). العراق القديم. دار الشؤون الثقافية العامة. ص. 517.
71. 1 2  (بالإنجليزية) R. J. Van der Spek, « The Size and Significance of the Babylonian Temples under the Successors », dans P. Briant et F. Joannès (dir.), La Transition entre l'empire achéménide et les royaumes hellénistiques, Persika 9, Paris, 2005, p. 266-275
72. ↑  مارغريت روتن (1984). تاريخ بابل. دار منشورات عويدات. ص. 173. مؤرشف من الأصل في 2022-04-21.
73. ↑  F. Joannès, « Alexandre le Grand », dans (Joannès (dir.) 2001, p. 33-35). A. Invernizzi, « Les dominations grecque et parthe », dans (Babylone 2008, p. 251). J. Teixidor, « La Babylonie au tournant de notre ère », dans (Babylone 2008, p. 378)
74. ↑  Depuydt, L.. "The Time of Death of Alexander the Great: 11 June 323 BC, ca. 4:00–5:00 pm". Die Welt des Orients 28: 117–135.
75. ↑  F. Joannès, « Hellénistiques (rois) », dans (Joannès (dir.) 2001, p. 377-379)
76. ↑  L. Capdetrey, Le pouvoir séleucide. Territoire, administration, finances d'un royaume hellénistique (312-129 av. J.-C.), Rennes, 2007, p. 52-57
77. ↑  F. Joannès, « Parthes (rois) », dans (Joannès (dir.) 2001, p. 634-636)
78. ↑  P. Briant, Histoire de l'Empire perse, de Cyrus à Alexandre, Paris, 1996, p. 500-503
79. ↑  L. Capdetrey, op. cit., p. 304-305
80. 1 2  A. Invernizzi, « Les dominations grecque et parthe », dans (Babylone 2008, p. 252-253) ; (بالإنجليزية) R. J. Van der Spek, « The theatre of Babylon in cuneiform », dans W. H. van Soldt (dir.), Veenhof Anniversary Volume. Studies presented to Klaas R. Veenhof on the occasion of his sixty-fifth birthday, Leyde, 2001, p.445-456 ; (بالإنجليزية) D. T. Potts, « The politai and the bīt tāmartu: The Seleucid and Parthian Theatres of the Greek Citizens of Babylon », dans (Babylon 2011, p. 239-251).
81. ↑  Sur les archives de cette période, voir notamment (بالإنجليزية) D. Kennedy, Late Babylonian Economic Texts, Londres, 1968 ; (بالإنجليزية) T. Boyt, Late Achaemenid and Hellenistic Babylon, Louvain, 2004 ; (بالإنجليزية) M. J. H. Lissen, The Cults of Uruk and Babylon, The Temple Rituals Texts as Evidence for Hellenistic Cult Practices, Leyde, 2004
82. ↑  Pline l'Ancien, التاريخ الطبيعي (موسوعة), VI, 30
83. ↑  "B. Van der Spek, « The "theater inscription" », Livius.org, non daté (consulté le 15 mars 2011)". مؤرشف من الأصل في 2022-04-07. نسخة محفوظة 5 مايو 2011 على موقع واي باك مشين.
84. ↑  J. Teixidor, « La Babylonie au tournant de notre ère », dans (Babylone 2008, p. 380)
85. ↑  Radner 2020، صفحة 16-18.
86. ↑  Dion Cassius, Histoire romaine, 68, 30.1. À partir de (Radner 2020, p. 17).
87. ↑  (بالإنجليزية) M. J. Geller, « The Last Wedge », dans Zeitschrift für Assyriologie 87, 1997, p. 43-95
88. 1 2  G. Awad, « Bābil », dans Encyclopédie de l'Islam I, Louvain, 1960, p. 846
89. ↑  Margueron 2000، صفحة 454-459.
90. ↑  André-Salvini 2009، صفحة 7-17.
91. ↑  (George 1992, p. 1-72). Le terme لغة سومرية TINTIR est un nom alternatif de Babylone et également celui d'un de ses quartiers, plus couramment appelé Shuanna. Ce texte est évoqué simplement comme Tintir dans la suite de l'article.
92. ↑  Margueron 2000، صفحة 465 et 467.
93. ↑  (André-Salvini 2009, p. 46). Pour donner un ordre d'idée, la population de نينوى à son apogée, deuxième plus grande ville de la Mésopotamie ancienne, a été estimée à approximativement 75 000 personnes sur des bases guère plus assurées ((بالإنجليزية) J. Reade, « Ninive (Nineveh) », dans E. Ebeling, B. Meissner et ديتز أوتو إدزارد  [لغات أخرى]‏ (dir.), موسوعة علم الآشوريات  [لغات أخرى]‏ 9 (5-6), Berlin/New York, 2000, p. 395).
94. ↑  Margueron 2000، صفحة 478.
95. 1 2 3  (Margueron 2000, p. 467)
96. ↑  George 1992، صفحة 23-26.
97. 1 2  André-Salvini 2009، صفحة 47-48 et p. 18 pour la localisation.
98. ↑  George 1992، صفحة 26-28.
99. ↑  Margueron 2000، صفحة 477.
100. ↑  L. Battini, « Les systèmes défensifs à Babylone », dans Akkadica 104-105, 1997, p. 24-57
101. ↑  André-Salvini 2009، صفحة 58-59.
102. ↑  Margueron 2000، صفحة 470-471.
103. ↑  André-Salvini 2009، صفحة 59-61.
104. ↑  Margueron 2000، صفحة 471-472.
105. 1 2  Margueron 2000، صفحة 471.
106. ↑  André-Salvini 2009، صفحة 64-66.
107. ↑  George 1992، صفحة 66-67.
108. ↑  Margueron 2000، صفحة 472.
109. ↑  André-Salvini 2009، صفحة 70-71.
110. ↑  J. Marzahn, La porte d'Ishtar de Babylone, Mayence, 1993. (André-Salvini 2009, p. 71-72)
111. ↑  (بالإنجليزية) C. E. Watanabe, « The Symbolic Role of Animals in Babylon: A Contextual Approach to the Lion, the Bull and the Mušuššu », dans Iraq 77, 2015, p. 215–224
112. 1 2  (Margueron 2000, p. 468-470). (André-Salvini 2009, p. 66-68)
113. 1 2  F. Joannès, La Mésopotamie au millénaire avant J.-C., Paris, 2000, p. 156-159
114. ↑  Margueron 2000، صفحة 468.
115. ↑  André-Salvini 2009، صفحة 68.
116. ↑  Huot 2004، صفحة 186.
117. ↑  Margueron 2000، صفحة 461 et 470.
118. ↑  Pour une contextualisation du cas de Babylone, on trouvera une brève synthèse sur l'urbanisme des villes babyloniennes au dans (بالإنجليزية) H. D. Baker, « Urban form in the First Millennium B. C. », dans (Leick (dir.), p. 66-77)
119. ↑  Margueron 2000، صفحة 473-474.
120. ↑  André-Salvini 2009، صفحة 107-108.
121. ↑  Margueron 2000، صفحة 474-475.
122. ↑  Huot 2004، صفحة 183-184.
123. ↑  André-Salvini 2009، صفحة 49-51.
124. ↑  A. Invernizzi, « Les dominations grecque et parthe », dans (Babylone 2008, p. 253-254)
125. ↑  (André-Salvini 2009, p. 51-53). E. Klengel-Brandt, « La culture matérielle sous l'empire néo-babylonien », dans (Babylone 2008, p. 173) et (Babylone 2008, p. 218-220)
126. 1 2  F. Joannès, « La vie économique et sociale à Babylone dans la Babylonie tardive », dans (Babylone 2008, p. 180-181) ; (بالإنجليزية) O. Pedersen, « Foreign Professionals in Babylon: Evidence from the Archives in the Palace of », dans W. H. Van Soldt (dir.), Ethnicity in Ancient Mesopotamia - Papers Read at the 48th Rencontre Assyriologique Internationale - Leiden, 1-4 July 2002Leyde, 2005, p. 267-272.
127. ↑  André-Salvini 2009، صفحة 55-56.
128. ↑  (بالإنجليزية) C. Wunsch, « The Egibi Family », dans (Leick (dir.), p. 236-247)
129. ↑  (بالإنجليزية) H. Baker, The Archive of the Nappāḫu Family, Vienne, 2004
130. ↑  (بالإنجليزية) M. Jursa, « The Babylonian Economy in the First Millennium B.C. », dans (Leick (dir.), p. 229-232). F. Joannès dans (Babylone 2008, p. 180)
131. ↑  (بالإنجليزية) M. Jursa, « Agricultural Management, Tax Farming and Banking: Aspects of Entrepreneurial Activity in Babylonia in the Late Achaemenid and Hellenistic Periods », dans P. Briant et F. Joannès (dir.), La Transition entre l'empire achéménide et les royaumes hellénistiques, Persika 9, Paris, 2005, p. 137-222
132. ↑  (بالإنجليزية) R. J. Van der Spek, « Cuneiform Documents on Parthian History: The Raimesu Archive. Materials for the study of the standard of living », dans J. Wiesehöfer (dir.), Das Partherreich und seine Zeugnisse. The Arsacid empire: Sources and documentation, Stuttgart, 1998, p. 205-258
133. ↑  Le corpus est éclaté car issu de fouilles clandestines, et est étudié par M. Stolper, par exemple dans (بالإنجليزية) M. W. Stolper, « The Babylonian enterprise of Belesys », dans P. Briant (dir.), Dans les pas des Dix-Mille : peuples et pays du Proche-Orient vus par un Grec, Toulouse, 1995, p. 217-238 ; (بالإنجليزية) Id., « Kasr Texts: Excavated, But Not in Berlin », dans M. T. Roth, W. Farber, M. W. Stolper et P. von Bechtolsheim (dir.), Studies Presented to Robert D. Biggs, June 4, 2004, Chicago, 2007, p. 243-283
134. ↑  (بالإنجليزية) M. Jursa, « The Babylonian Economy in the First Millennium B.C. », dans (Leick (dir.), p. 232-233)
135. ↑  (Margueron 2000, p. 463-465 et 473). F. Joannès dans (Babylone 2008, p. 179-180)
136. ↑  F. Joannès dans (Babylone 2008, p. 179)
137. ↑  George 1992، صفحة 372-373.
138. 1 2  Histories Clio I 196, Herodotus نسخة محفوظة 8 يوليو 2020 على موقع واي باك مشين.
139. ↑  E. Klengel-Brandt, « La culture matérielle sous l'empire néo-babylonien », dans (Babylone 2008, p. 172)
140. ↑  A. Invernizzi, « Babylone sous domination perse », dans (Babylone 2008, p. 240-241)
141. ↑  A. Invernizzi, « Les dominations grecque et parthe », dans (Babylone 2008, p. 255)
142. ↑  A. Invernizzi, « Les dominations grecque et parthe », dans (Babylone 2008, p. 256-257) et présentation des objets aux p. 276-292.
143. 1 2  (Huot 2004, p. 181-182). (André-Salvini 2009, p. 92-94)
144. ↑  F. Joannès, « Akîtu », dans (Joannès (dir.), p. 20-22). (André-Salvini 2009, p. 104-109)
145. ↑  J. Bottéro dans S. N. Kramer, Le Mariage sacré, Paris, 1983, p. 189. F. Joannès, « Mariage sacré », dans (Joannès (dir.) 2001, p. 509)
146. ↑  (بالإنجليزية) P.-A. BeaulieuCatégorie:Utilisation du paramètre auteur dans le modèle article, « Palaces of Babylon and Palaces of Babylonian Kings », في Journal of the Canadian Society for Mesopotamian Studies, vol. 11 & 12, 2017, ص. 
5-14.
147. ↑  F. Joannès, « L'écriture publique du pouvoir à Babylone sous », dans (Babylon 2011, p. 113-120) propose que le palais Nord ait été le siège du pouvoir et de l'administration centrale, le palais Sud ayant peut-être eu une fonction résidentielle ou économique, en admettant que cela demande plus de recherches.
148. ↑  Traduction reprise de (Babylone 2008, p. 235).
149. ↑  André-Salvini 2009، صفحة 78-83.
150. 1 2  H. Gasche, « Les palais perses achéménides de Babylone », dans J. Perrot (dir.), Le palais de Darius à Suse, Une résidence royale sur la route de Persépolis à Babylone, Paris, 2010, p. 446-463 ; Id., « Le Südburg de Babylone : une autre visite », dans (André-Salvini (dir.) 2013, p. 115-126) et J.-C. Margueron, « Le palais "de Nabuchodonosor" à Babylone : un réexamen », dans (André-Salvini (dir.) 2013, p. 77-114).
151. ↑  (بالألمانية)
 E. F. Weidner, « Jojachin, Koenig von Juda, in babylonischen Keilschrifttexten », dans Mélanges syriens offerts a M. René Dussaud, t. 2, Paris, 1939, p. 923-935
152. ↑  André-Salvini 2009، صفحة 87-88.
153. ↑  André-Salvini 2009، صفحة 84-87.
154. ↑  Reade 2000، صفحة 206.
155. ↑  Reade 2000، صفحة 203-204.
156. ↑  André-Salvini 2009، صفحة 91.
157. ↑  A. Invernizzi, « Babylone sous domination perse », dans (Babylone 2008, p. 241-243)
158. ↑  A. Invernizzi, « Les dominations grecque et parthe », dans (Babylone 2008, p. 252)
159. ↑  (بالإنجليزية) R. J. Van der Spek, « The Size and Significance of the Babylonian Temples under the Successors », dans P. Briant et F. Joannès (dir.), La Transition entre l'empire achéménide et les royaumes hellénistiques, Persika 9, Paris, 2005, p. 275-276 et 296-299
160. ↑  I. J. Finkel, « Les jardins suspendus de Babylone », dans P. A. Clayton et M. J. Price (dir.), Les Sept Merveilles du monde, Paris, 1993, p. 38-40 présente les traductions des différentes descriptions des Jardins suspendus.
161. ↑  Reade 2000، صفحة 206-213.
162. ↑  (بالإنجليزية) S. Dalley, « Nineveh, Babylon and the Handing Gardens », dans Iraq LVI, 1994, p. 45-58 ; (بالإنجليزية) Ead., The Mystery of the Hanging Garden of Babylon: An Elusive World Wonder Traced, Oxford, 2013.
163. ↑  (Reade 2000, p. 197) admet la possibilité de Jardins suspendus à Ninive, mais maintient aussi leur présence à Babylone. Avis similaire dans (André-Salvini 2009, p. 88-91). (Huot 2004, p. 176-180) semble accorder plus de crédit aux propositions de Dalley.
164. 1 2  (بالإنجليزية) R. J. van der Spek, « Berossus as a Babylonian Chronicler and Greek Historian », dans R. J. van der Spek (dir.), Studies in Ancient Near Eastern World View and Society, Presented to Marten Stol on the Occasion of his 65th Birthday, Bethesda, 2008, p. 277-318
165. ↑  Babylone 2008، صفحة 333.
166. ↑  Isaiah 39, 2 Kings 20:12, Jeremiah 50:2
167. ↑  F. Joannès, « Marduk », dans (Joannès (dir.) 2001, p. 493-496). (بالإنجليزية) T. Oshima, « The Babylonian god Marduk », dans (Leick (dir.), p. 348-360). J. Marzahn, « Le sanctuaire et le culte de Marduk », dans (Babylone 2008, p. 171)
168. ↑  Frymer-Kensky 2005.
169. ↑  The Encyclopedia of Religion - Macmillan Library Reference USA - Vol. 9 - Page 201
170. ↑  Jastrow 1911، صفحات 217-219.
171. ↑  André-Salvini 2009، صفحة 92.
172. ↑  F. Joannès, « Esagil », dans (Joannès (dir.) 2001, p. 304-306). J. Marzahn, « Le sanctuaire et le culte de Marduk », dans (Babylone 2008, p. 169-170). (André-Salvini 2009, p. 100-104). (بالإنجليزية) A. R. George, « The Bricks of E-Sagil », dans Iraq 57, 1995, p. 173-197 ; Id., « E-sangil and E-temen-anki, the Archetypal Cult-centre? », dans J. Renger (dir.), Babylon: Focus mesopotamischer Geschichte, Wiege früher Gelehrsamkeit, Mythos in der Moderne, Sarrebruck, 1999, p. 67-86.
173. ↑  (George 1992, p. 109-109)
174. ↑  The "Esagila" tablet, Louvre.fr نسخة محفوظة 2021-01-14 على موقع واي باك مشين.
175. ↑  J. Marzahn, « Le sanctuaire et le culte de Marduk », dans (Babylone 2008, p. 169-170). (André-Salvini 2009, p. 109-114). (بالألمانية)
 H. Schmid, Der Tempelturm Etemenanki in Babylon, Mainz, 1995. J. Vicari, La Tour de Babel, Paris, 2000. (بالإنجليزية) A. R. George, « The Tower of Babel: archaeology, history and cuneiform texts », dans Archiv für Orientforschung 51, 2005-2006, p. 75-95
176. ↑  J.-C. Margueron, « Aux origines du plan de Babylone », dans C. Breniquet et C. Kepinski (dir.), Études mésopotamiennes, Recueil de textes offerts à Jean-Louis Huot, Paris, 2001, p. 323-345 propose même que la ziggurat ait servi de point de référence pour un « plan régulateur » de Babylone tracé au moment de sa fondation, ou plutôt d'une refondation qu'il situerait vers la fin de la سلالة أور الثالثة et le début de la période paléo-babylonienne, et resté en vigueur par la suite.
177. ↑  J. Vicari, op. cit., p. 7-33 détaille les différentes propositions de reconstitution de l'apparence de l'édifice. Voir aussi J. Montero-Fenellos, « La tour de Babylone, repensée », dans (Babylone 2008, p. 229-230) et Id., « La ziggurat de Babylone : un monument à repenser », dans (André-Salvini (dir.) 2013, p. 127-146).
178. ↑  André-Salvini 2009، صفحة 114-177.
179. ↑  Hérodote, Histoire, , CLXXXI "نسخة مؤرشفة". مؤرشف من الأصل في 2021-12-21. اطلع عليه بتاريخ 2022-01-08.{{استشهاد ويب}}:  صيانة الاستشهاد: BOT: original URL status unknown (link)
180. ↑  George 1992، صفحة 277.
181. ↑  (George 1992, p. 68-69) ; (بالإنجليزية) U. Steinert, « City Streets: Reflections on Urban Society in the Cuneiform Sources of the Second and First Millennium BCE », dans N. N. May et U. Steinert (dir.), The Fabric of cities : aspects of urbanism, urban topography and society in Mesopotamia, Greece and Rome, Leyde et Boston, 2014, p. 132-137
182. ↑  O. Pedersen, « Archives et bibliothèques à l'époque néo-babylonienne », dans (Babylone 2008, p. 177-178)
183. ↑  D. Charpin  [لغات أخرى]‏, Lire et écrire à Babylone, Paris, 2008, p. 91-92 et 223. A. Cavigneaux, Textes scolaires du temple de Nabû ša harê, Bagdad, 1981 ; (بالألمانية)
 Id., « Nabû ša harê und die Kinder von Babylon », dans Colloquien der Deutschen Orient-Gesellschaft 2, Sarrebruck, 2000, p. 385-391
184. ↑  P.-A. Beaulieu, « De l'Esagil au Mouseion : l'organisation de la recherche scientifique au siècle av. J.-C. », dans P. Briant et F. Joannès (dir.), La Transition entre l'empire achéménide et les royaumes hellénistiques, Persika 9, Paris, 2005, p. 17-36. Voir aussi (بالإنجليزية) P.-A. Beaulieu, « Late Babylonian Intellectual Life », dans (Leick (dir.), p. 473-484)
185. ↑  N. Ziegler, « Épopée d'Erra », dans (Joannès (dir.) 2001, p. 297)
186. ↑  B. Lion, « Théodicée », dans (Joannès (dir.) 2001, p. 848)
187. ↑  F. Joannès, « Bérose », dans (Joannès (dir.) 2001, p. 124-125)
188. ↑  (بالإنجليزية) A. J. Sachs, « The Latest Datable Cuneiform Tablets », dans B. L. Eicher, Kramer Aniversary Volume: cuneiform studies in honor of Samuel Noah Kramer, Neukirschen, 1976, p. 379-398
189. ↑  آسغر آبو, Asger. "The culture of Babylonia: Babylonian mathematics, astrology, and astronomy." The Assyrian and Babylonian Empires and other States of the Near East, from the Eighth to the Sixth Centuries B.C. Eds. John Boardman, I. E. S. Edwards, N. G. L. Hammond, E. Sollberger and C. B. F. Walker. Cambridge University Press, (1991)
190. ↑  "The World's Oldest Writing". Archaeology. مؤرشف من الأصل في 2019-09-05. اطلع عليه بتاريخ 2018-09-11.
191. ↑  Hunger، Herman (1999). "Ziqpu Star Texts". Astral Sciences in Mesopotamia. Brill. ص. 84–90. ISBN:9789004101272.
192. ↑  D. Brown (2000), Mesopotamian Planetary Astronomy-Astrology, Styx Publications, (ردمك 90-5693-036-2).
193. ↑  Asger Aaboe (1958). "On Babylonian Planetary Theories". Centaurus. ج. 5 ع. 3–4: 209–277. DOI:10.1111/j.1600-0498.1958.tb00499.x. ISSN:0008-8994.
194. ↑  A. Aaboe (2 مايو 1974). "Scientific Astronomy in Antiquity". المعاملات الفلسفية للجمعية الملكية. ج. 276 ع. 1257: 21–42. Bibcode:1974RSPTA.276...21A. DOI:10.1098/rsta.1974.0007. JSTOR:74272.
195. ↑  "Time Division". Scientific American. مؤرشف من الأصل في 2019-07-03. اطلع عليه بتاريخ 2018-09-11.
196. ↑  Bello، Ignacio؛ Britton، Jack R.؛ Kaul، Anton (2009)، Topics in Contemporary Mathematics (ط. 9th)، Cengage Learning، ص. 182، ISBN:9780538737791، مؤرشف من الأصل في 2022-11-23.
197. 1 2  Lamb، Evelyn (31 أغسطس 2014)، "Look, Ma, No Zero!"، ساينتفك أمريكان، Roots of Unity، مؤرشف من الأصل في 2015-05-05
198. ↑  The standard sexagesimal notation using semicolon–commas was introduced by Otto Neugebauer in the 1930s. Neugebauer، Otto؛ Sachs، Abraham Joseph؛ Götze، Albrecht (1945)، Mathematical Cuneiform Texts، American Oriental Series، New Haven: American Oriental Society and the American Schools of Oriental Research، ج. 29، ص. 2، مؤرشف من الأصل في 2019-04-02
199. ↑  Fowler and Robson, p. 368.

Photograph, illustration, and description of the root(2) tablet from the Yale Babylonian Collection نسخة محفوظة 13 أغسطس 2012 على موقع واي باك مشين.
High resolution photographs, descriptions, and analysis of the root(2) tablet (YBC 7289) from the Yale Babylonian Collection نسخة محفوظة 2020-07-12 على موقع واي باك مشين.
200. ↑  David Gilman Romano, Athletics and Mathematics in Archaic Corinth: The Origins of the Greek Stadion, American Philosophical Society, 1993, p. 78. "A group of mathematical clay tablets from the Old Babylonian Period, excavated at Susa in 1936, and published by E.M. Bruins in 1950, provide the information that the Babylonian approximation of π was 3⅛ or 3.125." E. M. Bruins, Quelques textes mathématiques de la Mission de Suse, 1950. E. M. Bruins and M. Rutten,  Textes mathématiques de Suse, Mémoires de la Mission archéologique en Iran vol. XXXIV (1961). See also Beckmann، Petr (1971)، A History of Pi، New York: St. Martin's Press، ص. 12, 21–22 "in 1936, a tablet was excavated some 200 miles from Babylon. [...] The mentioned tablet, whose translation was partially published only in 1950, [...] states that the ratio of the perimeter of a regular hexagon to the circumference of the circumscribed circle equals a number which in modern notation is given by 57/60 + 36/(60)2 [i.e. π = 3/0.96 = 25/8]". Jason Dyer, On the Ancient Babylonian Value for Pi, 3 December 2008. نسخة محفوظة 2019-07-03 على موقع واي باك مشين.
201. ↑  Neugebauer 1969، صفحة 36. "In other words it was known during the whole duration of Babylonian mathematics that the sum of the squares on the lengths of the sides of a right triangle equals the square of the length of the hypotenuse."
202. ↑  Høyrup، صفحة 406. "To judge from this evidence alone it is therefore likely that the Pythagorean rule was discovered within the lay surveyors’ environment, possibly as a spin-off from the problem treated in Db2-146, somewhere between 2300 and 1825 BC."  (Db2-146 is an Old Babylonian clay tablet from إشنونة concerning the computation of the sides of a rectangle given its area and diagonal.)
203. ↑  Robson 2008، صفحة 109. "Many Old Babylonian mathematical practitioners … knew that the square on the diagonal of a right triangle had the same area as the sum of the squares on the length and width: that relationship is used in the worked solutions to word problems on cut-and-paste ‘algebra’ on seven different tablets, from Ešnuna, Sippar, Susa, and an unknown location in southern Babylonia."
204. ↑  Eves, Chapter 2.
205. ↑  Boyer (1991). "Greek Trigonometry and Mensuration". A History of Mathematics. John Wiley & Sons. ص. 158–159. ISBN:9780471543978. مؤرشف من الأصل في 2021-12-23.
206. ↑  Maor، Eli (1998). Trigonometric Delights. دار نشر جامعة برنستون. ص. 20. ISBN:0-691-09541-8. مؤرشف من الأصل في 2020-06-01.
207. ↑  Prestini، Elena (2004). The evolution of applied harmonic analysis: models of the real world. Birkhäuser. ISBN:978-0-8176-4125-2. مؤرشف من الأصل في 2022-06-05., p. 62
208. ↑  Rota، Gian-Carlo؛ Palombi، Fabrizio (1997). Indiscrete thoughts. Birkhäuser. ISBN:978-0-8176-3866-5. مؤرشف من الأصل في 2022-11-23., p. 11
209. ↑  Brack-Bernsen، Lis؛ Brack، Matthias (2004). "Analyzing shell structure from Babylonian and modern times". International Journal of Modern Physics E. ج. 13 ع. 1: 247–260. arXiv:physics/0310126. Bibcode:2004IJMPE..13..247B. DOI:10.1142/S0218301304002028. S2CID:15704235.
210. ↑  Emspak، Jesse. "Babylonians Were Using Geometry Centuries Earlier Than Thought". Smithsonian. مؤرشف من الأصل في 2021-08-08. اطلع عليه بتاريخ 2016-02-01.
211. ↑  Rayner-Canham, Marelene, and Geoffrey Rayner-Canham. Women in Chemistry: Their Changing Roles from Alchemical Times to the Mid-Twentieth Century. First edition. Chemical Heritage Foundation, 9 June 2005. 1. Print.
212. ↑  Houlihan، Sherida؛ Wotiz، John H. (يونيو 1975)، "Women in chemistry before 1900"، Journal of Chemical Education، ج. 52، ص. 362، Bibcode:1975JChEd..52..362H، DOI:10.1021/ed052p362
213. ↑  Gabriele Kass-Simon؛ Patricia Farnes؛ Deborah Nash، المحررون (1999). Women of Science: Righting the Record (ط. First Midland Book). Bloomington, Ind.: Indiana Univ. Press. ص. 301. ISBN:9780253208132. مؤرشف من الأصل في 2023-01-17.
214. ↑  Women of science : righting the record (ط. First Midland Book). Bloomington, Ind.: Indiana Univ. Press. 1999. ص. 301. ISBN:9780253208132. مؤرشف من الأصل في 2018-08-06. {{استشهاد بكتاب}}: تجاهل المحلل الوسيط |المحررين= لأنه غير معروف (مساعدة)
215. ↑  Levey، Martin (1973). Early Arabic Pharmacology: An Introduction Based on Ancient and Medieval Sources. Brill Archive. ص. 9. ISBN:90-04-03796-9.
216. ↑  (بالإنجليزية) W. G. Lambert, « The Reign : A Turning Point in the History of Ancient Mesopotamian Religion », dans W. S. McCullough (dir.), The Seed of Wisdom, Toronto, 1964, p. 3-13. (بالإنجليزية) T. Oshima, « The Babylonian god Marduk », dans (Leick (dir.), p. 349-353). (بالإنجليزية) D. Katz, « Reconstructing Babylon: Recycling Mythological Traditions Toward a New Theology », dans (Babylon 2011, p. 123-134).
217. ↑  J. Bottéro et S. N. Kramer, Lorsque les Dieux faisaient l'Homme, Paris, 1989, p. 602-679
218. ↑  (بالإنجليزية) W. Horowitz, « The Babylonian Map of the World », dans Iraq 50, 1988, p. 147-165
219. ↑  J. Bottéro et S. N. Kramer, Lorsque les Dieux faisaient l'Homme, Paris, 1989, p. 641
220. ↑  J.-J. Glassner, « L'Etemenanki, armature du cosmos », dans NABU 2002/32
221. ↑  (بالإنجليزية) A. R. George, « 'Bond of the Lands': Babylon, the Cosmic Capital », dans G. Wilhelm (dir.), Die orientalische Stadt : Kontinuität, Wandel, Bruch, Sarrebruck, 1997, p. 125-145
222. ↑  J.-J. Glassner, Chroniques mésopotamiennes, Paris, 1993, p. 215-230
223. ↑  R. Rollinger, « L'image et la postérité de Babylone dans les sources classiques », dans (Babylone 2008, p. 374-377). Extraits (Babylone 2008, p. 430-434)
224. ↑  (بالألمانية)
 R. Rollinger, Herodots babylonischer Logos. Eine kritische Untersuchung der Glaubwürdigkeitsdiskussion an Hand ausgewählter Beispiele, Innsbrück, 1993 ; (بالإنجليزية) A. Kuhrt, « Babylon », dans E. J. Bakker, I. J. F. de Jong et H. van Wees (dir.), Brill's Companion to Herodotus, Leyde, Boston et Cologne, 2002, p. 475-496.
225. ↑  J. Teixidor, « La Babylonie au tournant de notre ère », dans (Babylone 2008, p. 378-382)
226. ↑  J. García Recio, « L'image de Babylone dans les sources bibliques », dans (Babylone 2008, p. 363-366). Extraits dans (Babylone 2008, p. 426-429).
227. ↑  Discussion sur ce récit et son sens dans M. Ricolleau, Babel : le récit biblique, Bruxelles, 2008.
228. ↑  "Biblical History of Ancient Babylon". Learn Religions. Jack Zavada. December 04, 2019. مؤرشف من الأصل في 3 ديسمبر 2021. {{استشهاد ويب}}: تحقق من التاريخ في: |تاريخ= (مساعدة)
229. ↑  القرآن الكريم. ص. 12-13.
230. ↑  A. Vernay-Nouri, « Babylone dans la tradition arabe », dans (Babylone 2008, p. 390-391)
231. ↑  F. Richard, « Babylone dans la tradition iranienne », dans (Babylone 2008, p. 392-393)
232. ↑  M.-T. Gousset, « Images médiévales de Babylone dans les manuscrits occidentaux », dans (Babylone 2008, p. 384-386).
233. ↑  M.-T. Gousset, « Images médiévales de Babylone dans les manuscrits occidentaux », dans (Babylone 2008, p. 382-384).
234. ↑  S. Allard, « Le Mythe de Babylone du  », dans (Babylone 2008, p. 441-444) et Id., « La Tour de Babel, du  au  siècle », dans (Babylone 2008, p. 456-467)
235. ↑  (بالألمانية)
 C. Markschies, « Babylon bei den Kirchenvätern », dans (Babylon 2011, p. 285-293)
236. ↑  S. Allard, « Le Mythe de Babylone du  au  siècle », dans (Babylone 2008, p. 438-441)
237. ↑  M.-T. Gousset, « Images médiévales de Babylone dans les manuscrits occidentaux », dans (Babylone 2008, p. 385-386) et Ead., « Byzance et la Russie Médiévale », dans (Babylone 2008, p. 389).
238. ↑  Ph. Joutard, « L'empire du Mal », dans L'Histoire n° 301, septembre 2005, p. 44-45
239. ↑  Par exemple la célèbre chanson ريفرز أوف بابيلون chantée par plusieurs artistes et dont les paroles sont reprises du Psaume 137 de la Bible.
240. ↑  ألبرت ماكي, History of Freemasonry (Vol. 1); New York and London: Masonic History Company, 1898/1906; p. 61. نسخة محفوظة 8 مارس 2021 على موقع واي باك مشين.
241. ↑  J.-J. Glassner, La tour de Babylone. Que reste-t-il de la Mésopotamie ?, Paris, 2003, p. 83-87. S. Allard, « Le Mythe de Babylone du  au  siècle », dans (Babylone 2008, p. 444-448)
242. ↑  S. Allard, « Le Mythe de Babylone du », dans (Babylone 2008, p. 448-453)
243. ↑  S. Allard, « Intolérance de D. W. Griffith : Babylone enfin ressuscitée », dans (Babylone 2008, p. 498-500)
244. ↑  J.-J. Glassner, op. cit., p. 199-228
245. ↑  Fordham، Alice (23 فبراير 2021). "'It Was Like Magic': Iraqis Visit Babylon And Other Heritage Sites For 1st Time". NPR.org. مؤرشف من الأصل في 2021-02-23. اطلع عليه بتاريخ 2021-07-29.
246. ↑  "Ancient city of Babylon heads list of new Unesco world heritage sites". The Guardian. 5 يوليو 2019. مؤرشف من الأصل في 2019-11-29. اطلع عليه بتاريخ 2019-07-05.
247. ↑  Bringing Babylon back from the dead - CNN Video، مؤرشف من الأصل في 2022-04-07، اطلع عليه بتاريخ 2021-09-29
248. ↑  "Management Plan of Babylon". unesco.org. مؤرشف من الأصل في 2020-06-22. اطلع عليه بتاريخ 2021-07-29.
249. ↑  "The Future of Babylon". الصندوق العالمي للآثار والتراث. مؤرشف من الأصل في 2022-03-31.
250. 1 2  Black & Green 1992، صفحات 108–109.
251. ↑  Black & Green 1992، صفحة 109.
252. ↑  "معلومات عن إينسي على موقع britannica.com". britannica.com. مؤرشف من الأصل في 2018-08-21.
253. ↑  Kloekhorst، Alwin. "Personal names from Kaniš: the oldest Indo-European linguistic material". مؤرشف من الأصل في 2020-10-26. {{استشهاد بدورية محكمة}}: الاستشهاد بدورية محكمة يطلب |دورية محكمة= (مساعدة)
254. ↑  Johns 1913، صفحة 124–125.
255. ↑  Na’aman 1991، صفحات 251–252.
256. ↑  Heffron & Brisch 2016.
257. ↑  Sommerfeld, W. 1987-90. "Marduk. A. Philologisch. I. In Mesopotamien." In: Reallexikon der Assyriologie und Vorderasiatischen Archäologie 7, p. 362. Berlin: de Gruyter.
258. ↑  Brisch, N. 2007. Tradition and the Poetics of Innovation: Sumerian Court Poetry from the Larsa Dynasty (ca. 2003-1763 BCE). Alter Orient und Altes Testament, 339. Münster: Ugarit-Verlag.  pp.142-56.
259. ↑  Richter, T. 2004. Untersuchungen zu den lokalen Panthea Süd- und Mittelbabyloniens in altbabylonischer Zeit. 2., verbesserte und erweiterte Auflage. Alter Orient und Altes Testament, 257. Münster: Ugarit-Verlag.  p.462 n.1956.
260. ↑  Foster, B.R. 2005.  Before the Muses: an Anthology of Akkadian Literature. 3rd  edition. Bethesda, MD: CDL Press.  pp.472, 475.
261. ↑  Dalley 1997، صفحة 163.
262. ↑  Hinz، Evelyn J. (1976). "Hierogamy versus Wedlock: Types of Marriage Plots and Their Relationship to Genres of Prose Fiction". PMLA. Modern Language Association. ج. 91 ع. 5: 909. DOI:10.2307/461564. JSTOR:461564.
263. ↑  Marcus Junianus Justinus. Epitome of the Philippic History of Pompeius Trogus (بالأنجليزية). Vol. XLII. Archived from the original on 2021-11-03.{{استشهاد بكتاب}}:  صيانة الاستشهاد: لغة غير مدعومة (link)
264. ↑  "Biblical History of Ancient Babylon". Learn Religions. مؤرشف من الأصل في 2022-04-21.
265. ↑  فولتير (1768). The Princess of Babylon (بالانجليزية). Vol. Chapter 1. Archived from the original on 2018-05-15.{{استشهاد بكتاب}}:  صيانة الاستشهاد: لغة غير مدعومة (link)
266. ↑  "Complete National Film Registry Listing". Library of Congress. مؤرشف من الأصل في 2022-04-18. اطلع عليه بتاريخ 2020-05-01.

## مَصادر
عَرَبية
- إسرائيل ولفنسون. «تاريخ اللغات السامية». دار الاعتماد. 1929.
- طه باقر. «مقدمة في تاريخ الحضارات القديمة». دار الوراق للنشر. 2009.
- جورج رو. ترجمة: حسين علوان حسين. «العراق القديم». دار الشؤون الثقافية العامة. 1963.
- مارغريت روتن. ترجمة: زينة عازار وميشال ابي فاضل. «تاريخ بابل». دار مَنشورات عويدات. 1983.
- جميل نخلة. «تاريخ بابل وآشور». دار الهِنداوي للتَعليم والثَقافة.  1979.
- غوستاف لوبون. ترجمة: محمود خيرت المحامي. «حضارة بابل وأشور». دار الرافِدين. 1882.
- جورج كونتينو. ترجمة: سليم التكريتي. «الحياة اليومية في بلاد بابل واشور». دار الشؤون الثقافية العامة. 1937.

أجنَبية
- (باللغة الفرنسية) Francis Joannès, "Dictionnaire de la civilisation mésopotamienne", Paris, Robert Laffont, coll. « Bouquins », 2001.
- (باللغة الإنجليزية) Gwendolyn Leick , "The Babylonian World", Londres et New York, Routledge, 2007.
- (باللغة الفرنسية) Bertrand Lafont , Aline Tenu, Francis Joannes et Philippe Clancier, "La Mésopotamie. De Gilgamesh à Artaban (3300-120 av.J-C)", Paris, Belin, 2017
- (باللغة الألمانية) 2011  Eva Cancik-Kirschbaum, "Babylon : Wissenkultur in Orient und Okzident", Berlin, De Gruyter, coll. Berlin Studies of the Ancient World
- (باللغة الإنجليزية) Andrew R. George, "Babylonian Topographical Texts", Louvain, Leuven Departement Oriëntalistiek, coll. Orientalia Lovaniensia Analecta, 1992.
- (باللغة الإنجليزية) Julian Reade, "Alexander the Great and the Hanging Gardens of Babylon", Iraq 62, p. 195-217, 2000
- (باللغة الإنجليزية) Donald J. Wiseman, "Nebuchadrezzar and Babylon", Oxford, New York et Toronto, Oxford University Press, 1985.
- (باللغة الفرنسية) Béatrice André-Salvini, "Babylone" Paris, Hazan - Musée du Louvre éditions, 2008.
- (باللغة الإنجليزية) Irving J. Finkel et Michael J. Seymour, "Babylon: Myth and Reality" , Londres, British Museum Press, 2008
- (باللغة الإنجليزية) Paul-Alain Beaulieu, "A History of Babylon, 2200 BC - AD 75", Hoboken et Oxford, Wiley-Blackwell, 2018
- (باللغة الإنجليزية) Karen Radner, "A Short History of Babylon", Londres et New York, Bloomsbury Academic, 2020